# Emléktáblák Budapest III. kerületében
Budapest III. kerülete szócikkhez kapcsolódó képgaléria, mely helyi, országos vagy nemzetközi hírű személyekkel, valamint épületekkel, műtárgyakkal, helynevekkel és eseményekkel összefüggő emléktáblákat tartalmaz.

## Galéria

### Emléktáblák

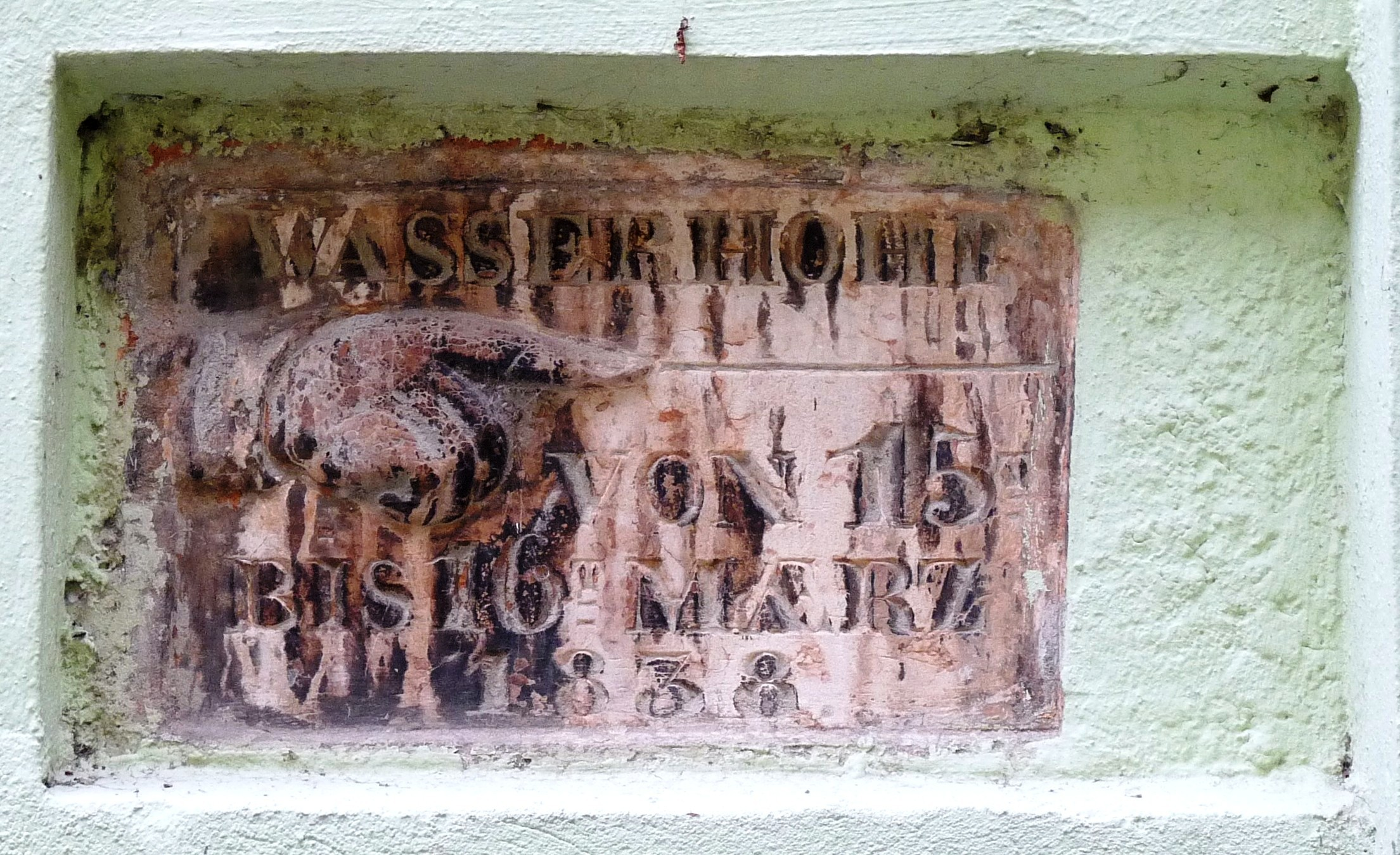
Az 1838-as árvíz,[1] Lajos utca 102/A.
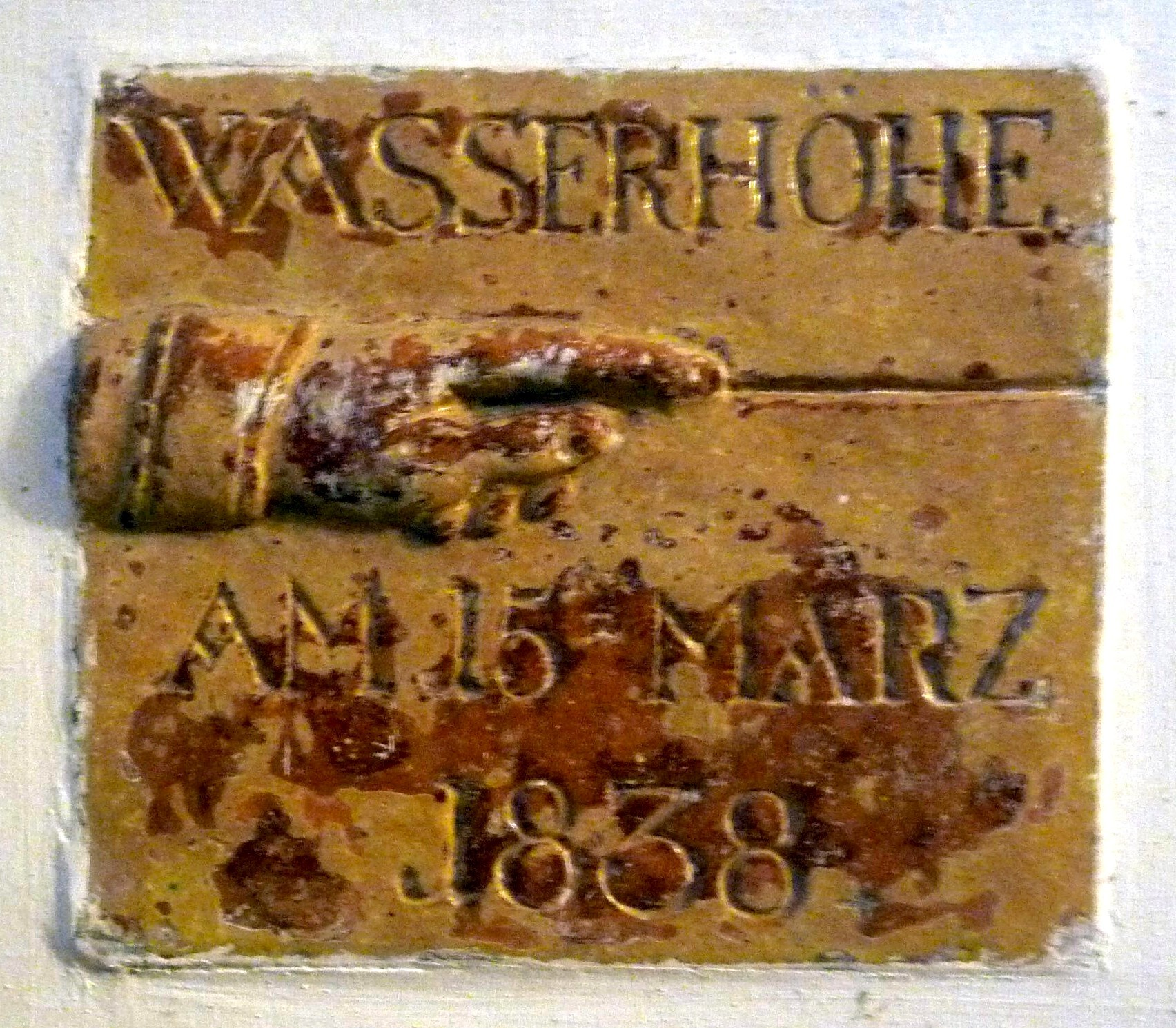
Az 1838-as árvíz,[2] Lajos utca 168.
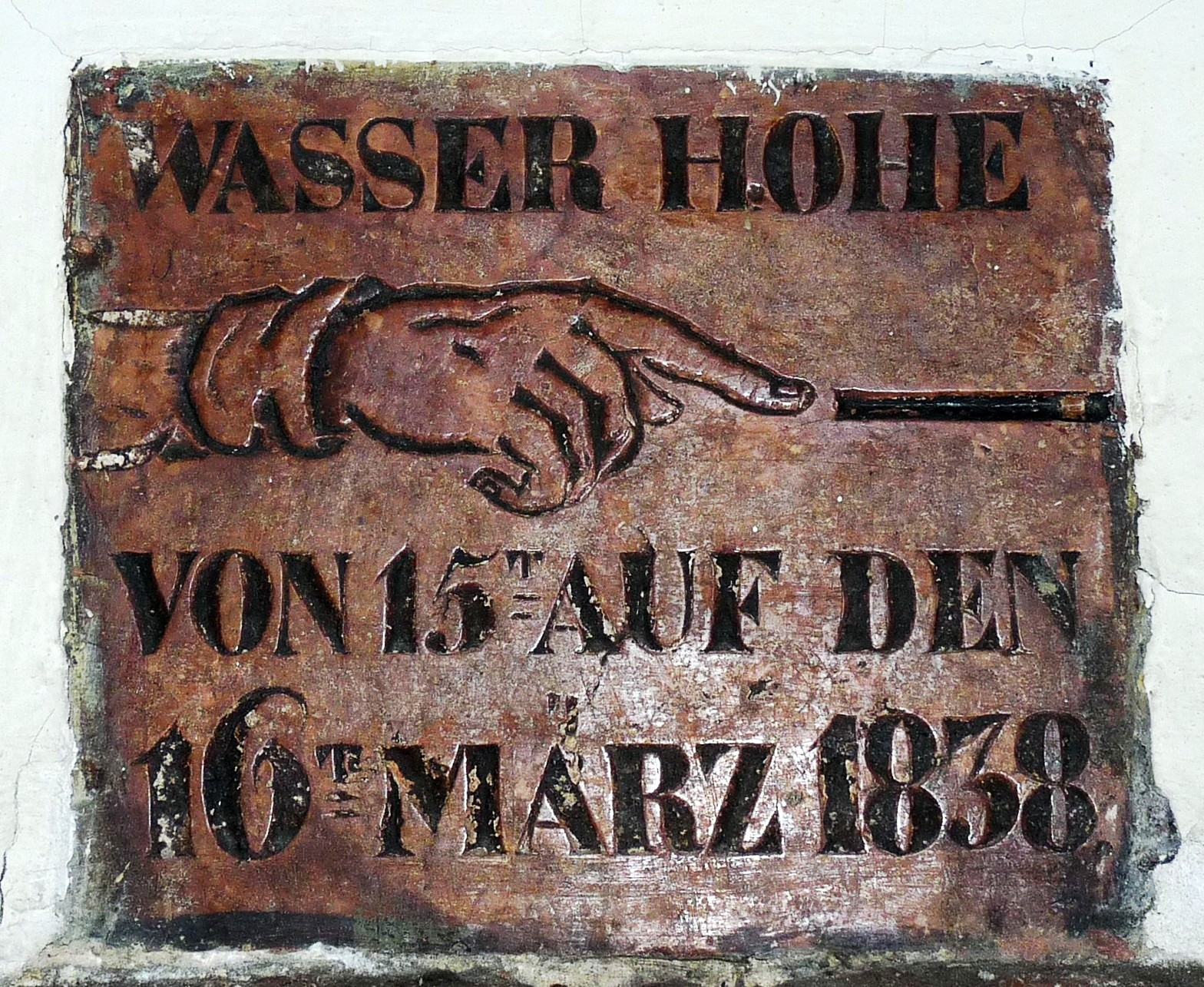
Az 1838-as árvíz,[3] Lajos utca 168.
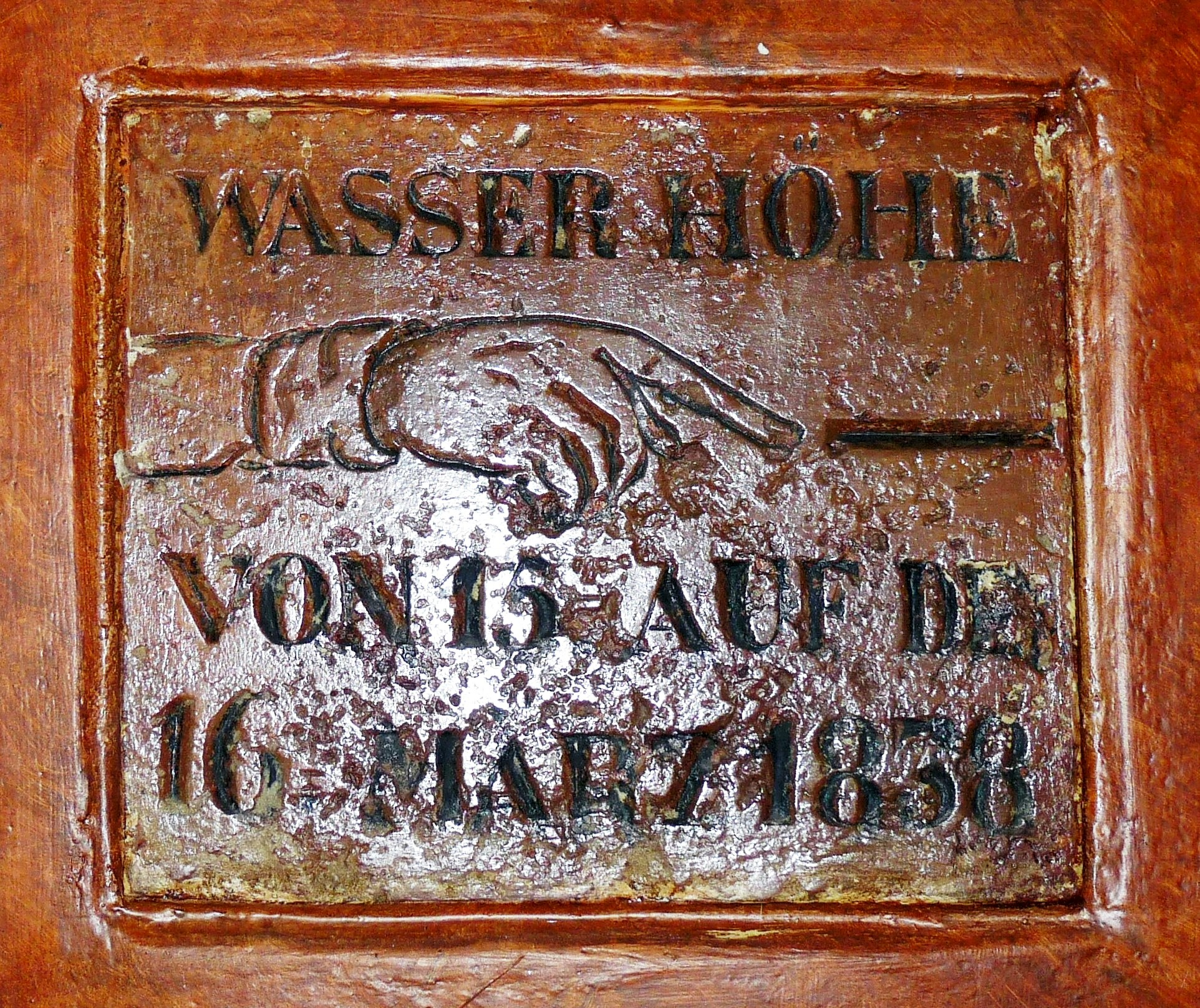
Az 1838-as árvíz,[4] Lajos utca 168.
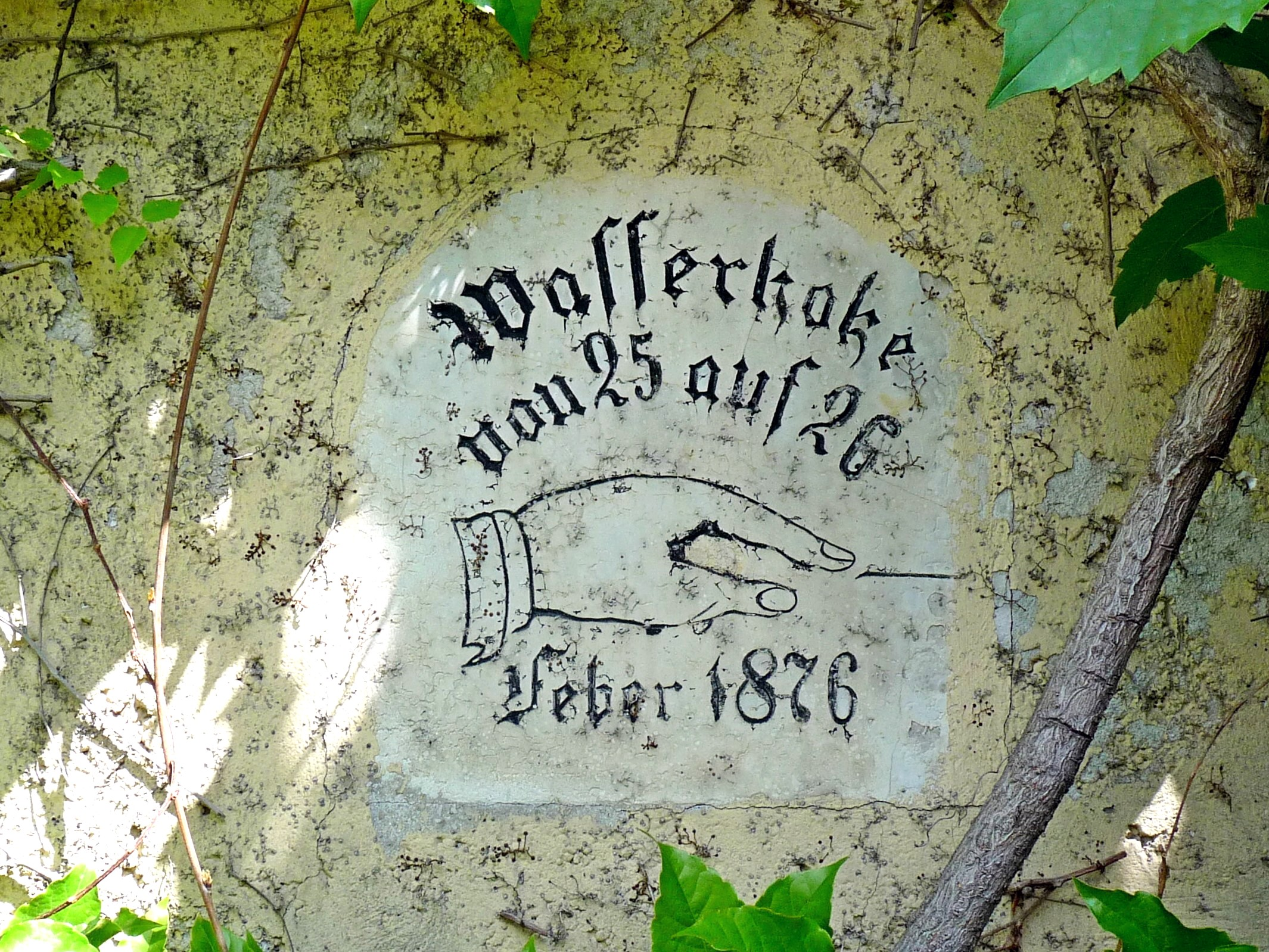
Az 1876-os árvíz, Szentendrei út 69-71.
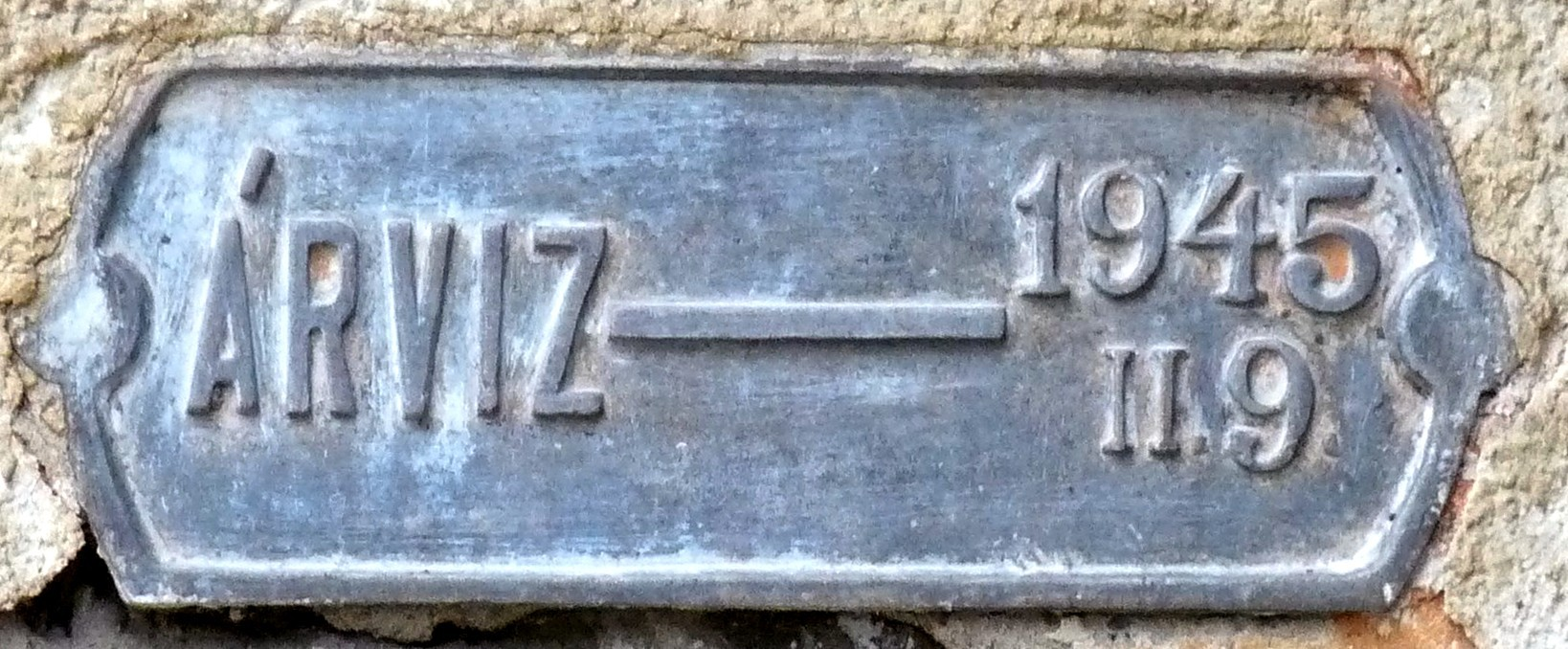
Az 1945-ös árvíz, Kossuth Lajos üdülőpart 67.
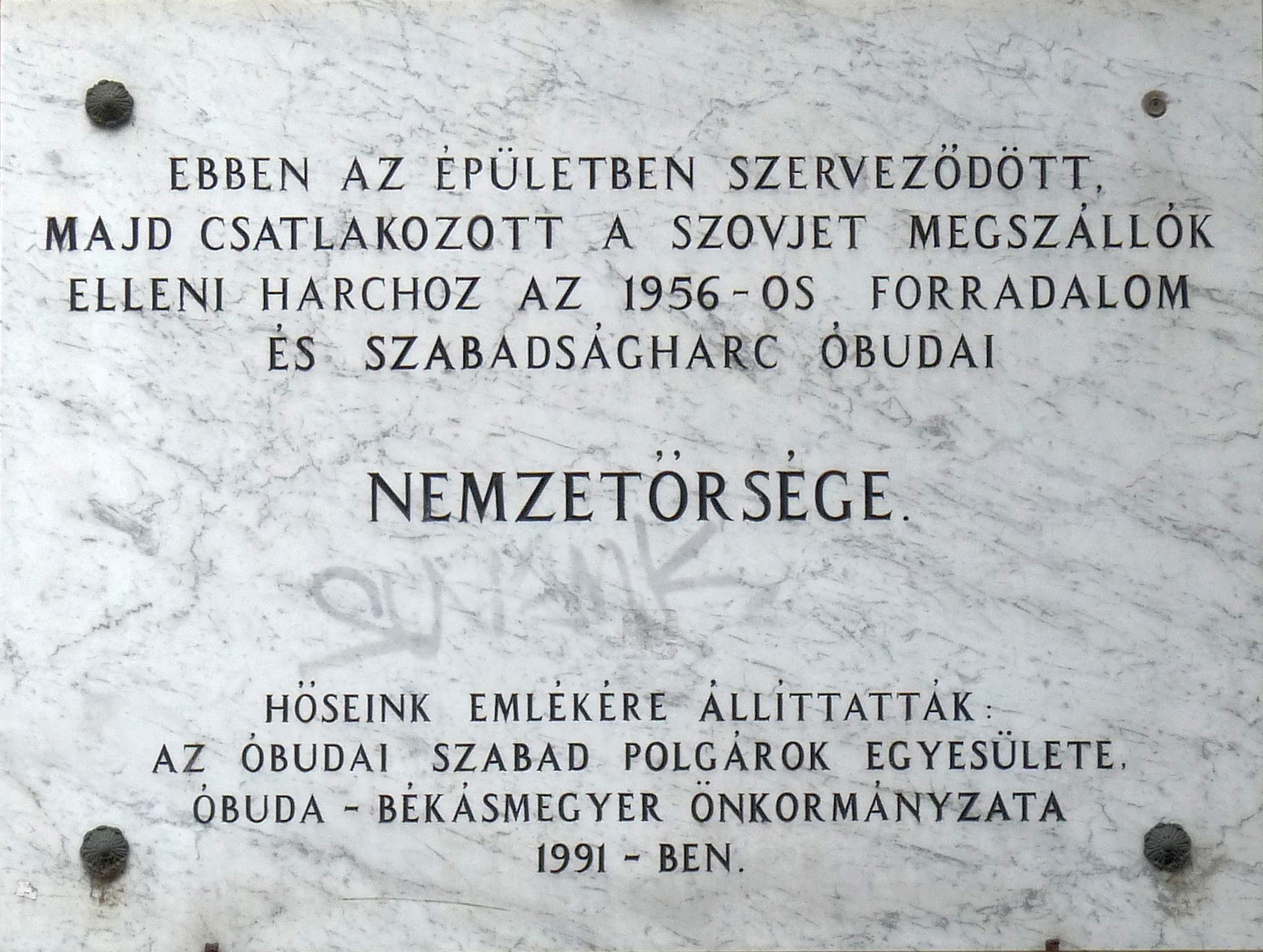
Az 1956-os forradalom emlékére, Tímár utca 11.
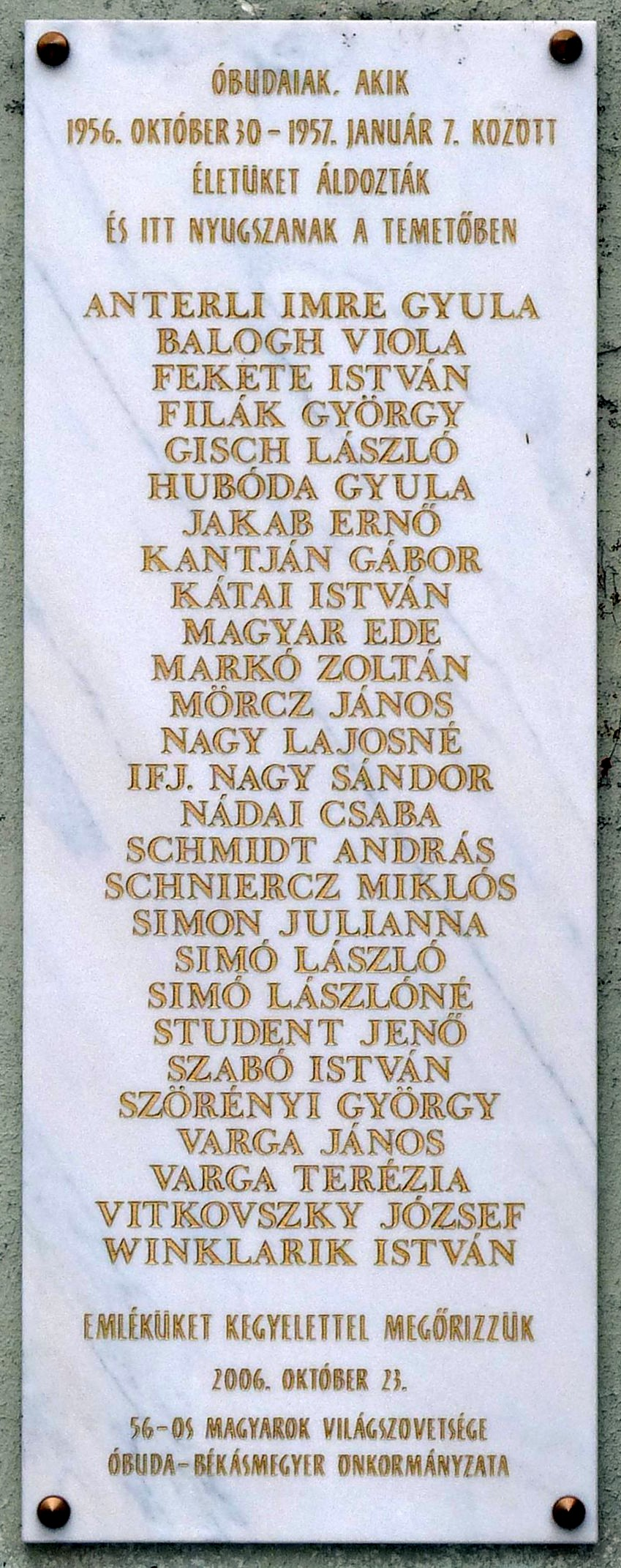
Az 1956-os forradalom óbudai áldozatai, Bécsi út 365.
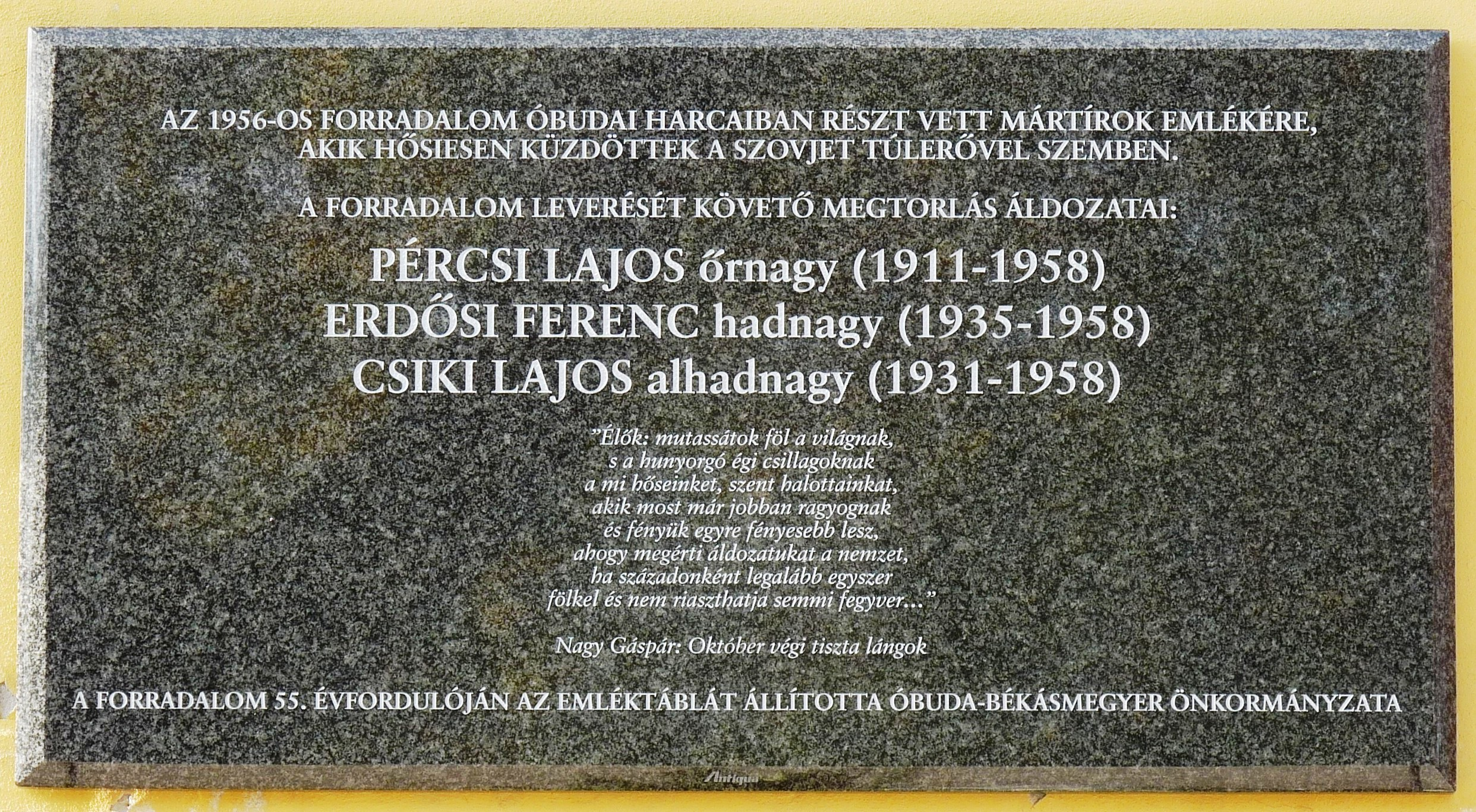
Az 1956-os forradalom óbudai harcainak mártírjai,[5] Kiscelli utca 108.
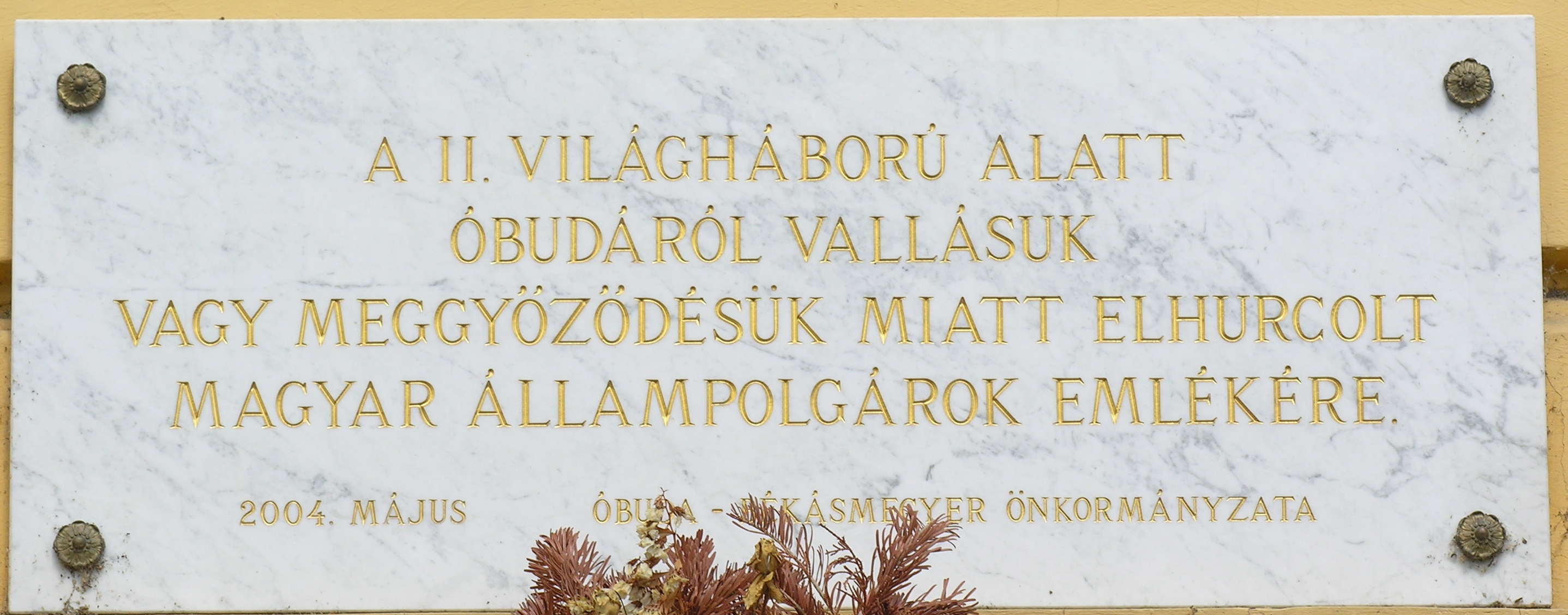
A második világháborúban elhurcoltak emlékére, Fő tér 3.
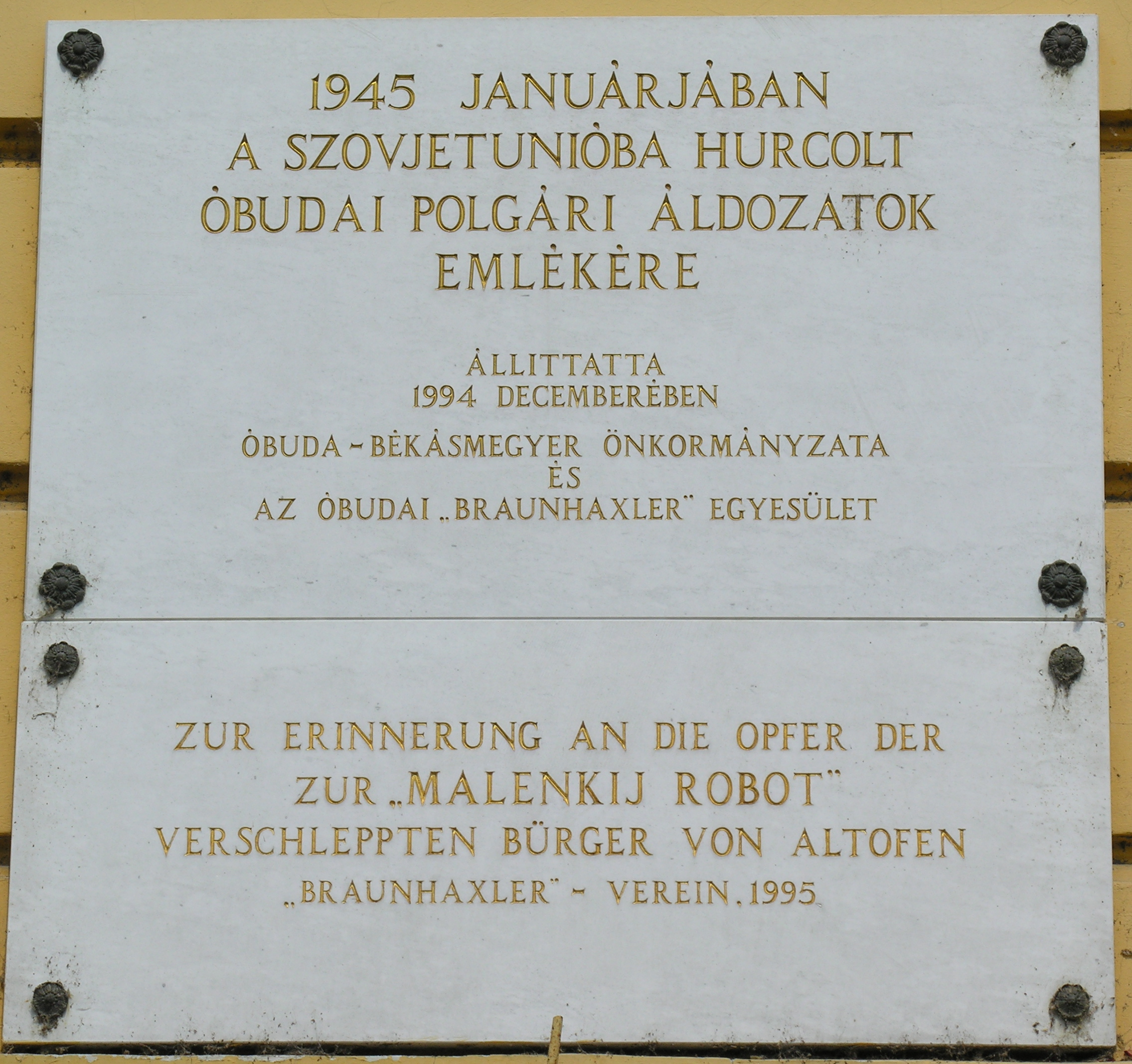
A II. világháború és a málenkij robot emlékére, Fő tér 3.
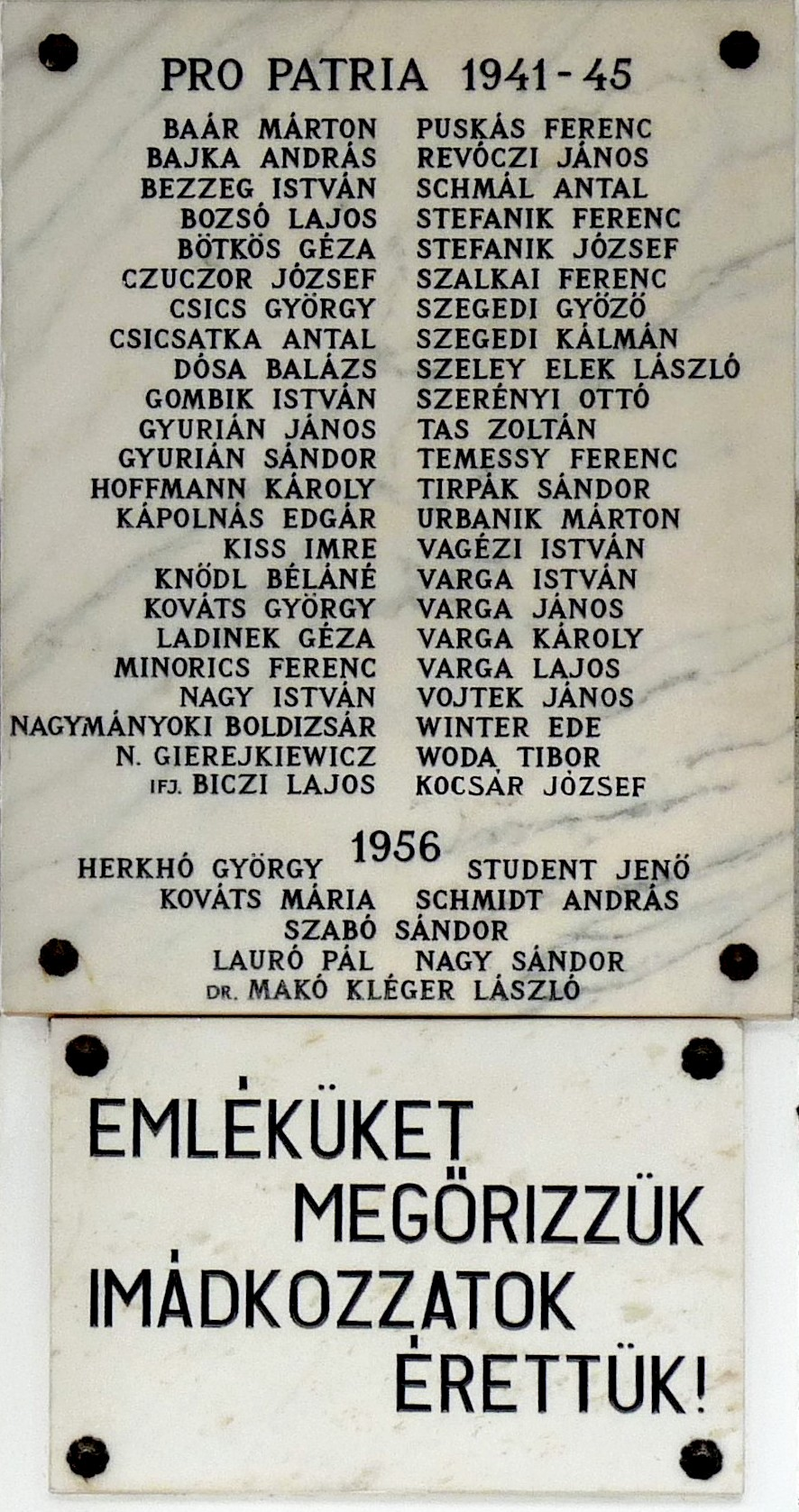
A II. világháború és 1956 áldozatai, Lehel utca 14.
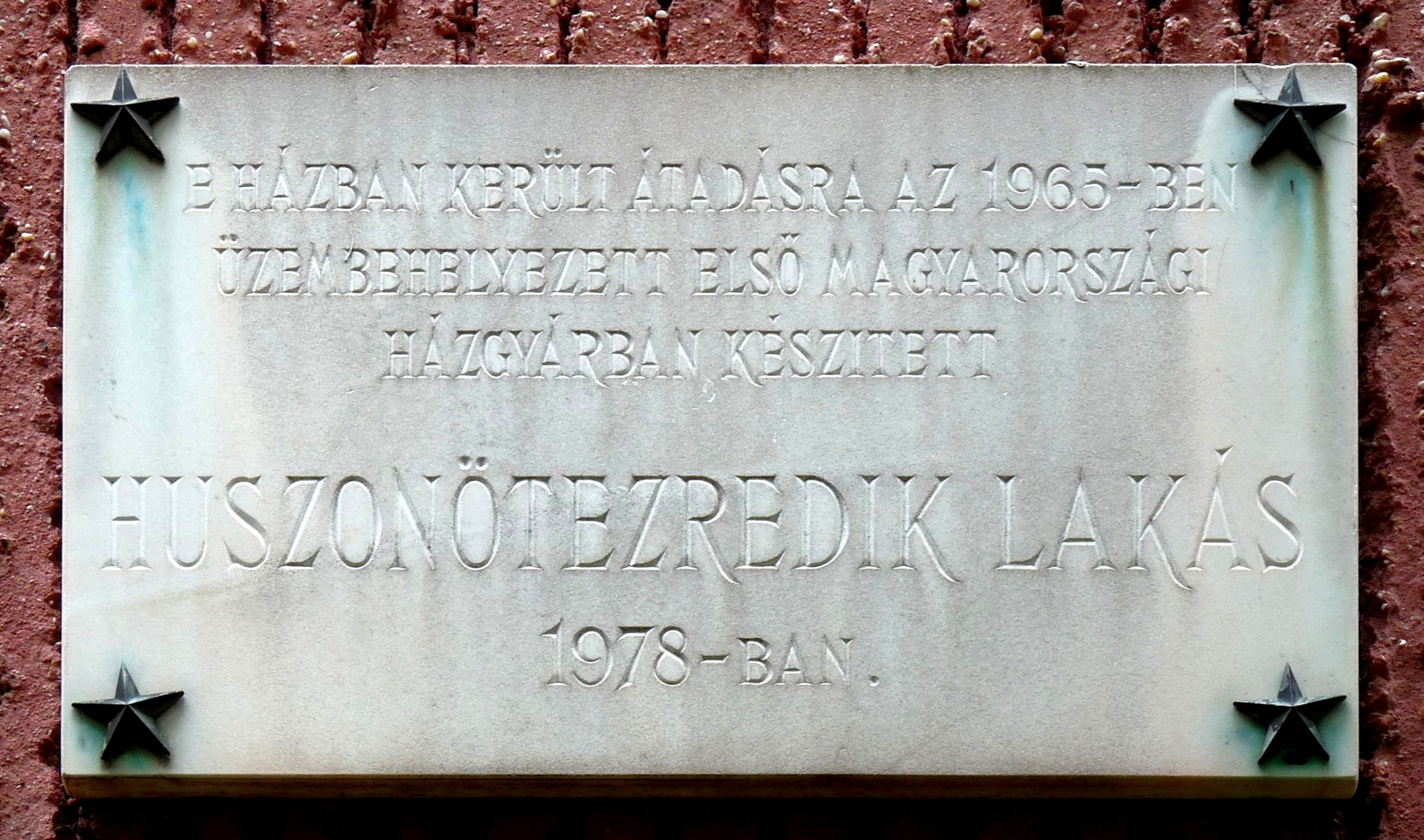
25 000. Házgyári lakás, Bálint György utca 6.
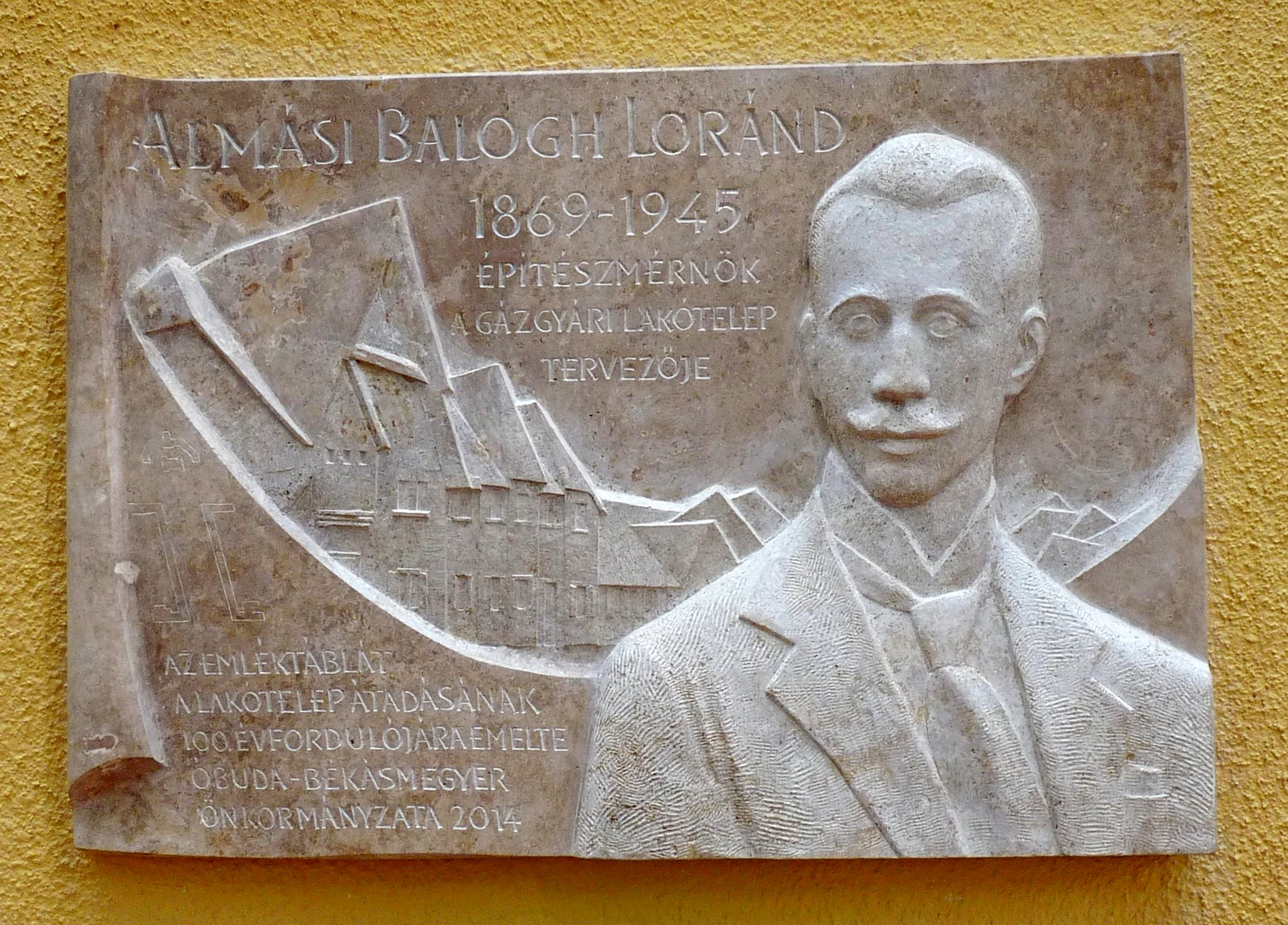
Almási Balogh Loránd, Sujtás utca 20., alkotó: Markolt György
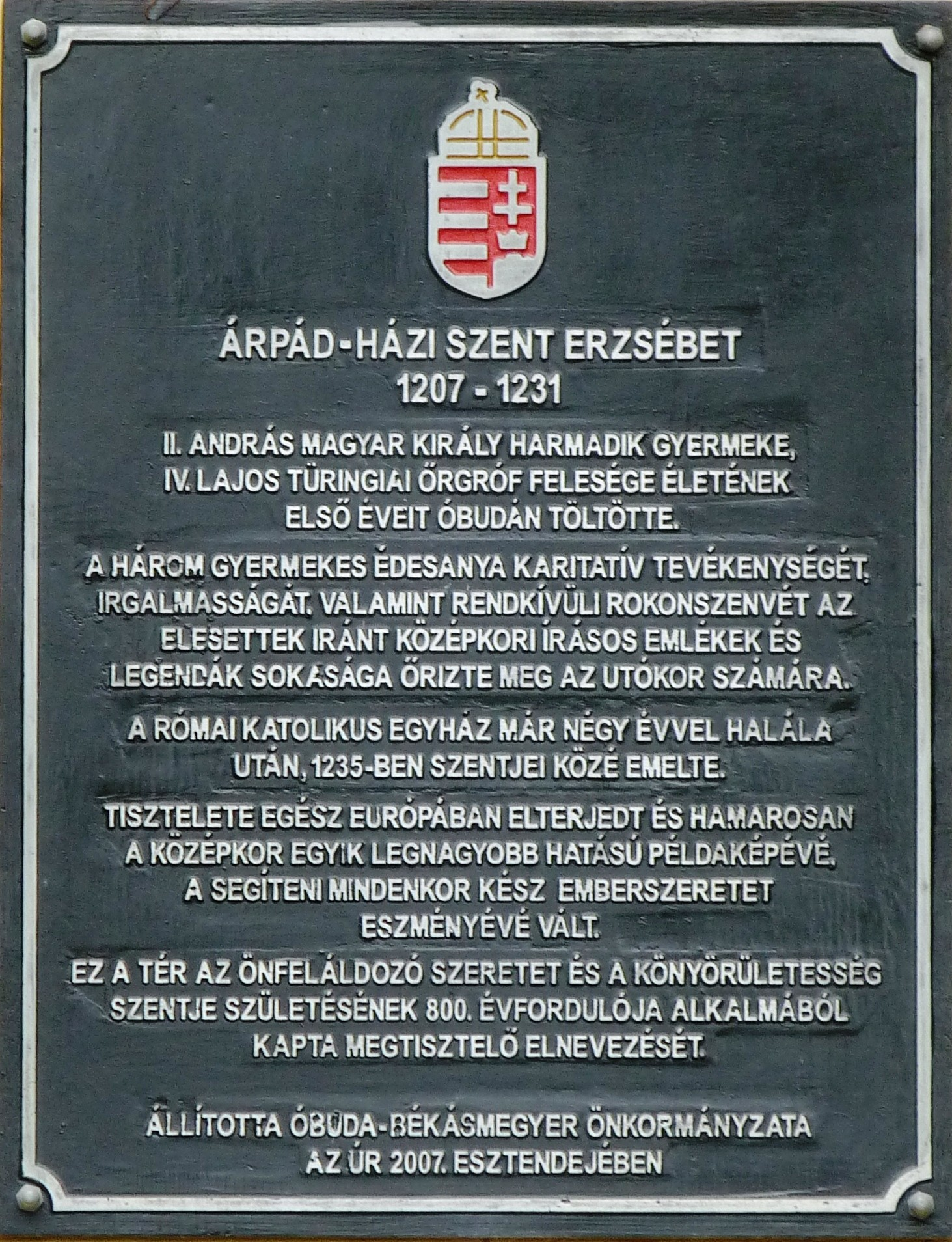
Árpád-házi Szent Erzsébet, Árpád-házi Szent Erzsébet tér
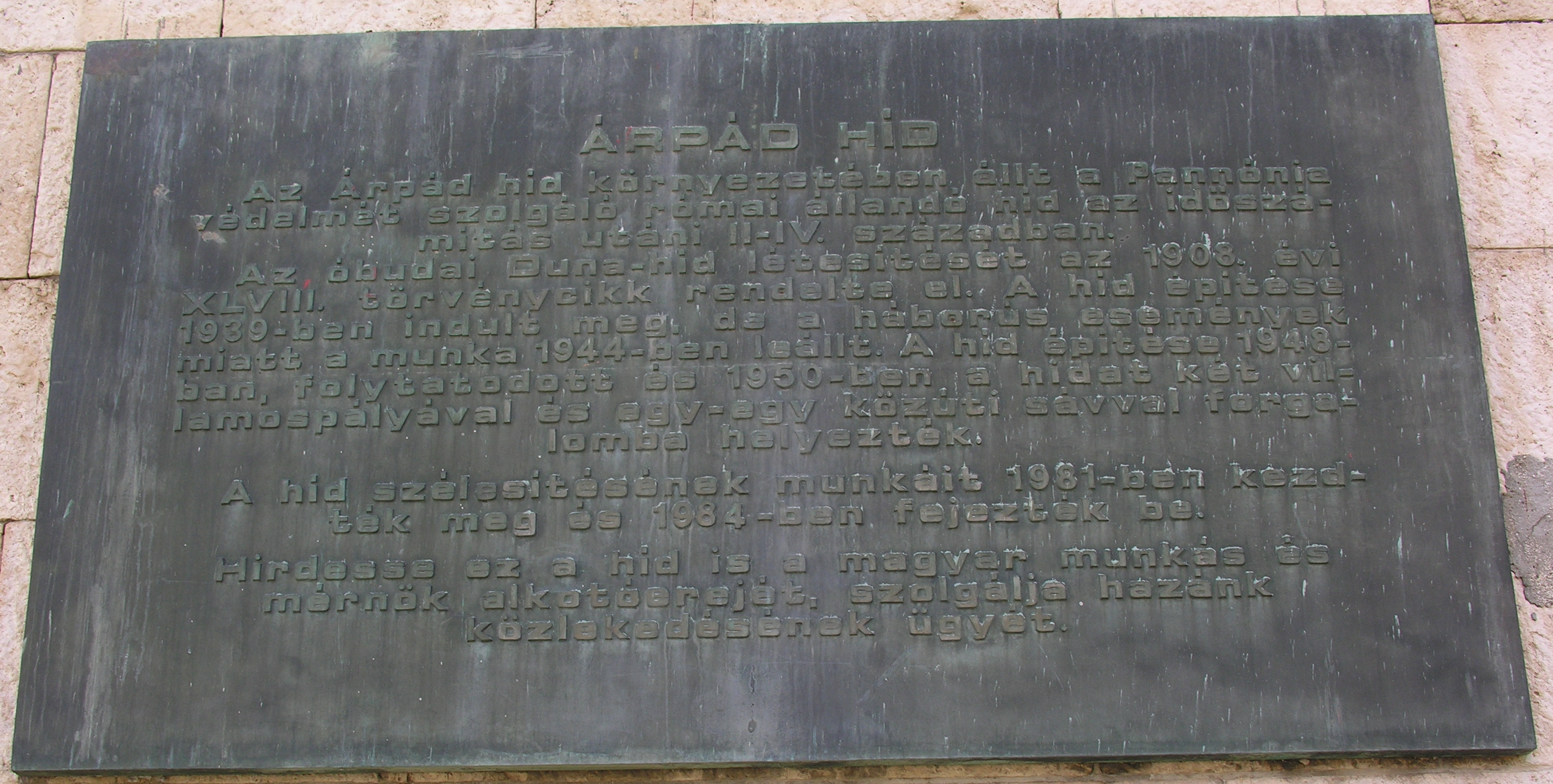
Árpád híd, Szentlélek tér
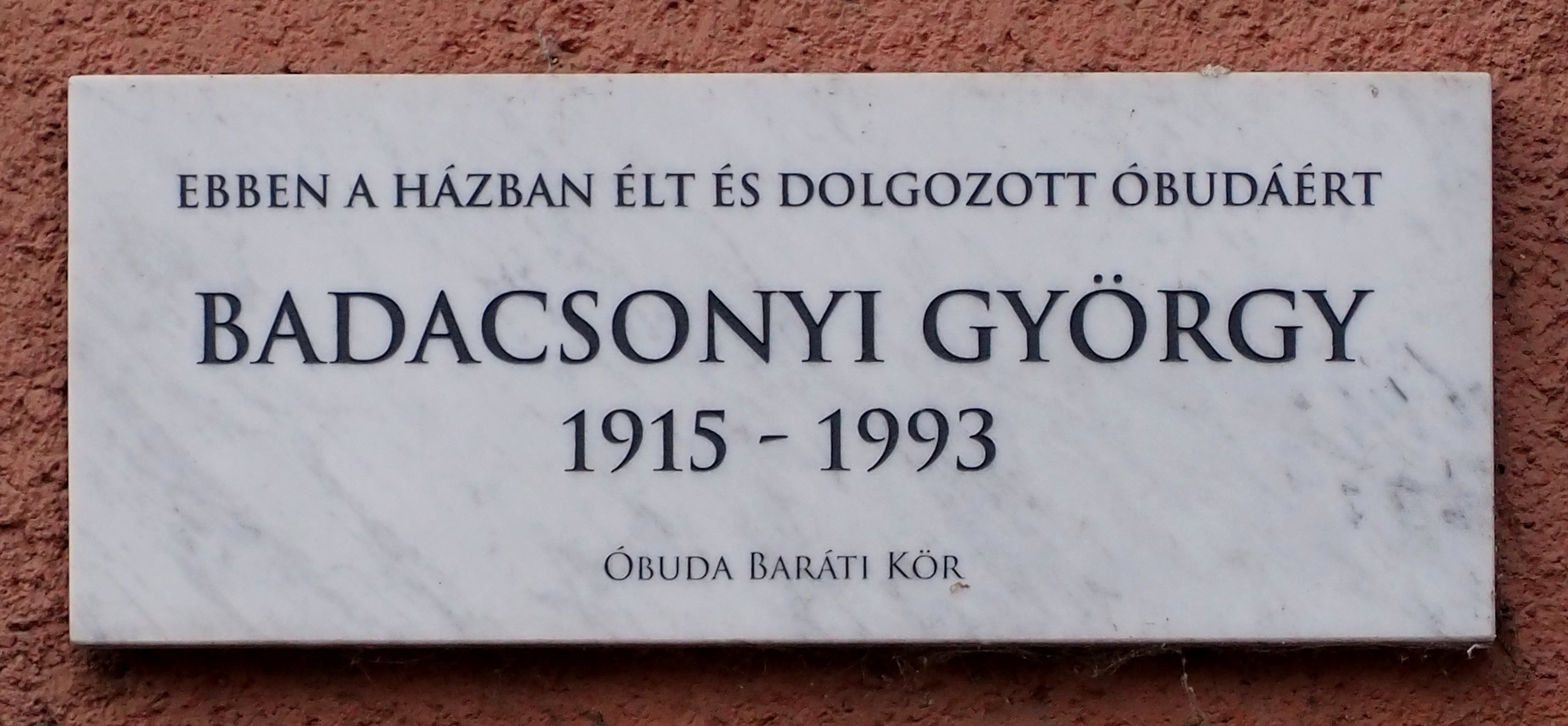
Badacsonyi György, Bécsi út 110/A.
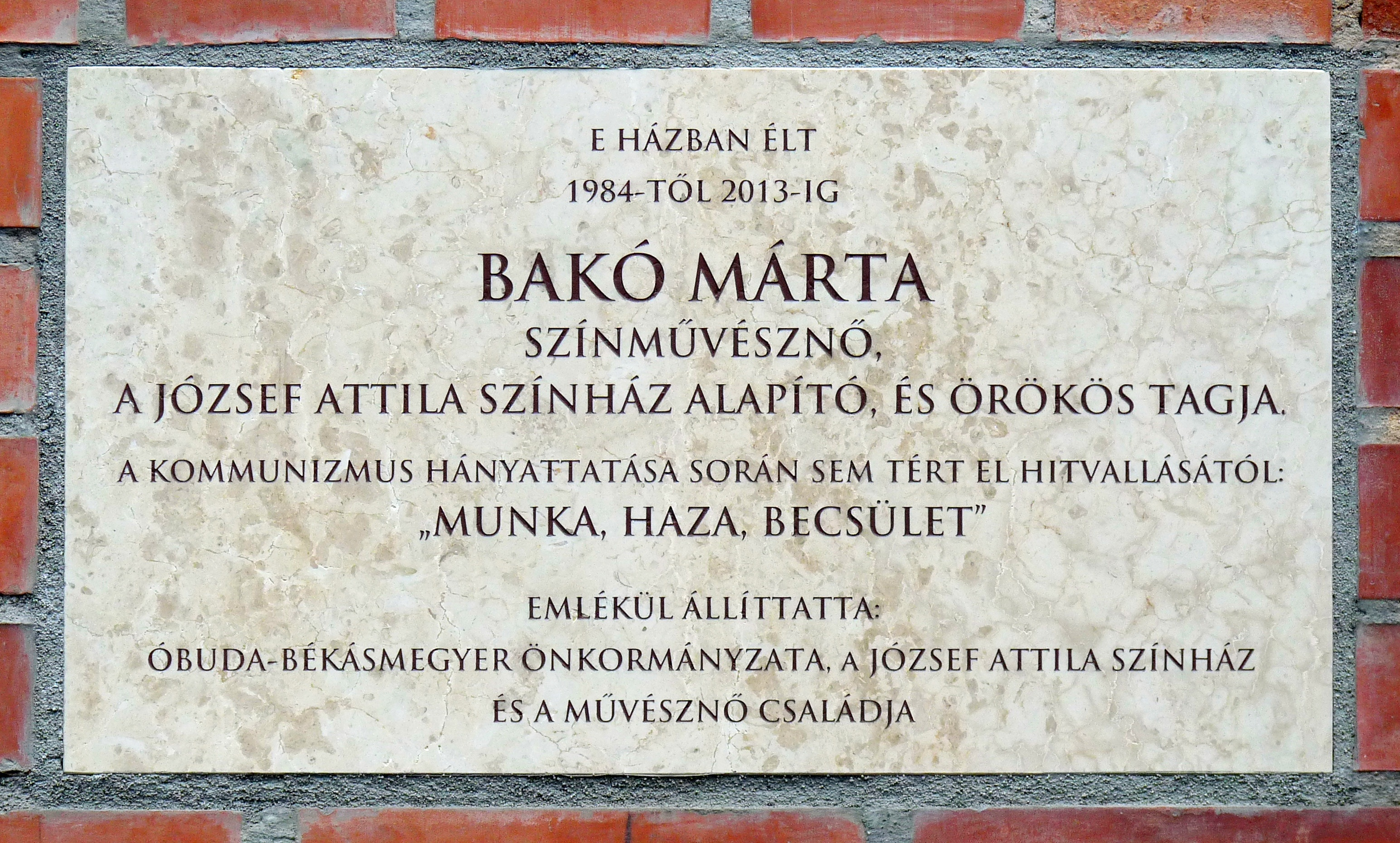
Bakó Márta, Erdőalja út 75/A.
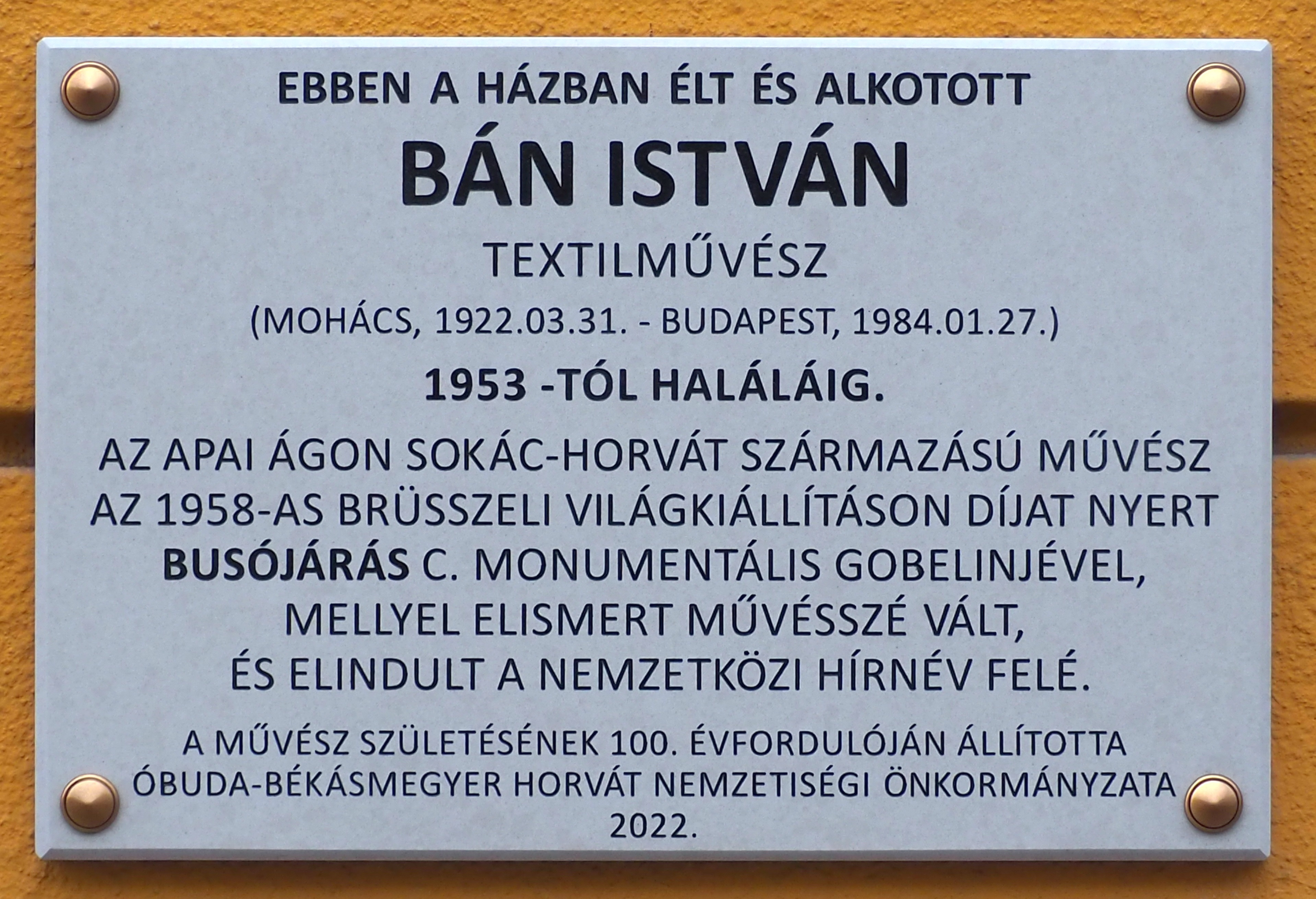
Bán István, Bécsi út 95.
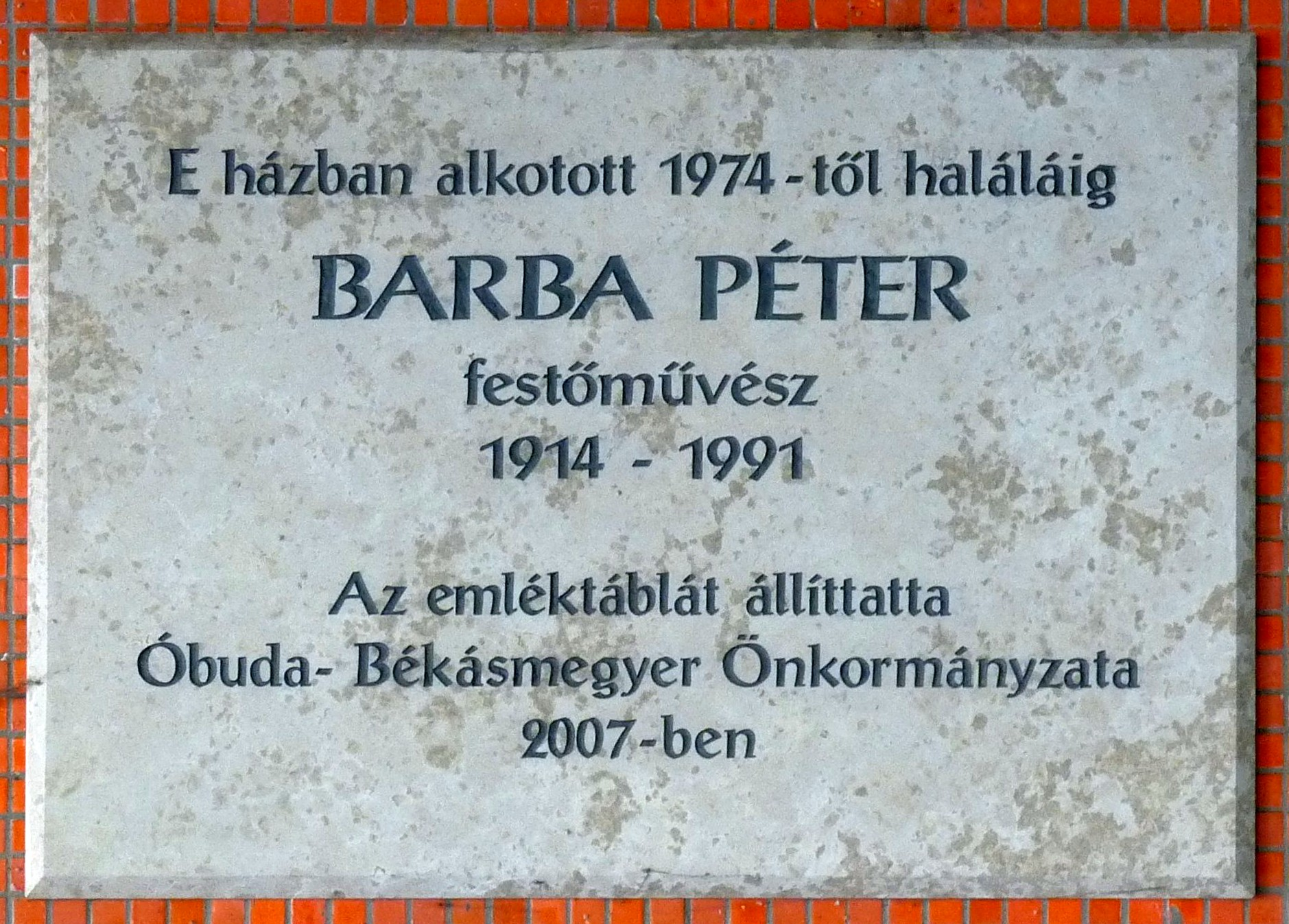
Barba Péter, Folyamőr utca 2.
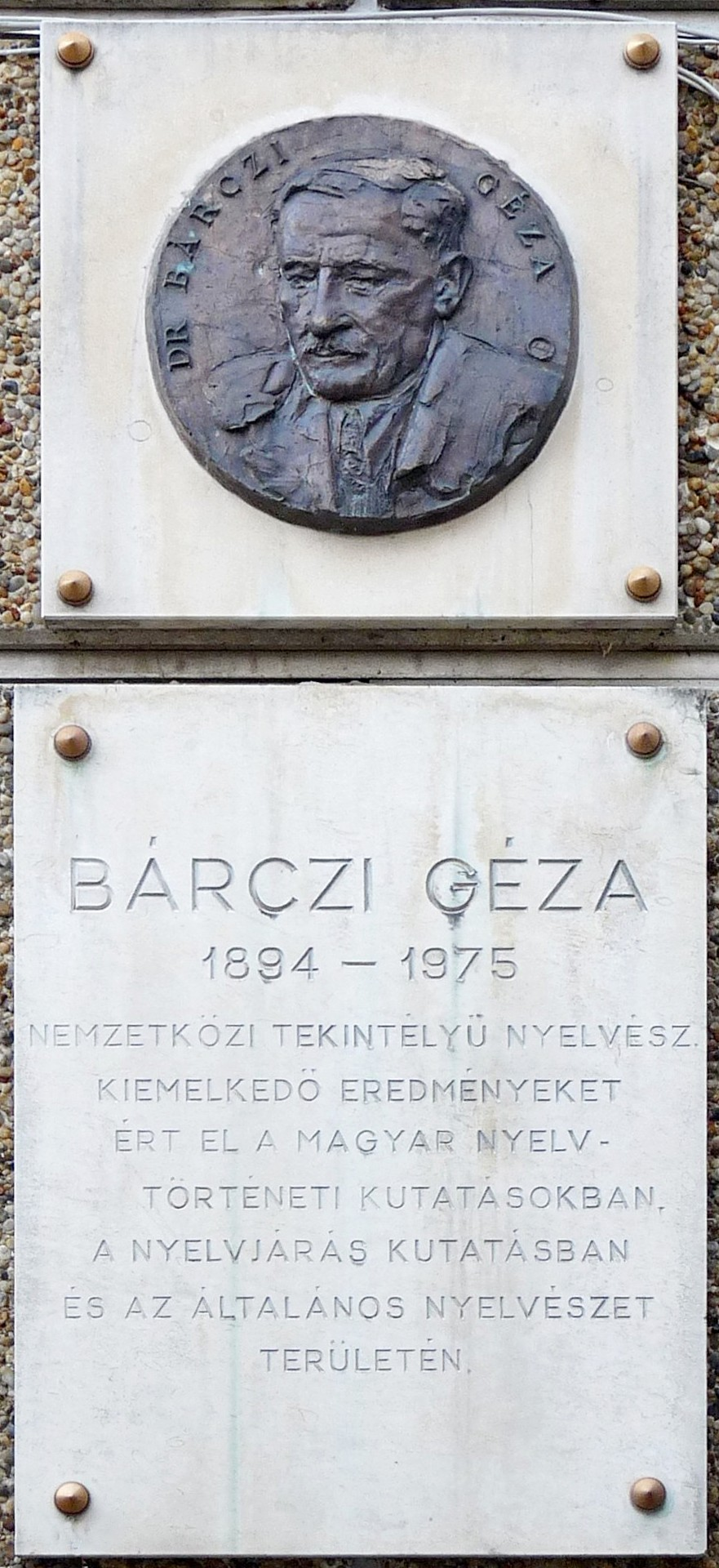
Bárczi Géza, Bárczi Géza utca 2. alkotó: Lantos Györgyi
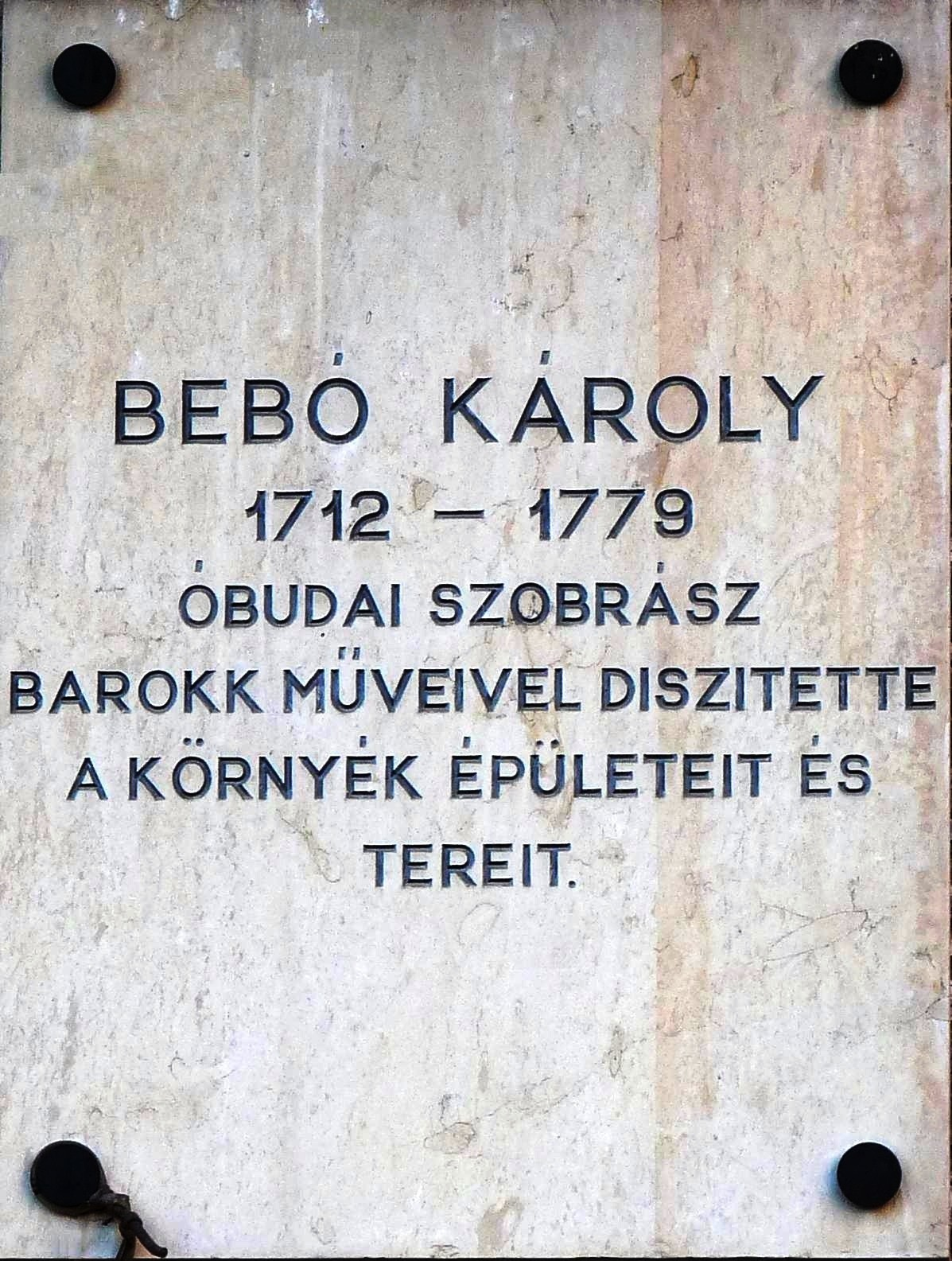
Bebó Károly, Bebó Károly utca 2.
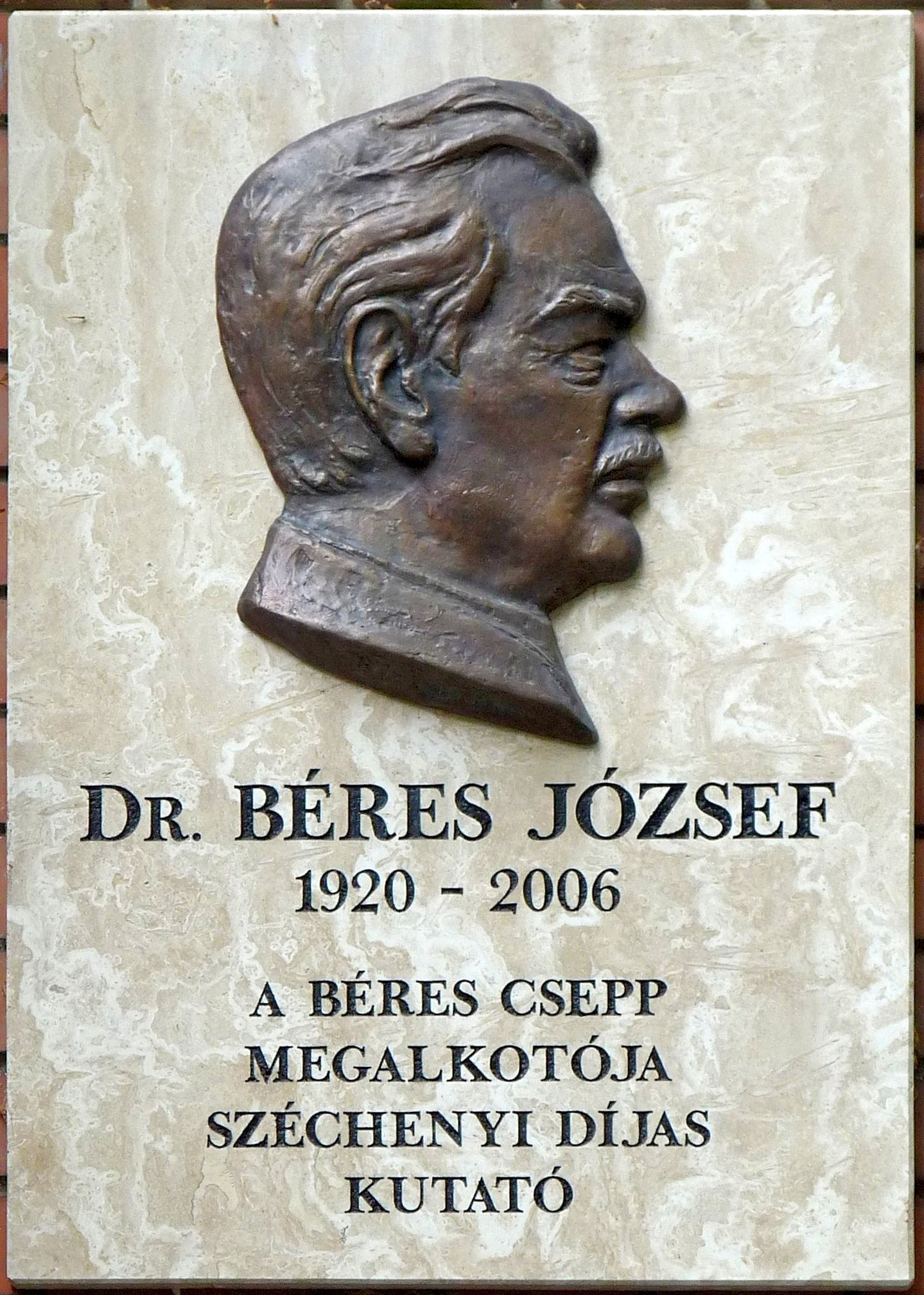
Béres József, Keve utca 41., alkotó: Búza Barna
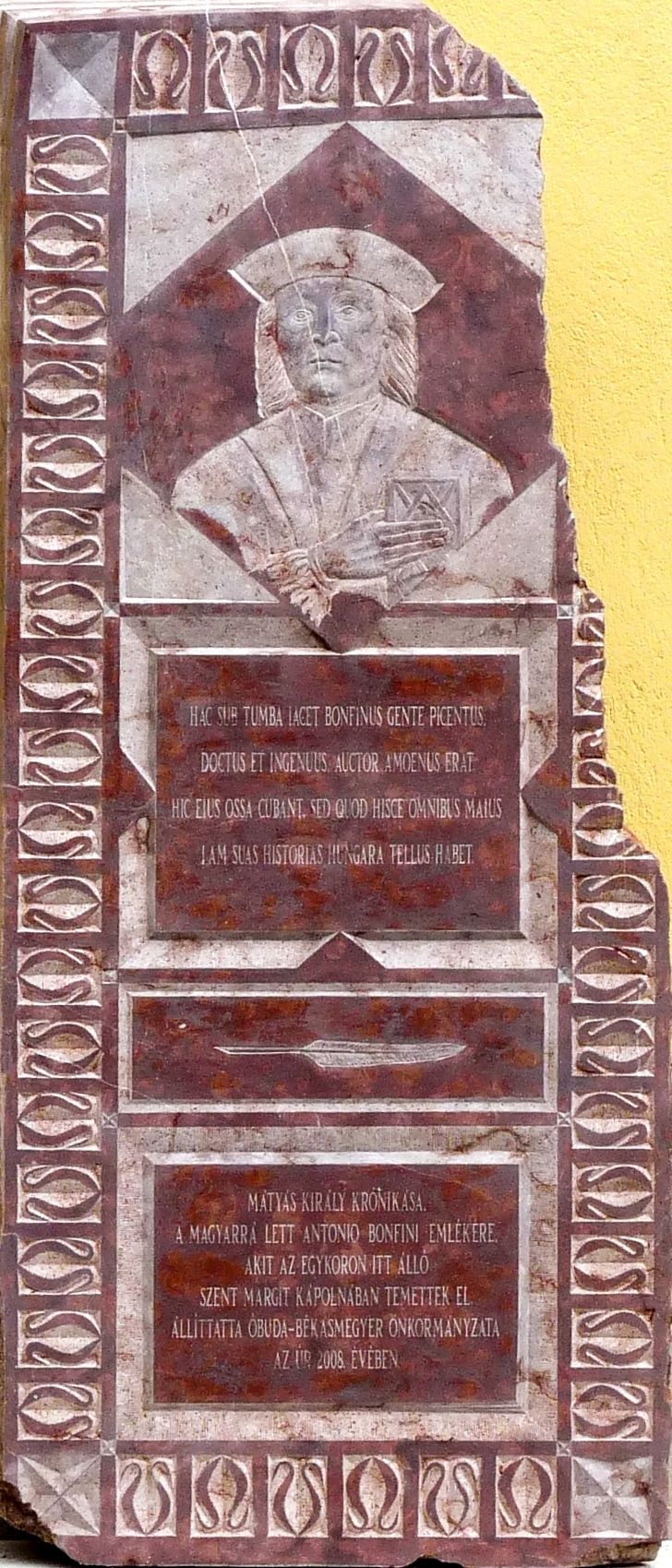
Antonio Bonfini, Árpád-házi Szent Erzsébet tér alkotó: Seres János
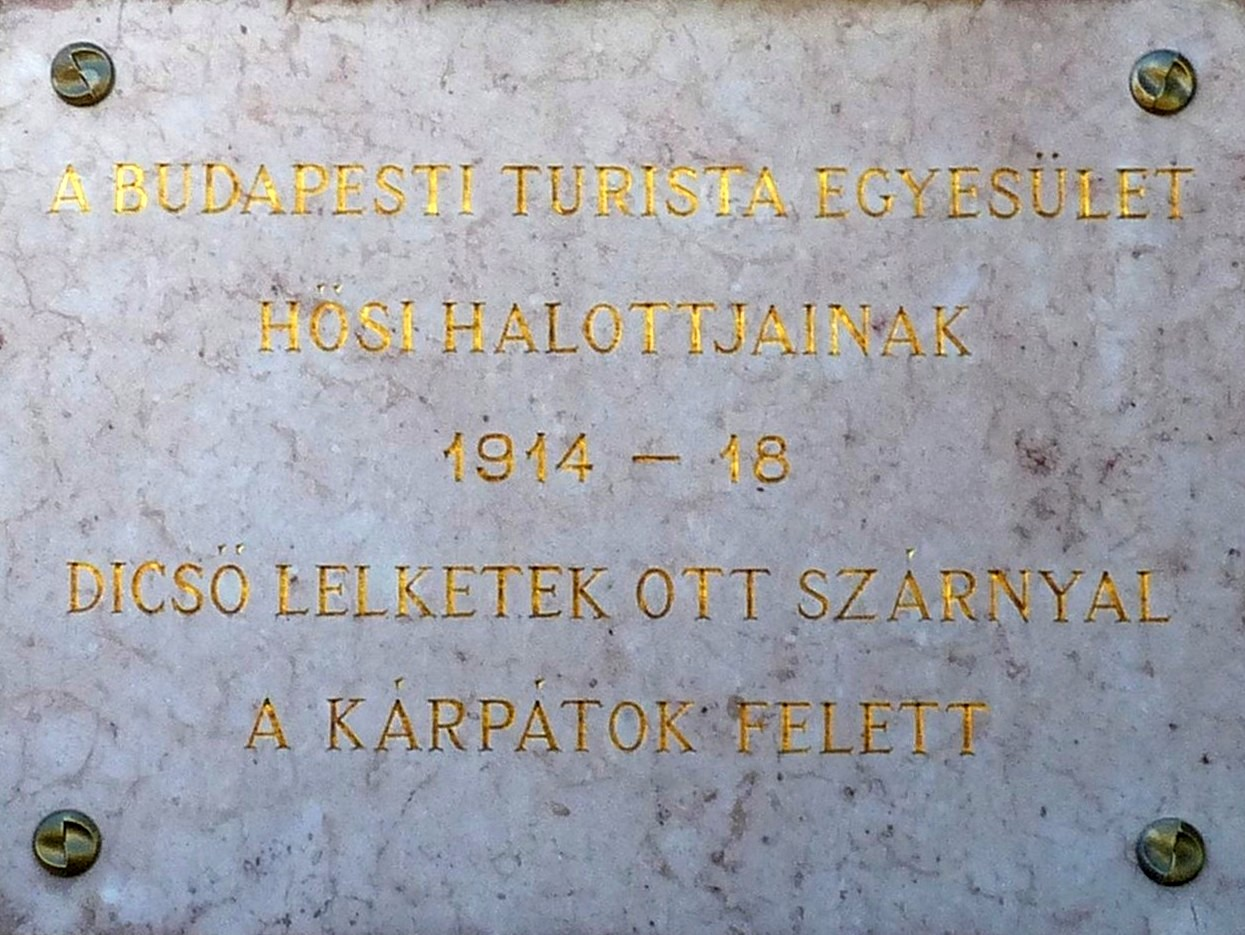
A BTE hősi halottjai, Menedékház utca 122.
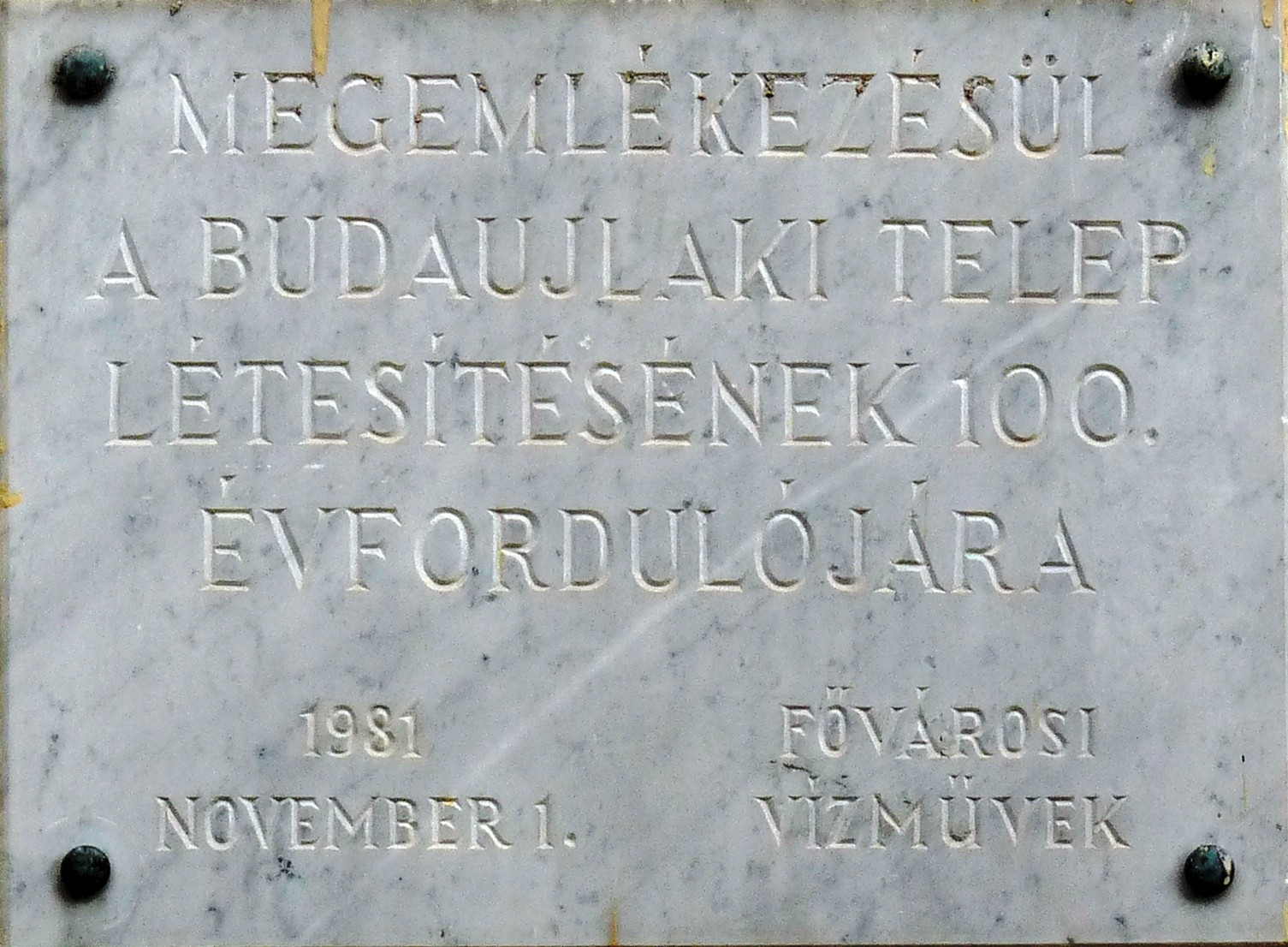
Budaújlaki vízmű Árpád fejedelem útja 50/A.
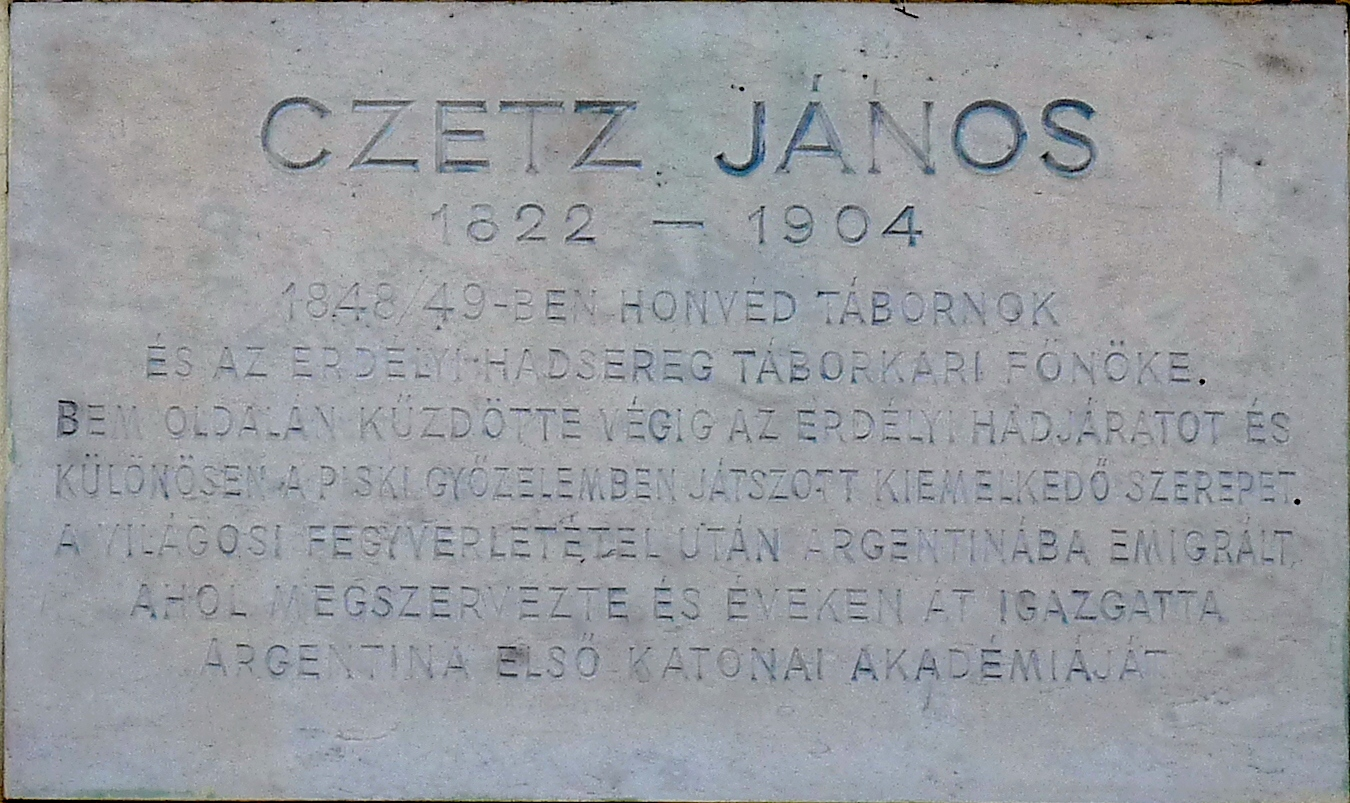
Czetz János, Czetz János utca 2.
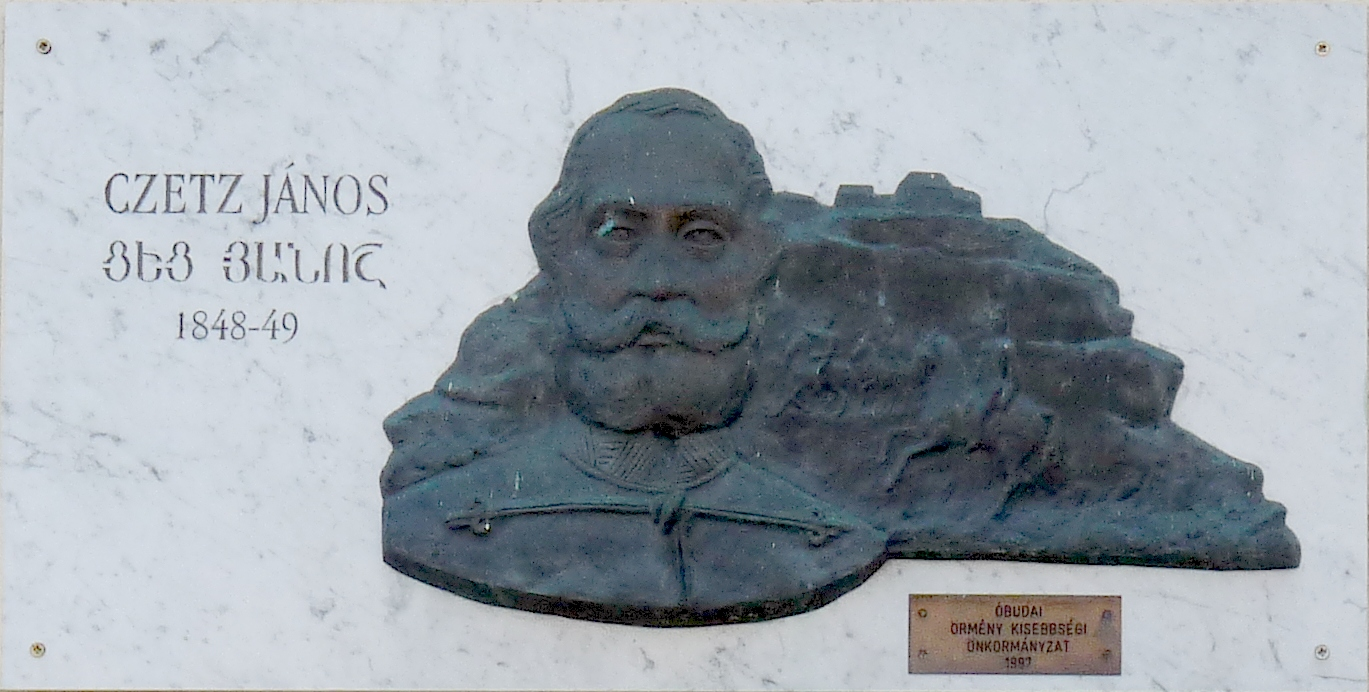
Czetz János, Czetz János utca 2. alkotó: Yengibarjan Mamikon
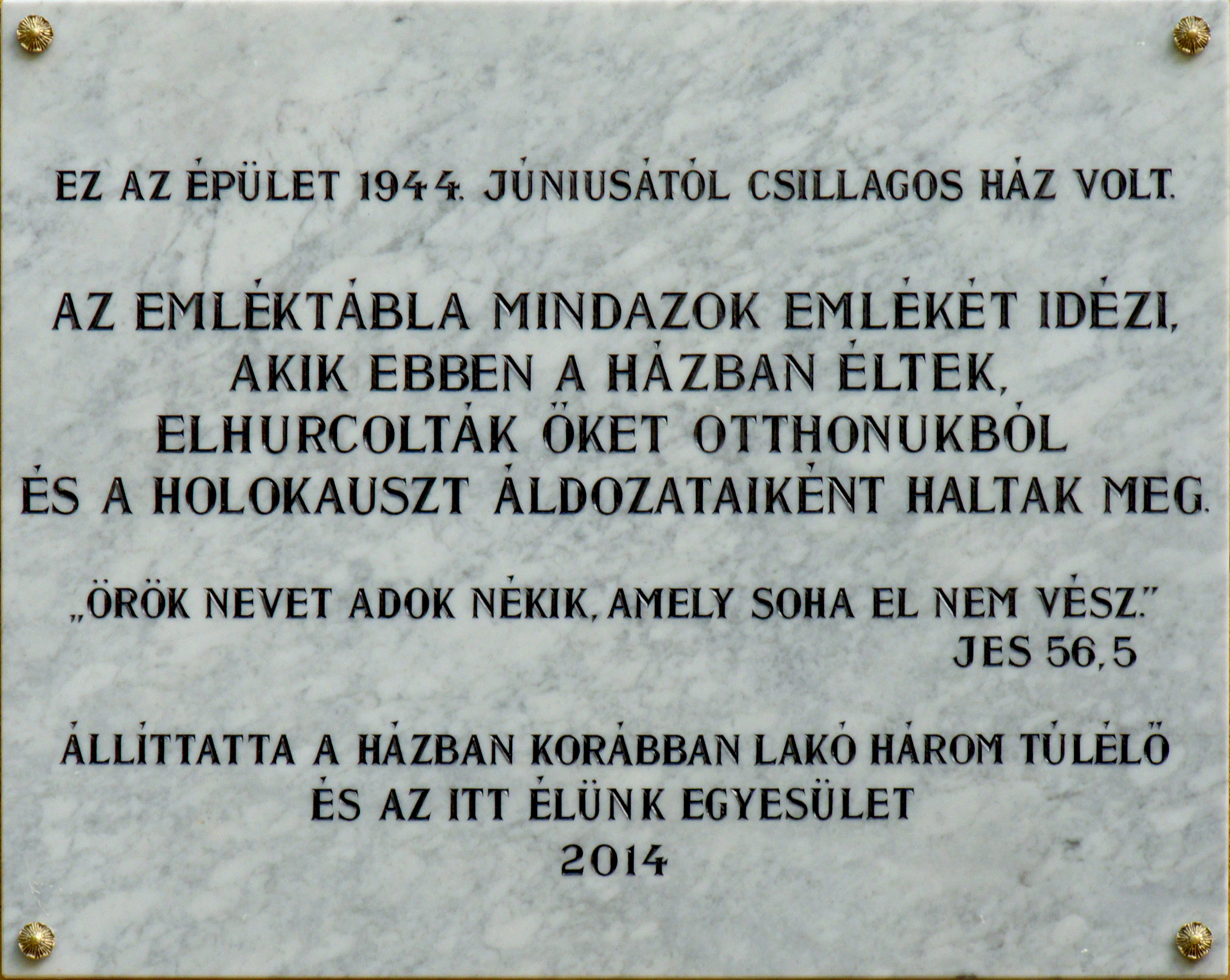
Csillagos ház, Nagyszombat utca 6.
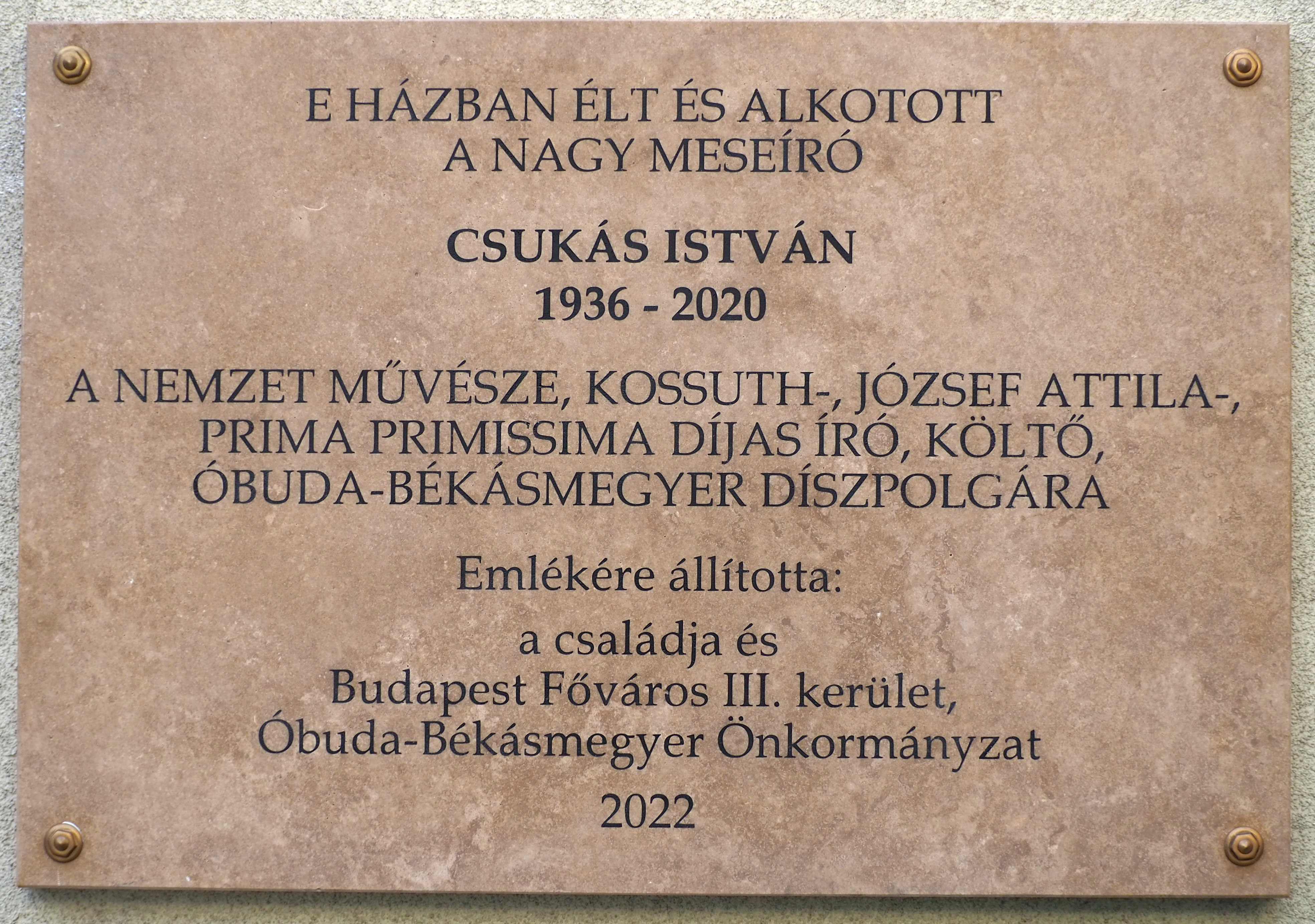
Csukás István, Szépvölgyi út 67.
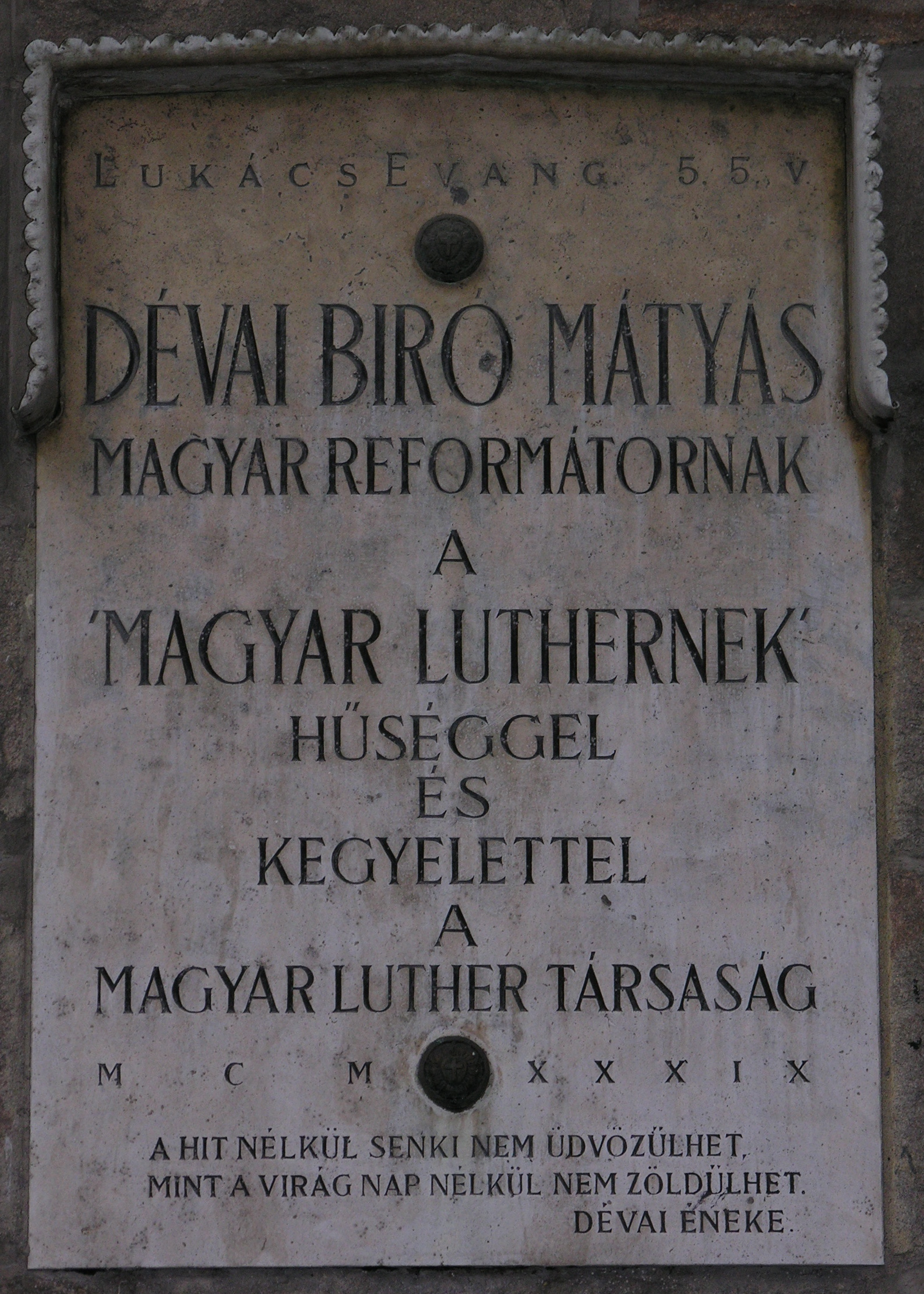
Dévai Bíró Mátyás, Dévai Bíró Mátyás tér
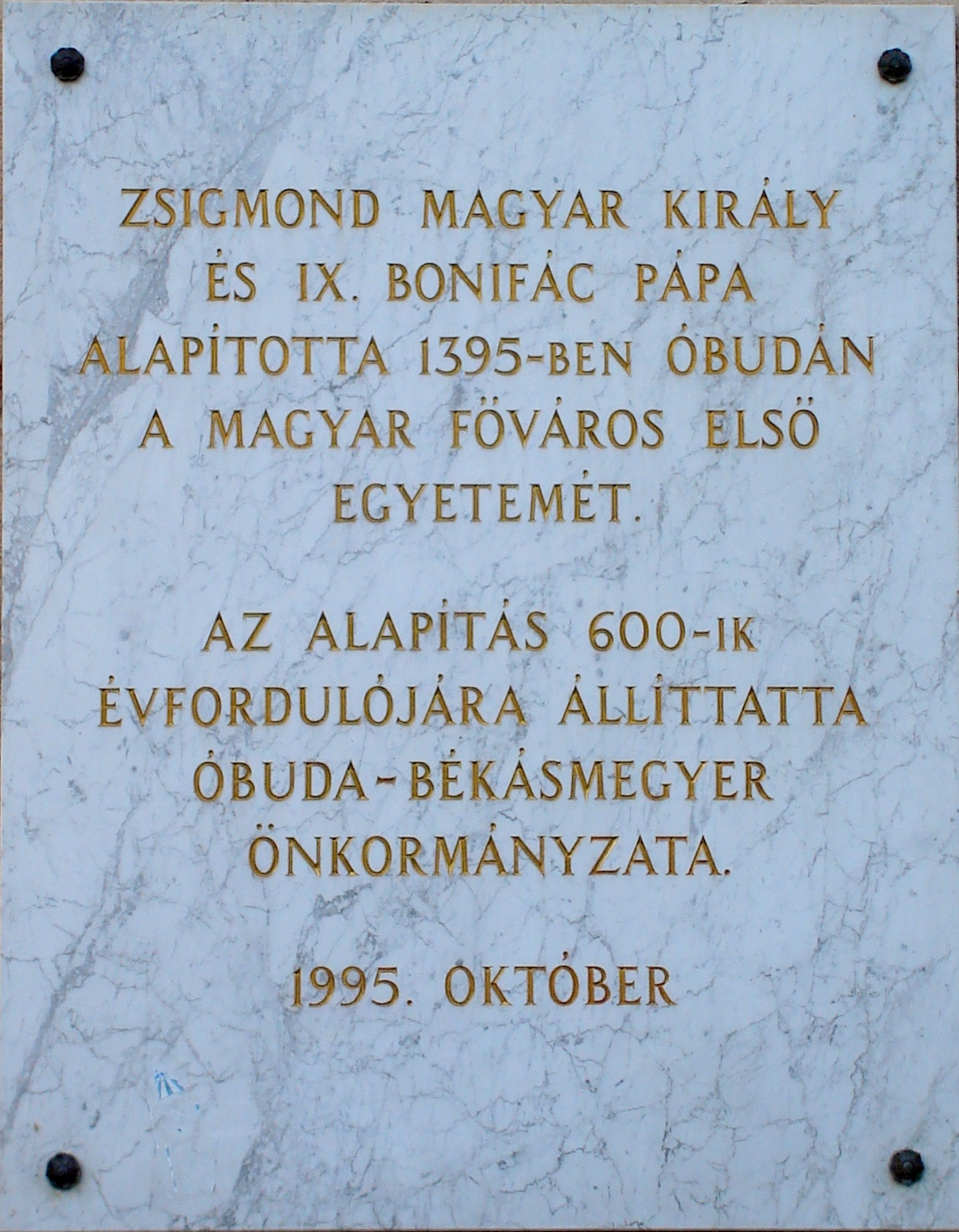
Az első budai egyetem, Szentlélek tér 10.
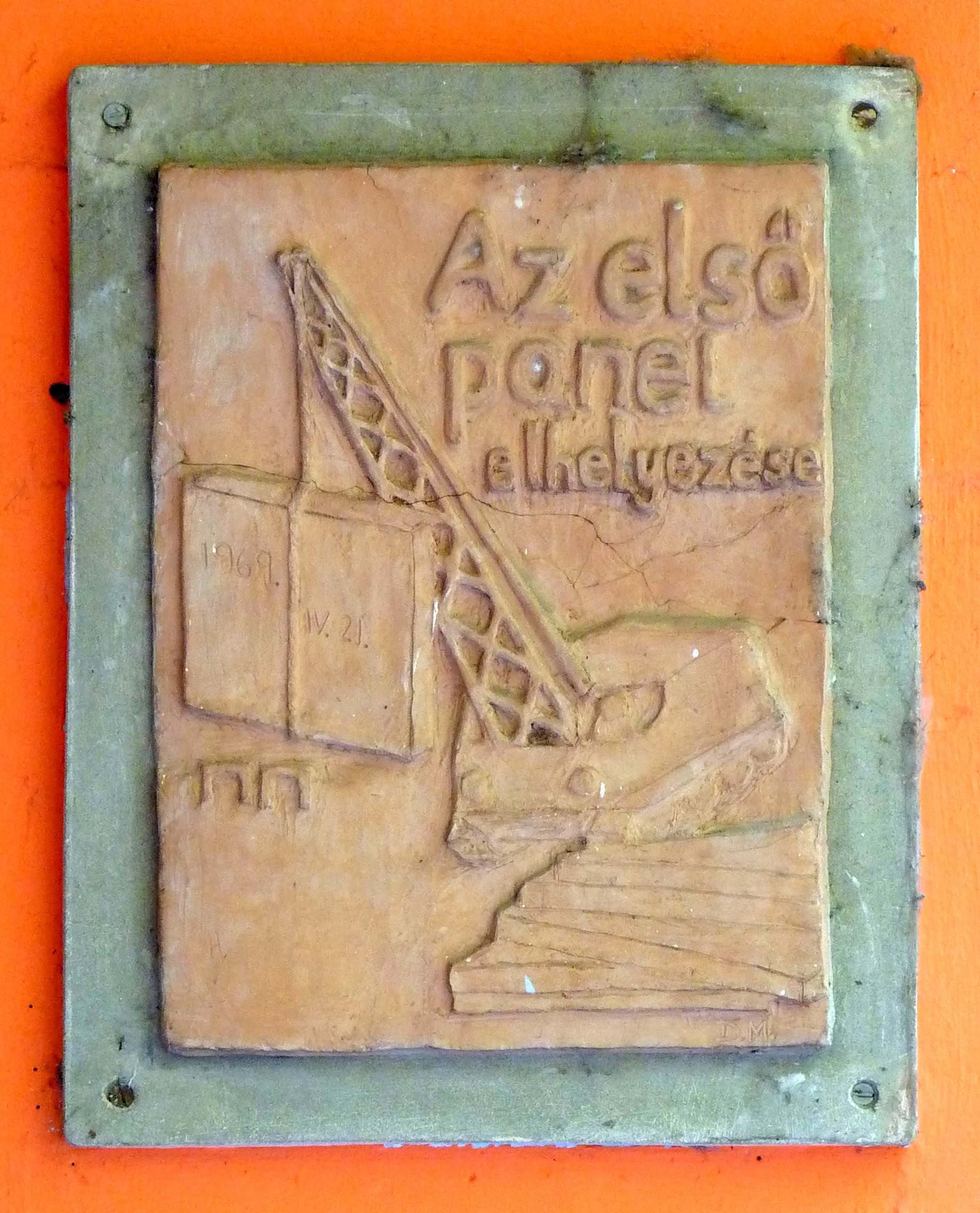
Az első házgyári panel beemelése Óbudán, Kórház utca 23.
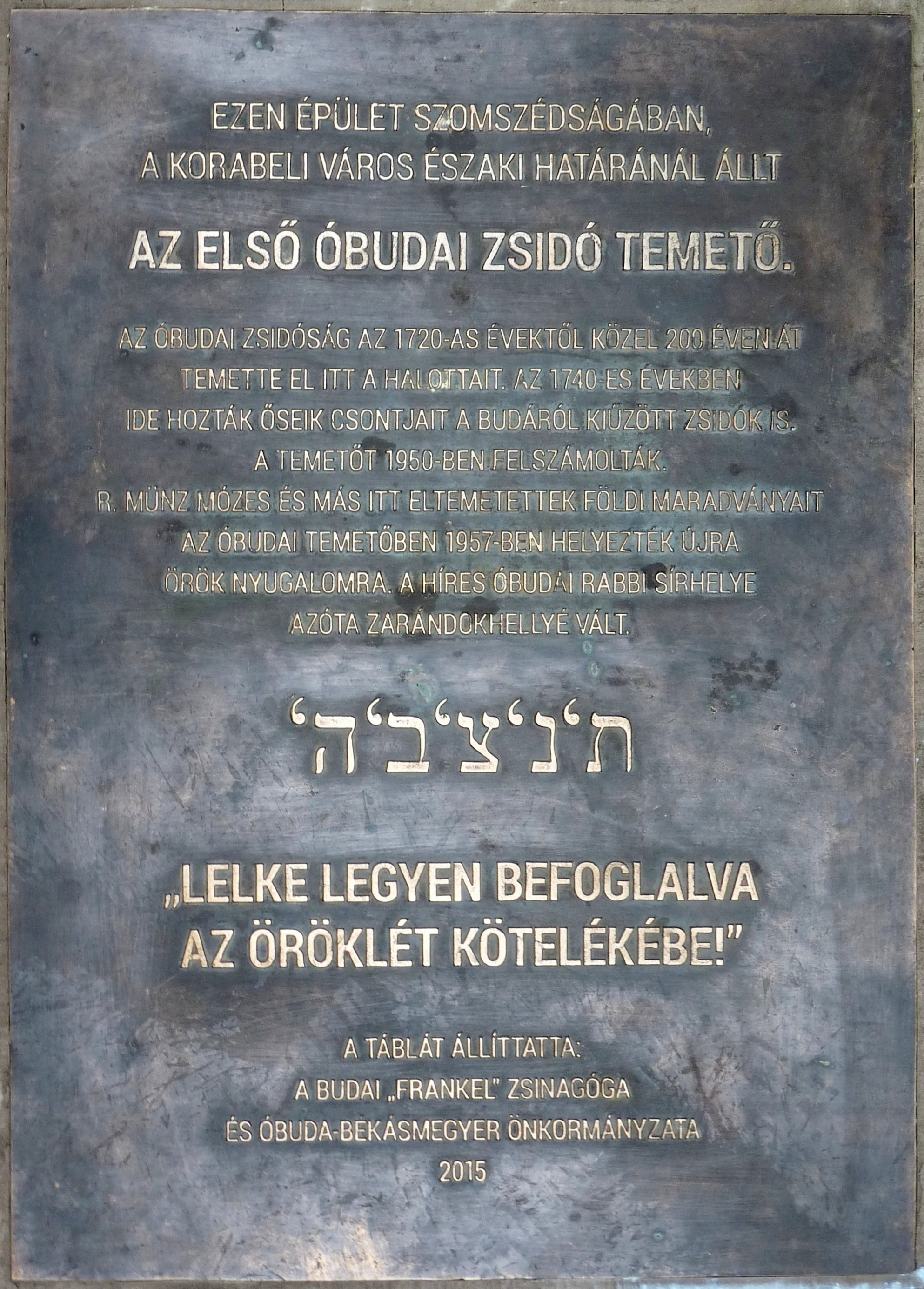
Első óbudai zsidó temető Laktanya utca 33.
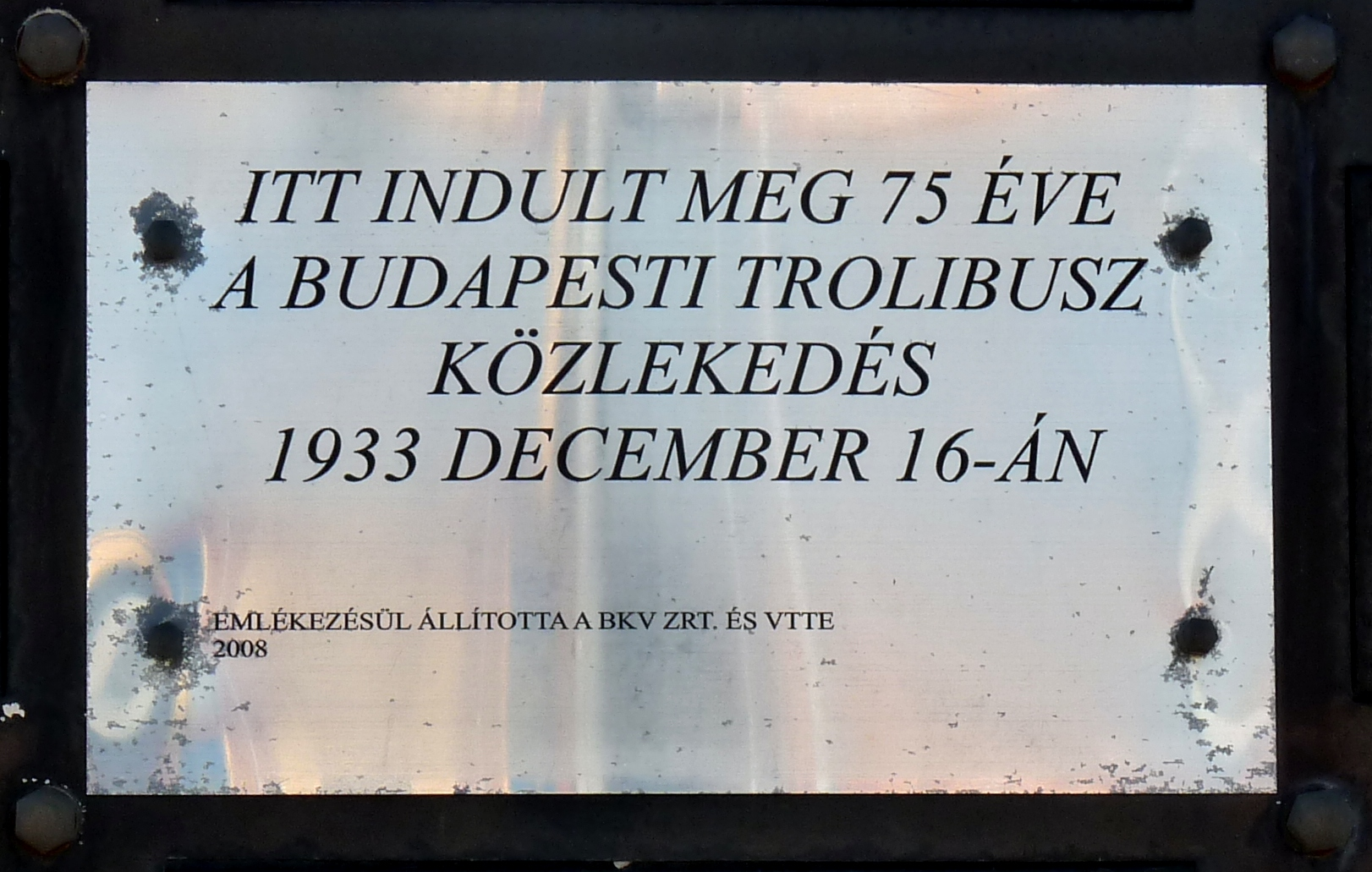
Az első trolibuszjárat, Bécsi út 172.
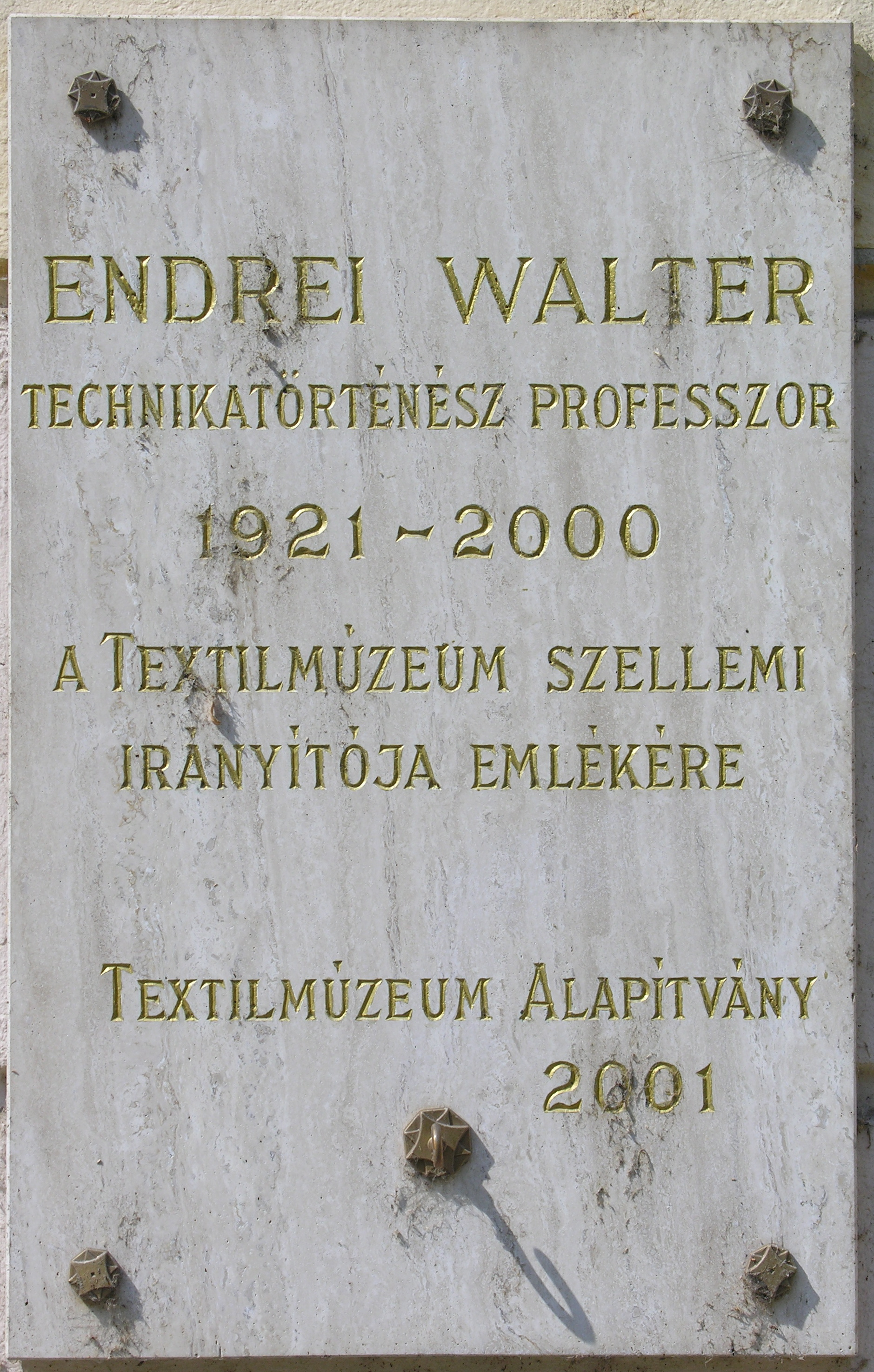
Endrei Walter, Lajos utca 138.
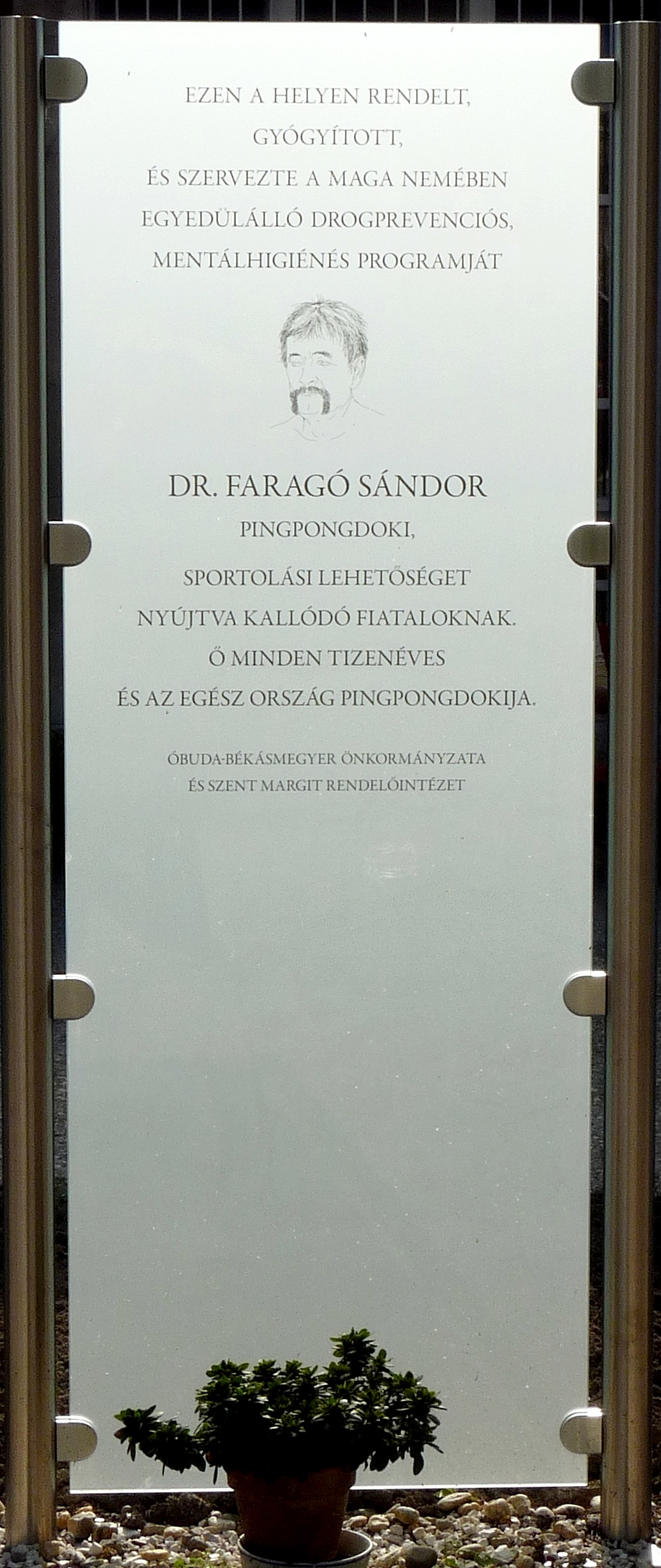
Dr. Faragó Sándor, „pingpongdoki” Vörösvári út 88.
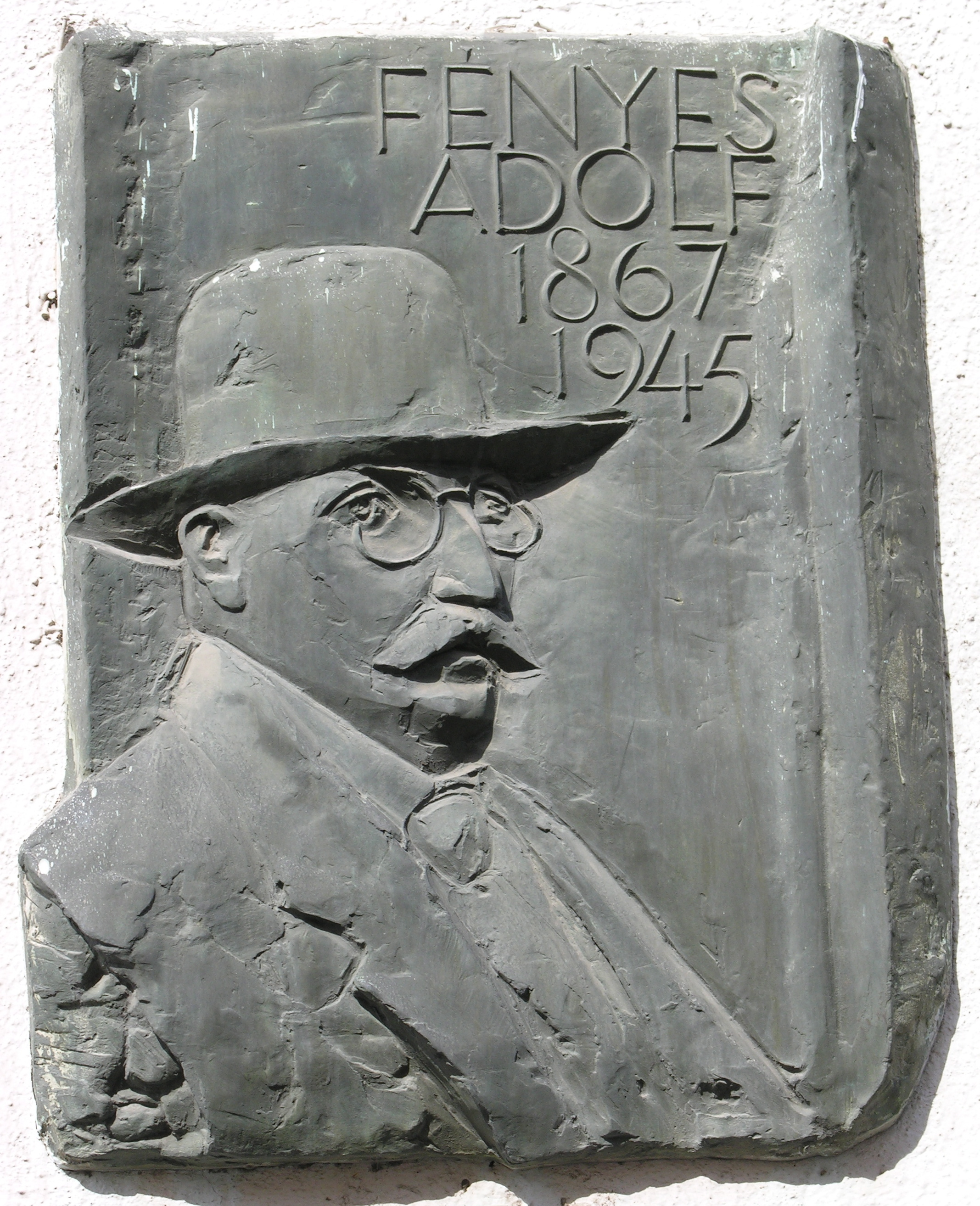
Fényes Adolf, Fényes Adolf utca 10. alkotó: Kiss Nagy András
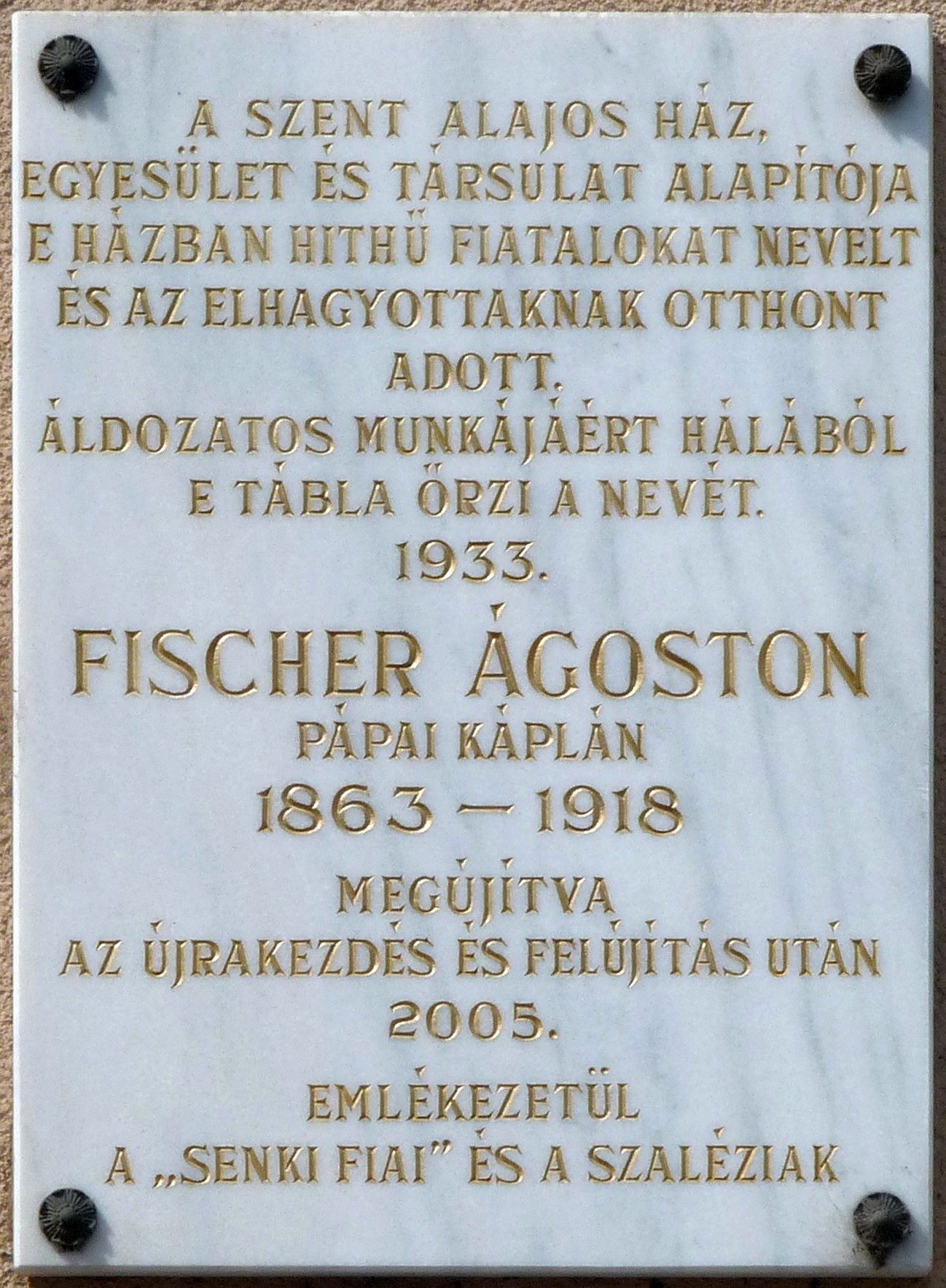
Fischer Ágoston, Kiscelli utca 79.
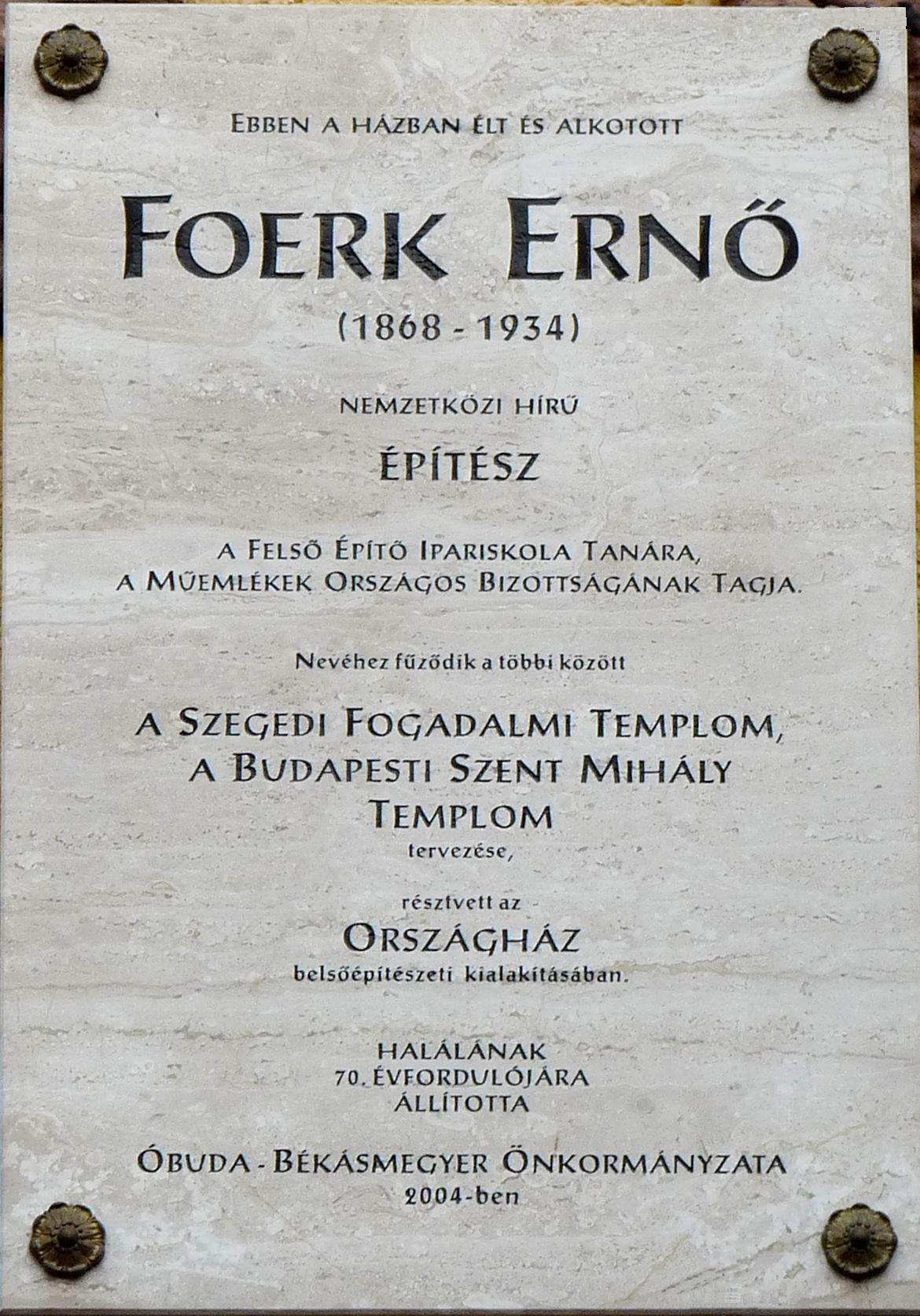
Foerk Ernő, Föld utca 61.
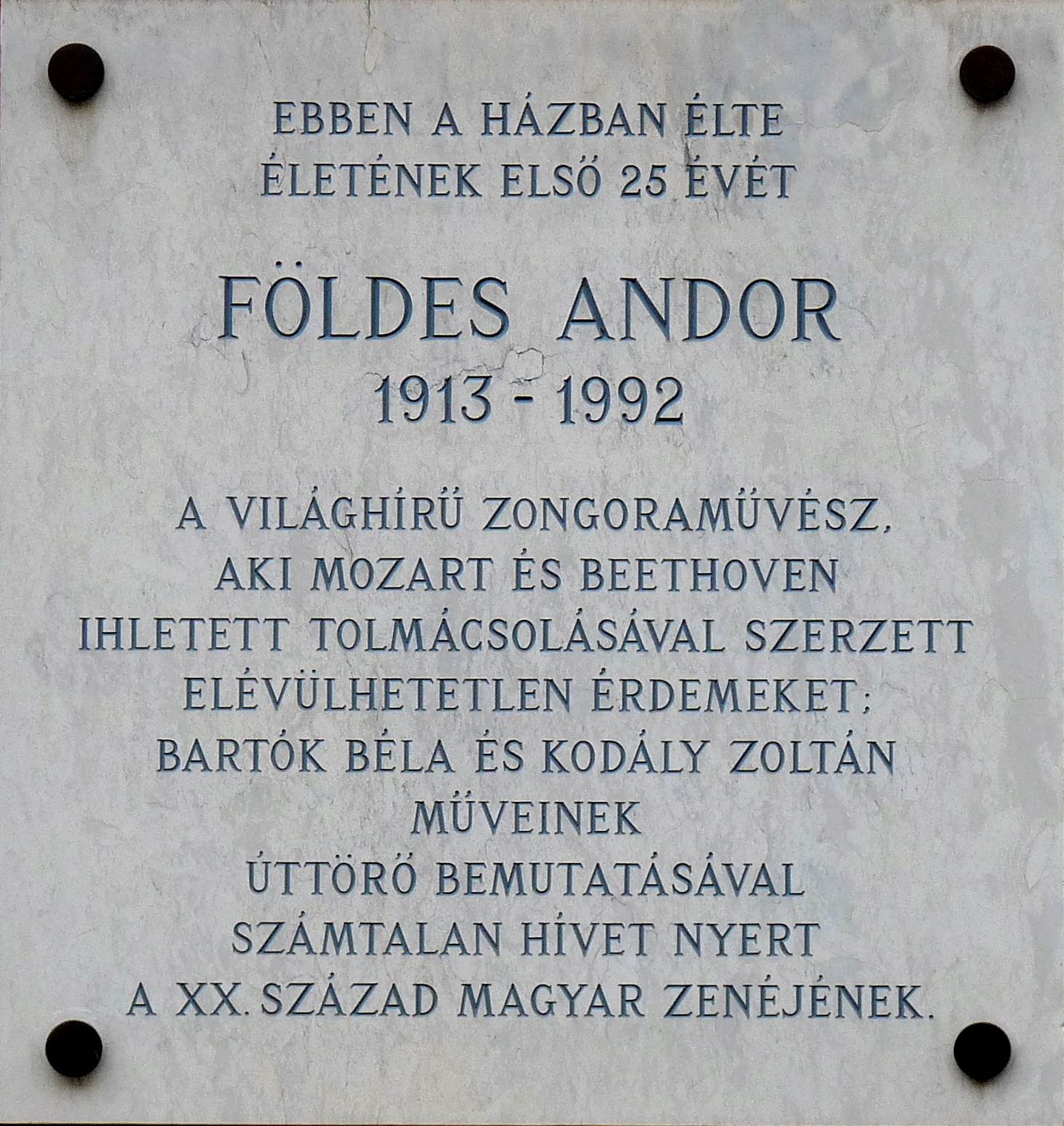
Földes Andor, Föld utca 50/A.
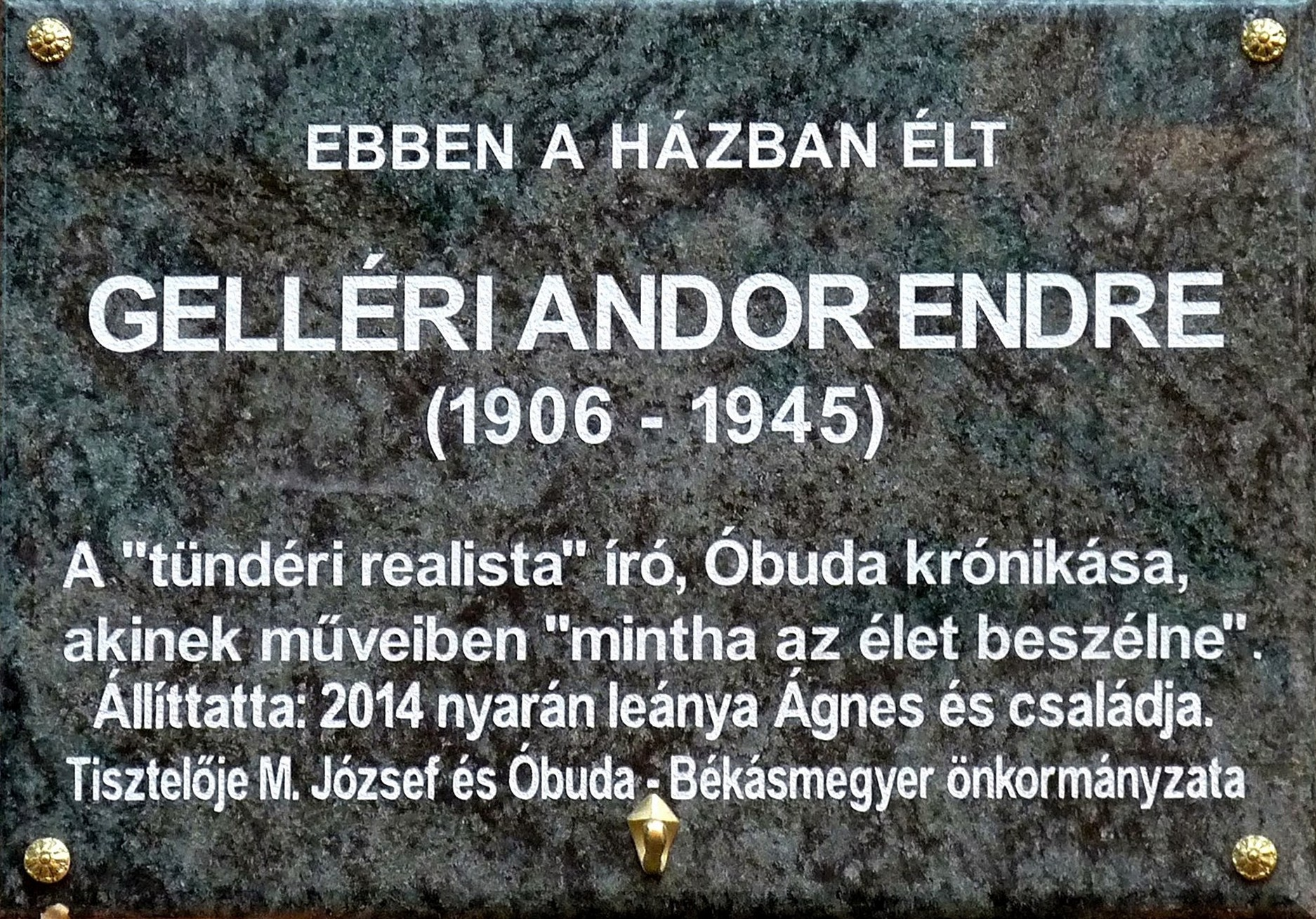
Gelléri Andor Endre[6] Beszterce utca 25.
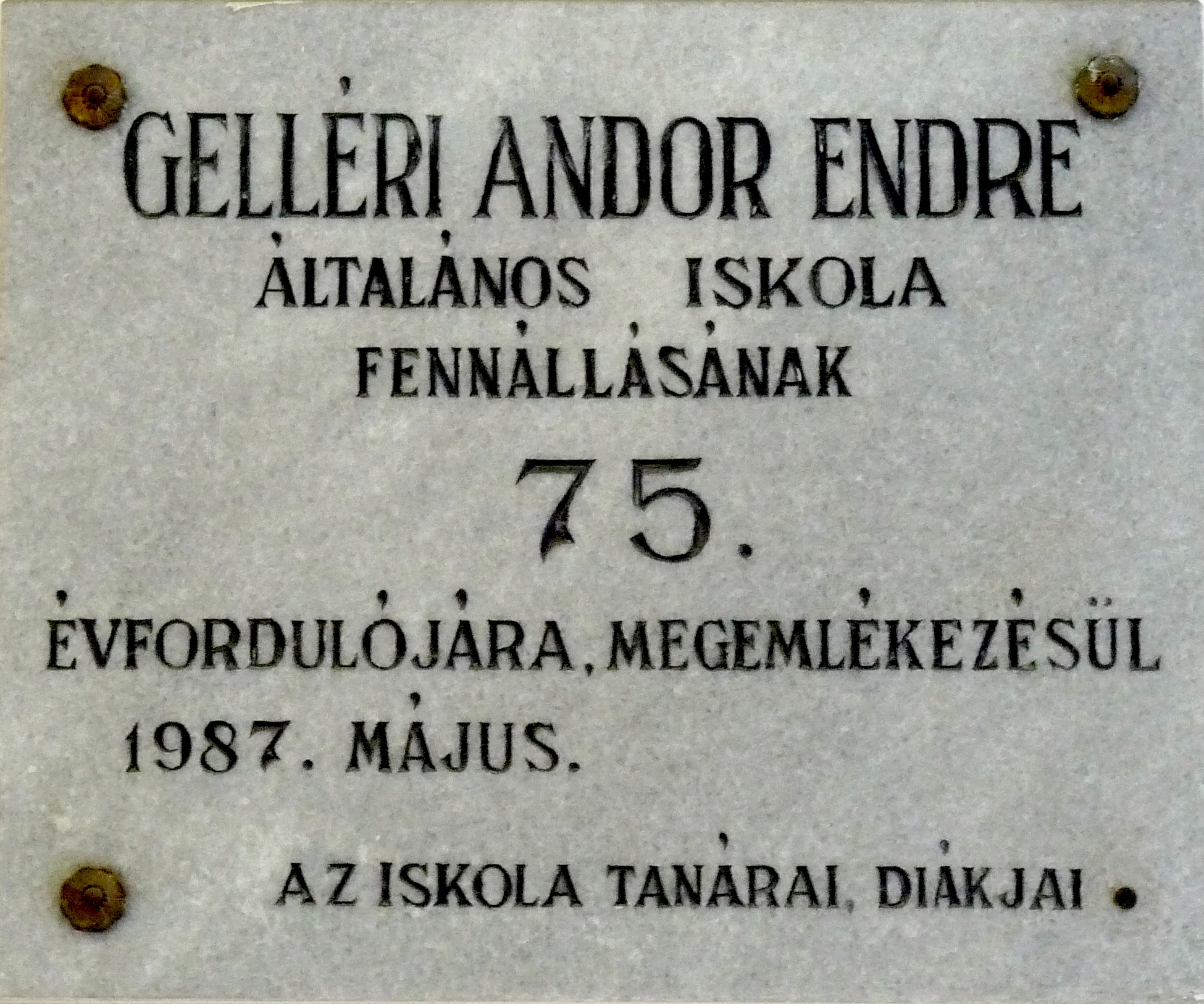
Gelléri Andor Endre Általános Iskola, Kiscelli utca 78.
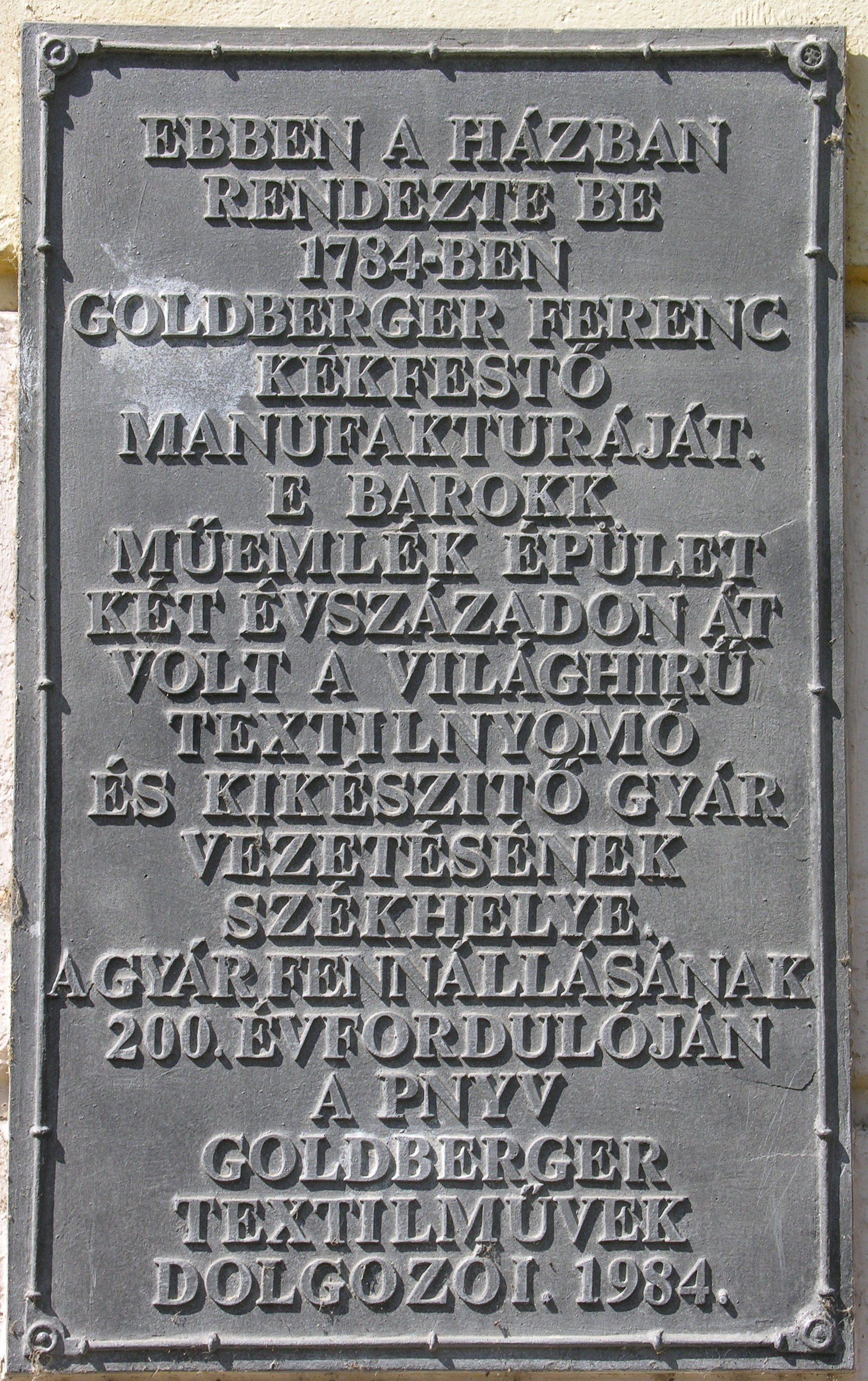
Goldberger Ferenc, Lajos utca 138.
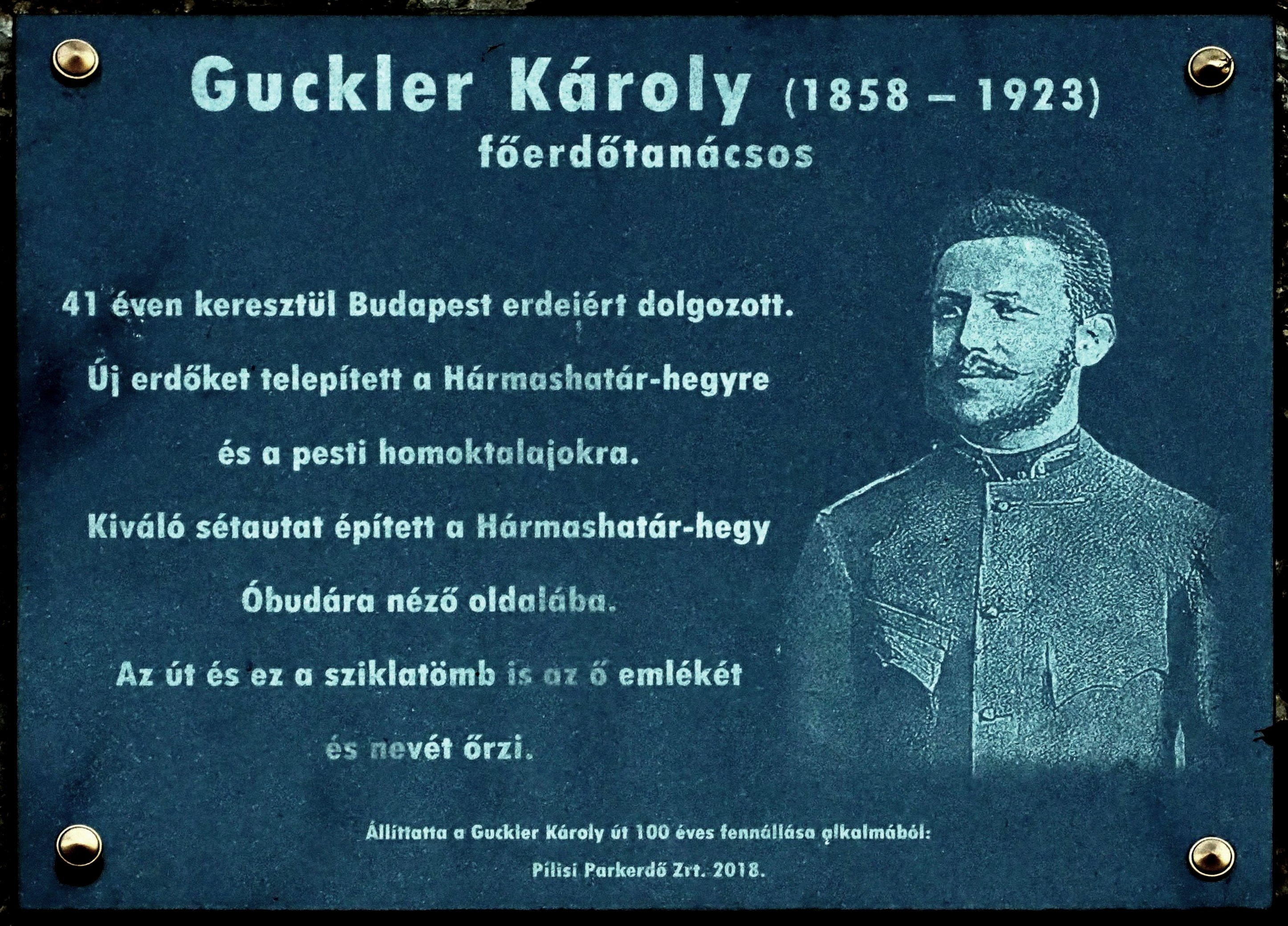
Guckler Károly, Guckler Károly út
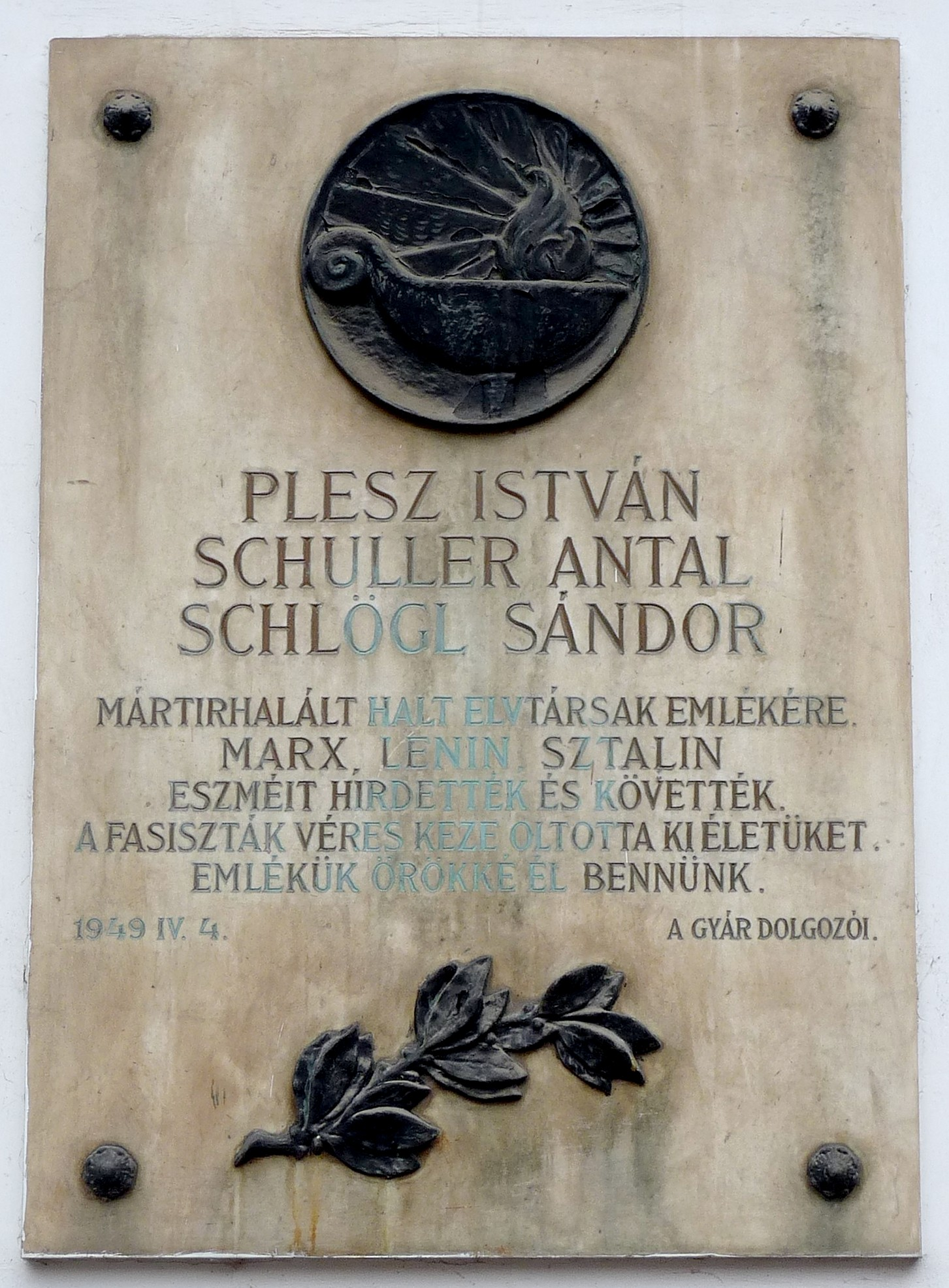
A Goldberger-gyár mártírjai[7] Fényes Adolf utca 23.
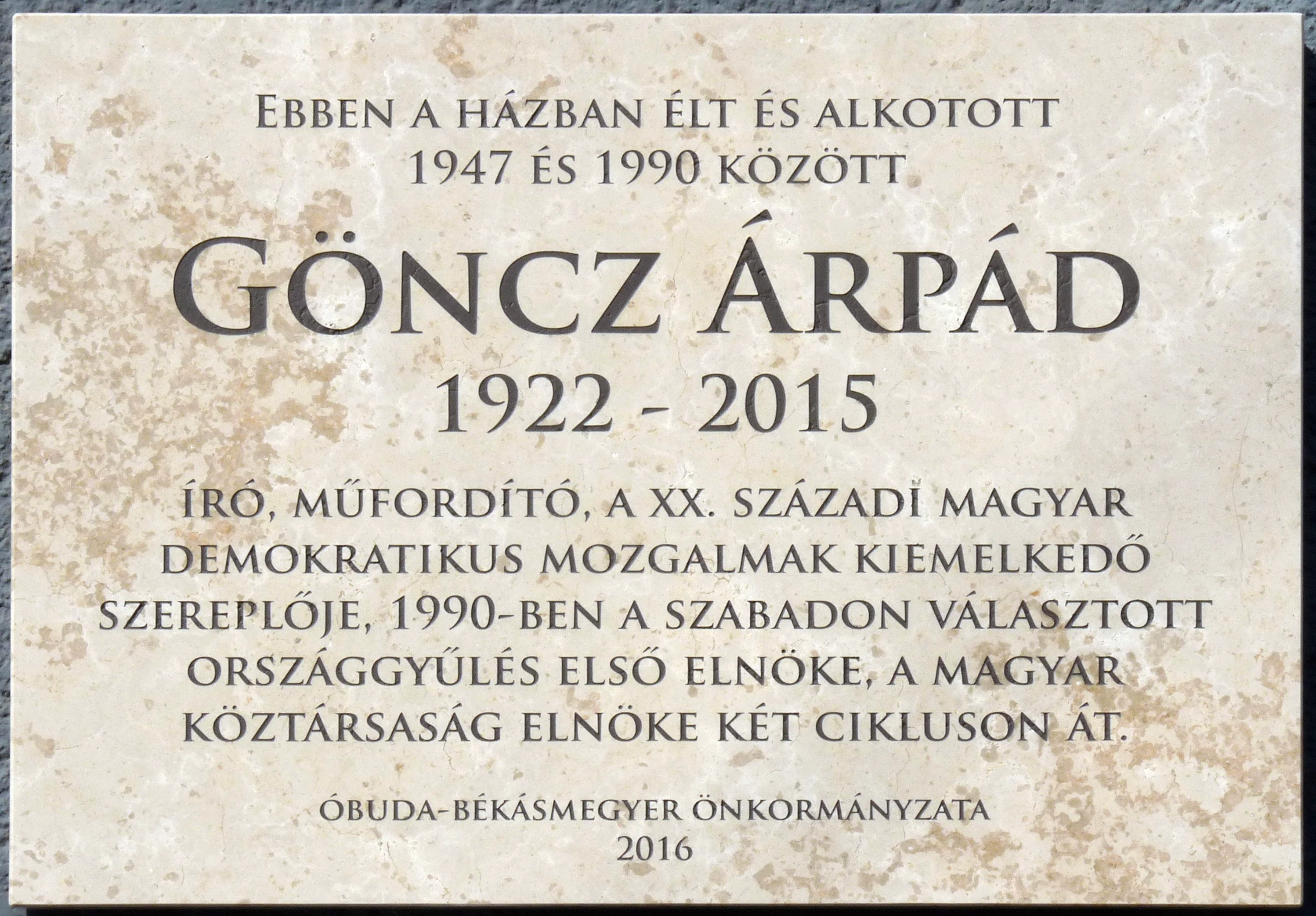
Göncz Árpád, Bécsi út 88-90.
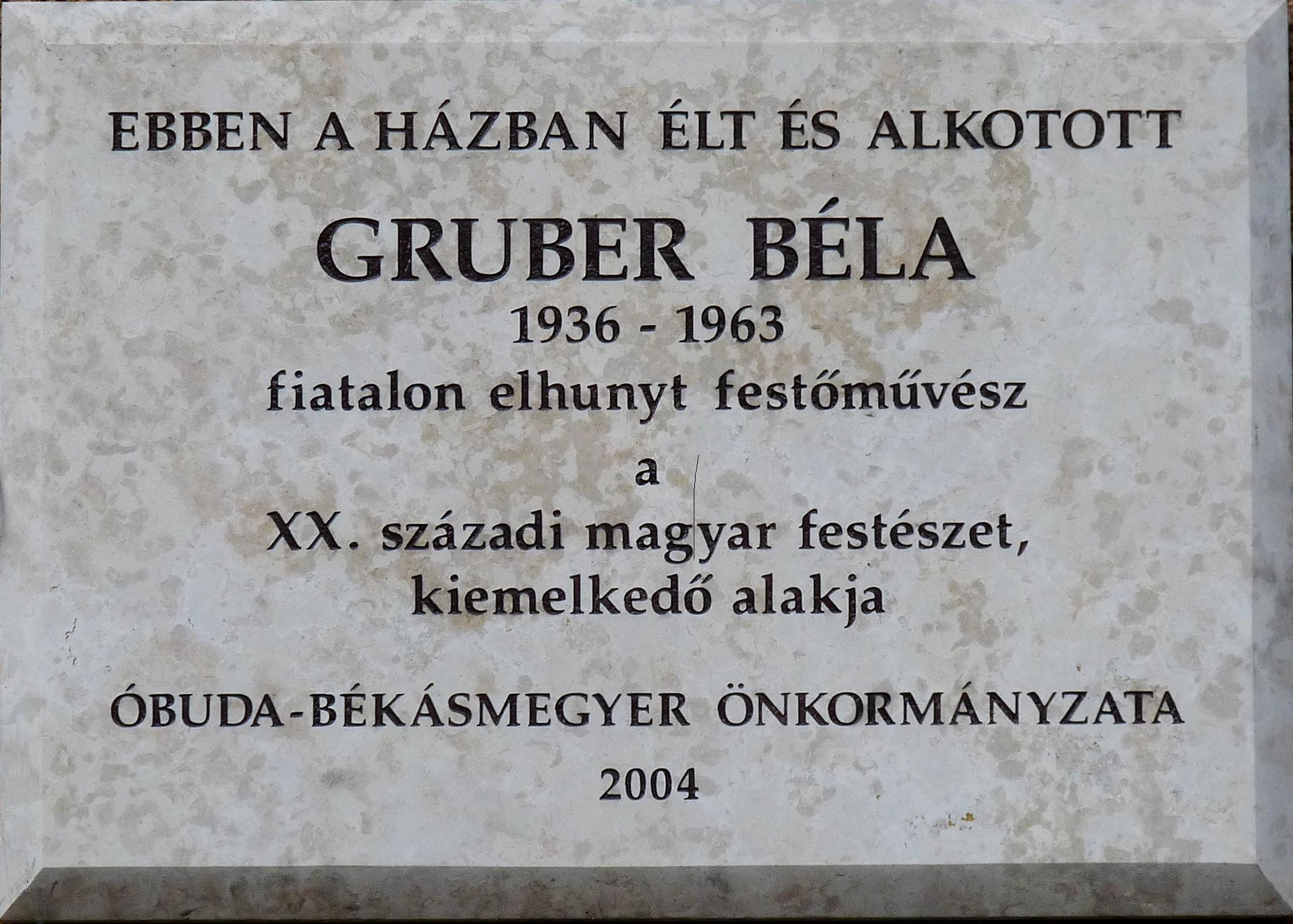
Gruber Béla, Tímár utca 17/B.
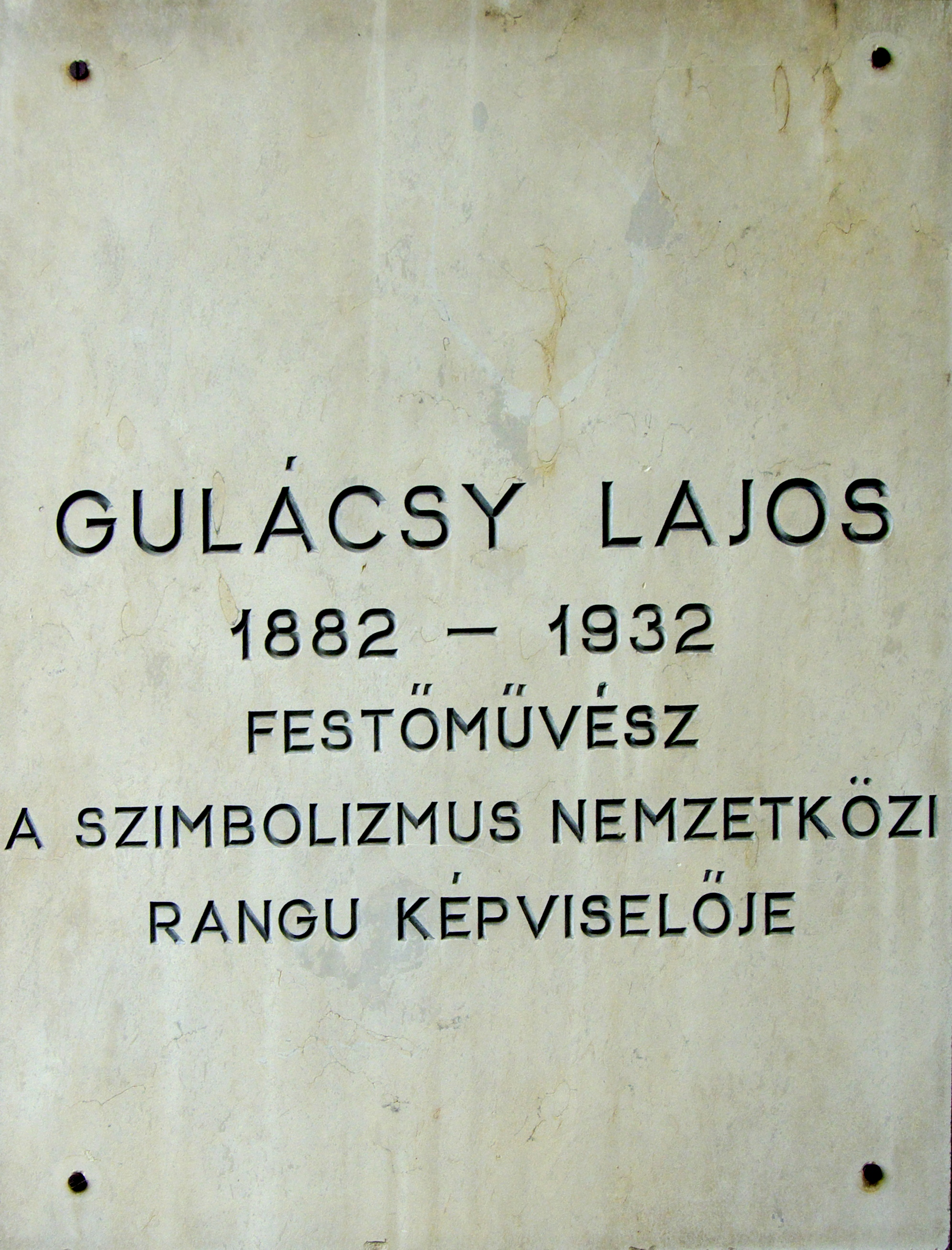
Gulácsy Lajos, Gulácsy Lajos utca 2.
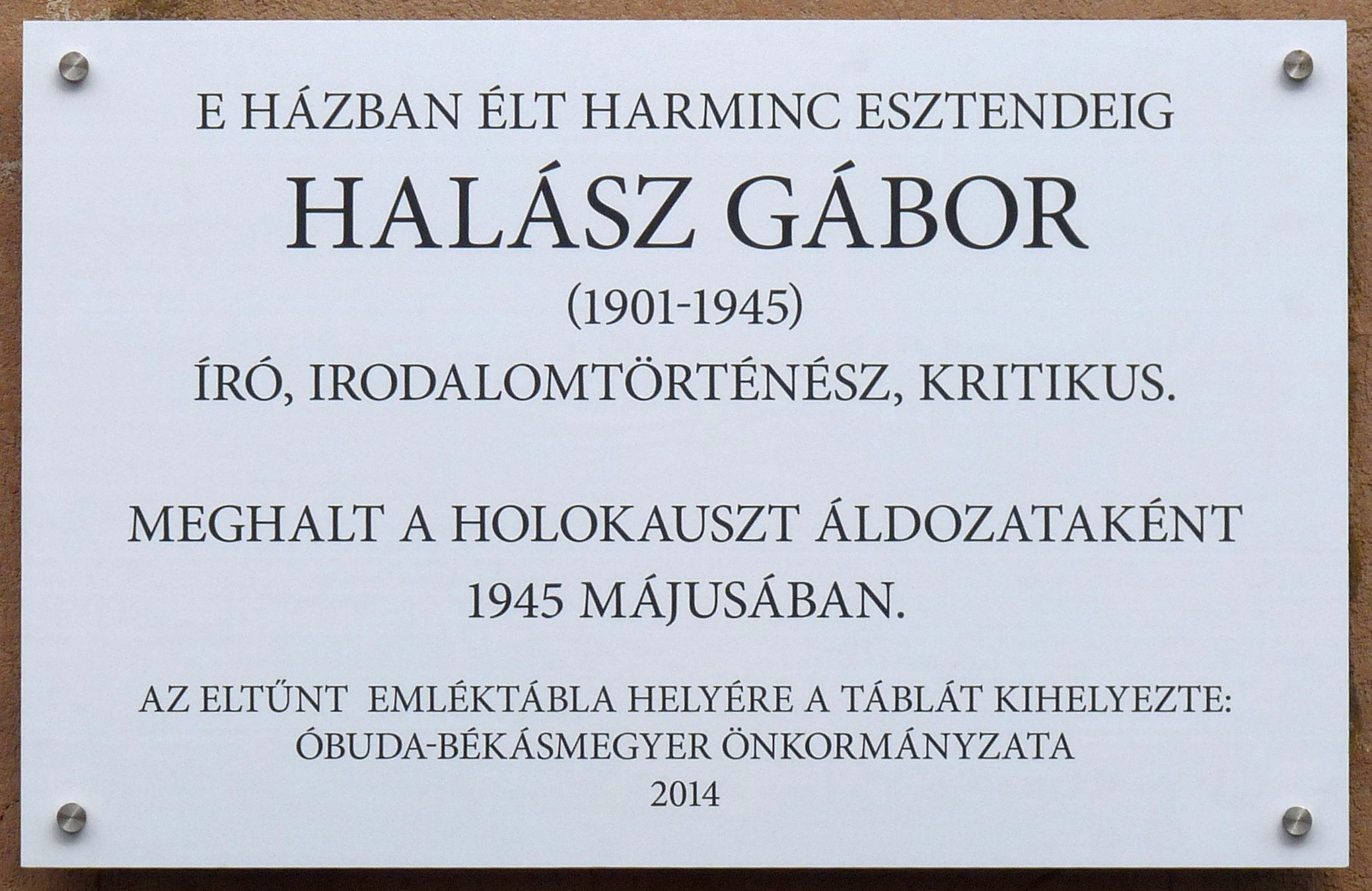
Halász Gábor, Selmeci utca 25.
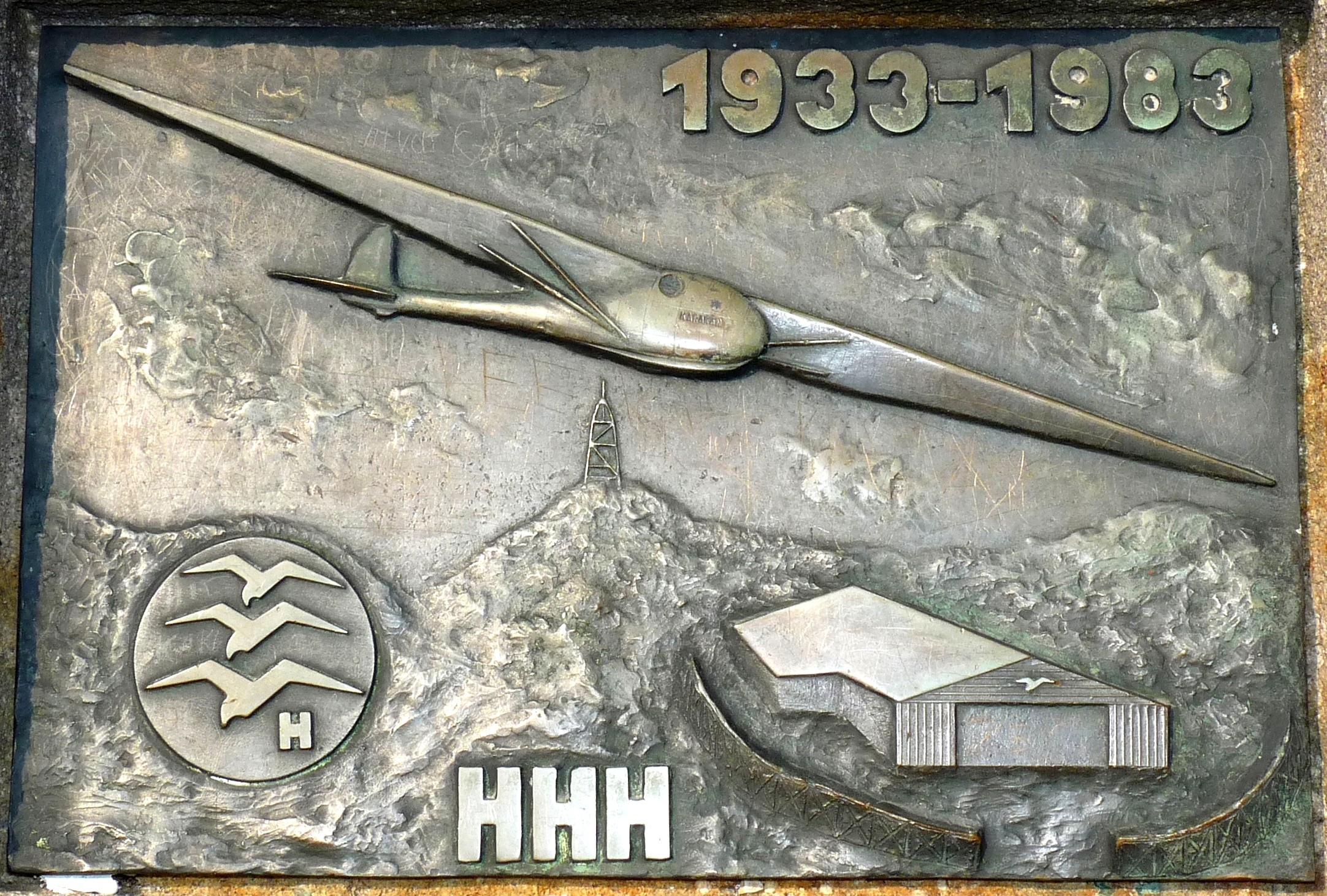
Hármashatárhegyi repülőtér 50. évf., Hármashatárhegyi út
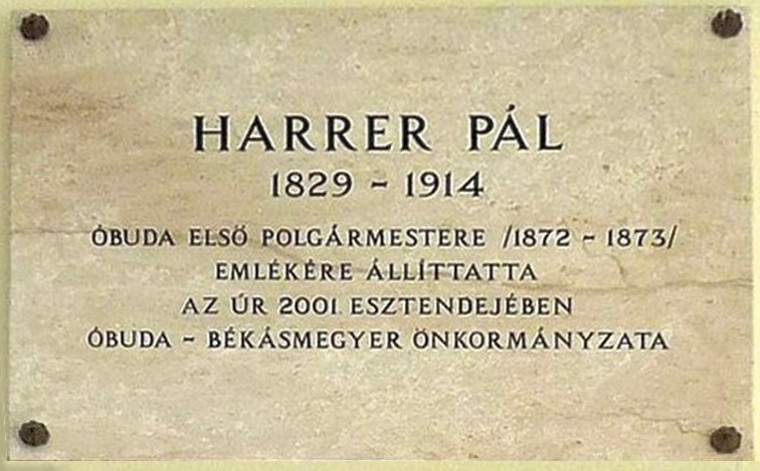
Harrer Pál, Fő tér 3.
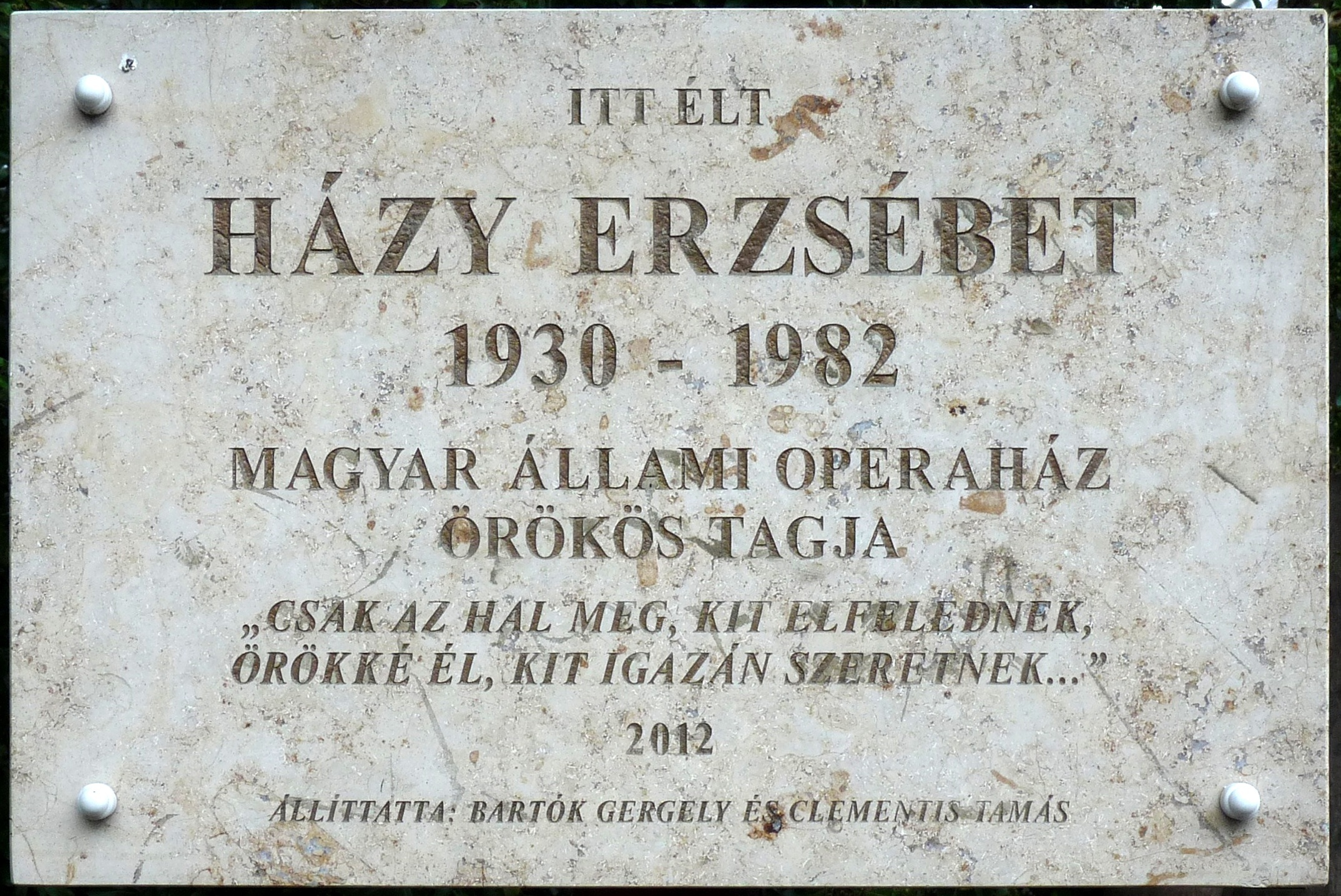
Házy Erzsébet[8], Mátyáshegyi út 7/A.
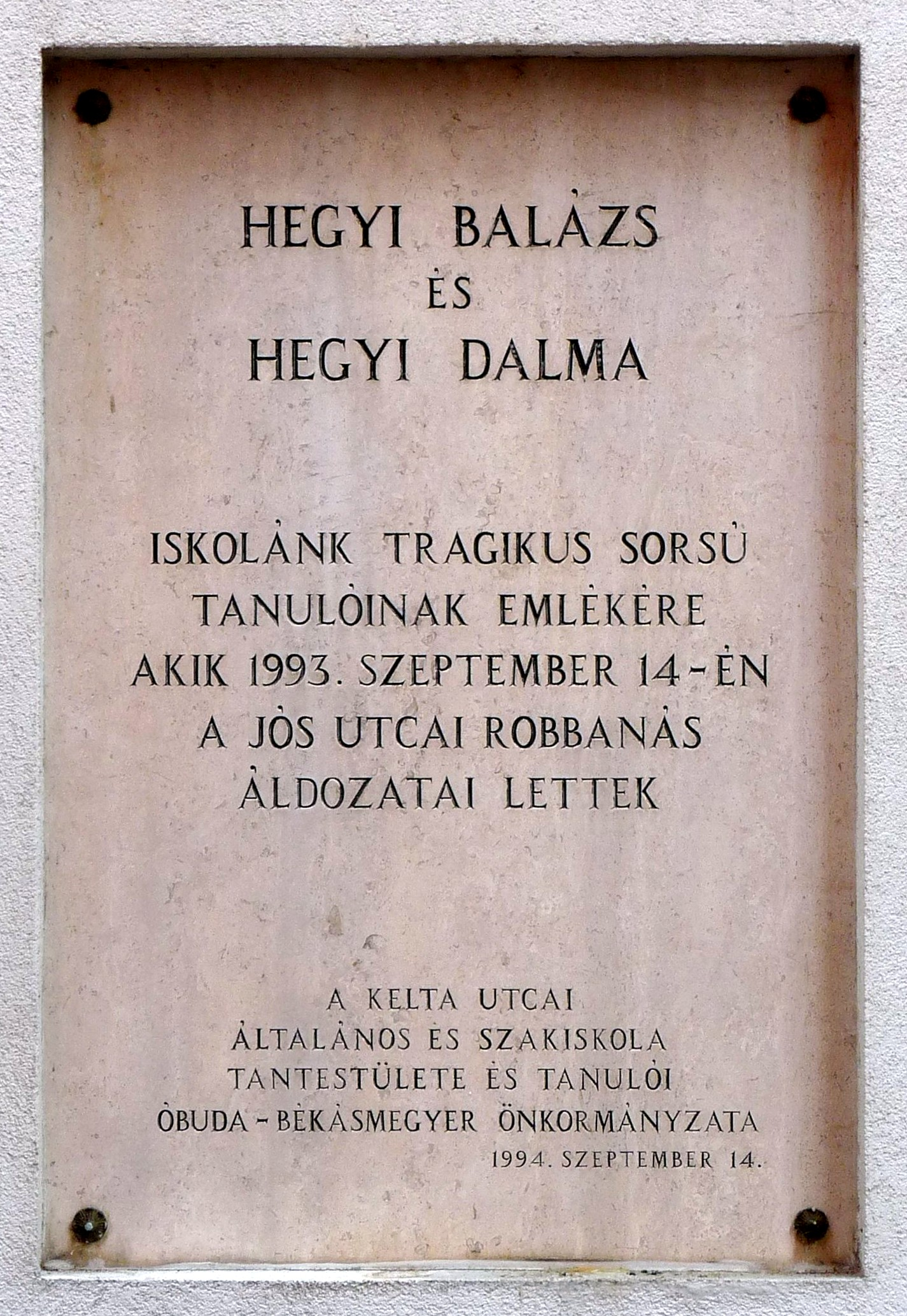
Hegyi Balázs és Hegyi Dalma,[9] Kelta utca 2.
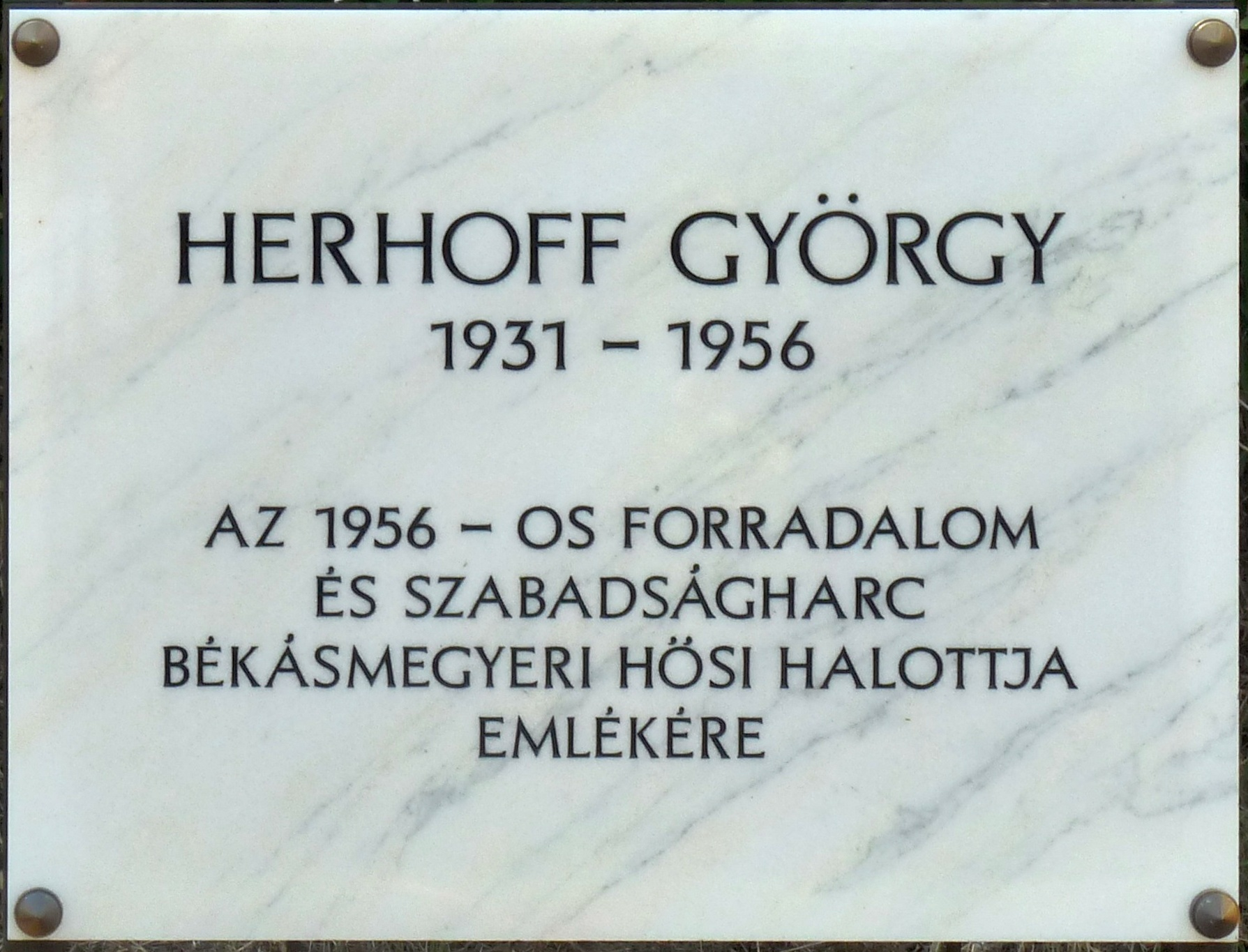
Herhoff György, Herhoff György utca 22.
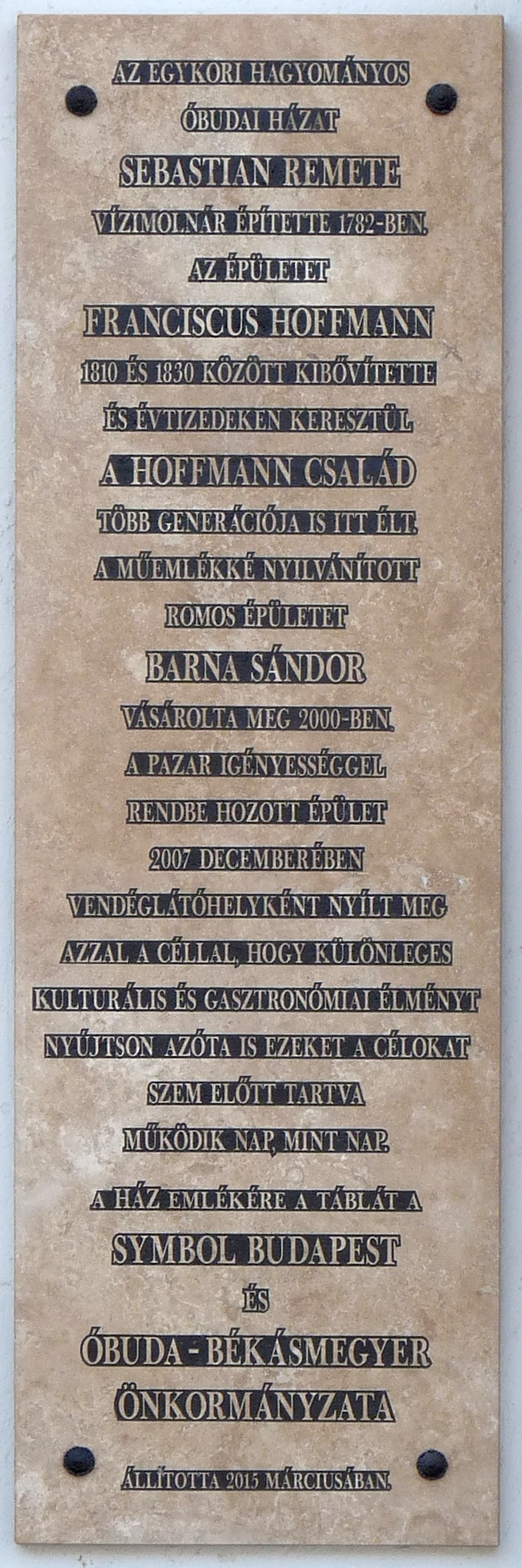
Hoffmann-ház, Bécsi út 56.
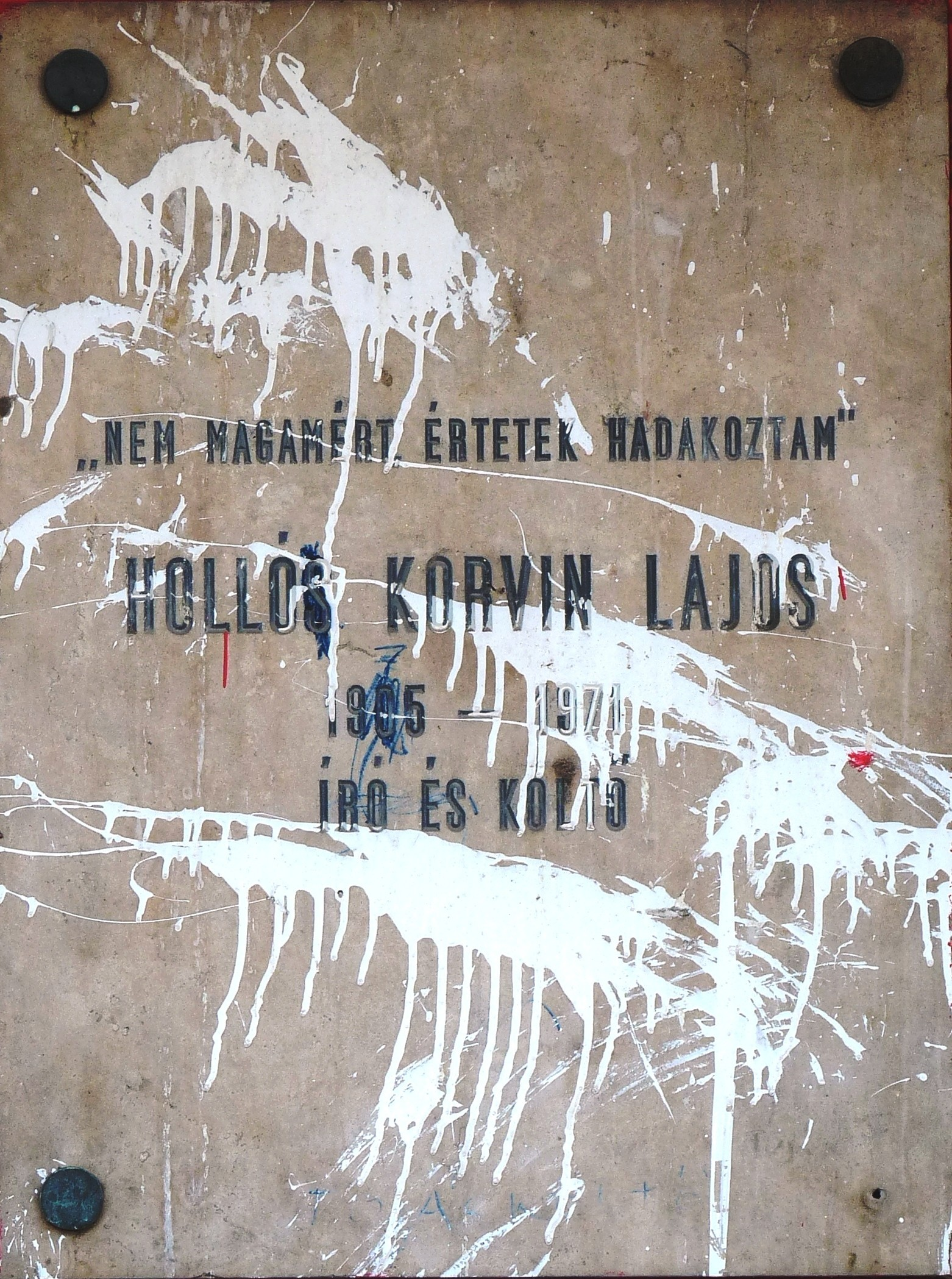
Hollós Korvin Lajos, Hollós Korvin Lajos utca 1.
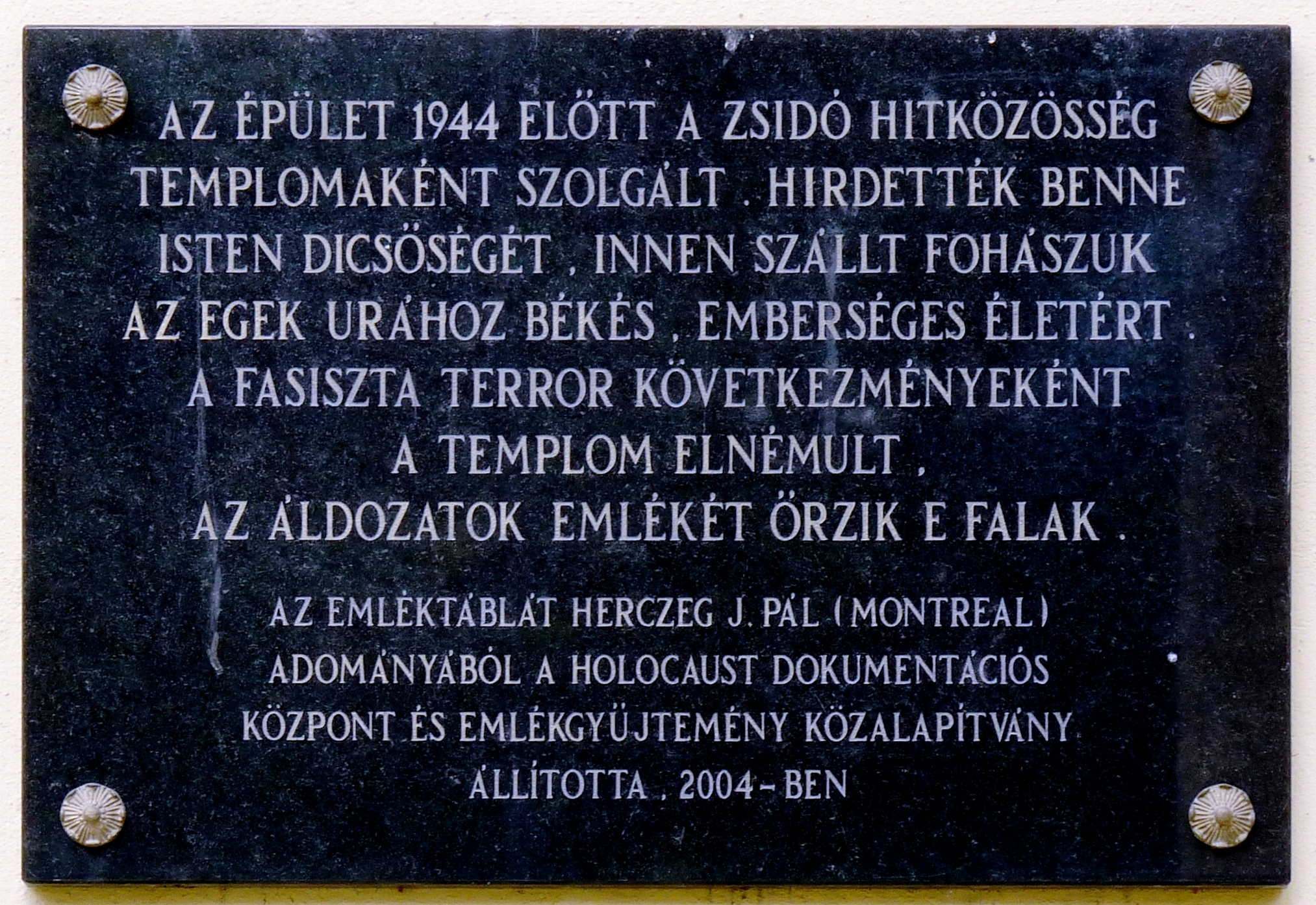
A holokauszt óbudai áldozatai, Lajos utca 163.
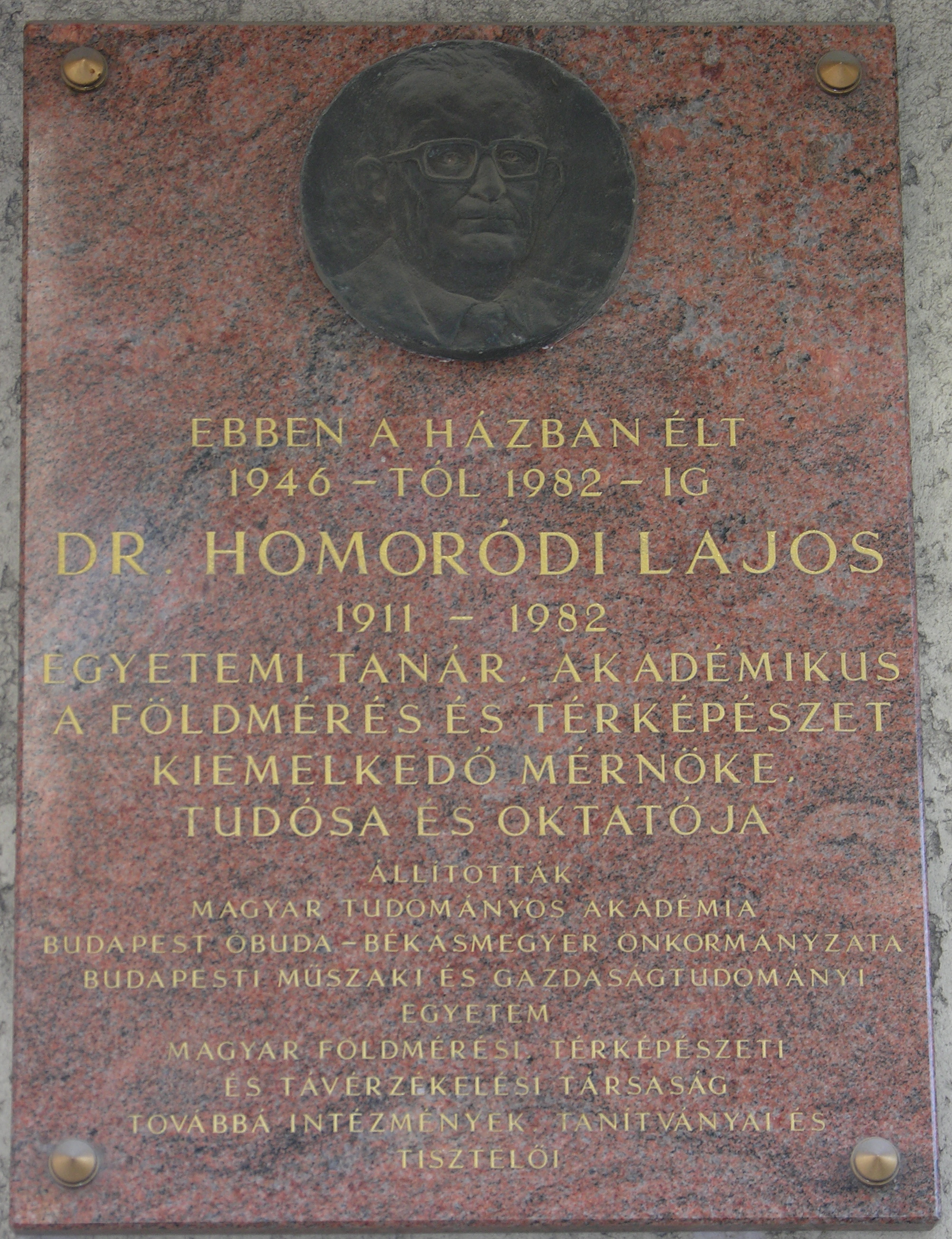
Homoródi Lajos, Szőlő utca 23.
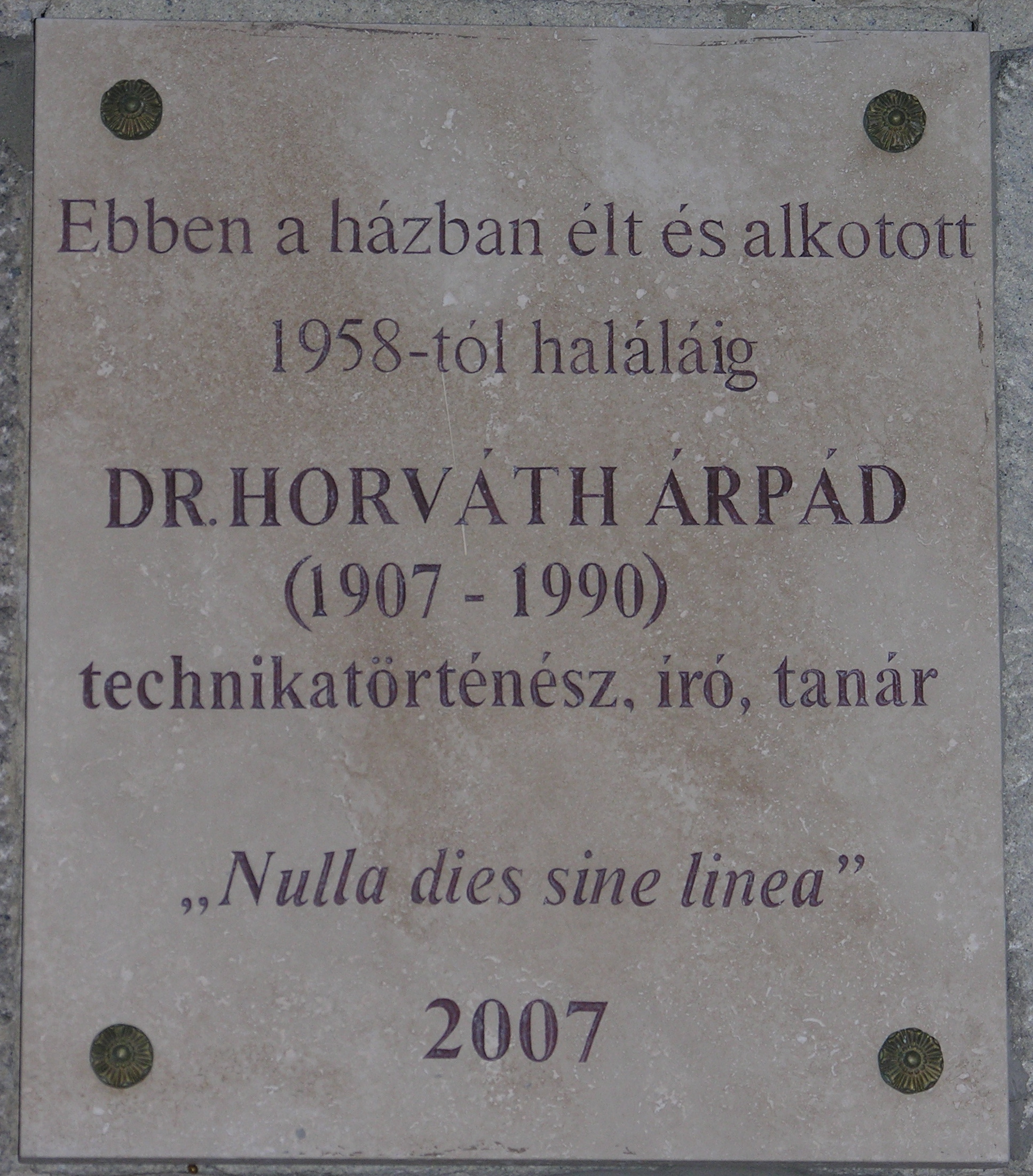
Horváth Árpád, Pacsirtamező utca 61.
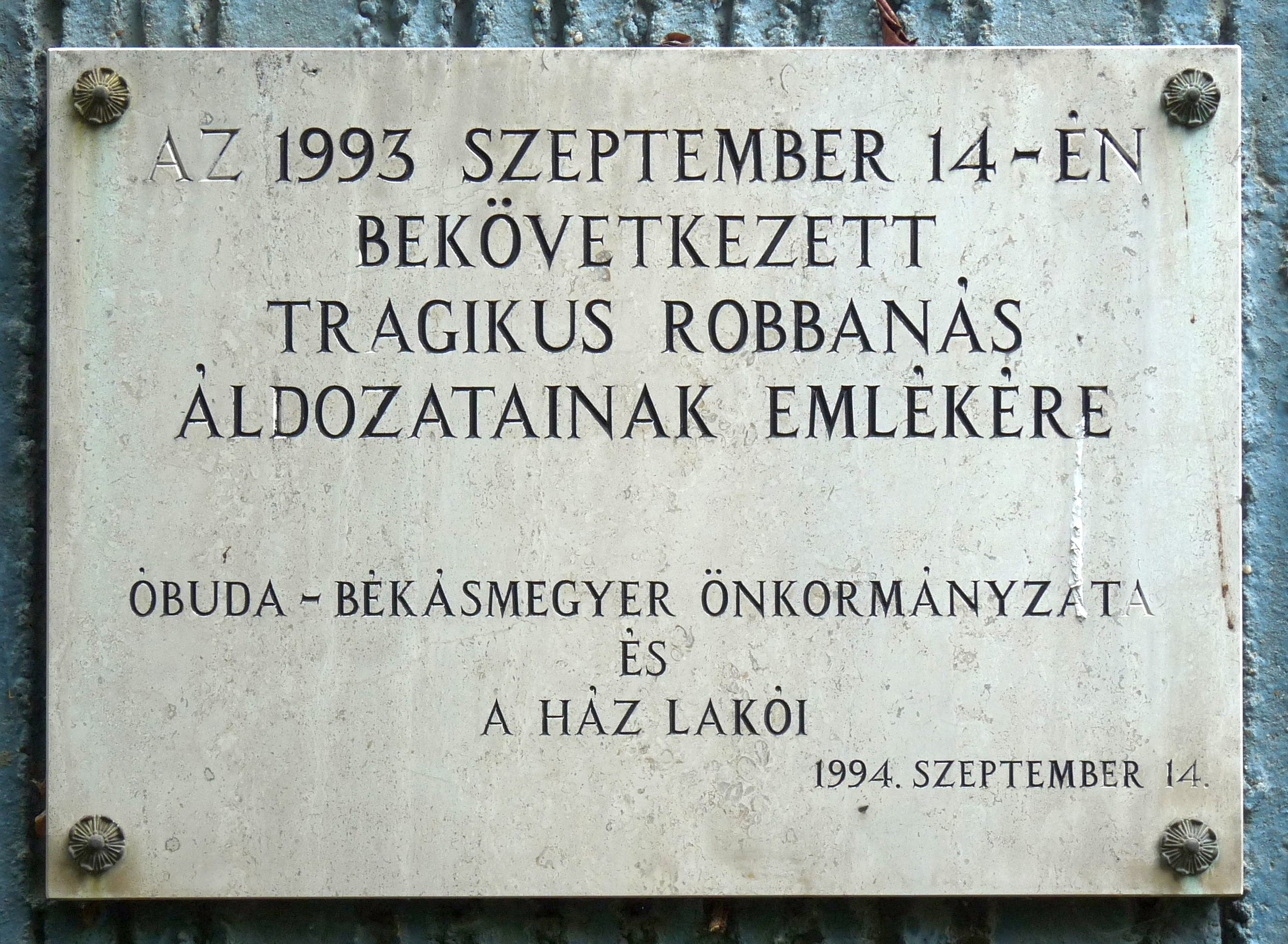
A Jós utcai robbanás áldozatai, Jós utca 8.
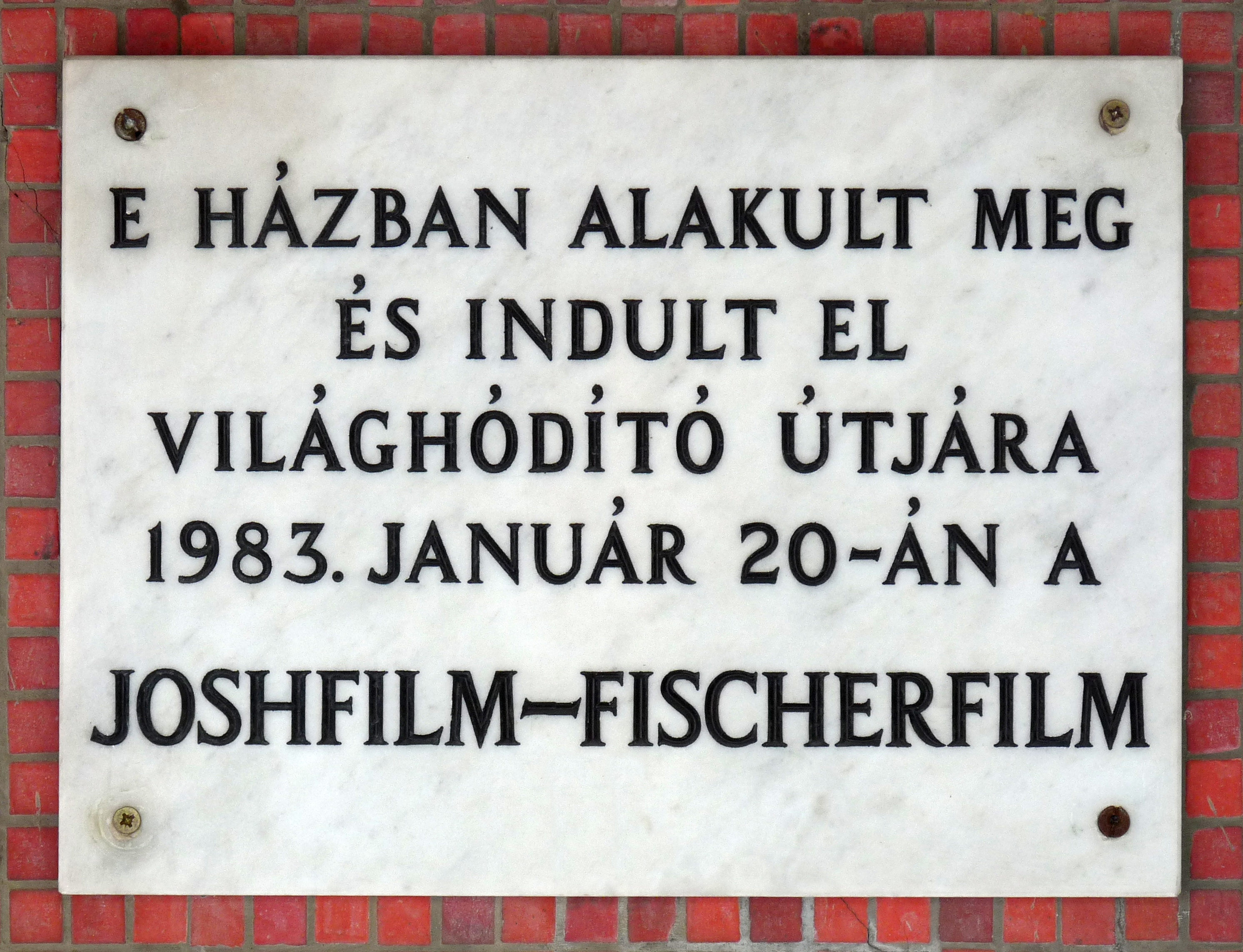
Joshfilm-Fischerfilm Szentendrei út 18.
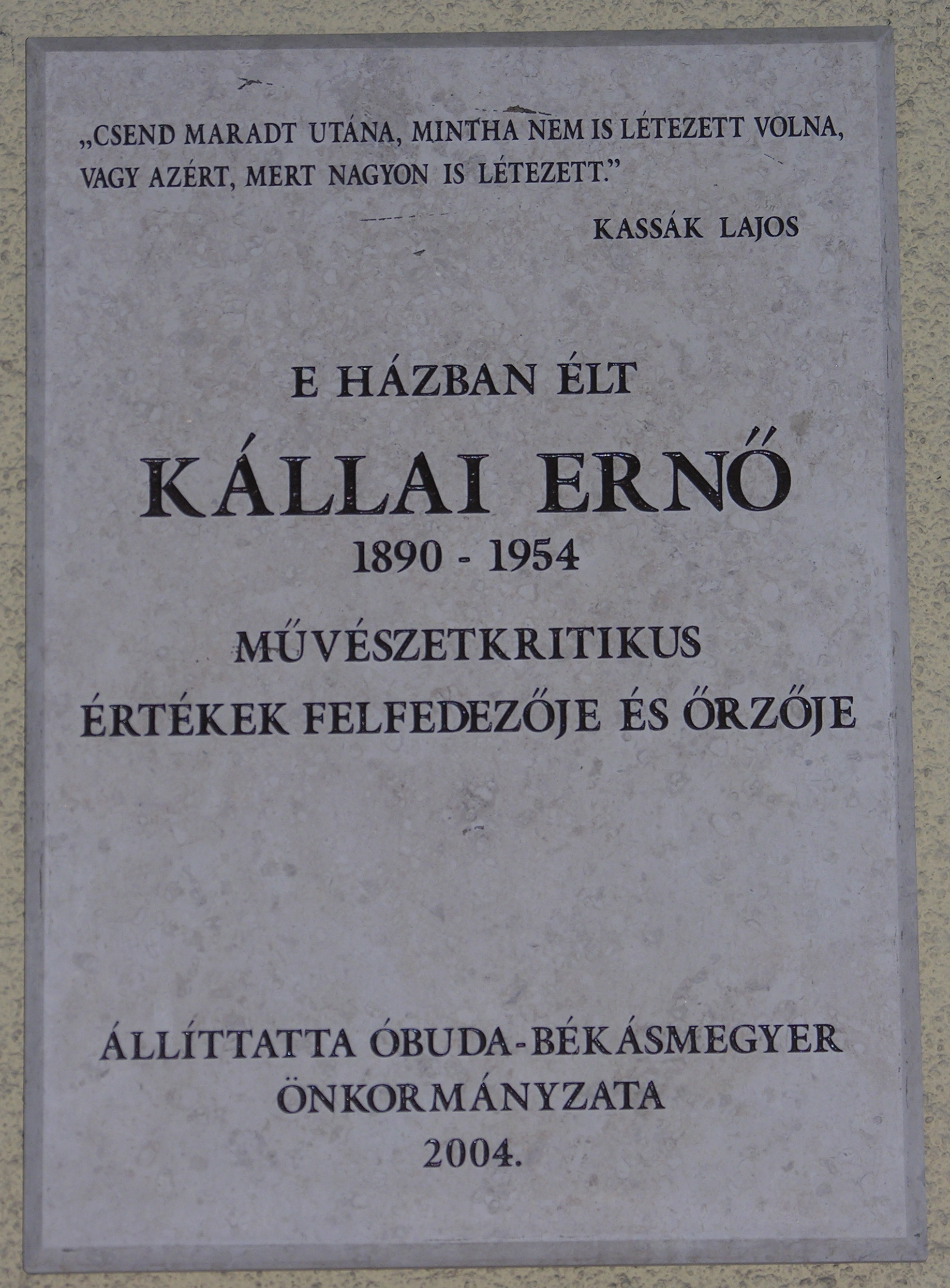
Kállai Ernő, Kiscelli utca 76.
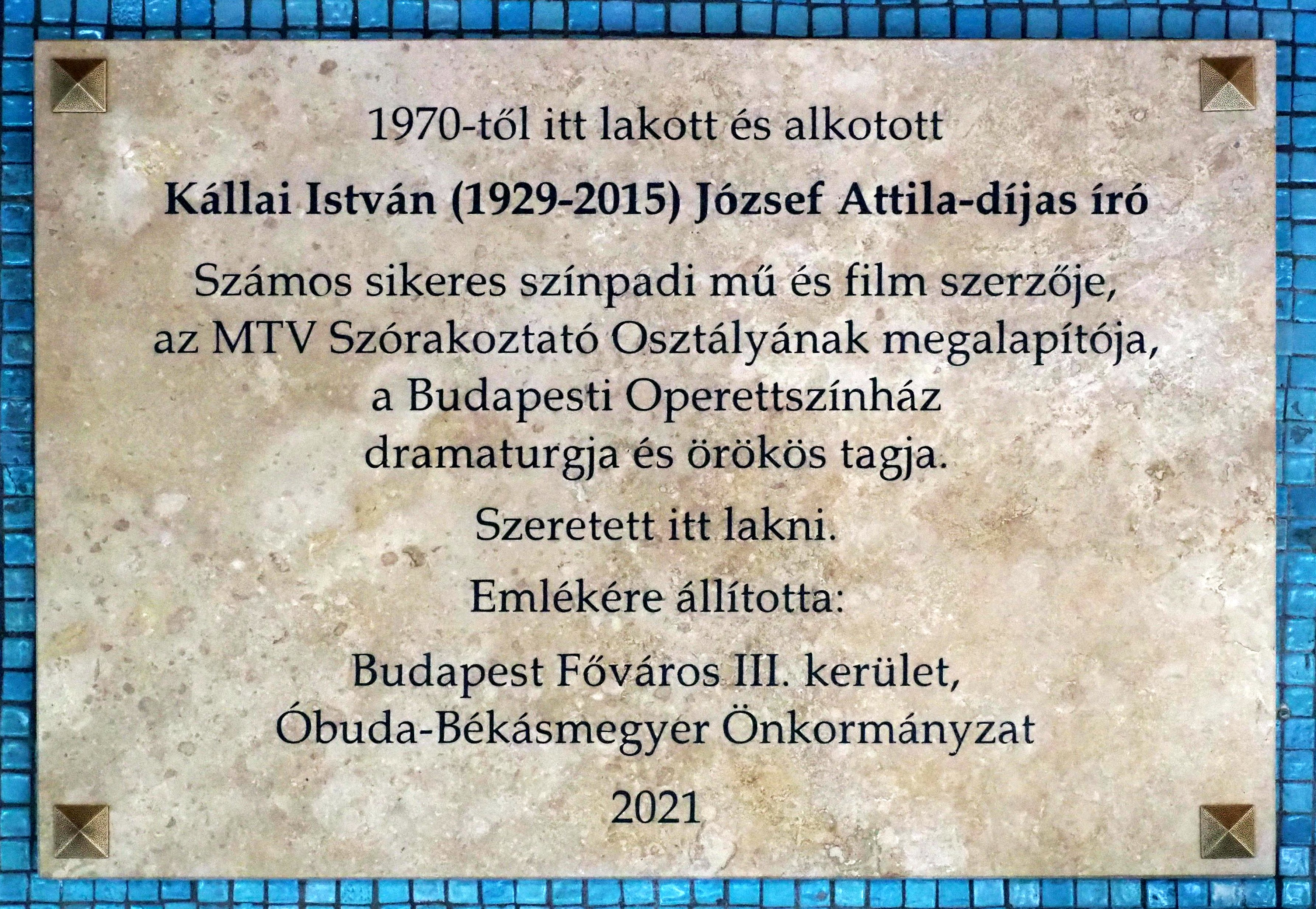
Kállai István, Vörösvári út 1.
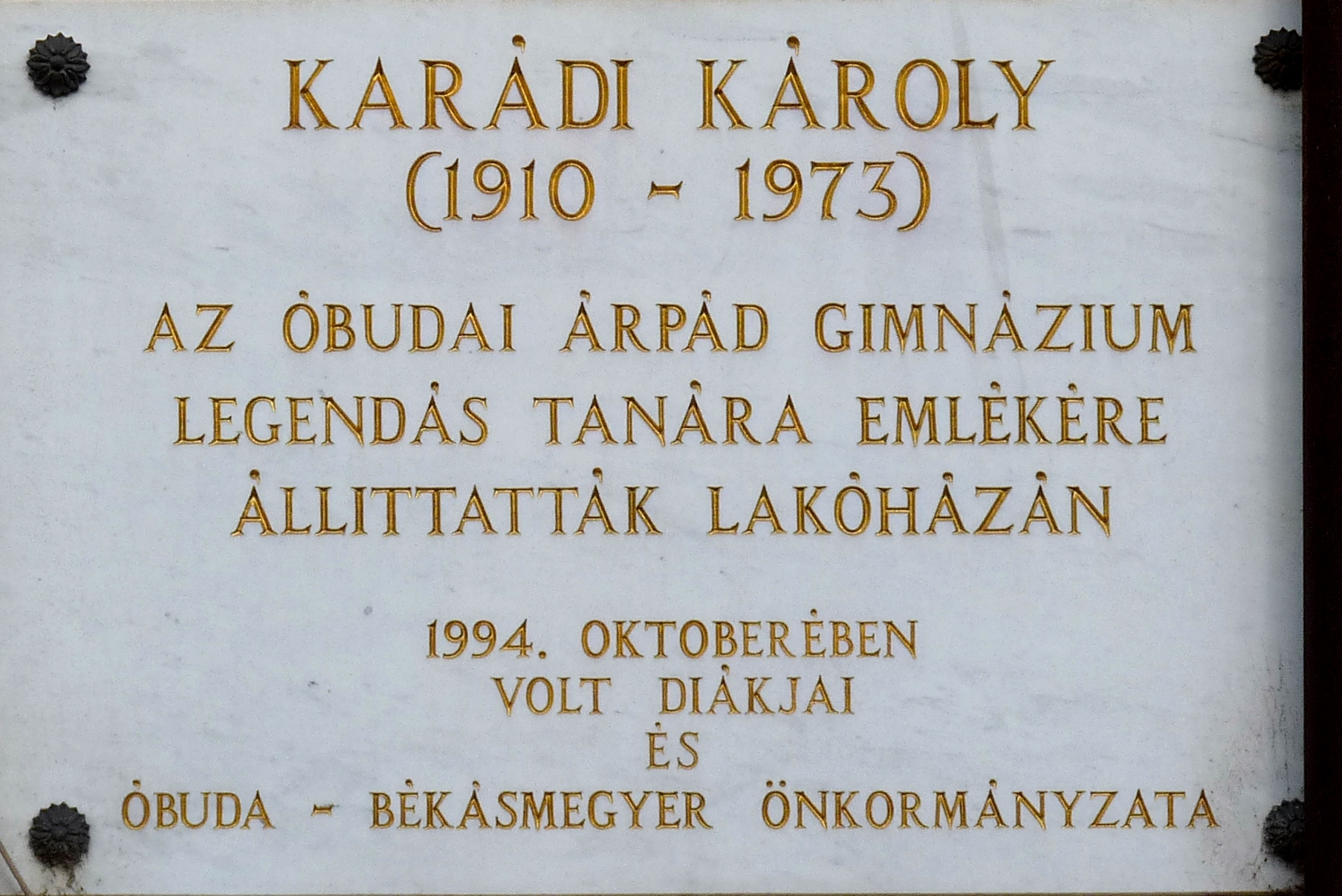
Karádi Károly, Föld utca 57.
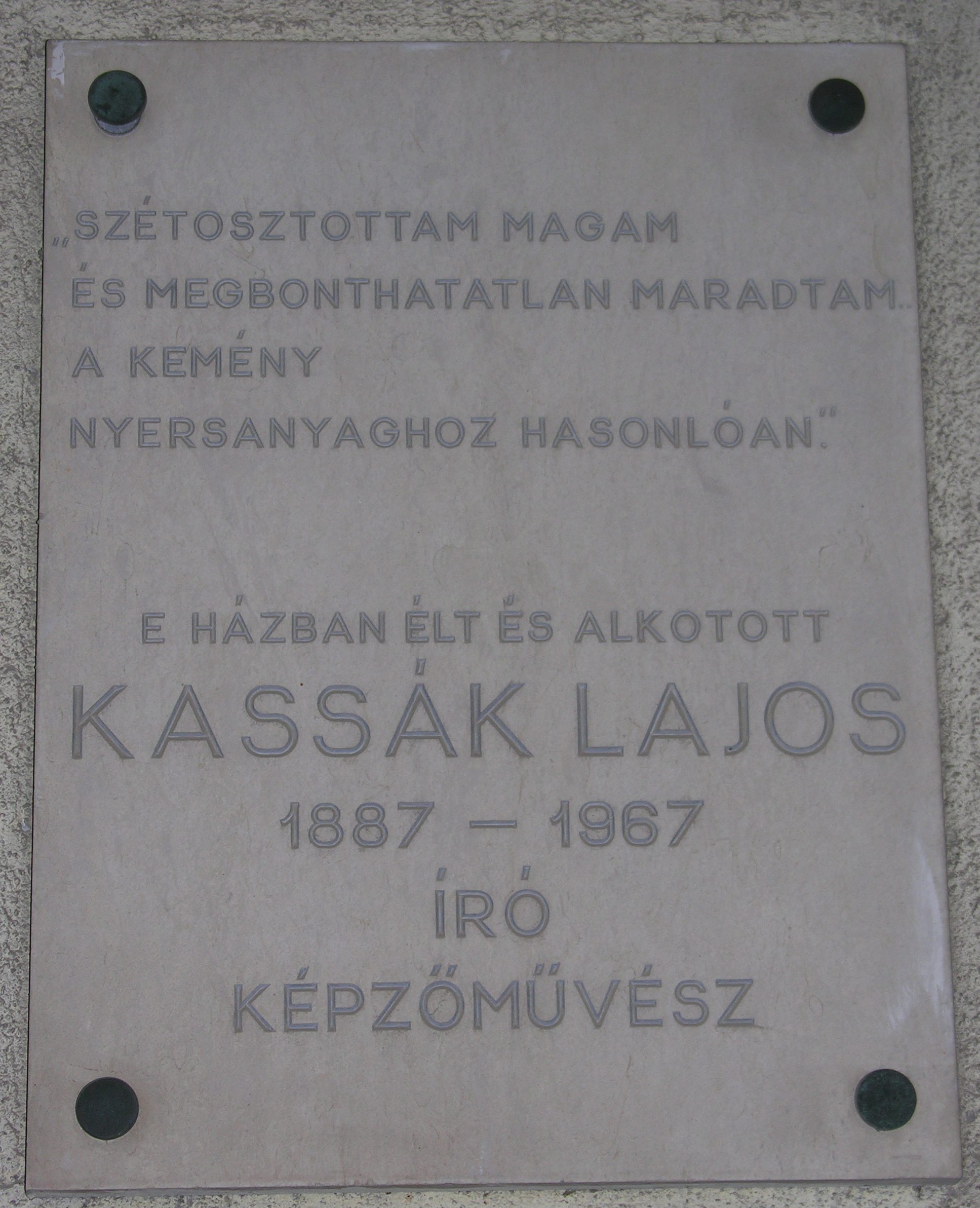
Kassák Lajos, Bécsi út 98.
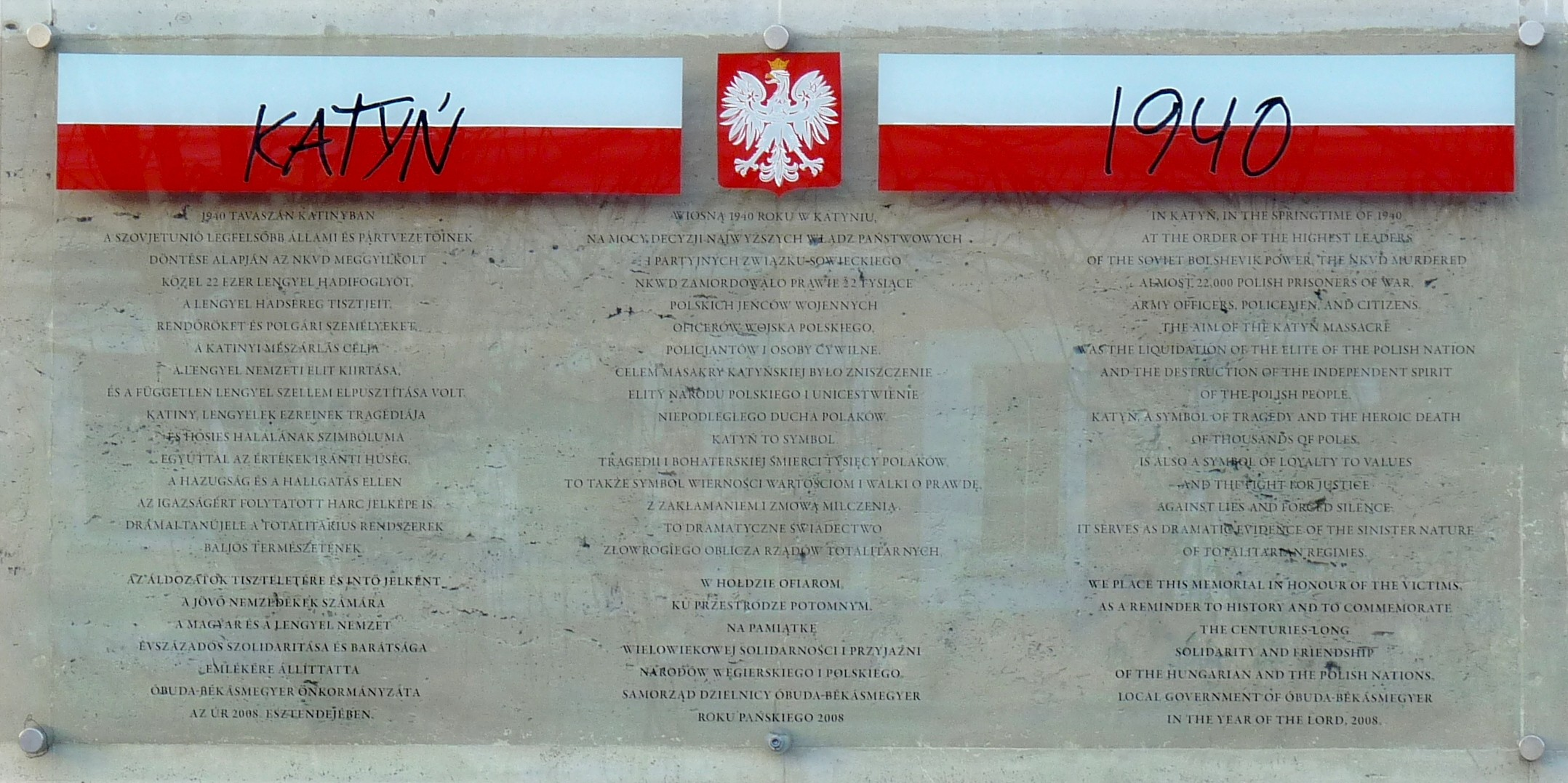
A katyńi vérengzés mártírjainak emlékparkja
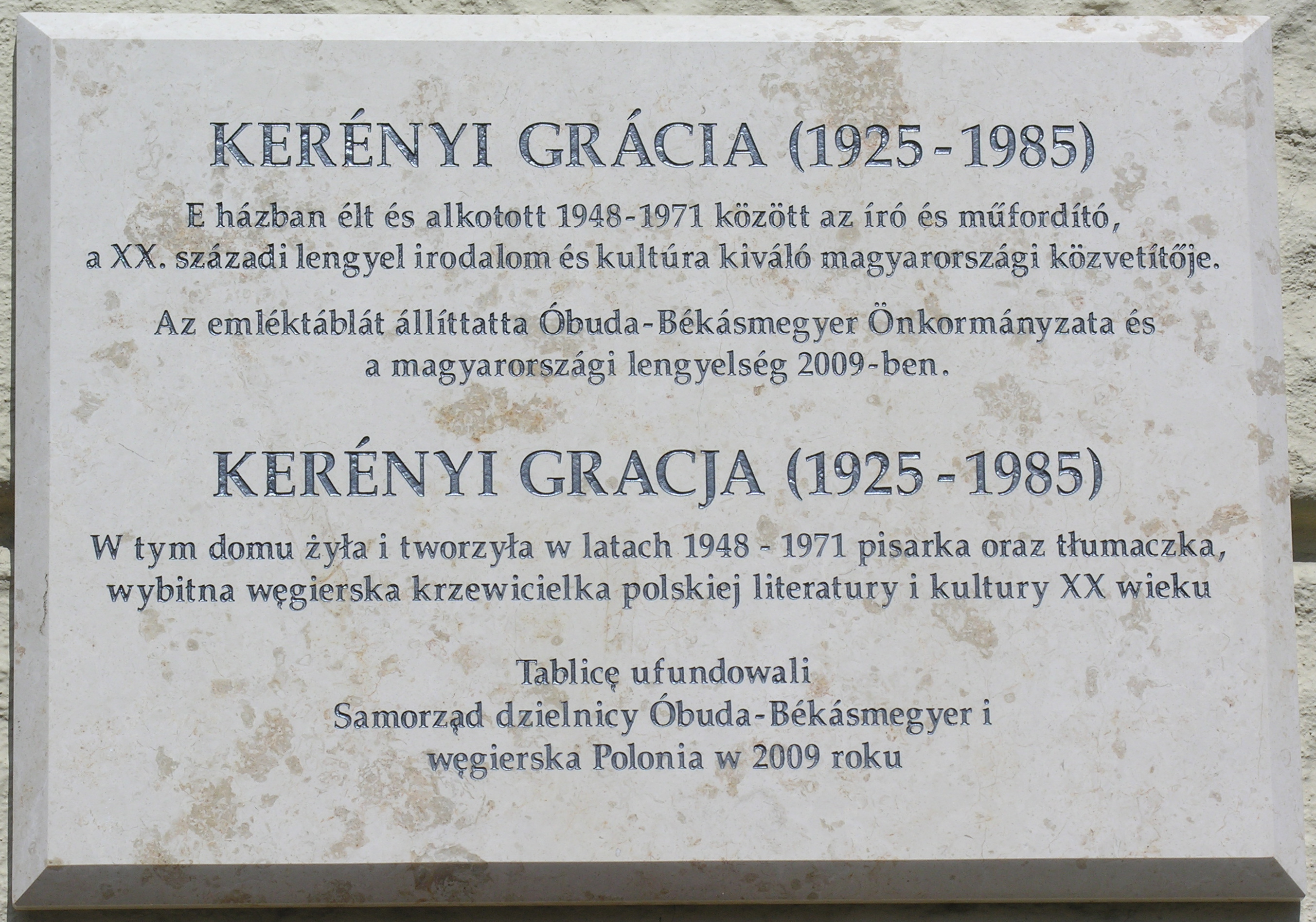
Kerényi Grácia, Fő tér 2.
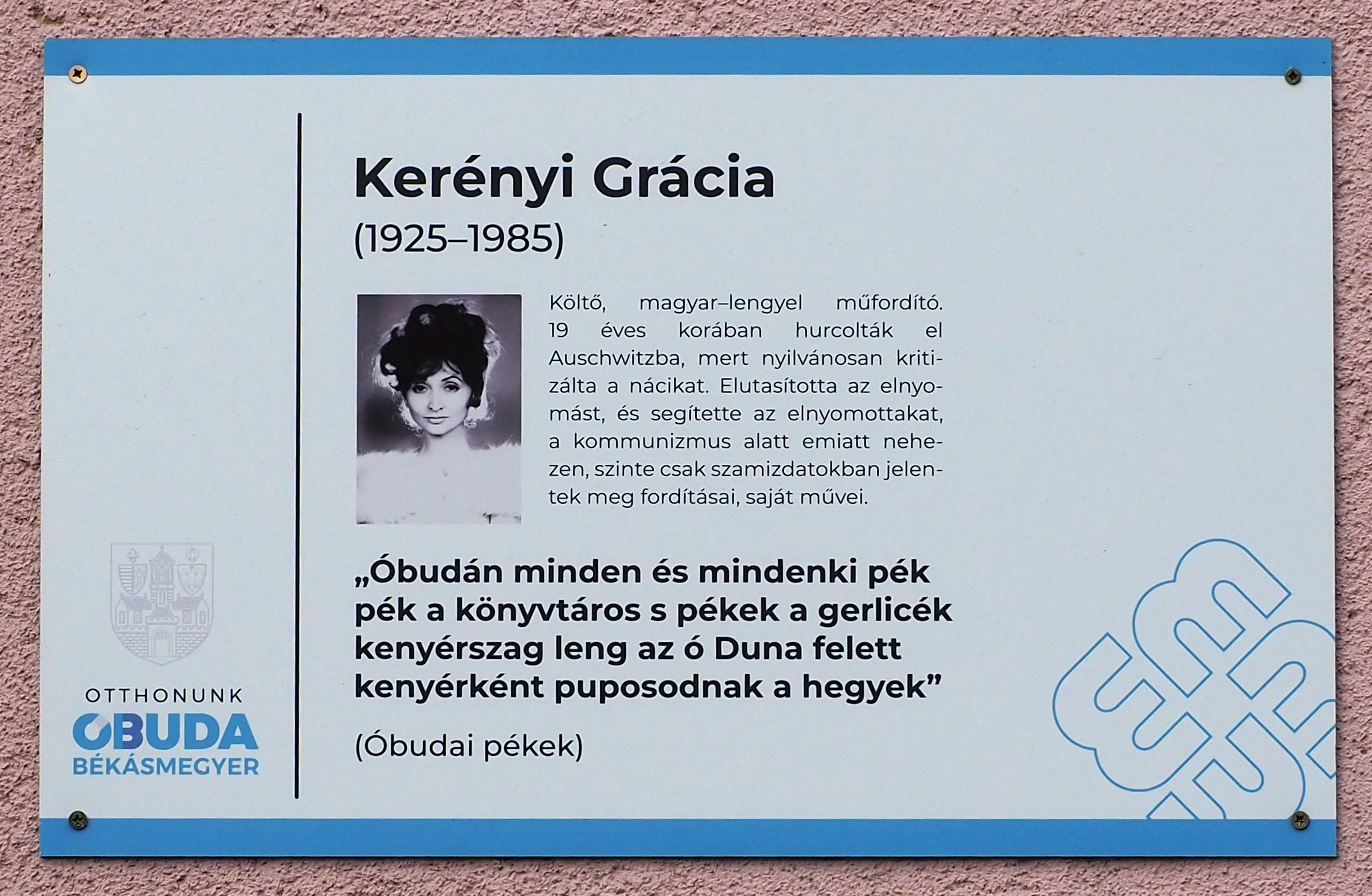
Kerényi Grácia, Miklós utca 2.
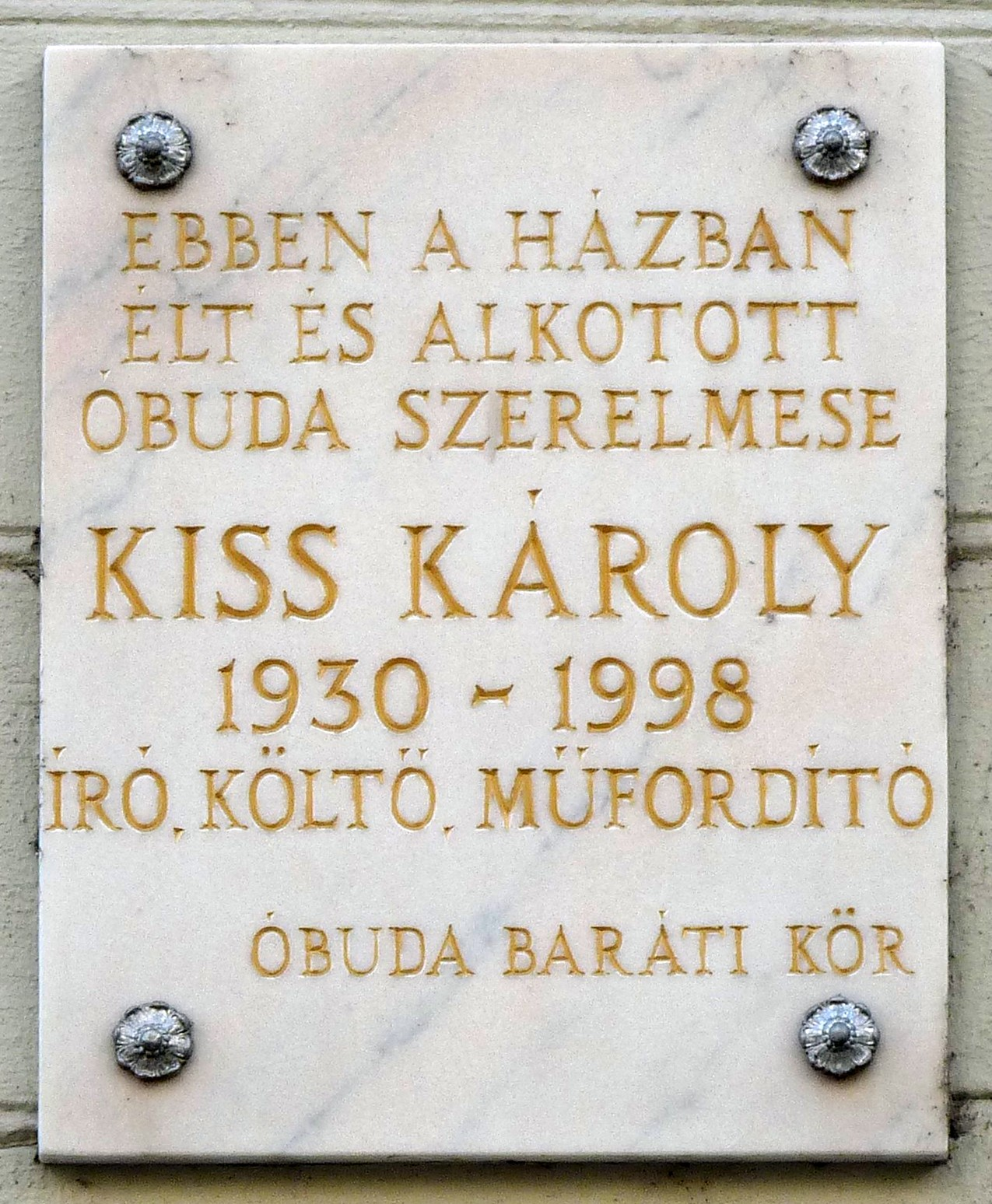
Kiss Károly, Lajos utca 116.
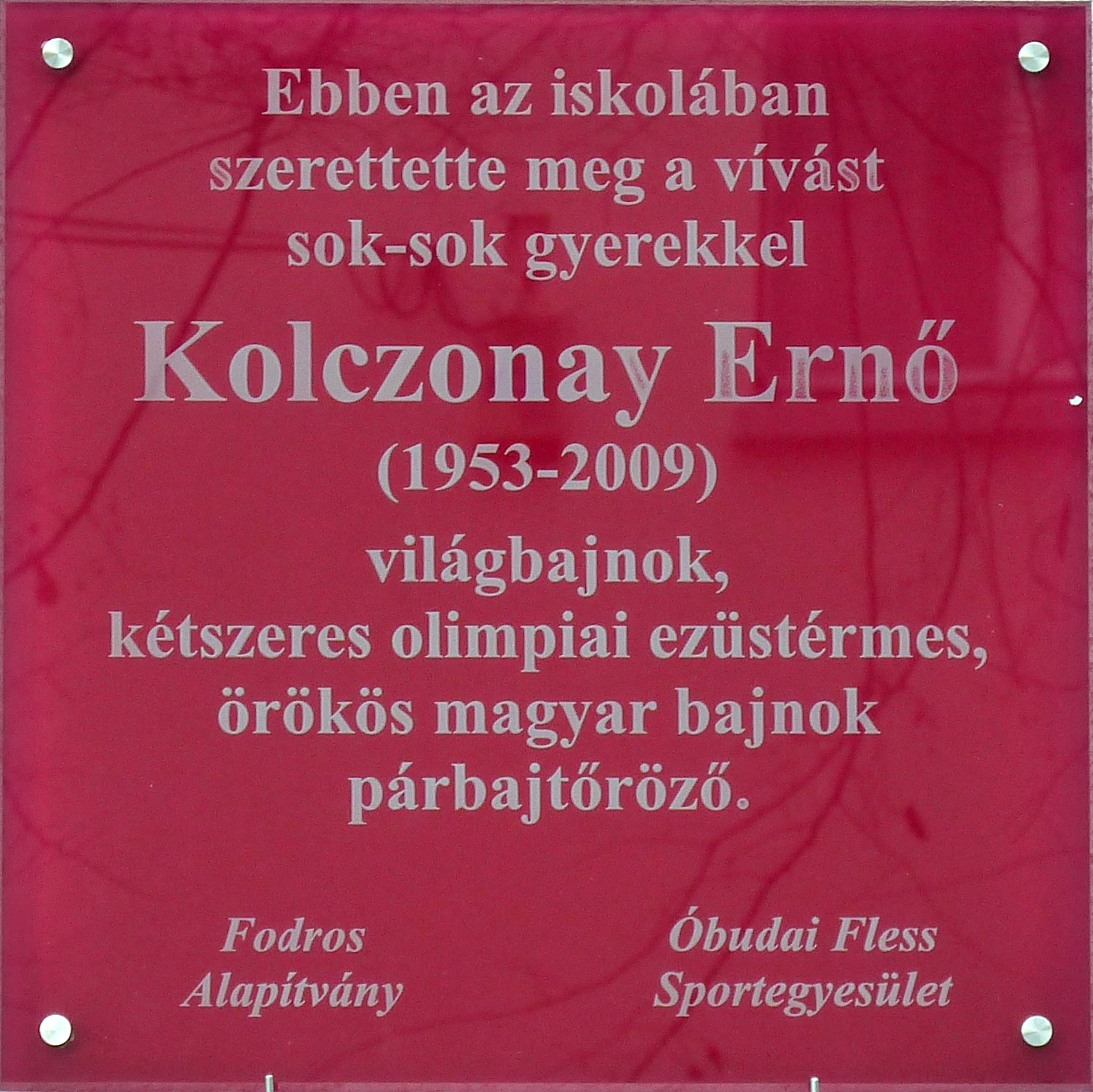
Kolczonay Ernő, Fodros utca 38.
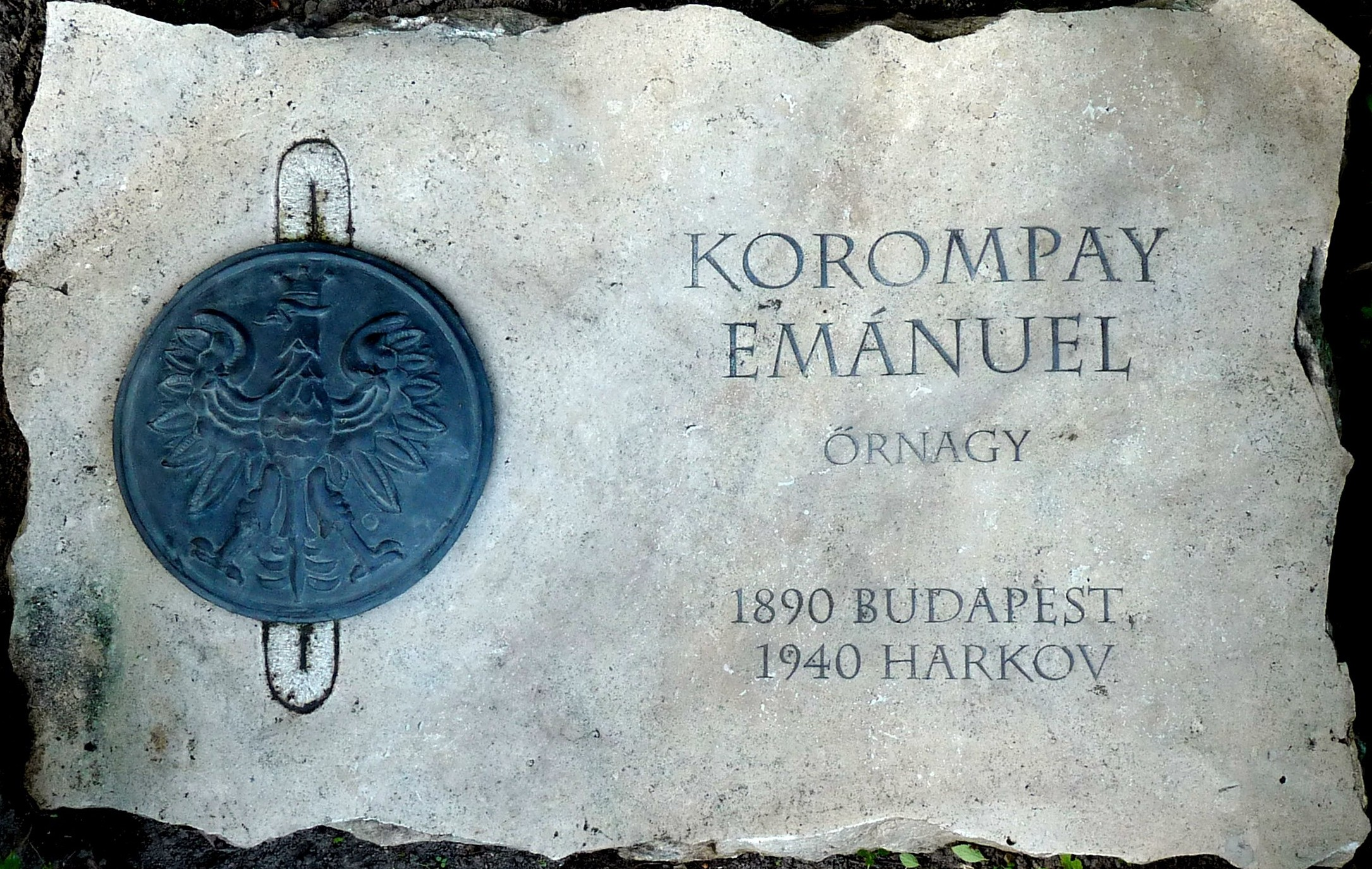
Korompay Emánuel Aladár, Katinyi mártírok emlékparkja
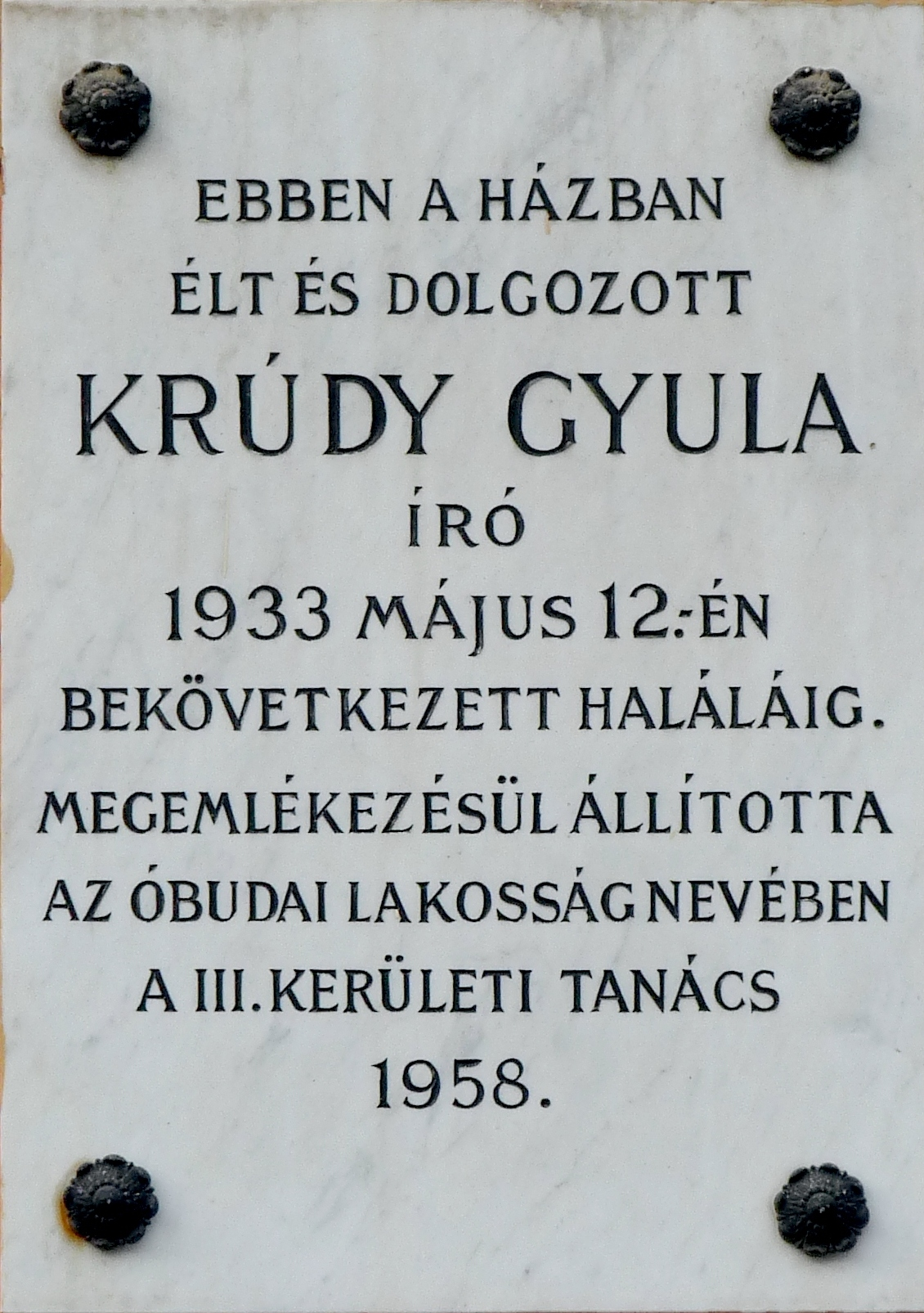
Krúdy Gyula, Korona tér 1.
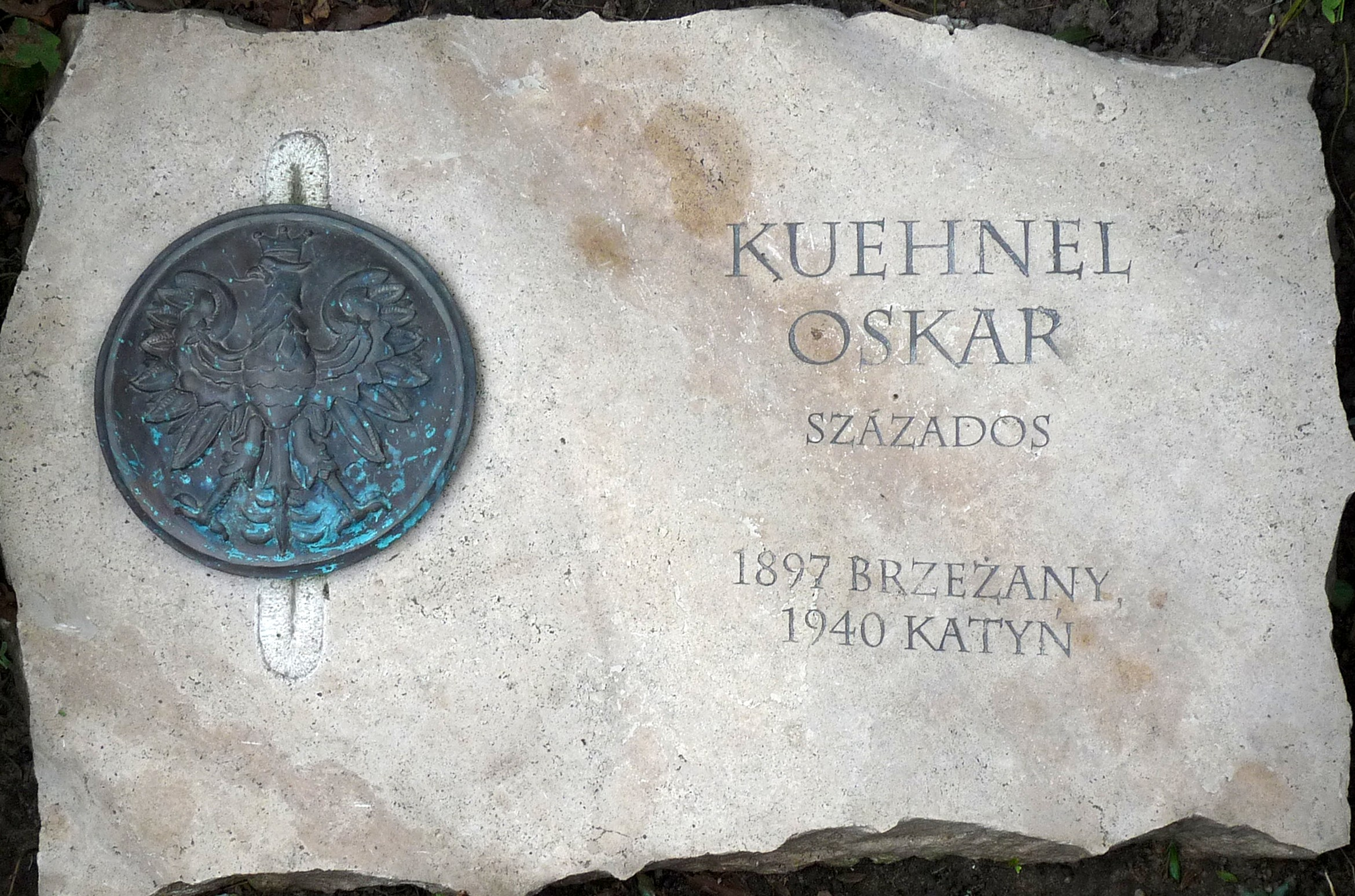
Oskar Rudolf Kuehnel, Katinyi mártírok emlékparkja
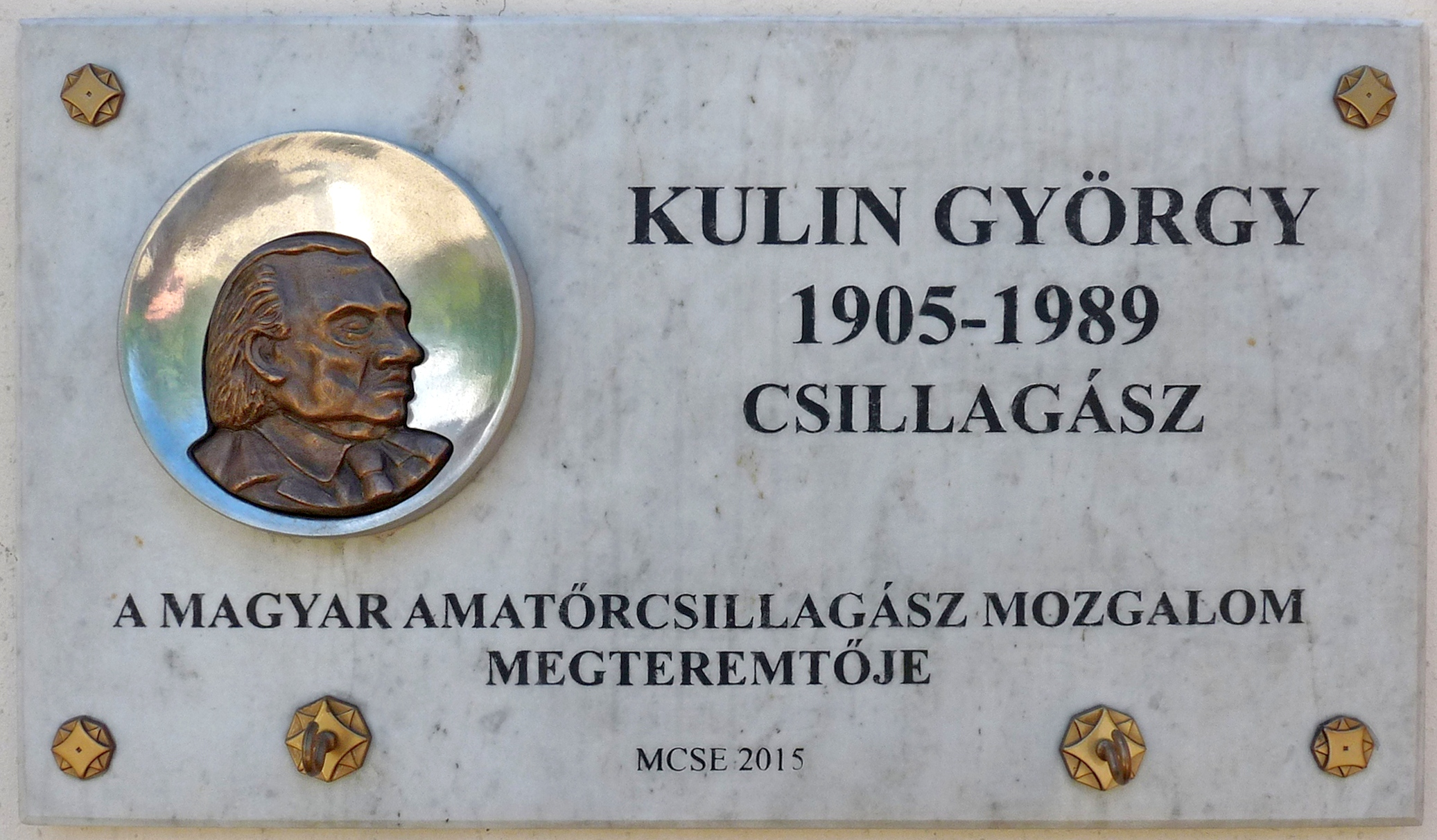
Kulin György, Laborc utca 2/C. alkotó:Marton Géza
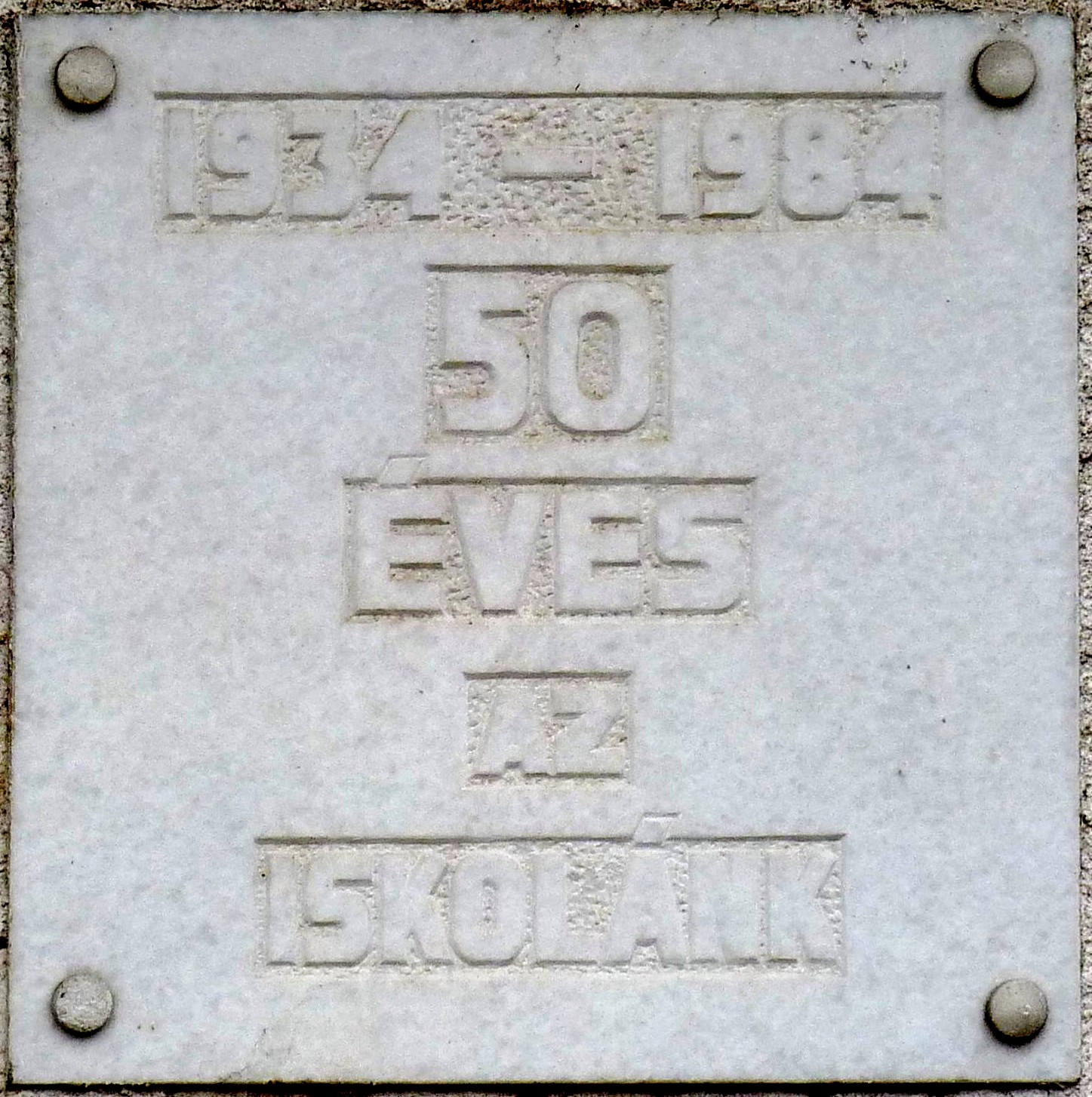
A Külső-Bécsi úti elemi iskola 50. évf. Bécsi út 375.
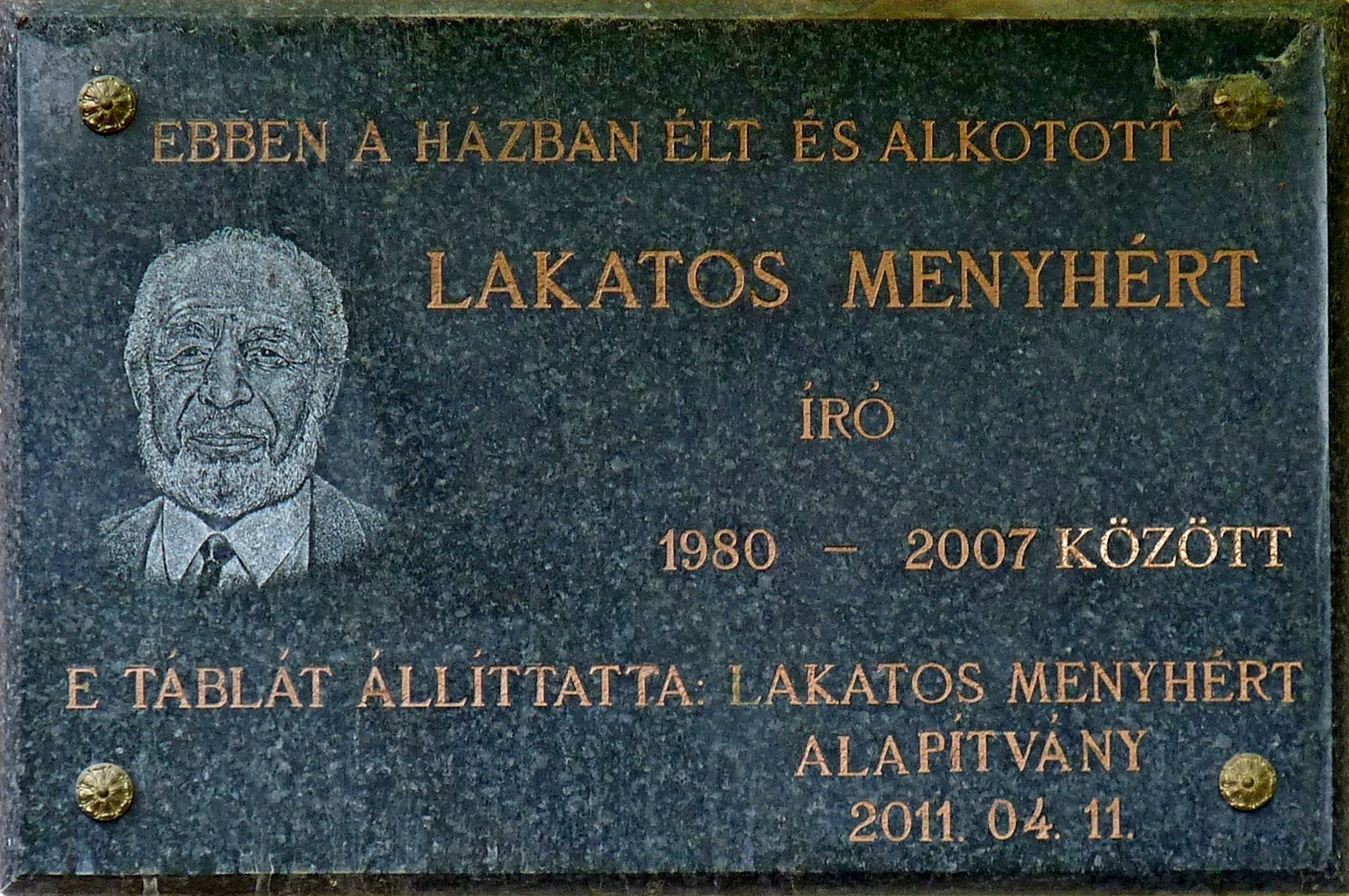
Lakatos Menyhért, Füst Milán u. 22.
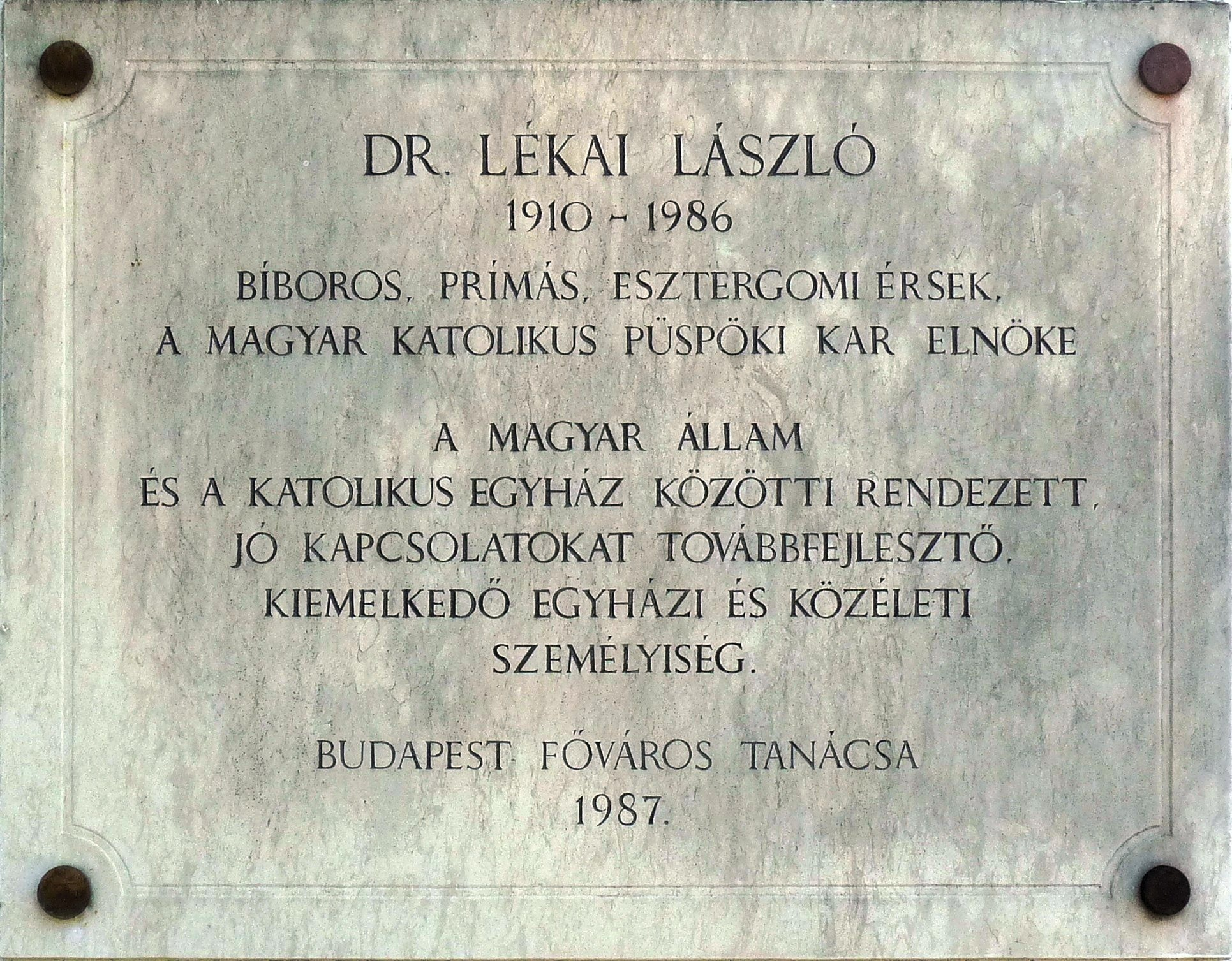
Lékai László, Lékai bíboros tér
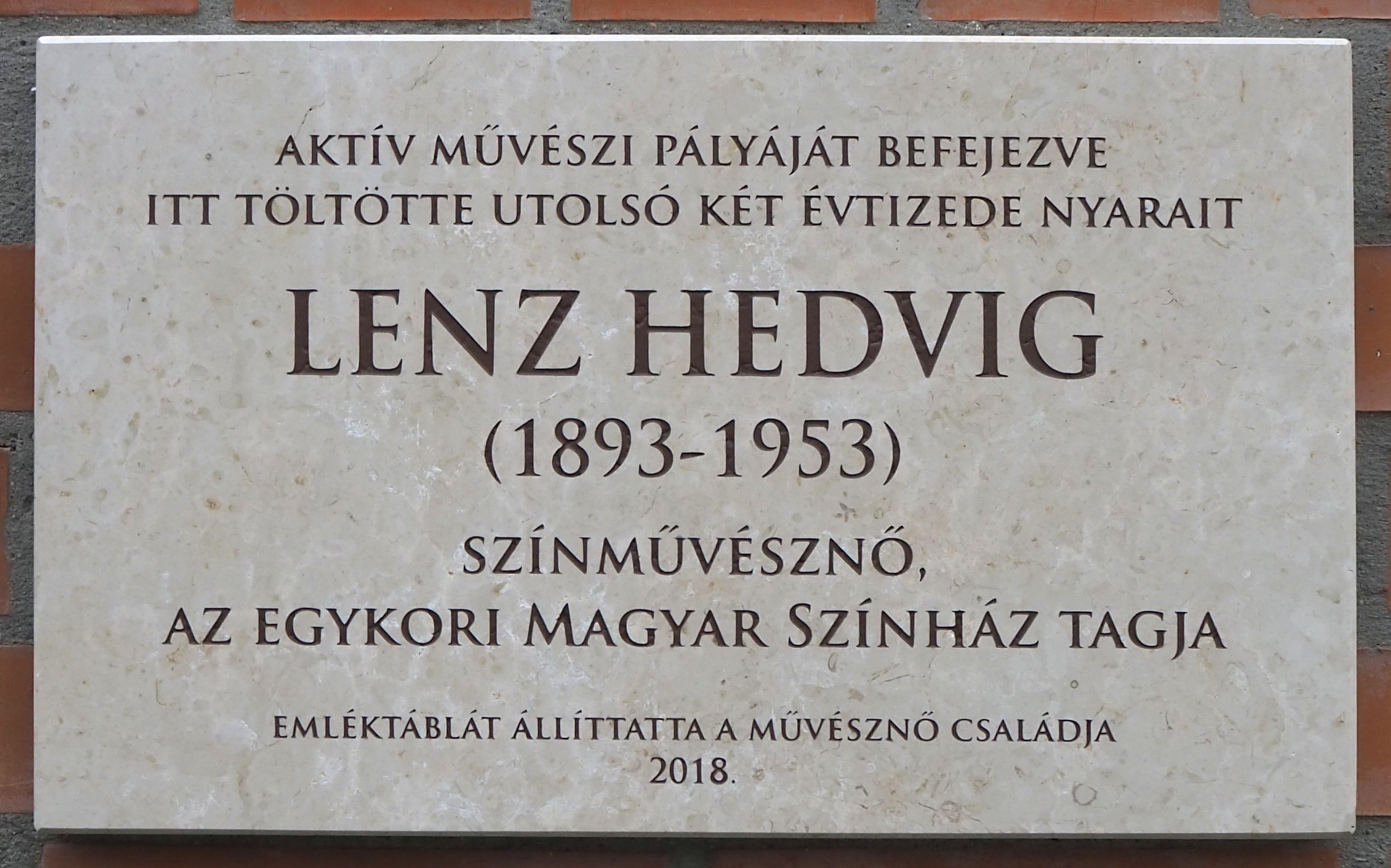
Lenz Hedvig,[10] Erdőalja út 75/A.
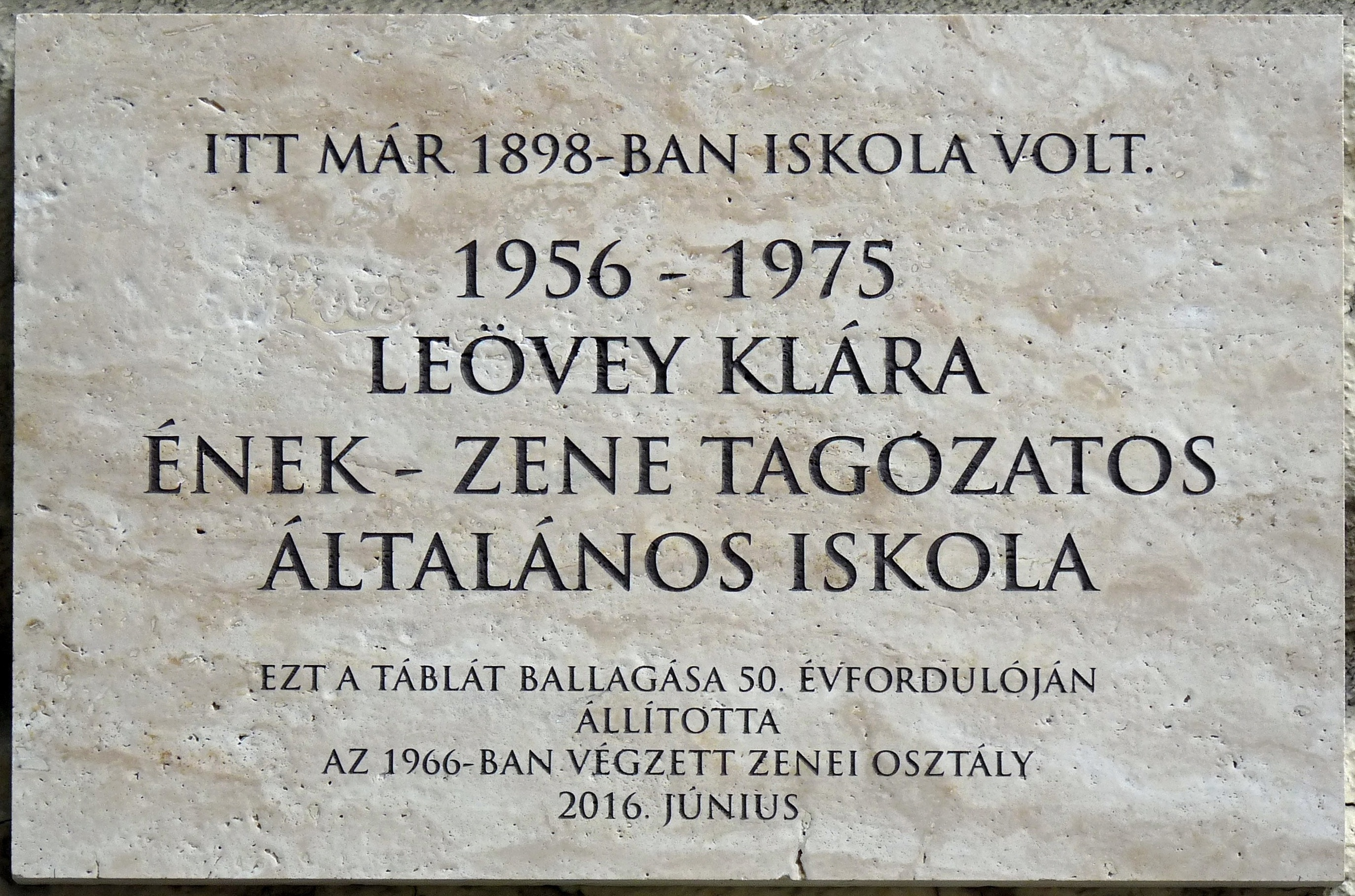
Leövey Klára Ének-zene Tagozatos Általános Iskola, Tímár utca 16.
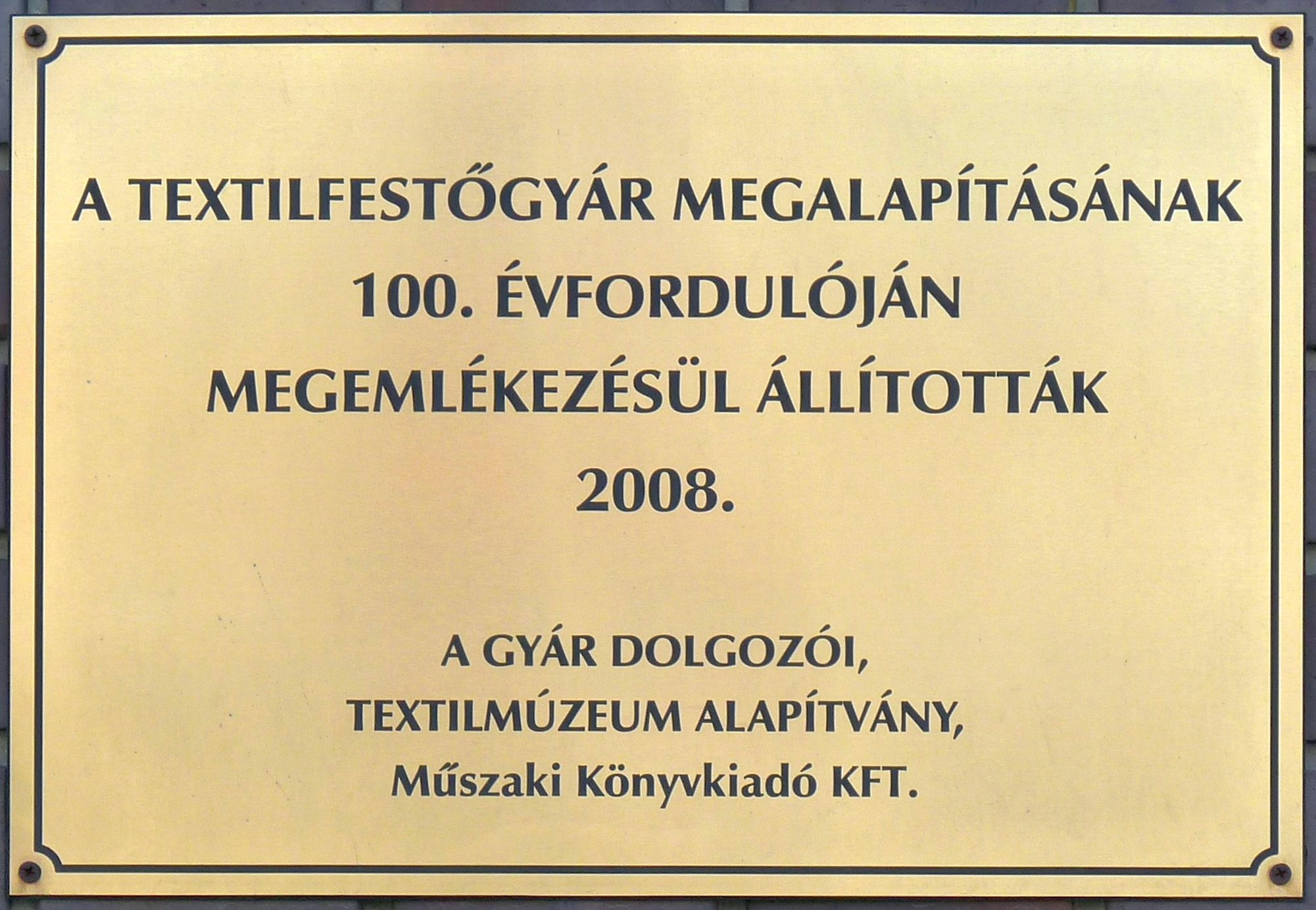
Magyar Textilfestő Rt., Szentendrei út 93.
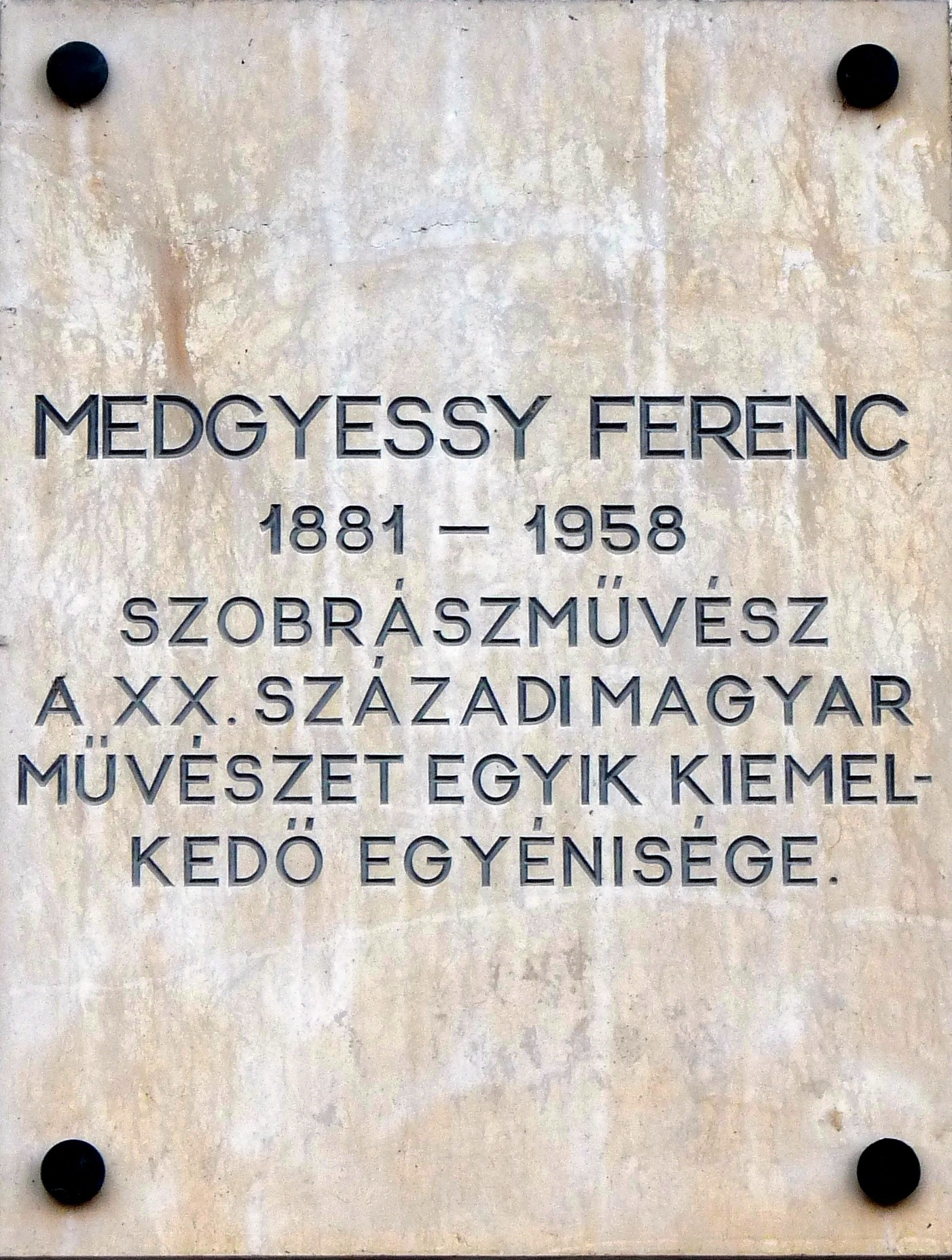
Medgyessy Ferenc, Medgyessy Ferenc utca 2-4.
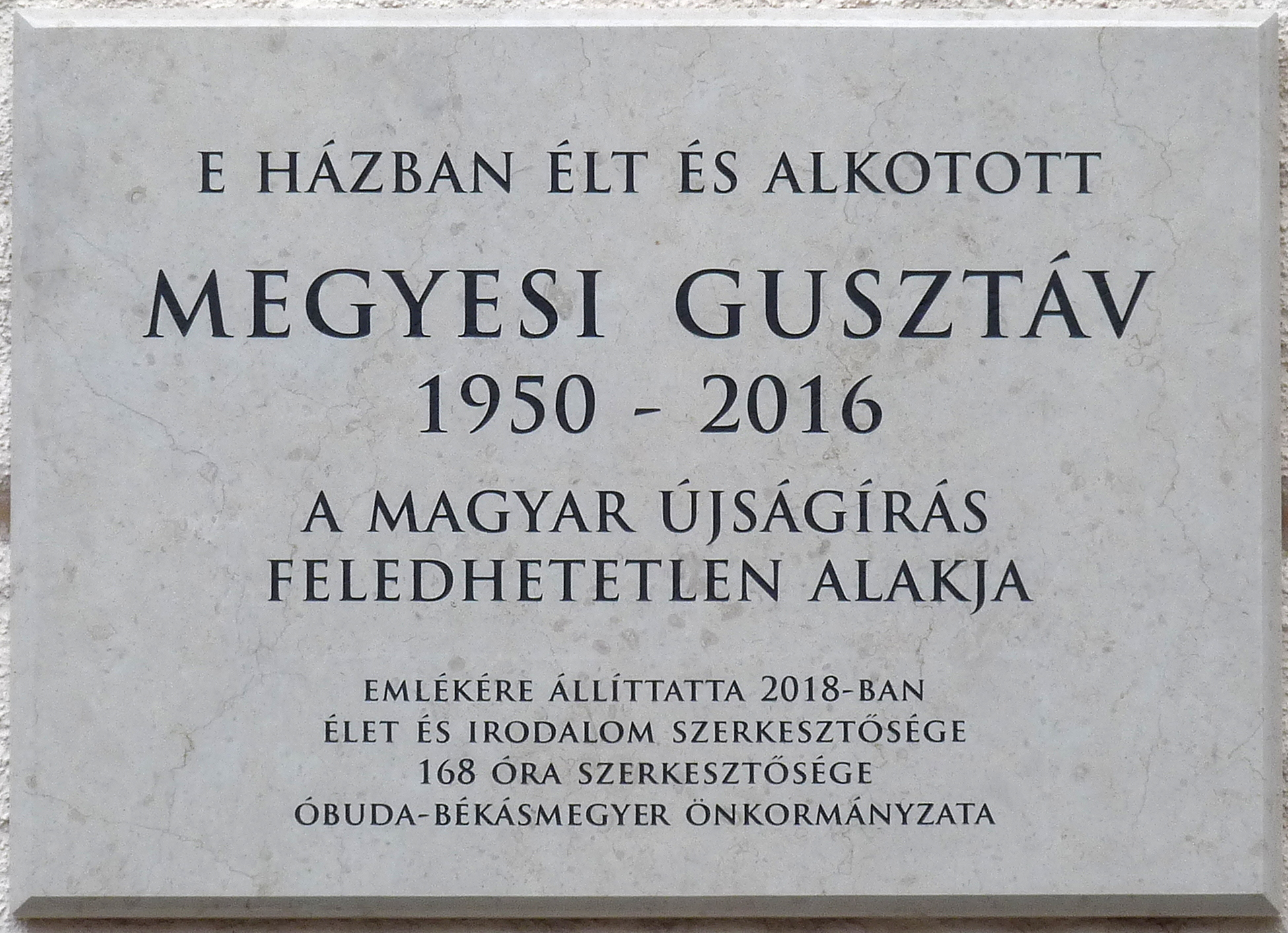
Megyesi Gusztáv, Fő tér 2.
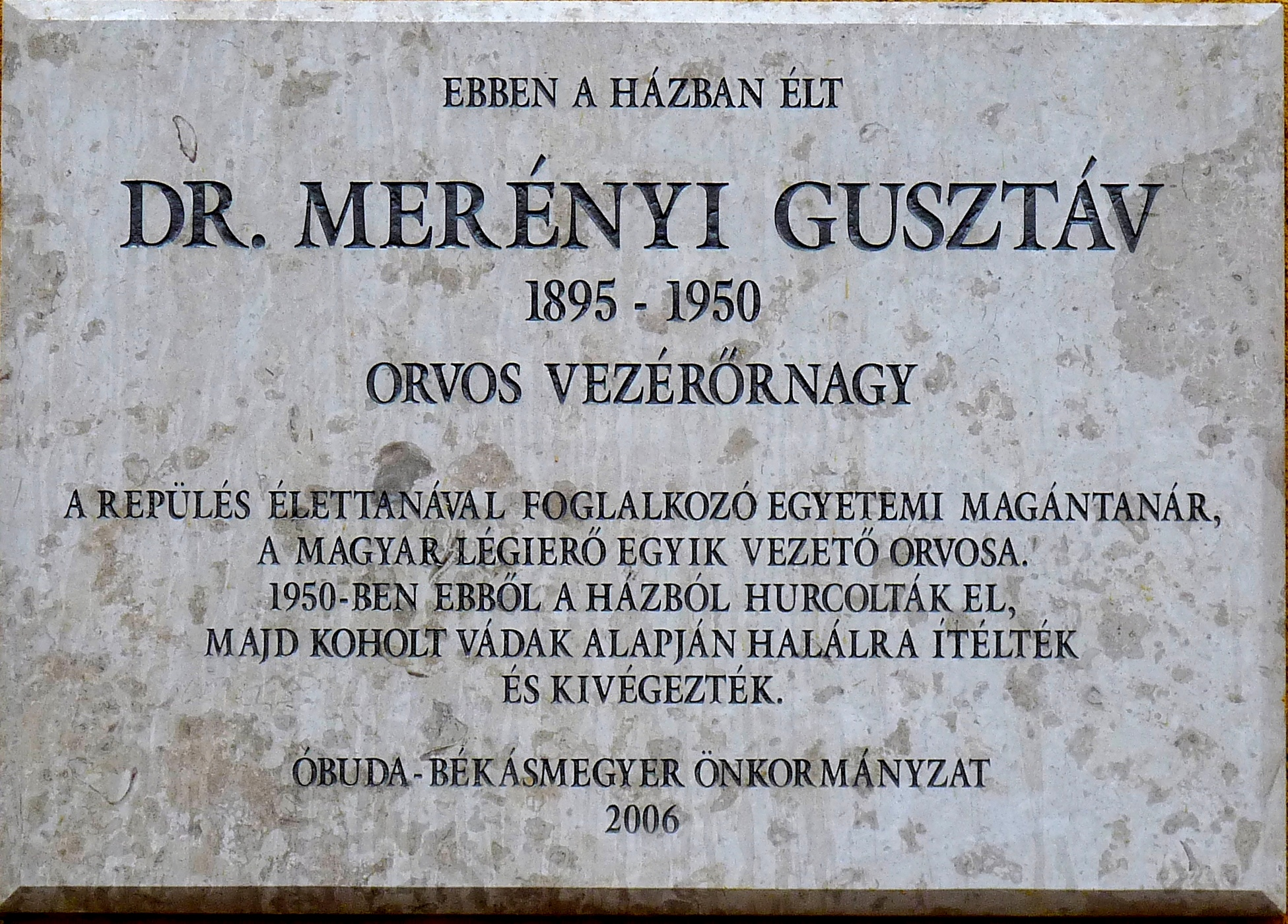
Merényi Gusztáv, Föld utca 50/B.
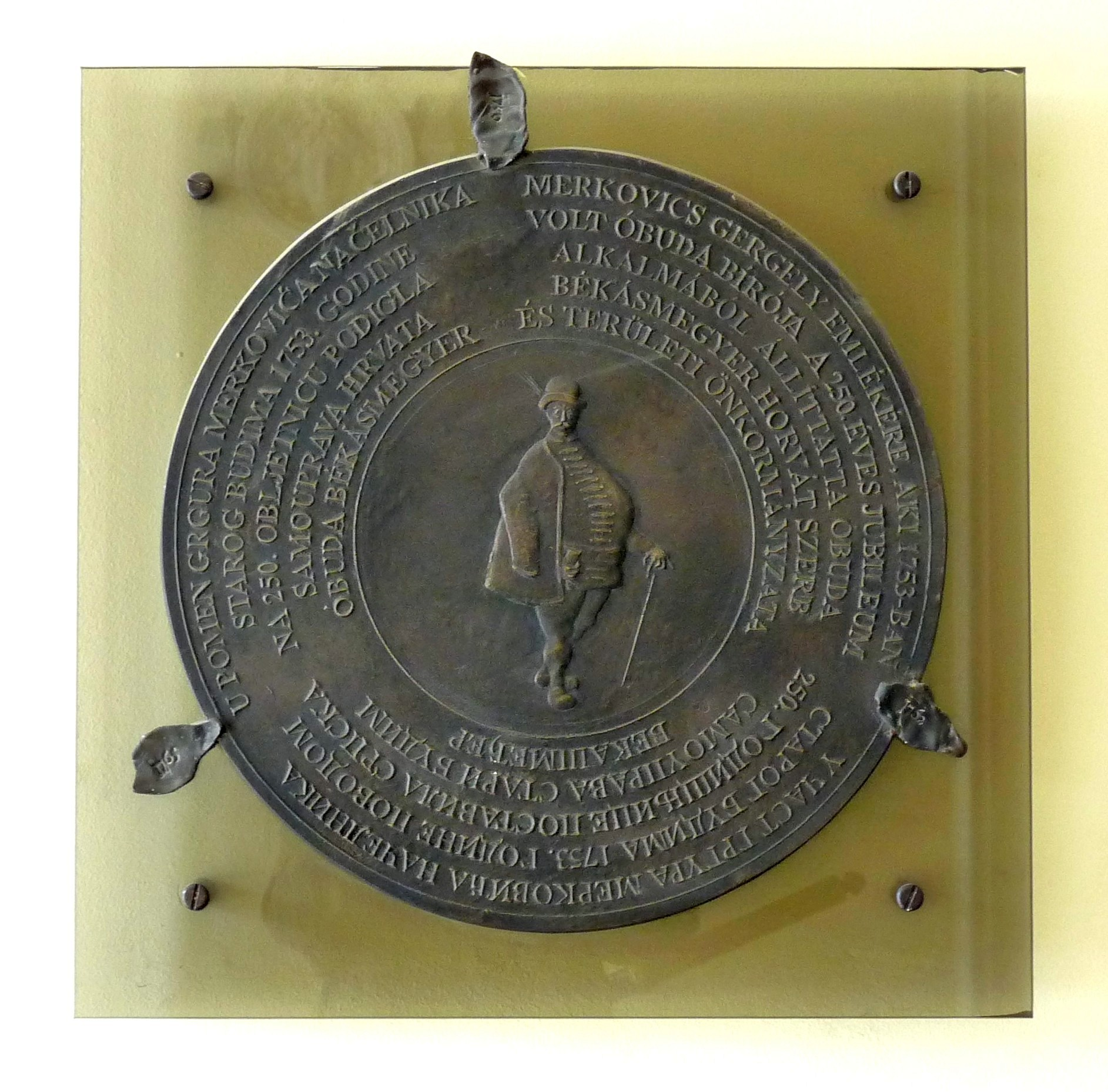
Merkovics Gergely, Fő tér 3. alkotó: Dudás Sándor
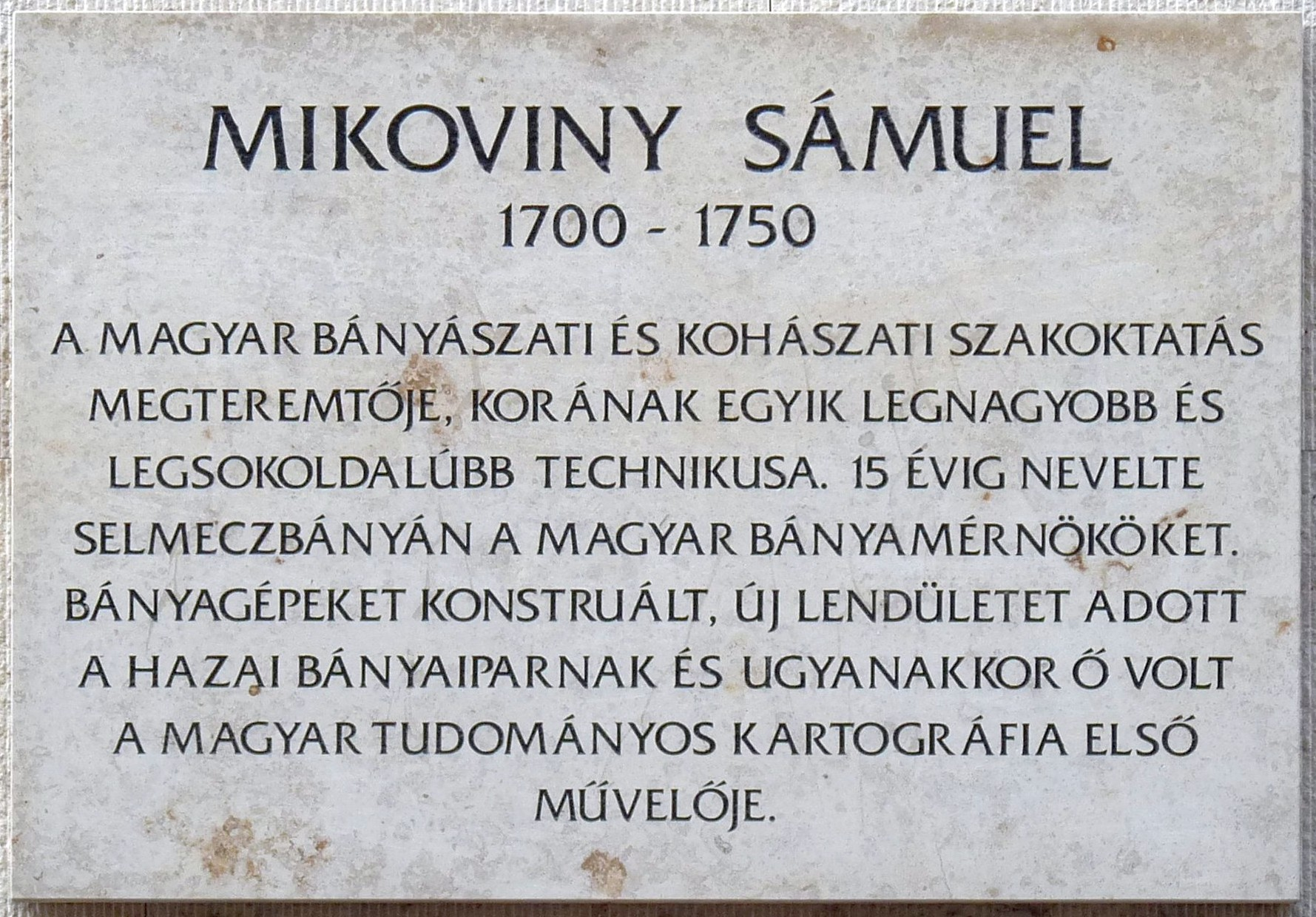
Mikoviny Sámuel, Mikoviny utca 2-4.
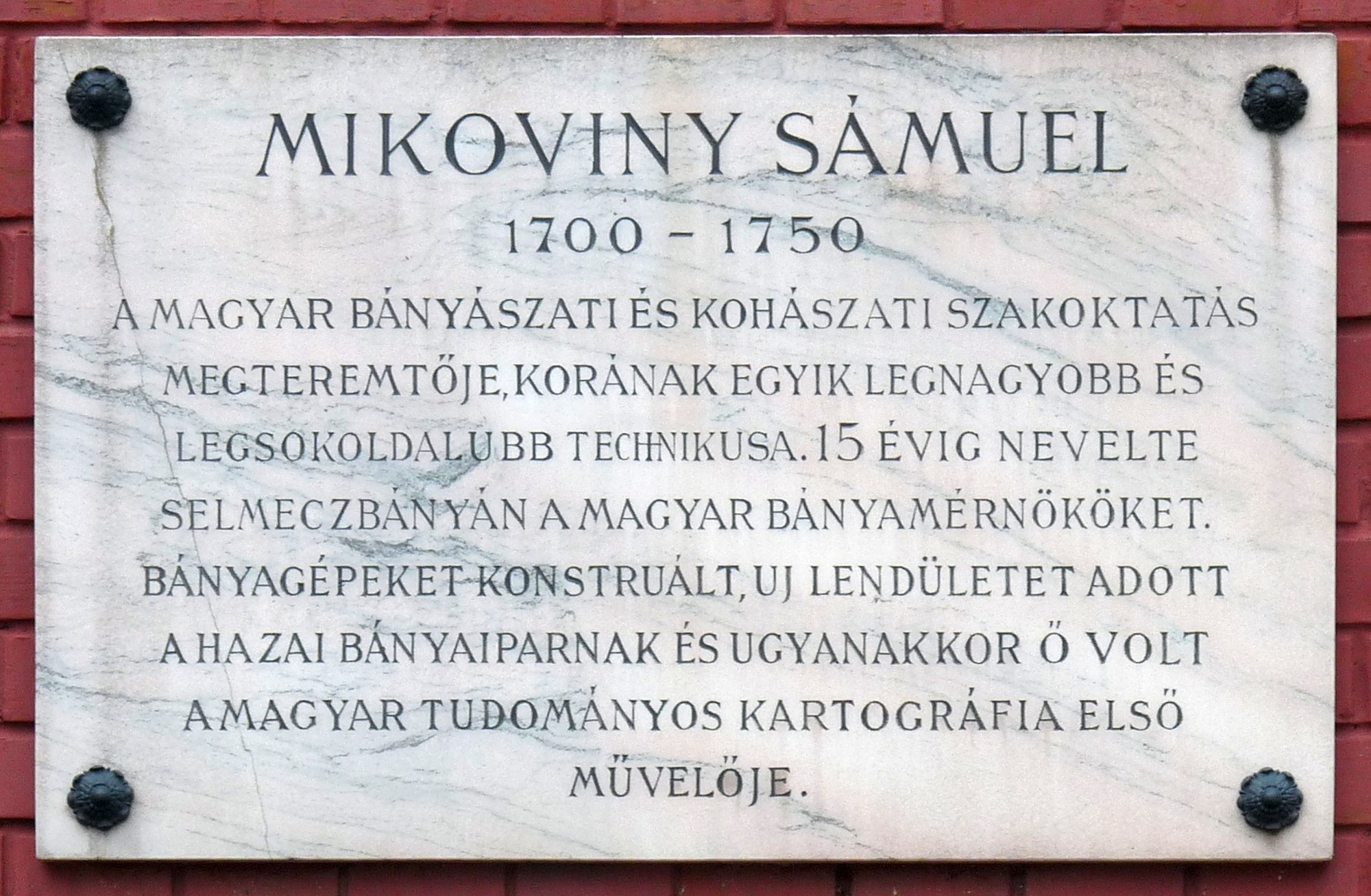
Mikoviny Sámuel, Mikoviny utca 2-4.
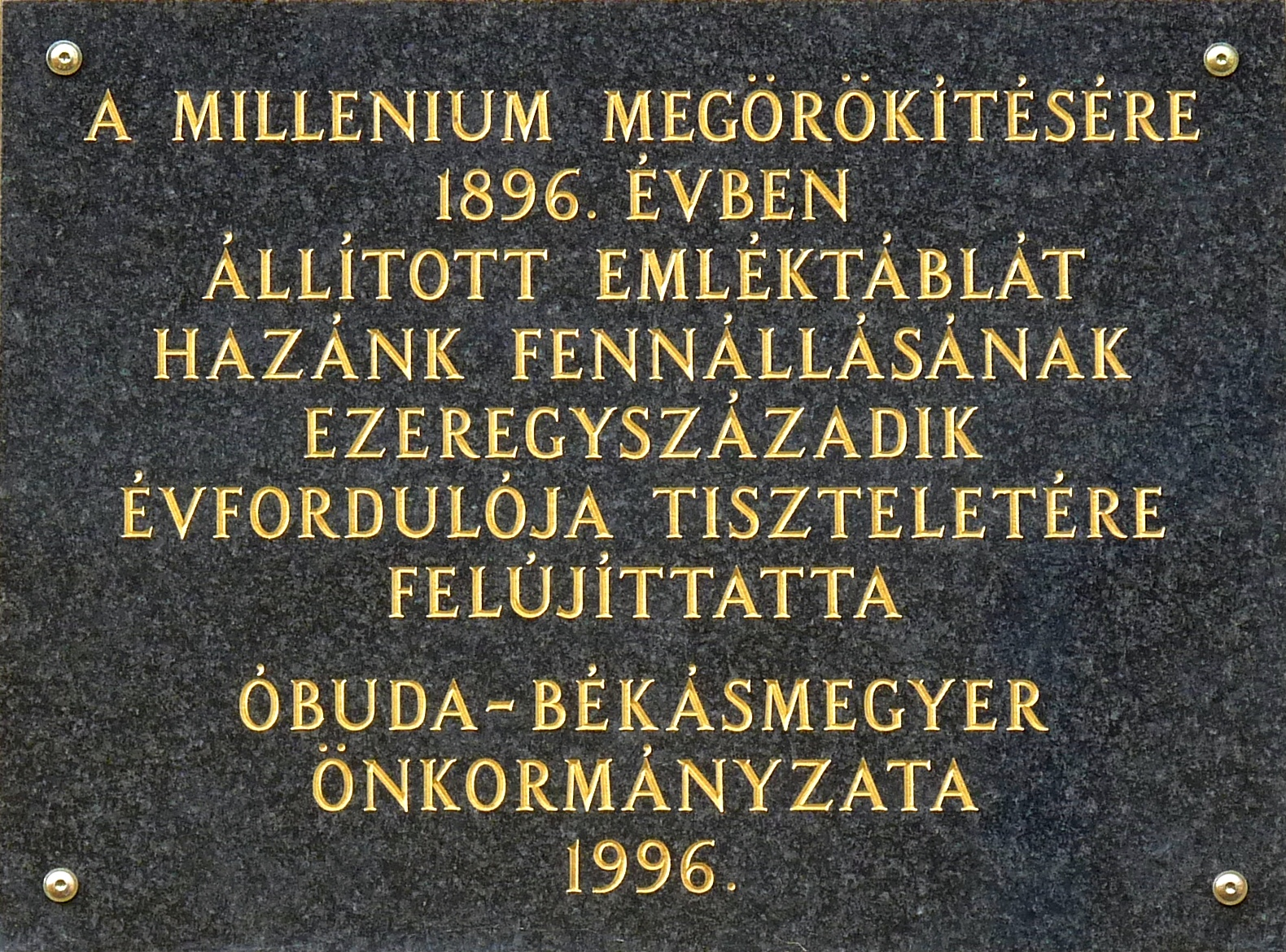
Millecentenárium, Templom utca 20.
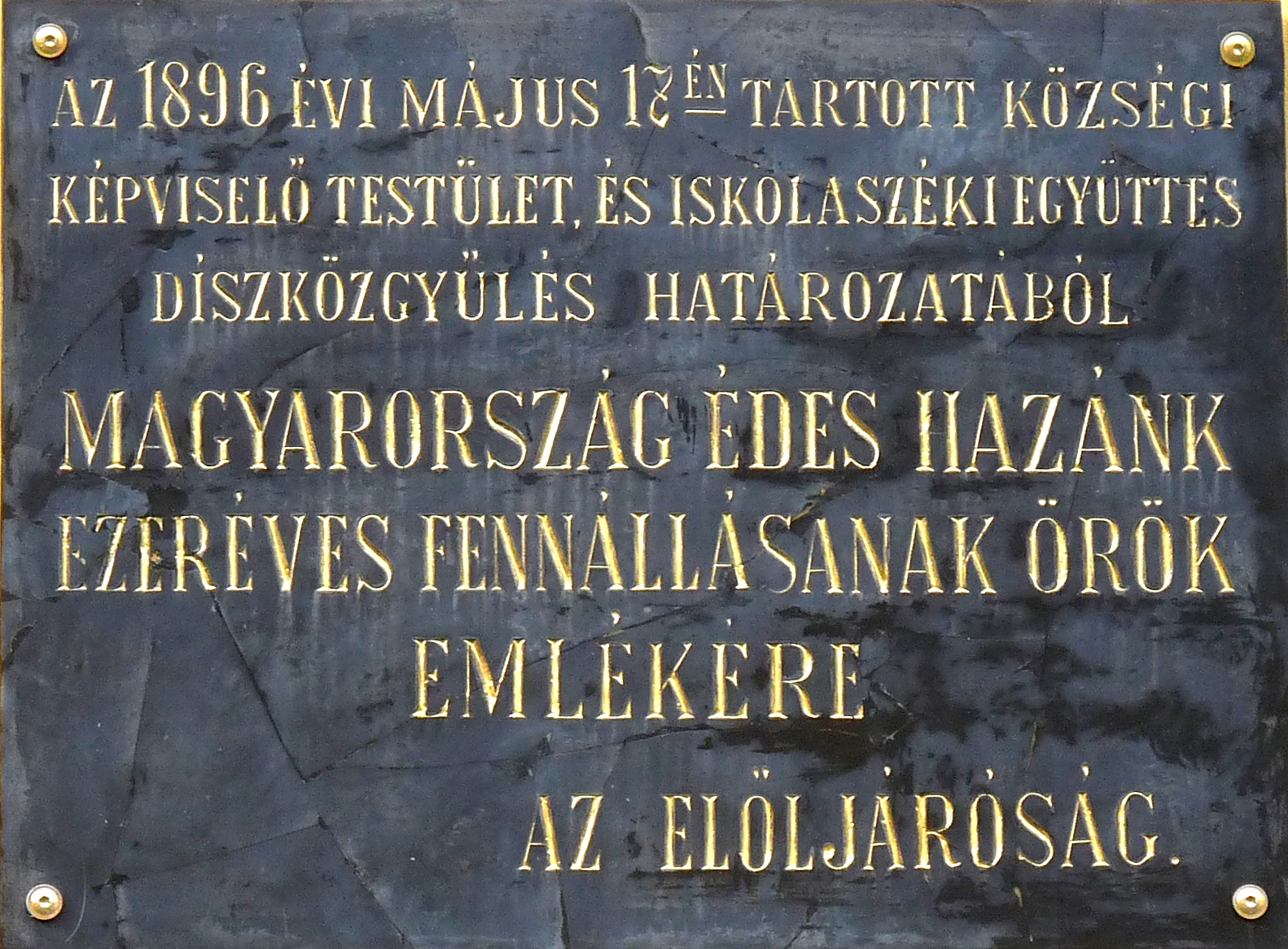
Millennium, Templom utca 20.
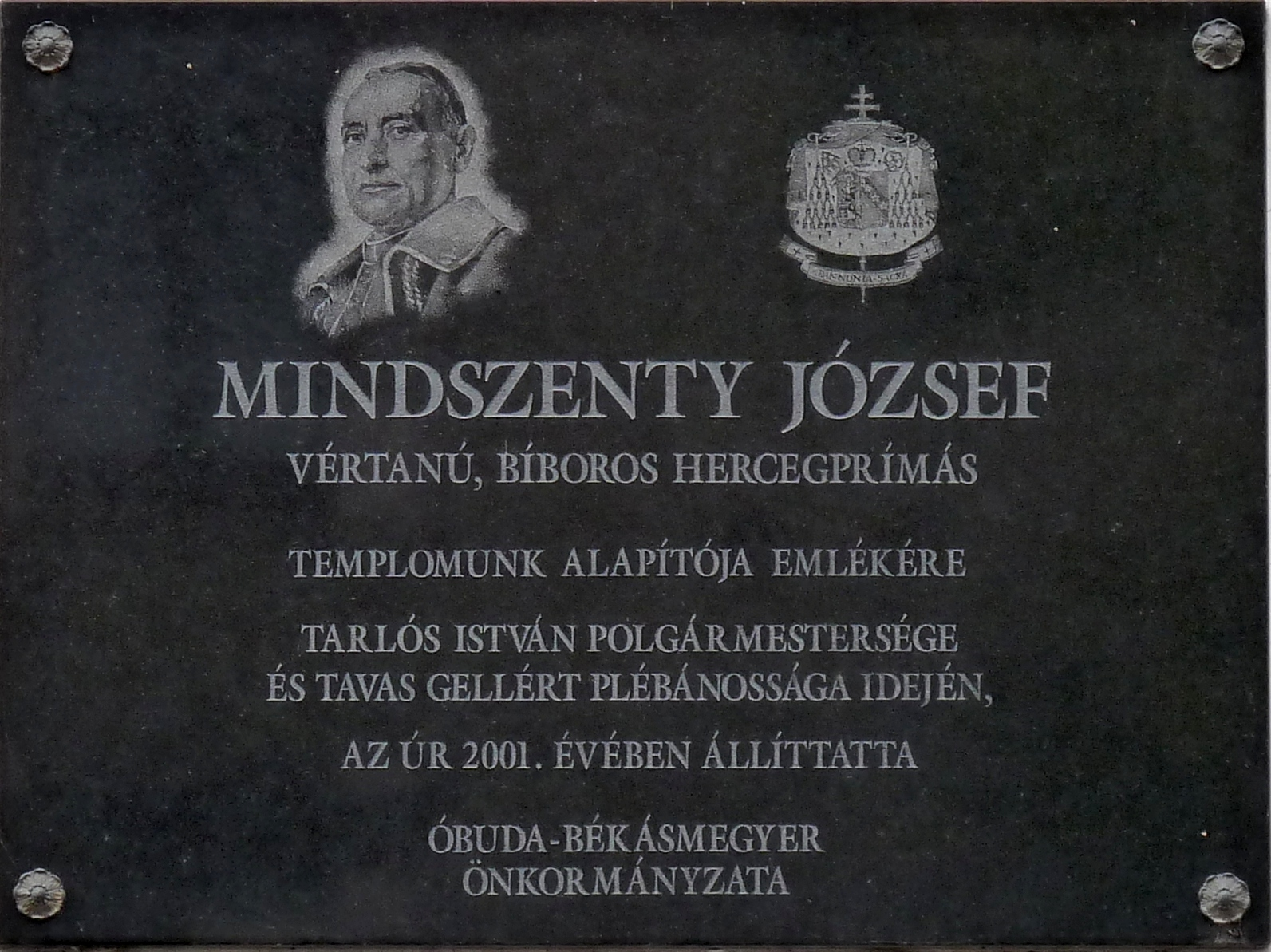
Mindszenty József, Vörösvári út 108-110.
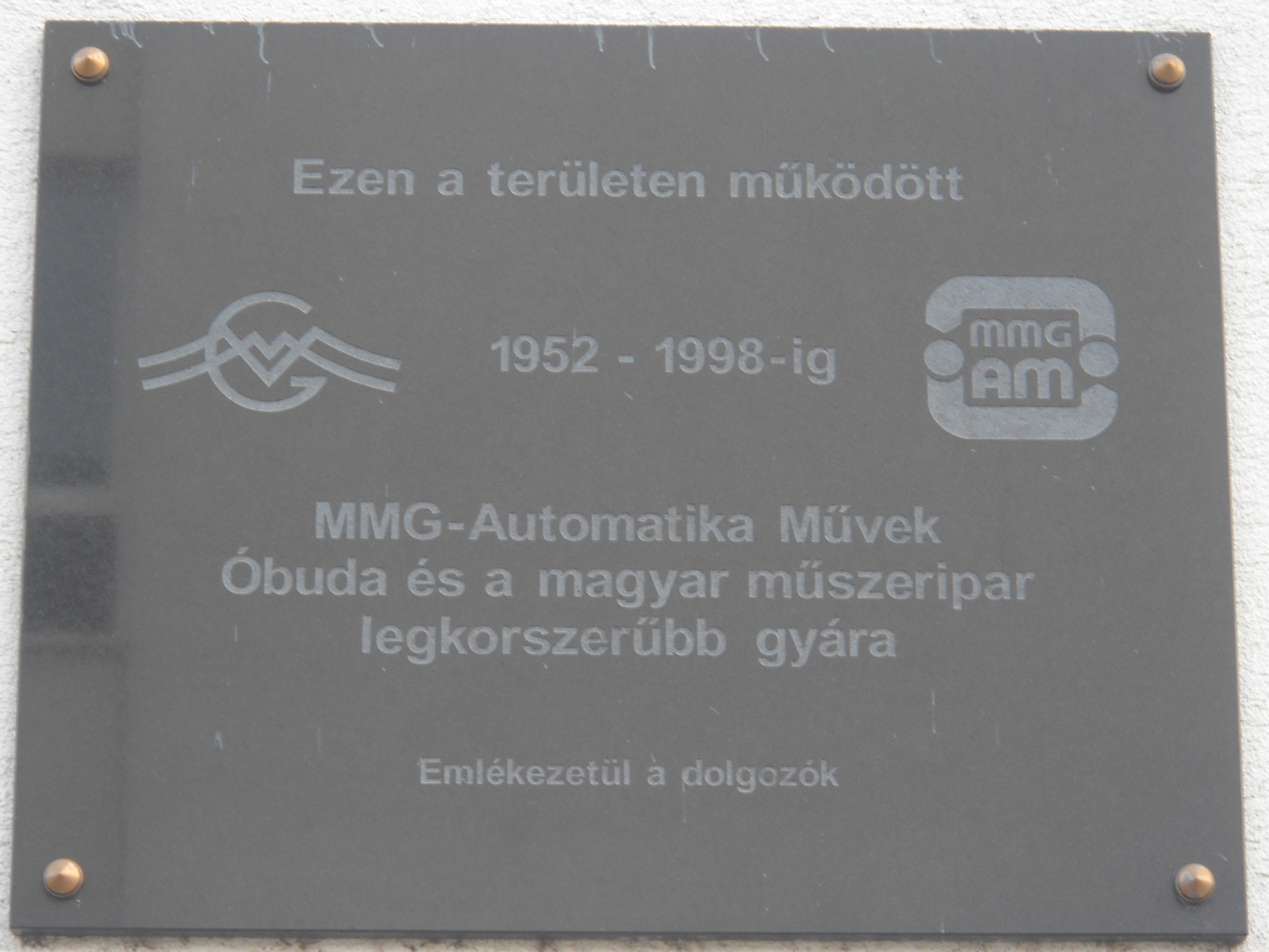
MMG-Automatika Művek, Montevideó utca 3.
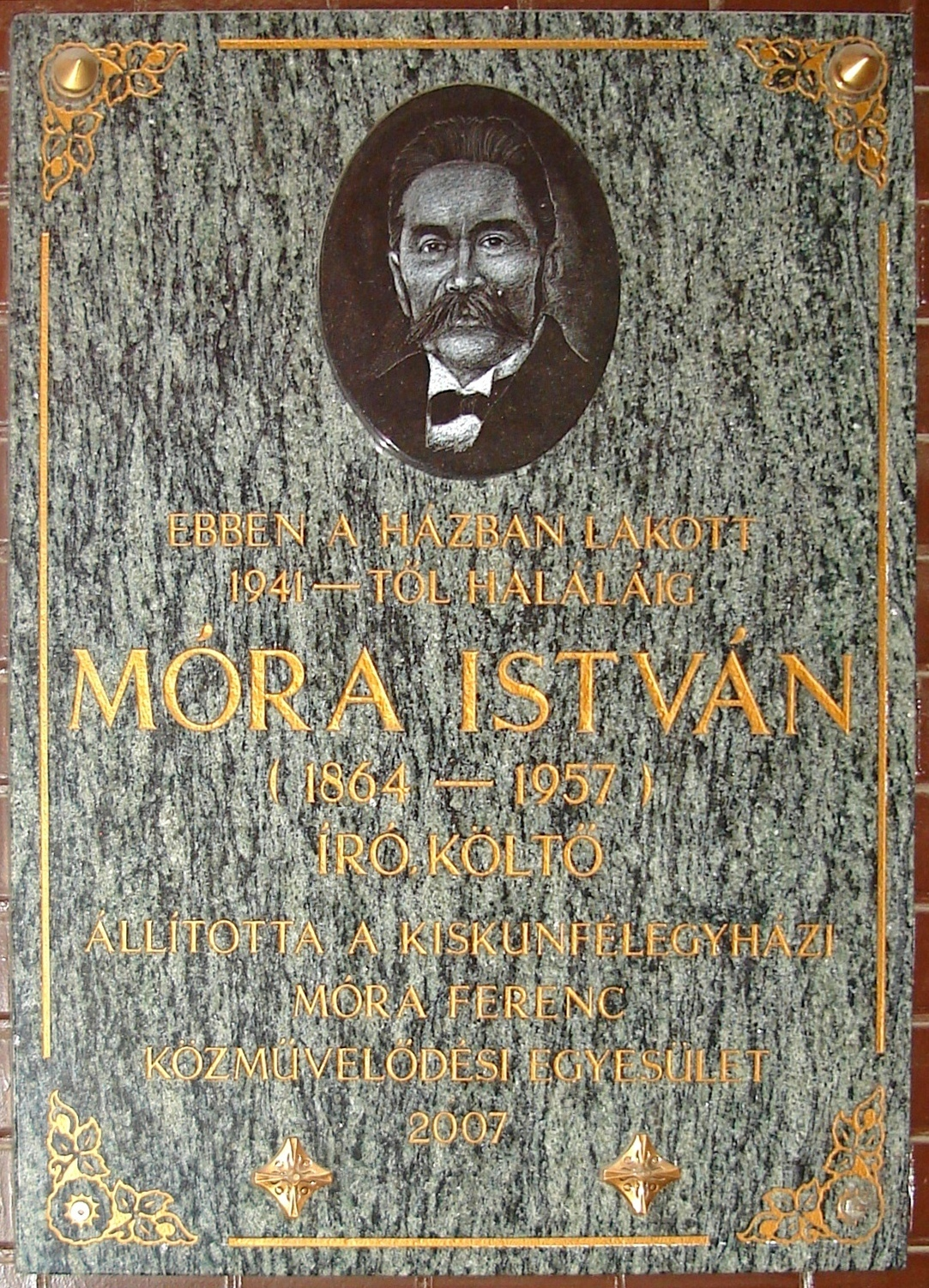
Móra István, Szépvölgyi út 3/A.
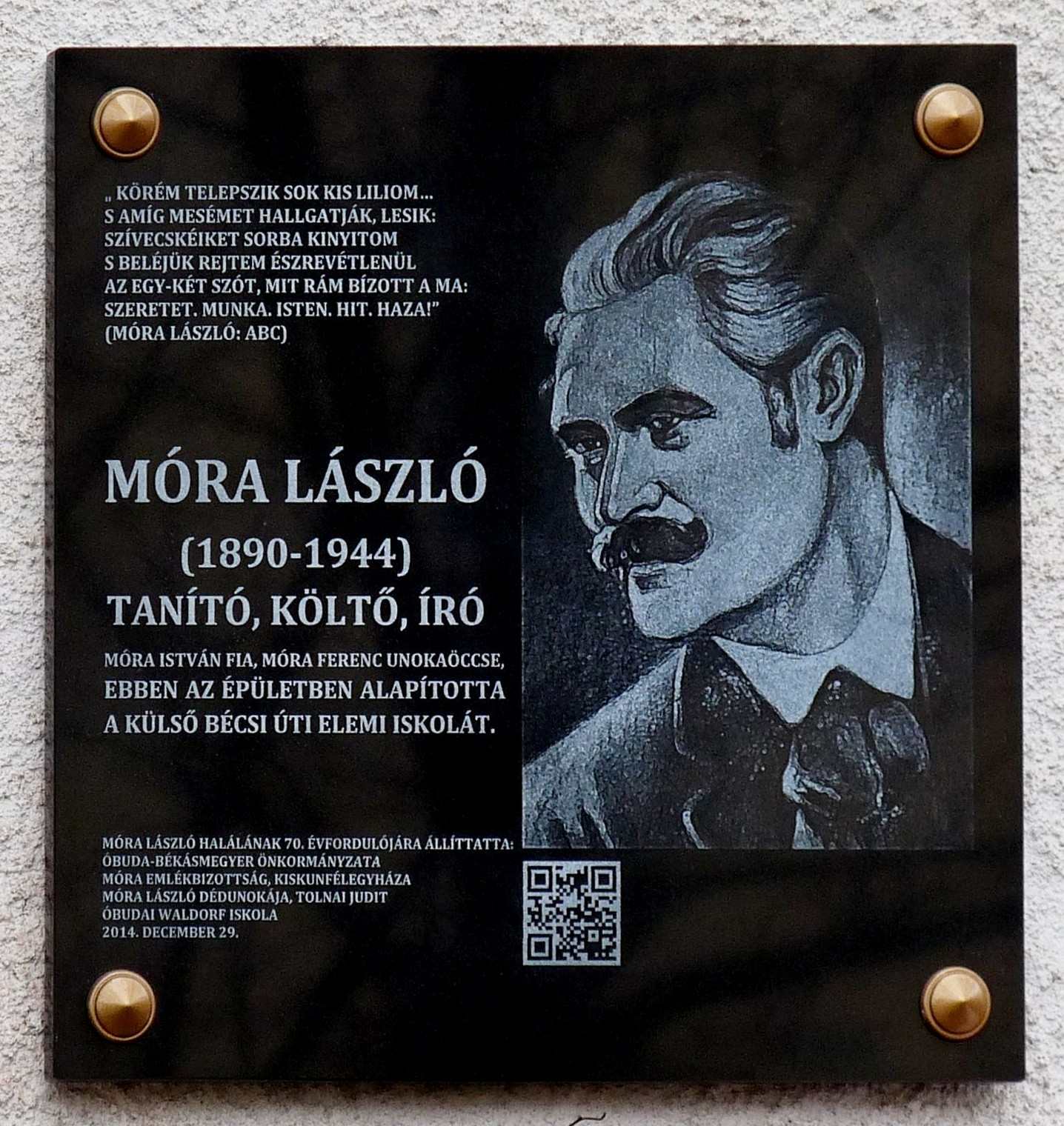
Móra László Bécsi út 375.
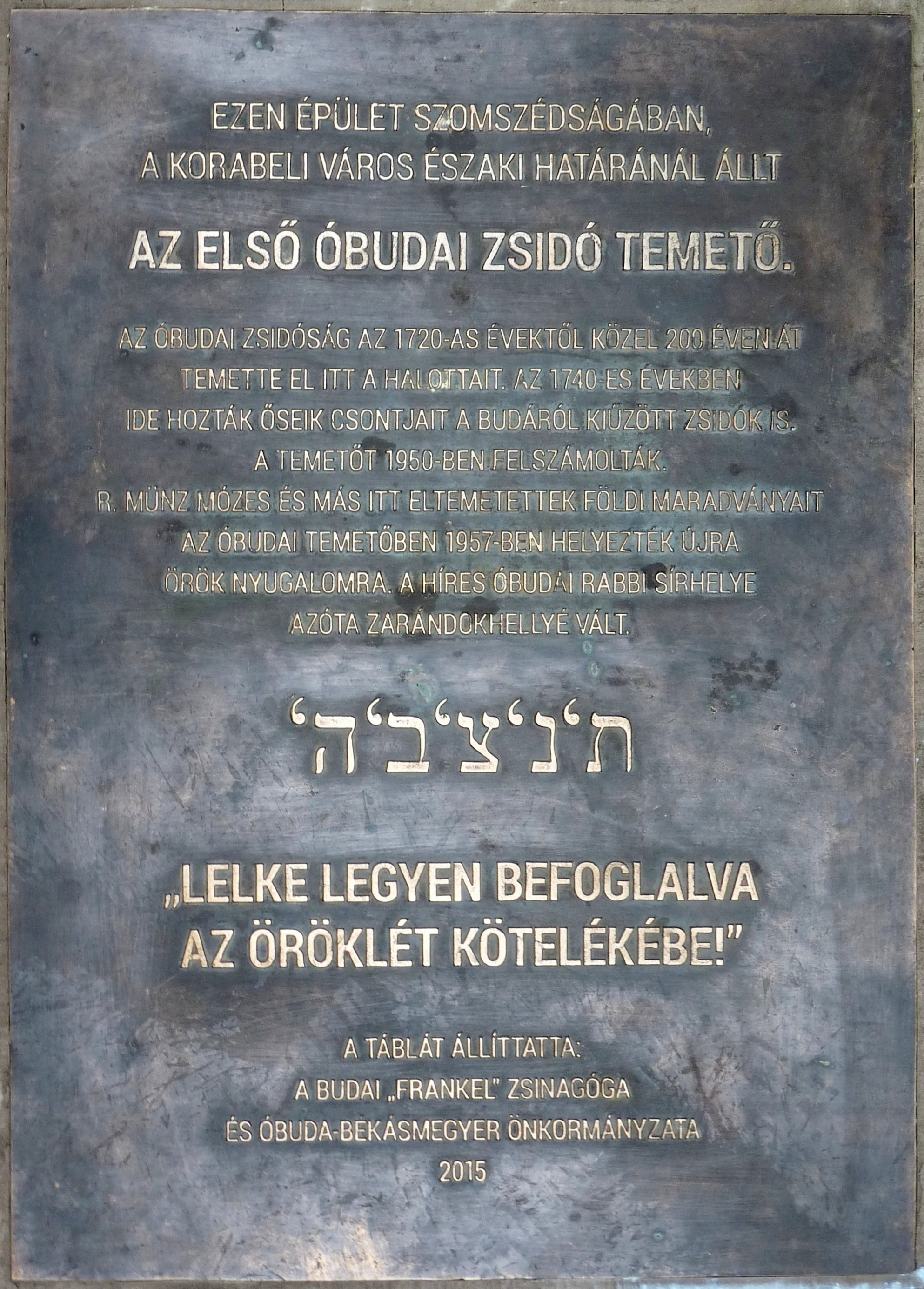
Münz Mózes Laktanya utca 33.
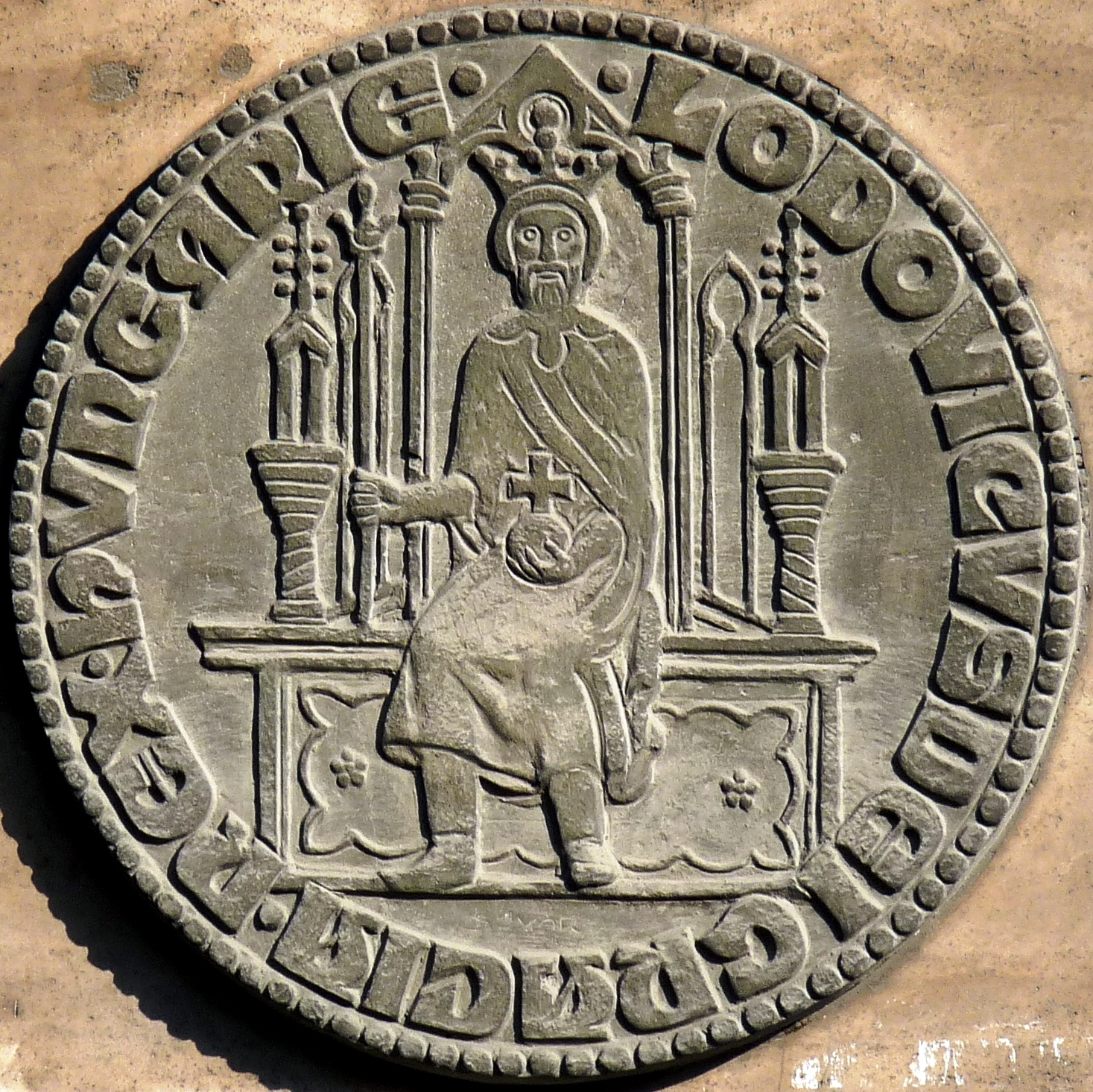
Nagy Lajos király, Lajos utca 47/A.
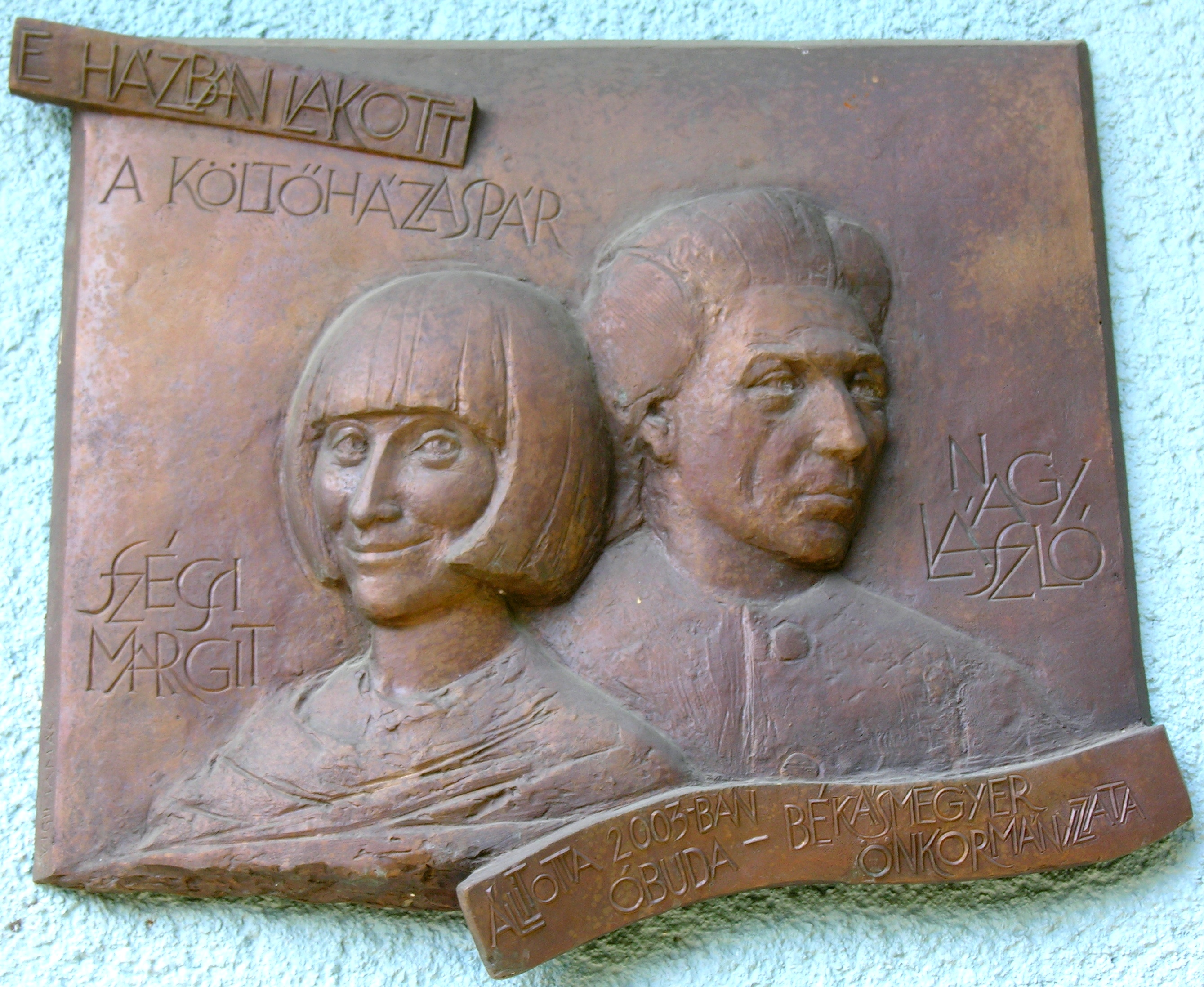
Nagy László és Szécsi Margit, Árpád fejedelem útja 66. alkotó: Vígh Tamás
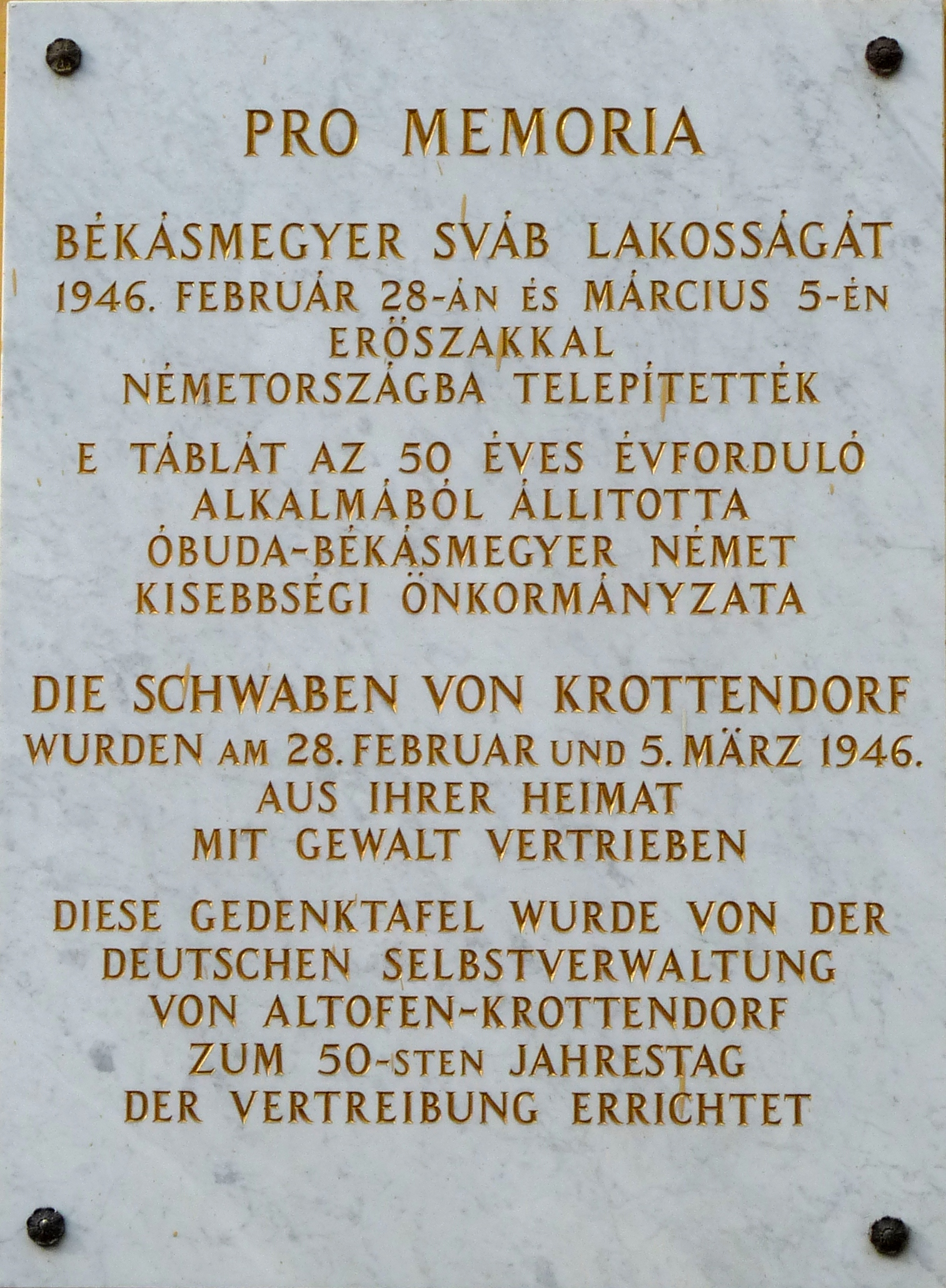
A németek kitelepítése, Templom utca 13.
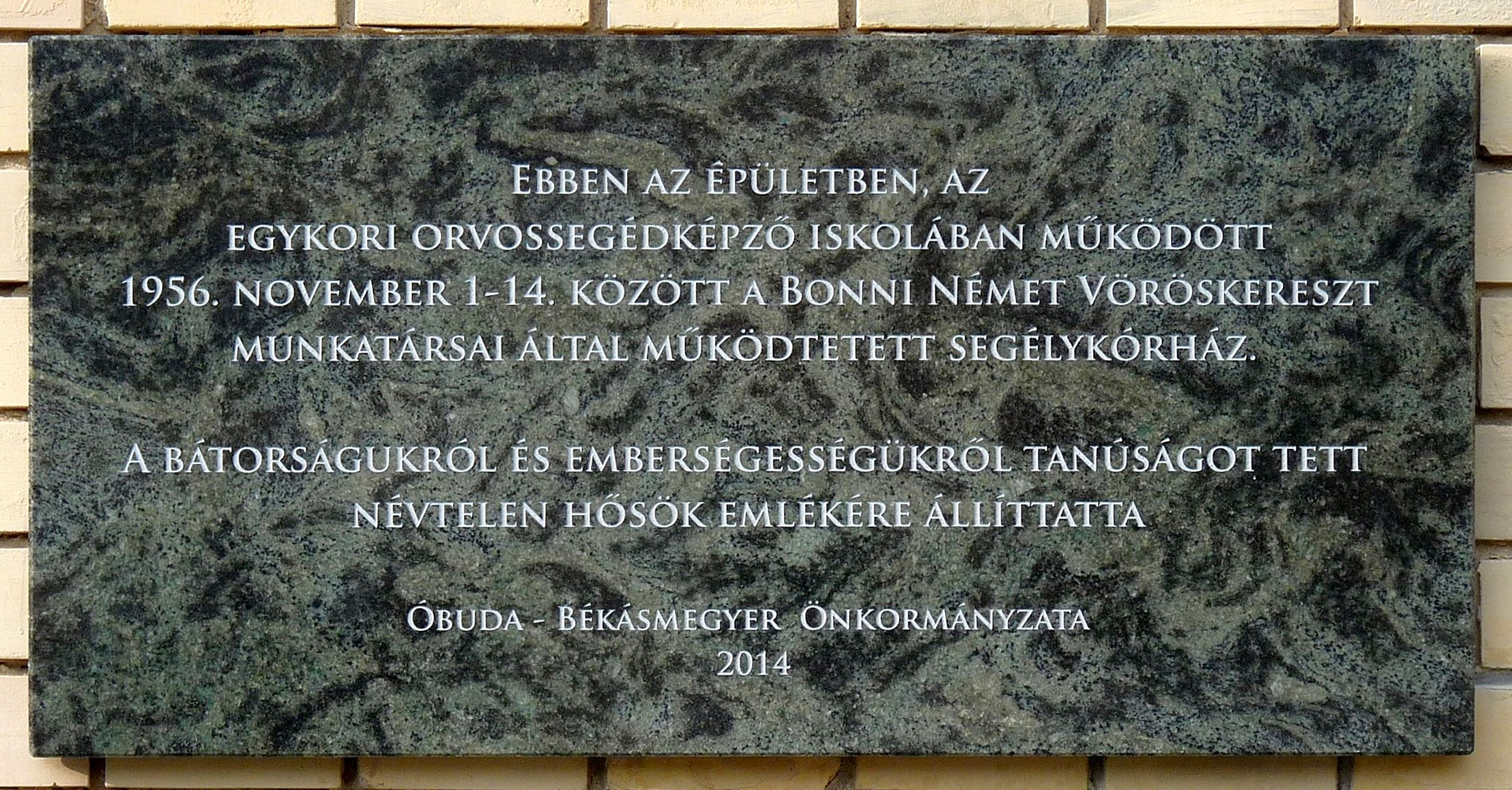
A német segélykórház 1956-ban San Marco utca 48-50.
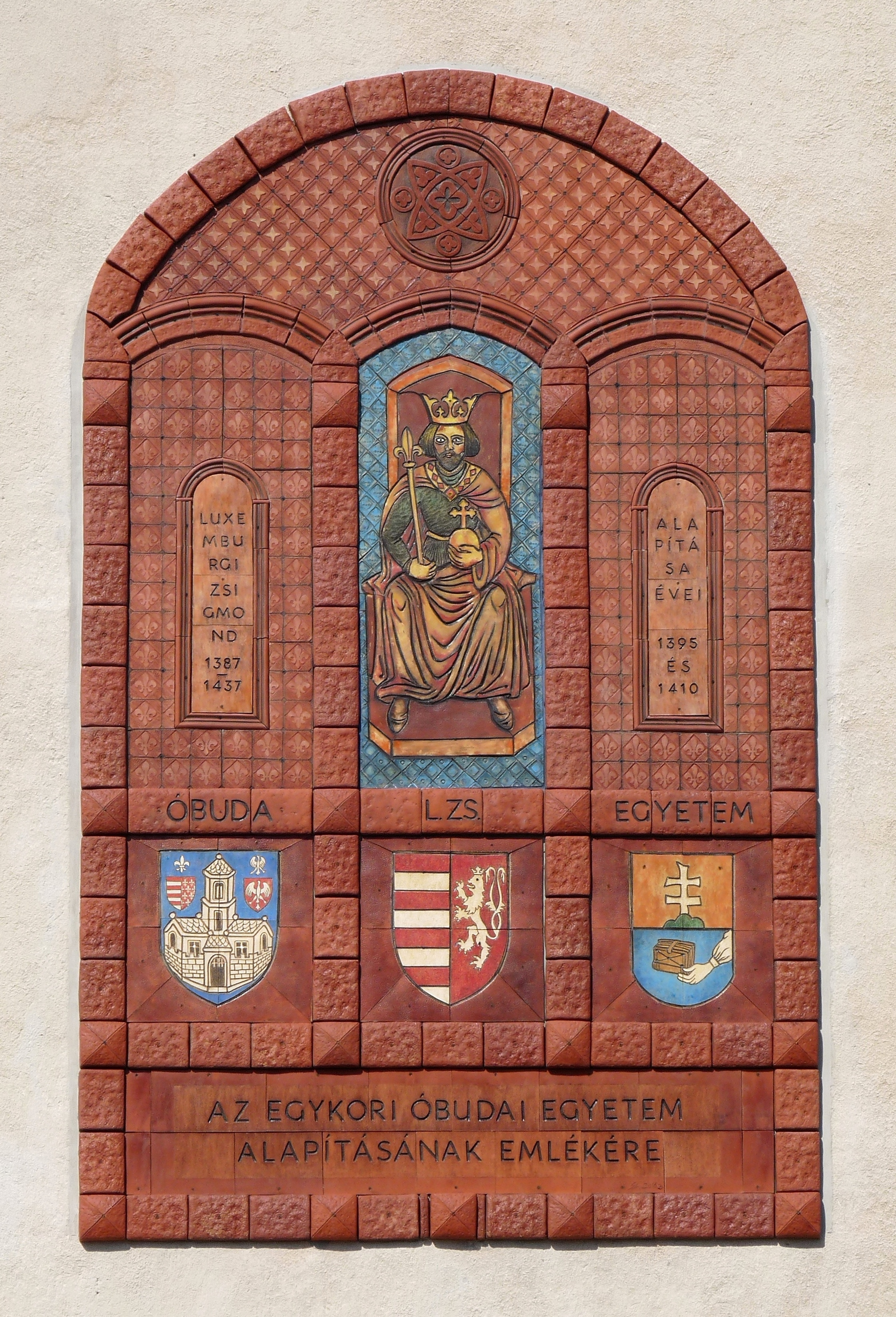
Óbudai Egyetem, Szentlélek tér 10. alkotó: Schéffer Anna
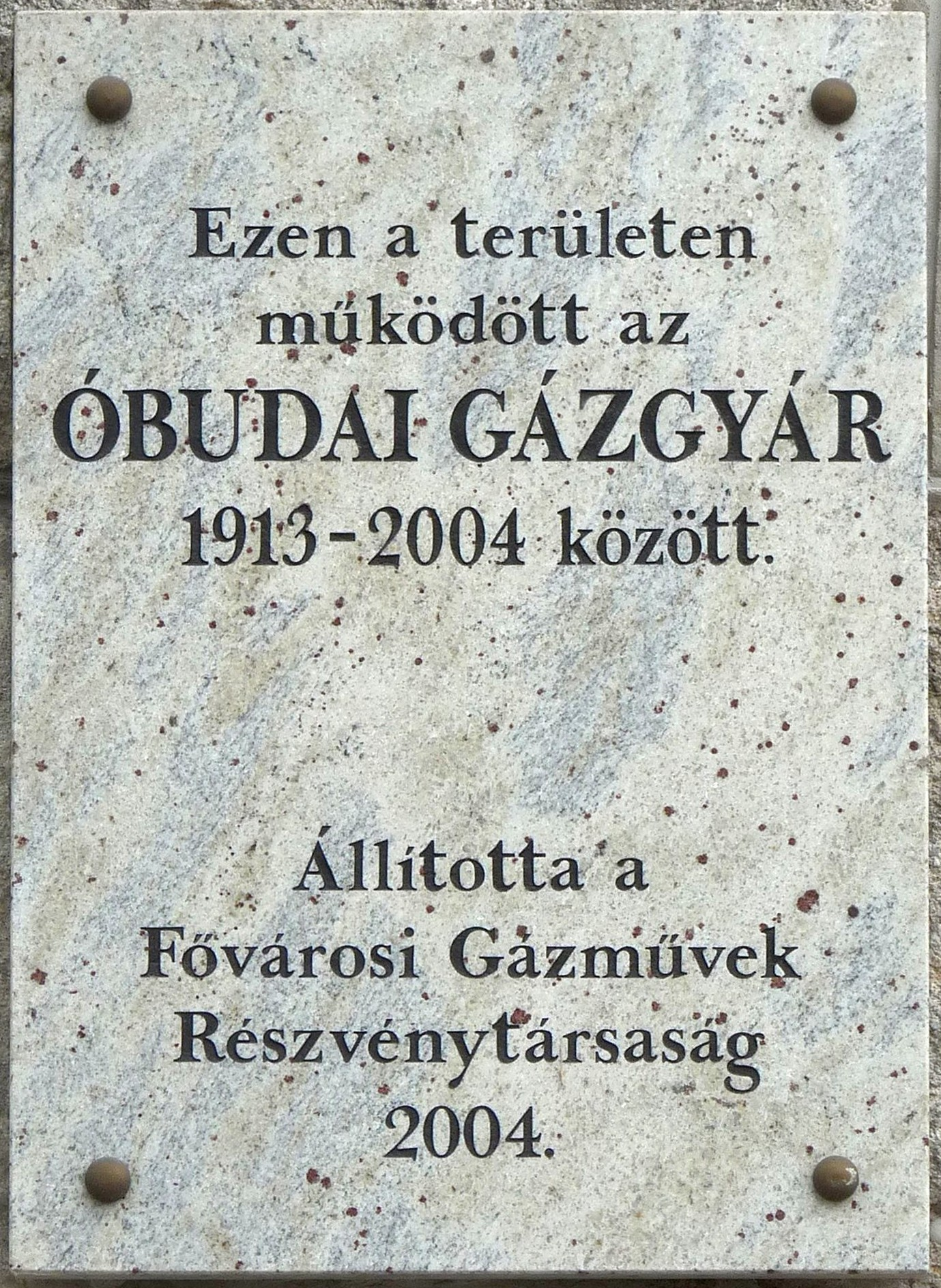
Óbudai Gázgyár, Záhony utca 7.
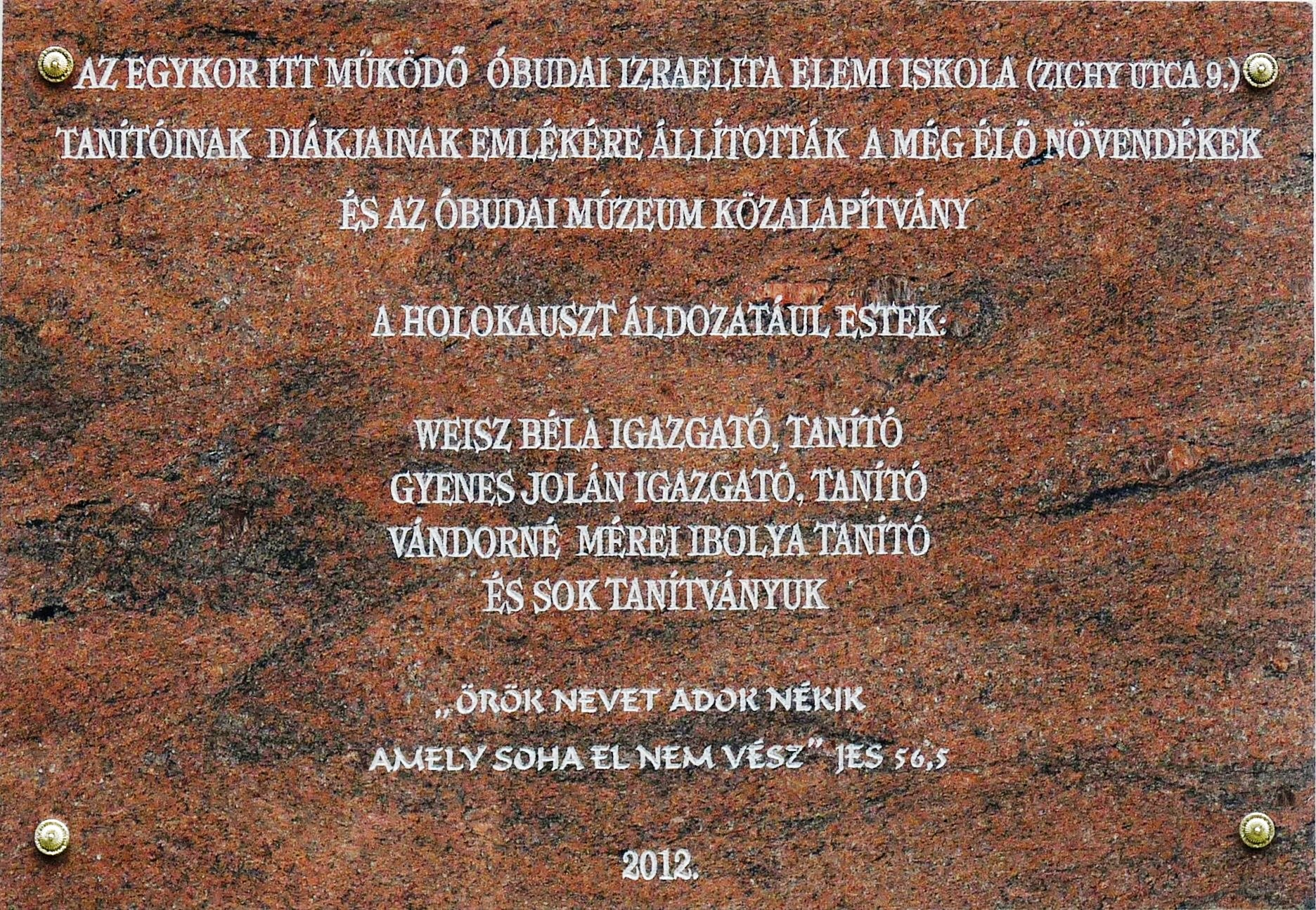
Óbudai Izraelita Elemi Iskola holokauszt-áldozatai, Óbuda utca 6.
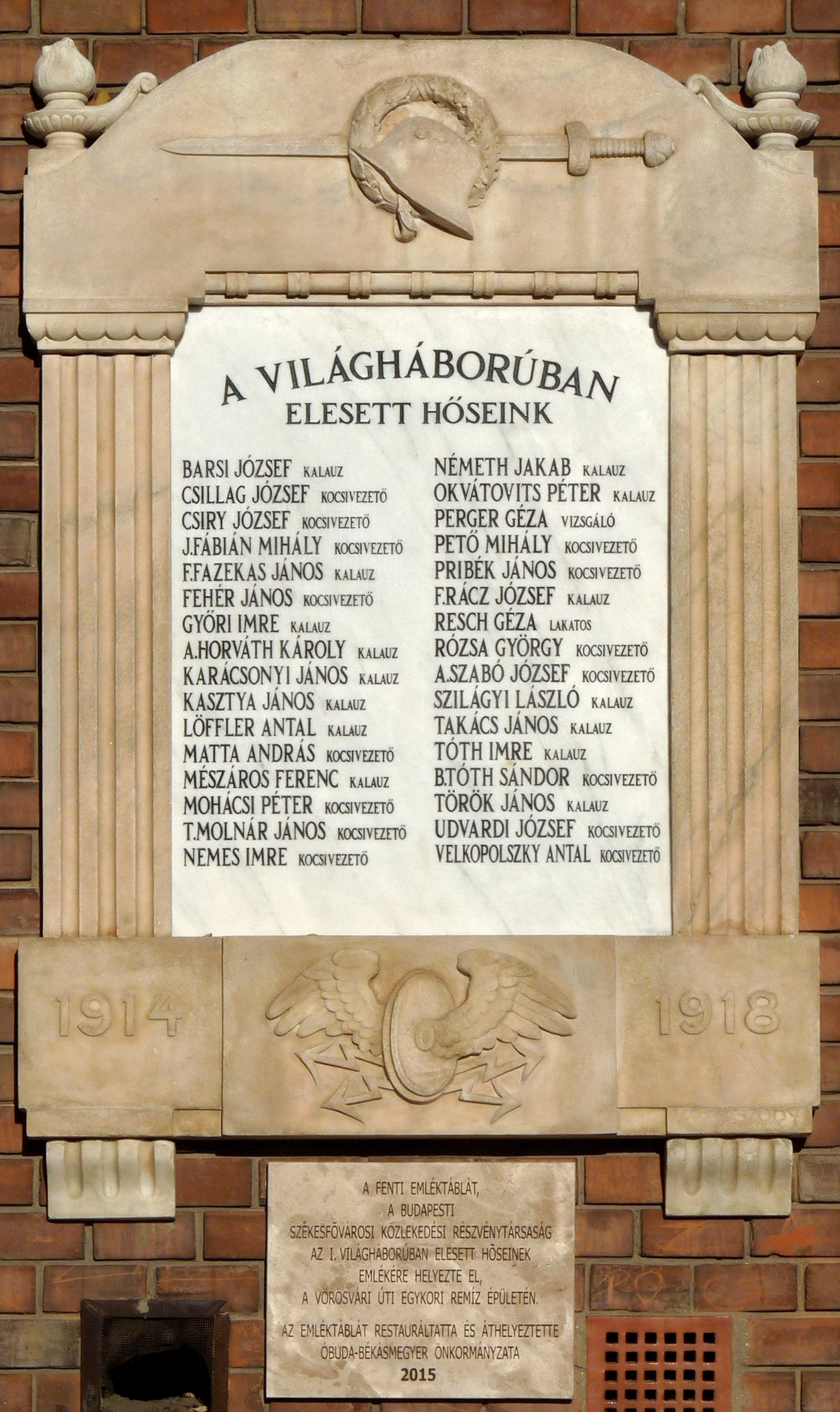
Óbuda kocsiszín első világháborús halottai,[12] Vörösvári út 93. alkotó: Sződy Szilárd
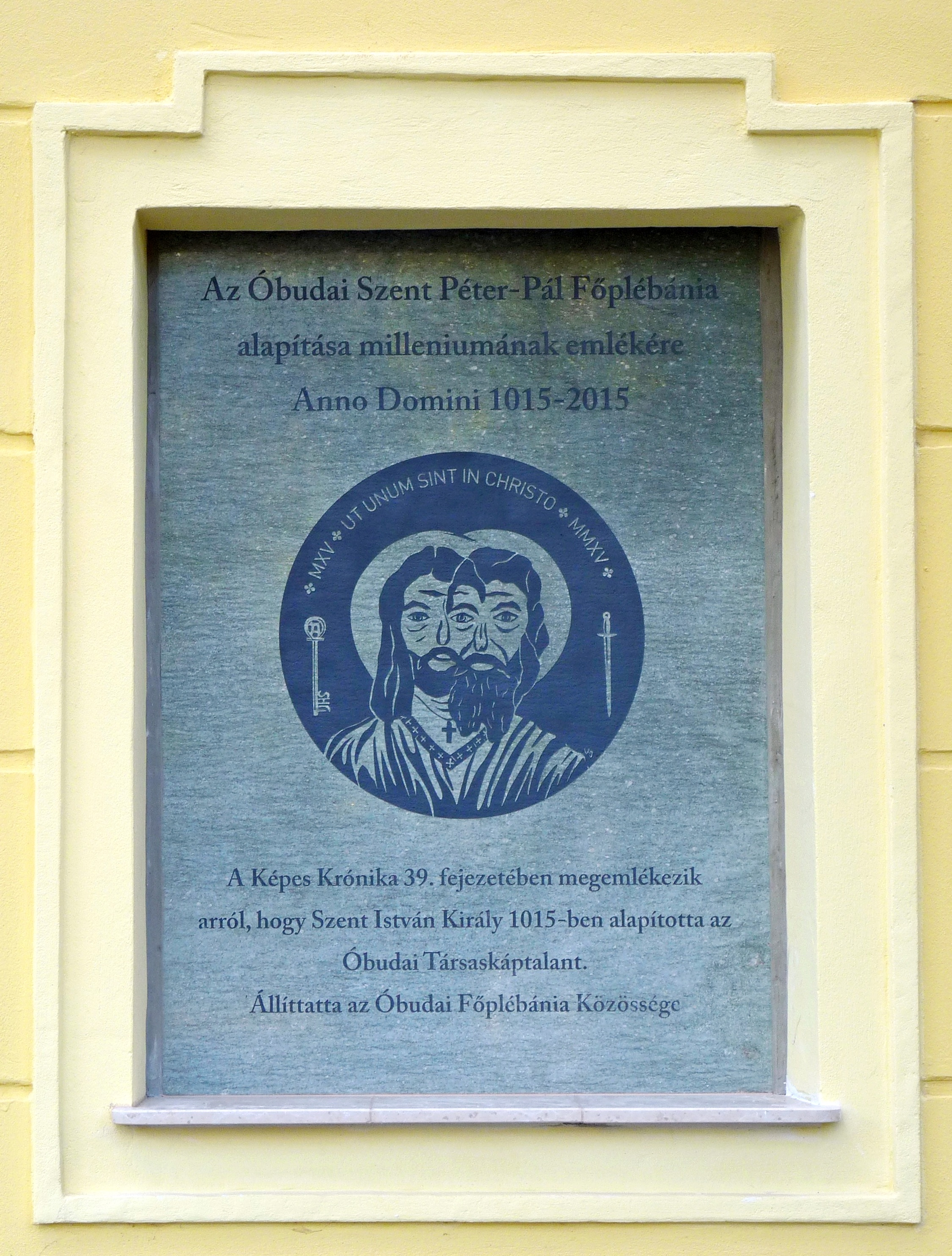
az Óbudai Szent Péter és Pál-főplébánia millenniuma, Lajos utca 168.
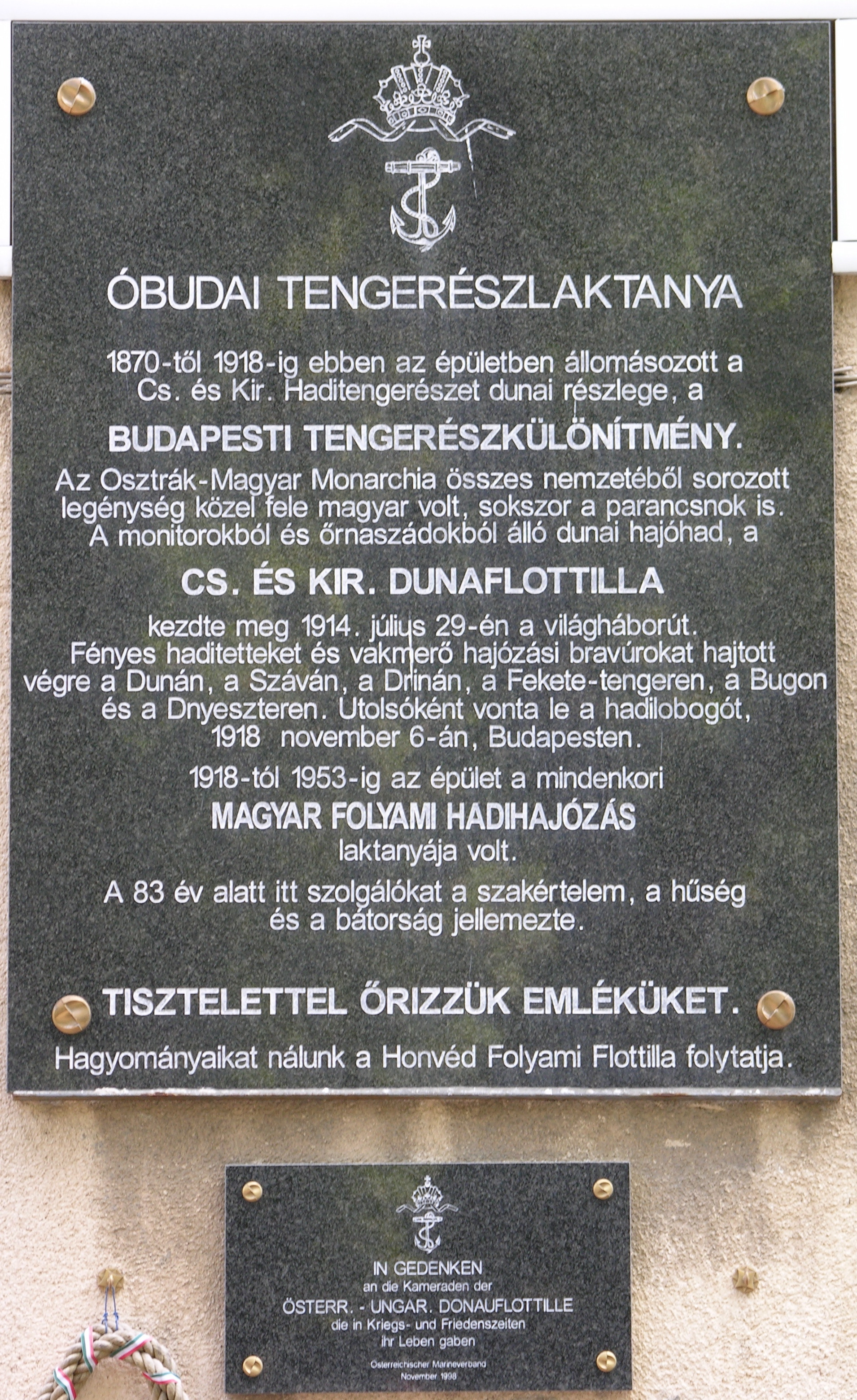
óbudai tengerészlaktanya, Laktanya utca 33.
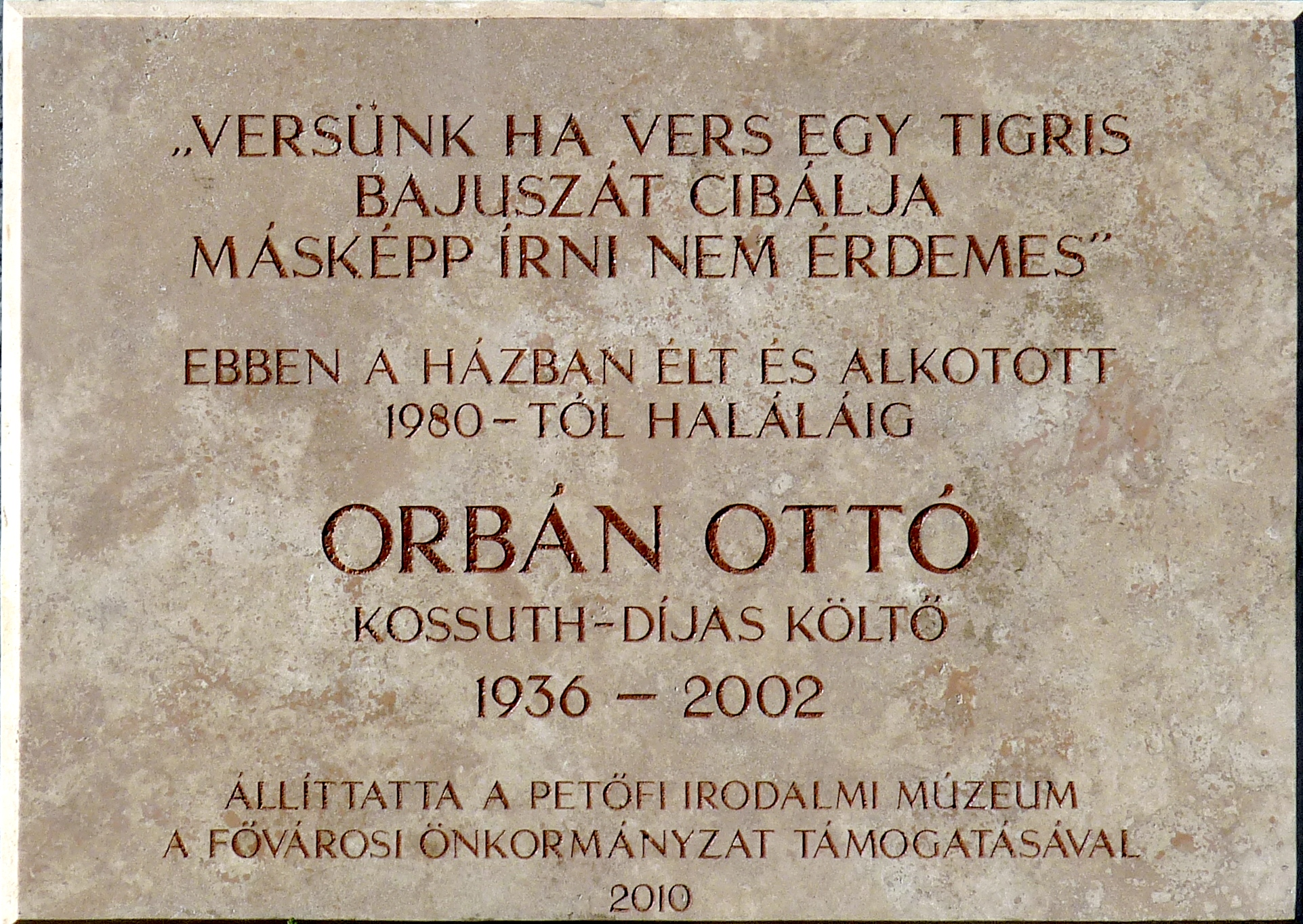
Orbán Ottó, Bécsi út 88-90.
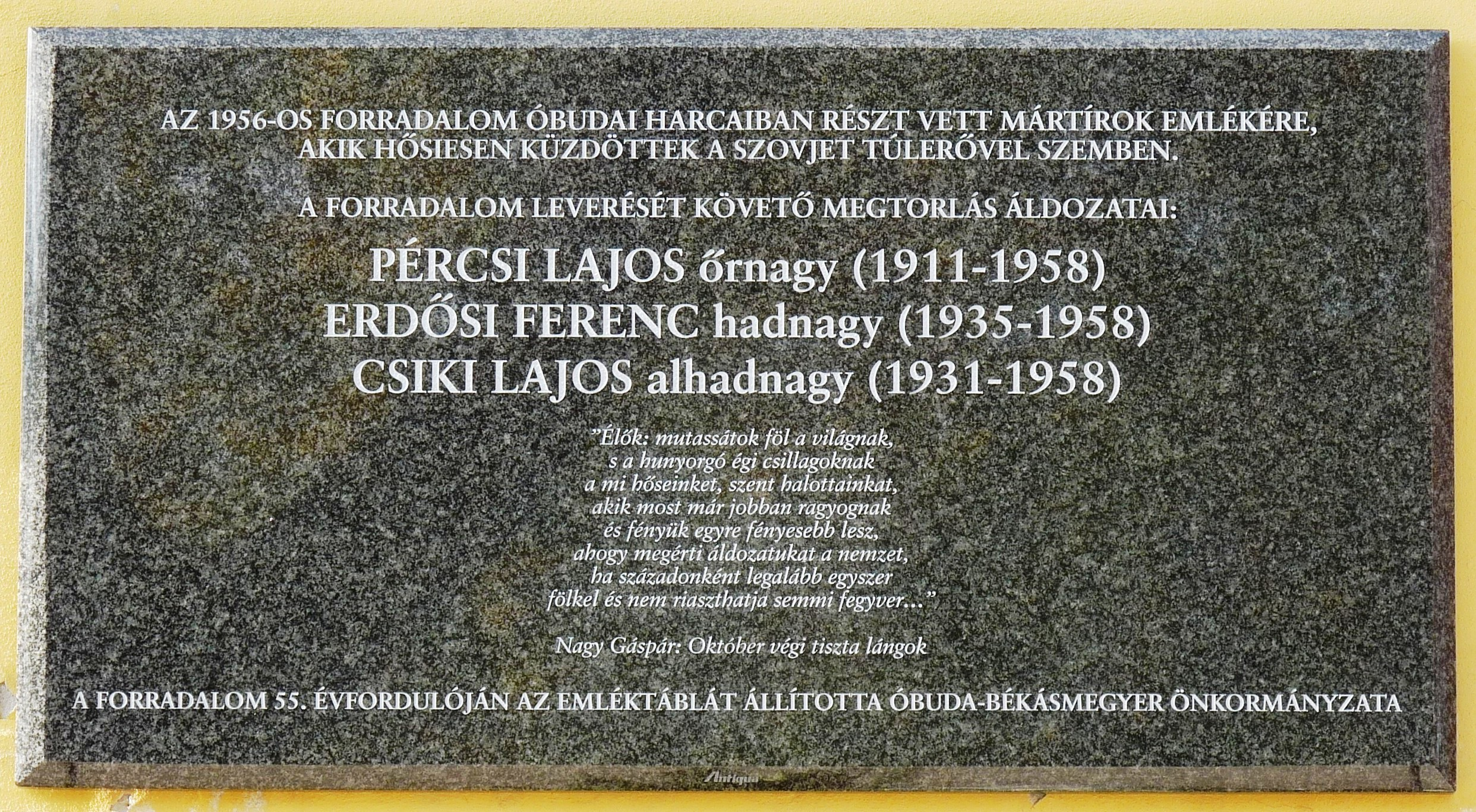
Pércsi Lajos,[5] Kiscelli utca 108.
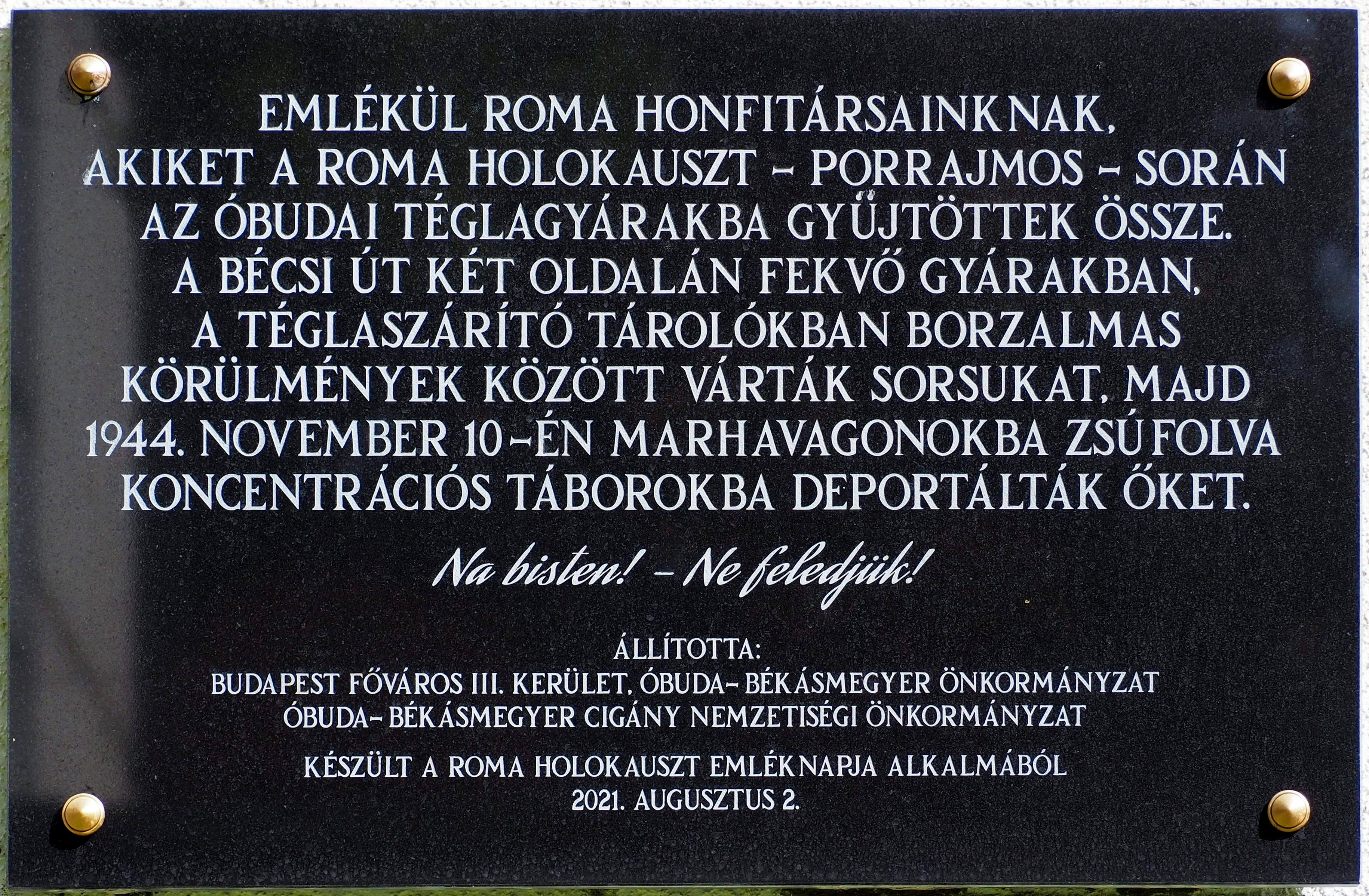
A porajmos áldozatai Váradi utca 15/A.
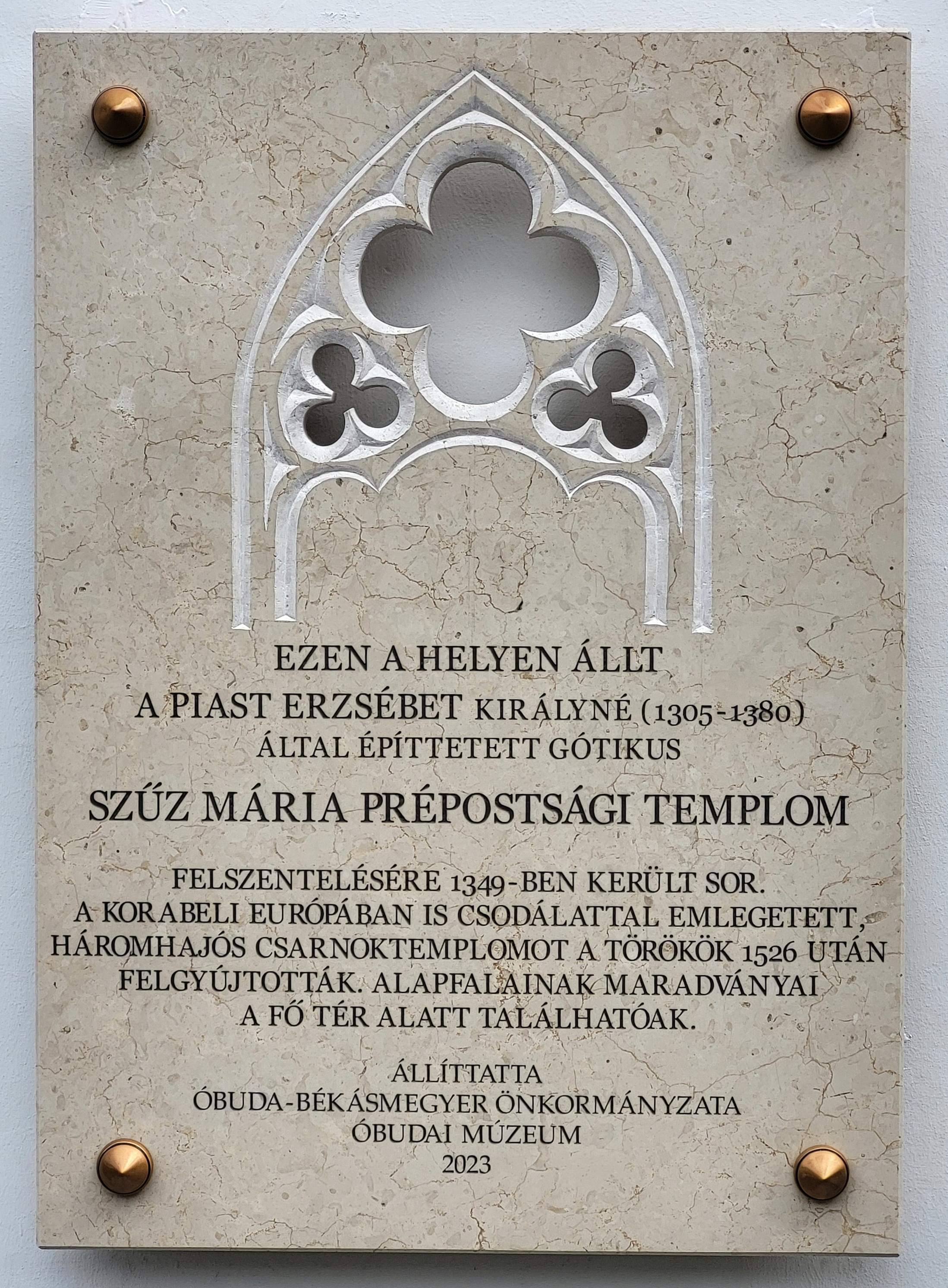
Prépostsági templom, Piast Erzsébet, Fő tér 1. alkotó: Seres János
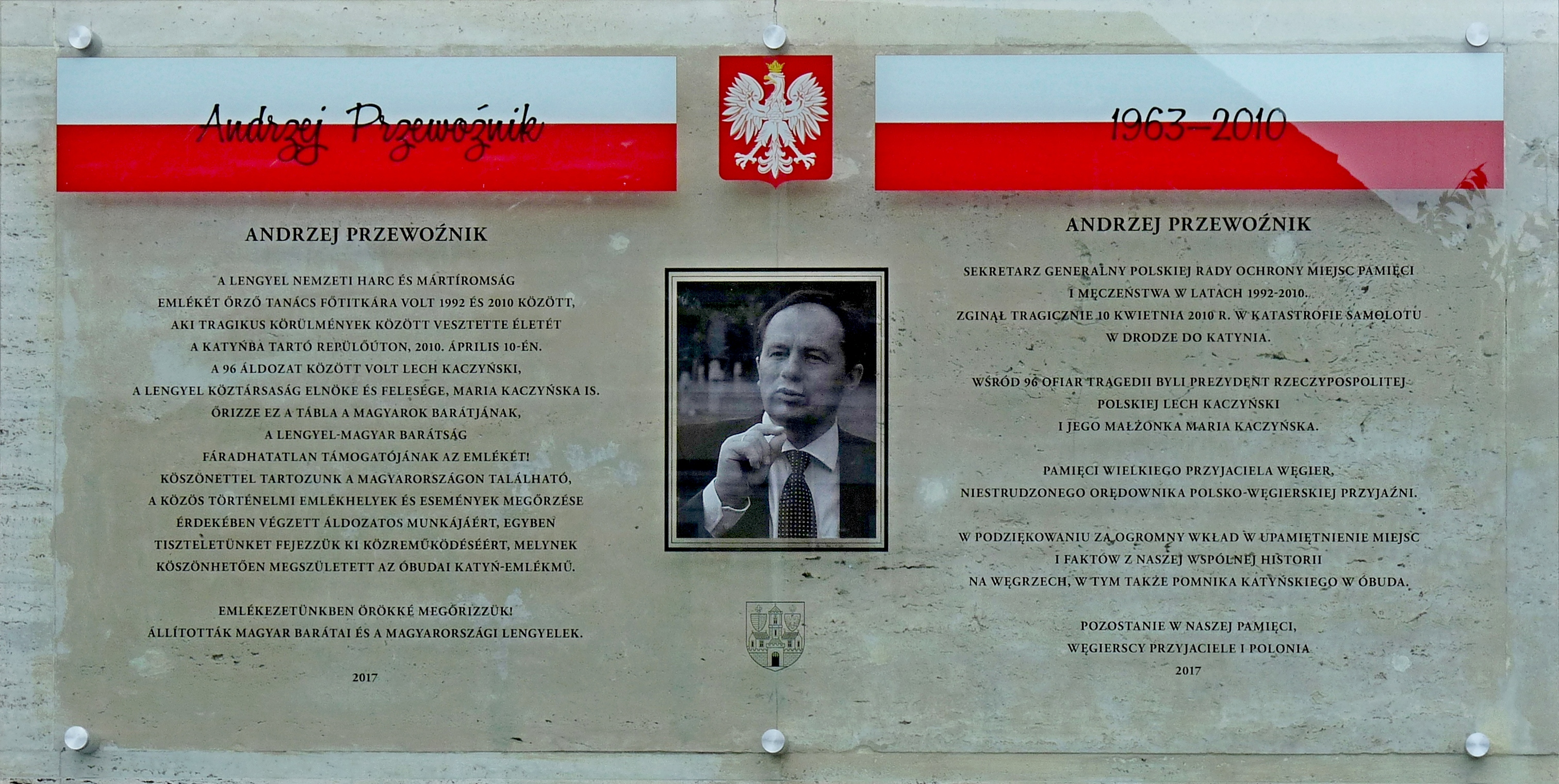
Andrzej Przewoźnik, Katinyi mártírok emlékparkja
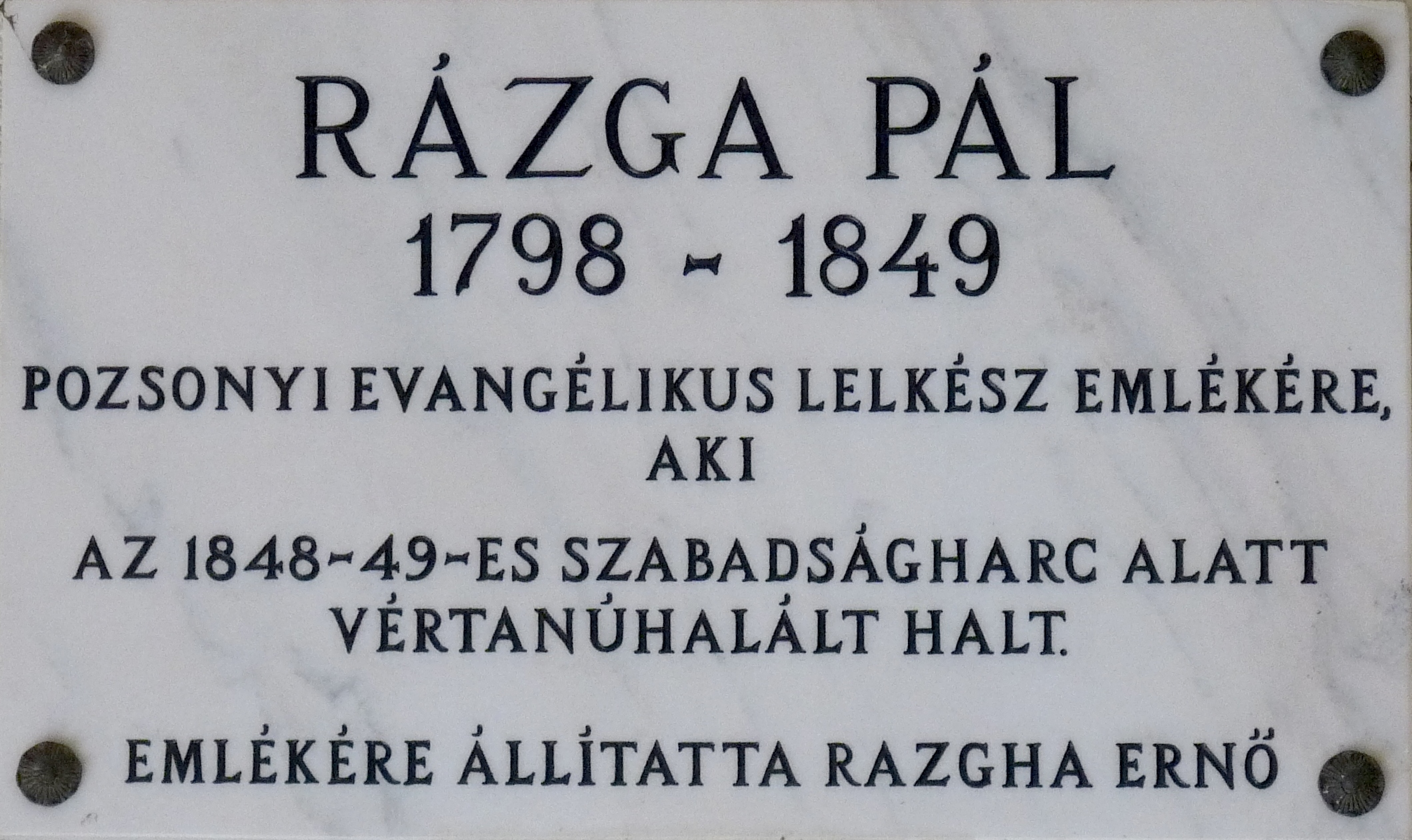
Rázga Pál, Dévai Bíró Mátyás tér 1.
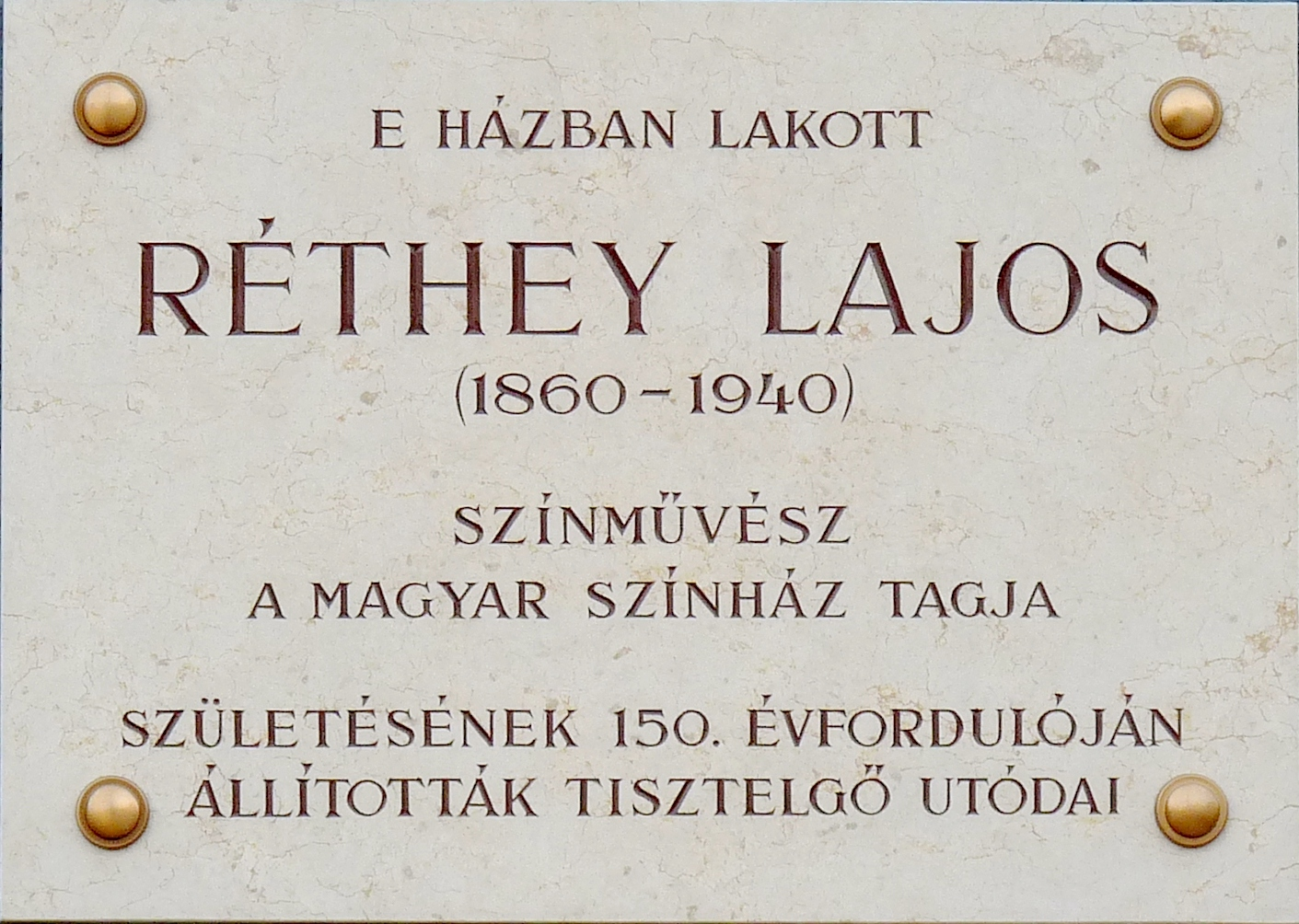
Réthey Lajos, Bécsi út 88-90.
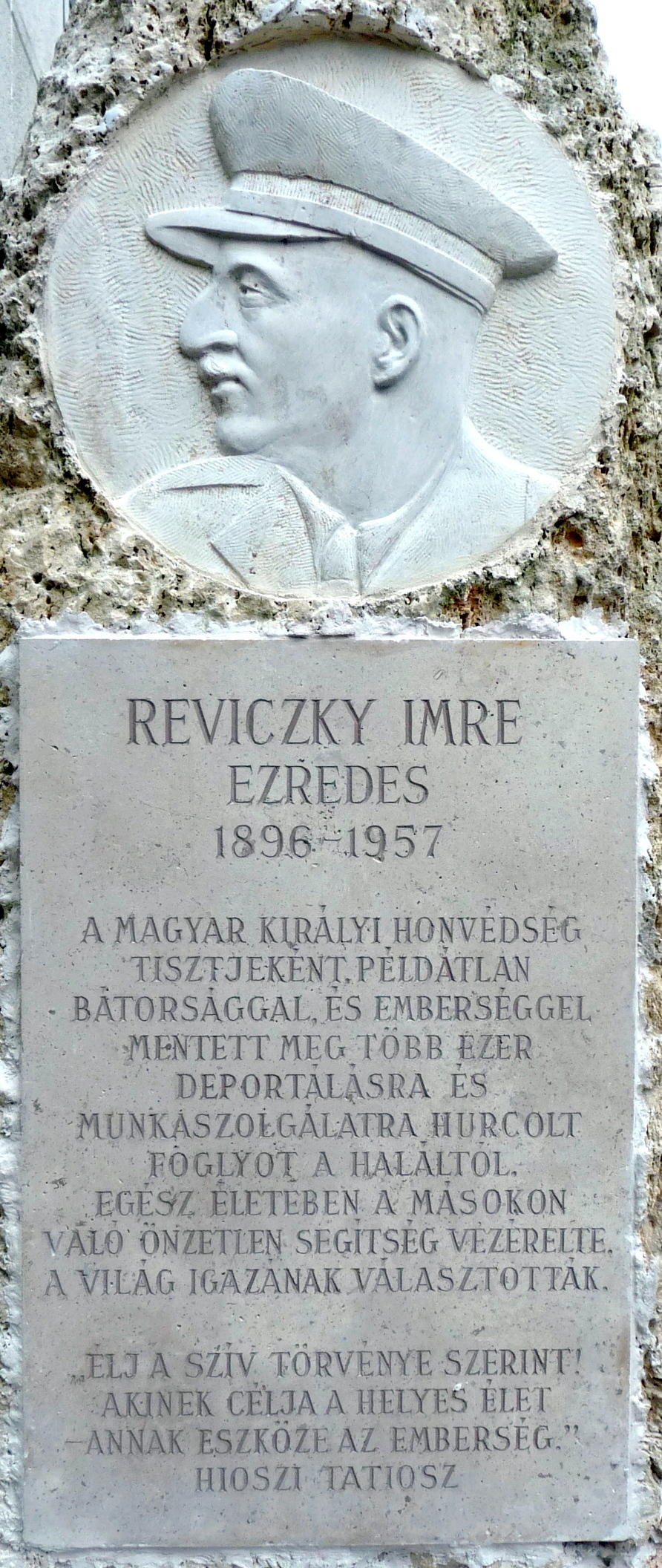
Reviczky Imre Reviczky ezredes utca 2. alkotó: Kontur András
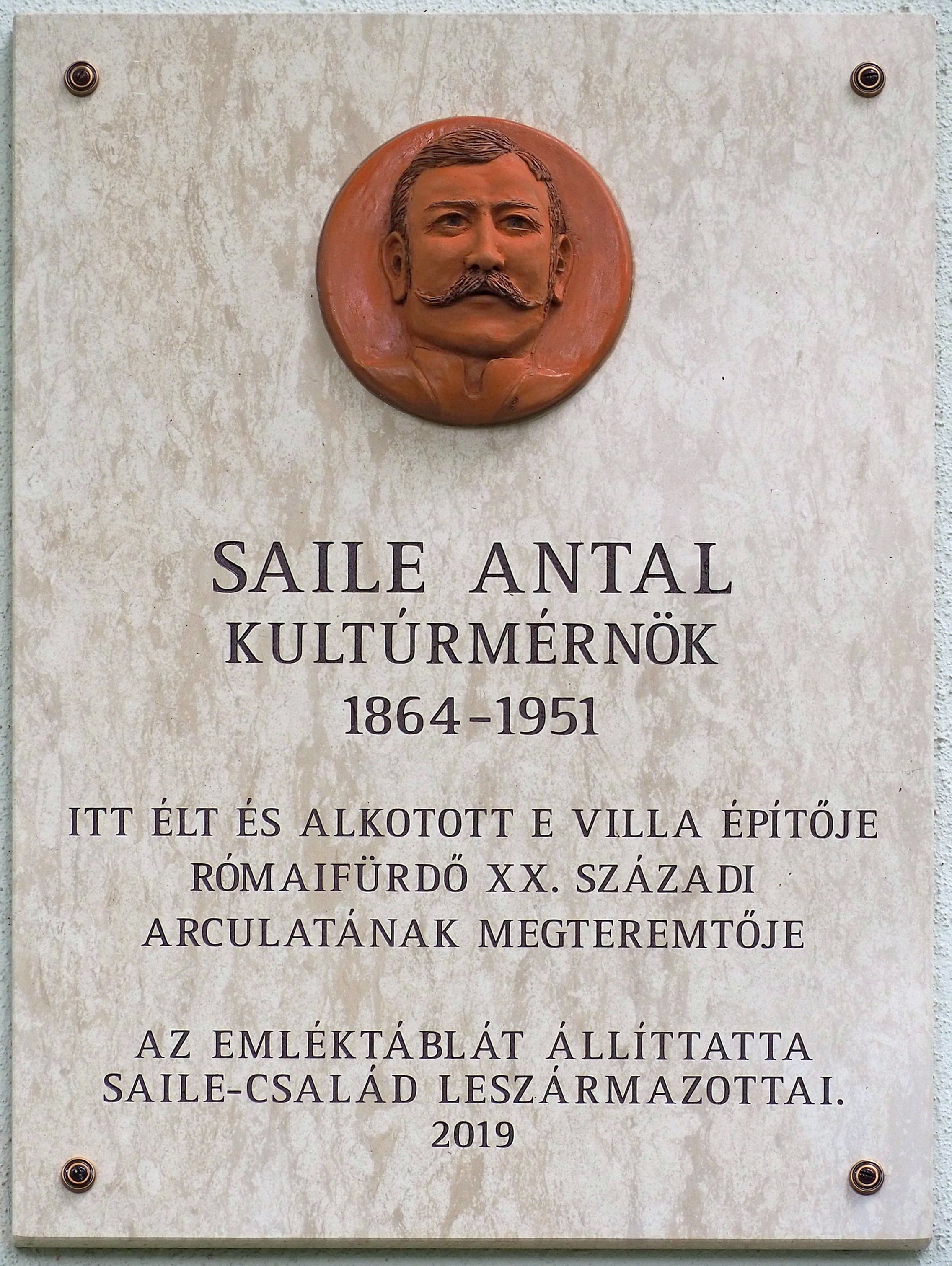
Saile Antal Rozgonyi Piroska utca 22.
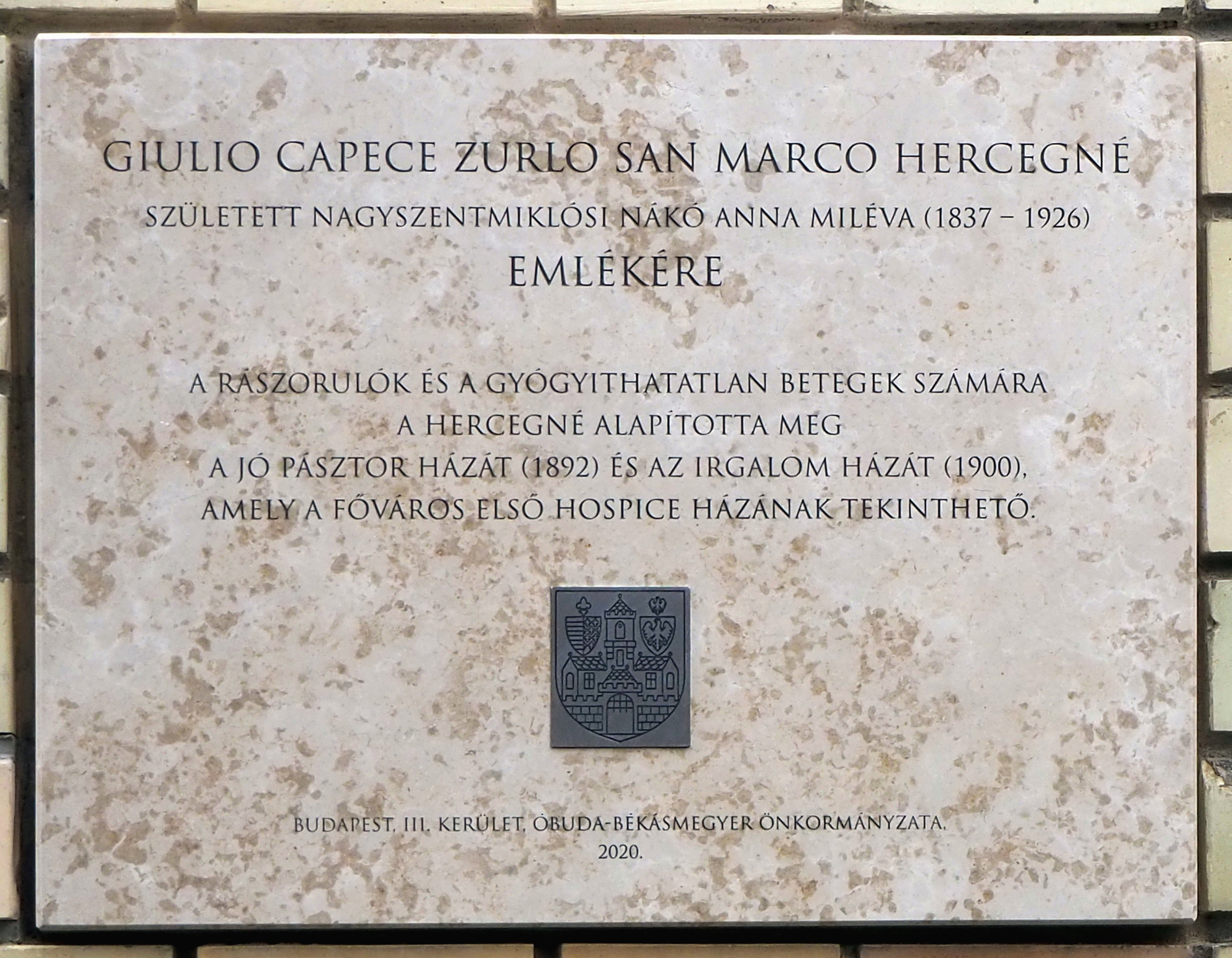
San Marco hercegné San Marco utca 48-50.
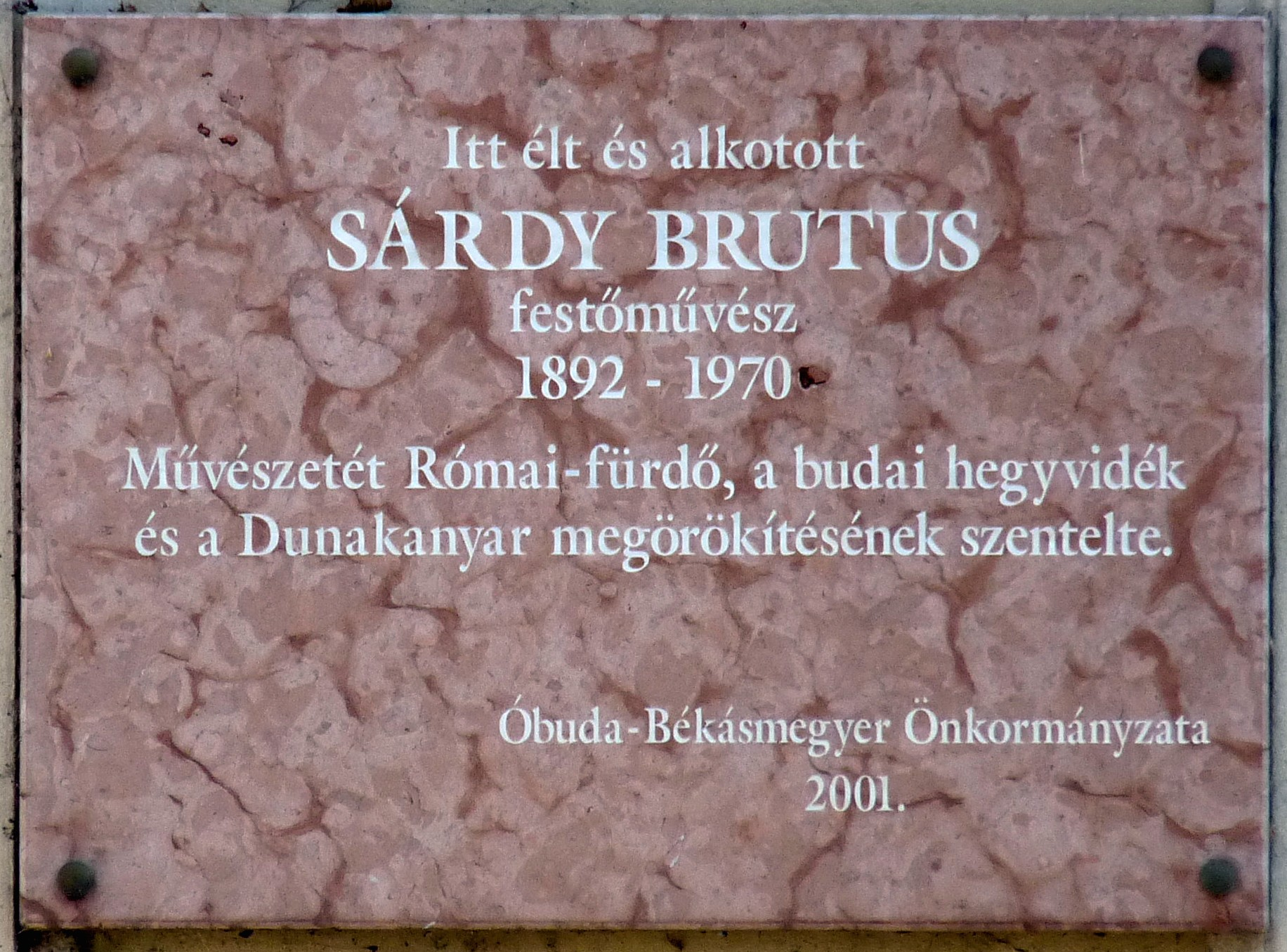
Sárdy Brutus Dósa utca 17.
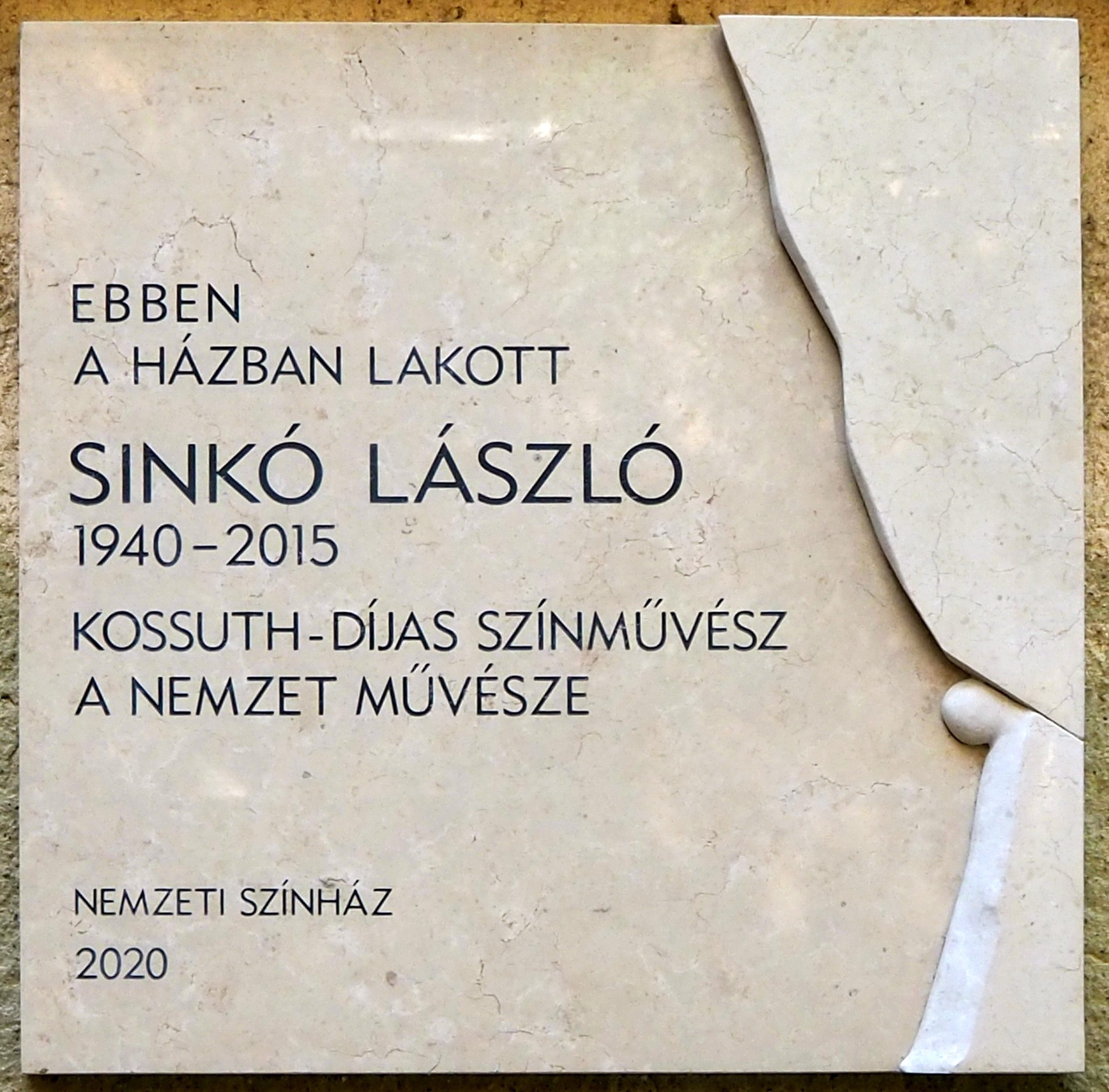
Sinkó László Zápor utca 14/B. alkotó: Stremeny Géza
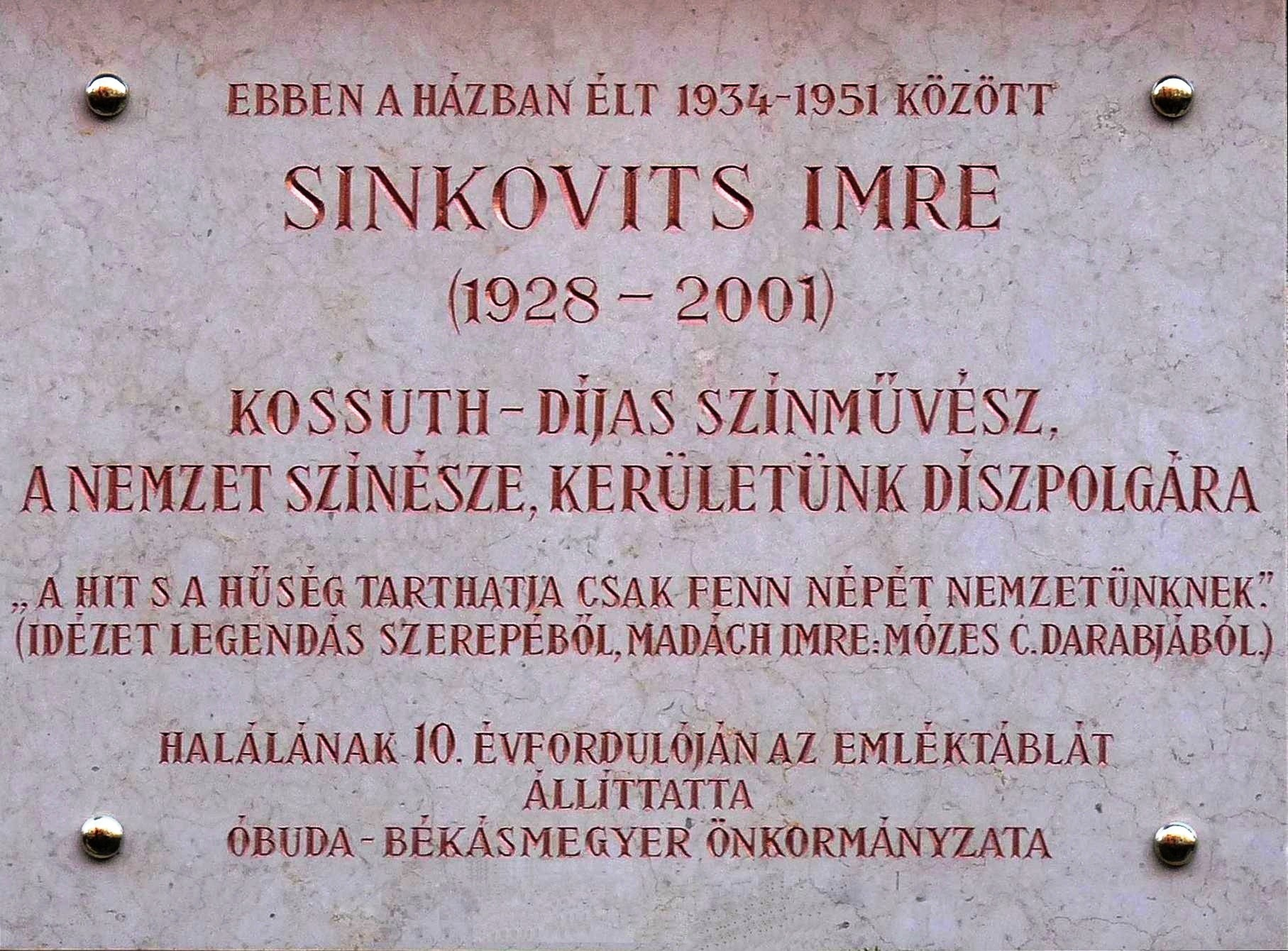
Sinkovits Imre, Zápor utca 14/B.
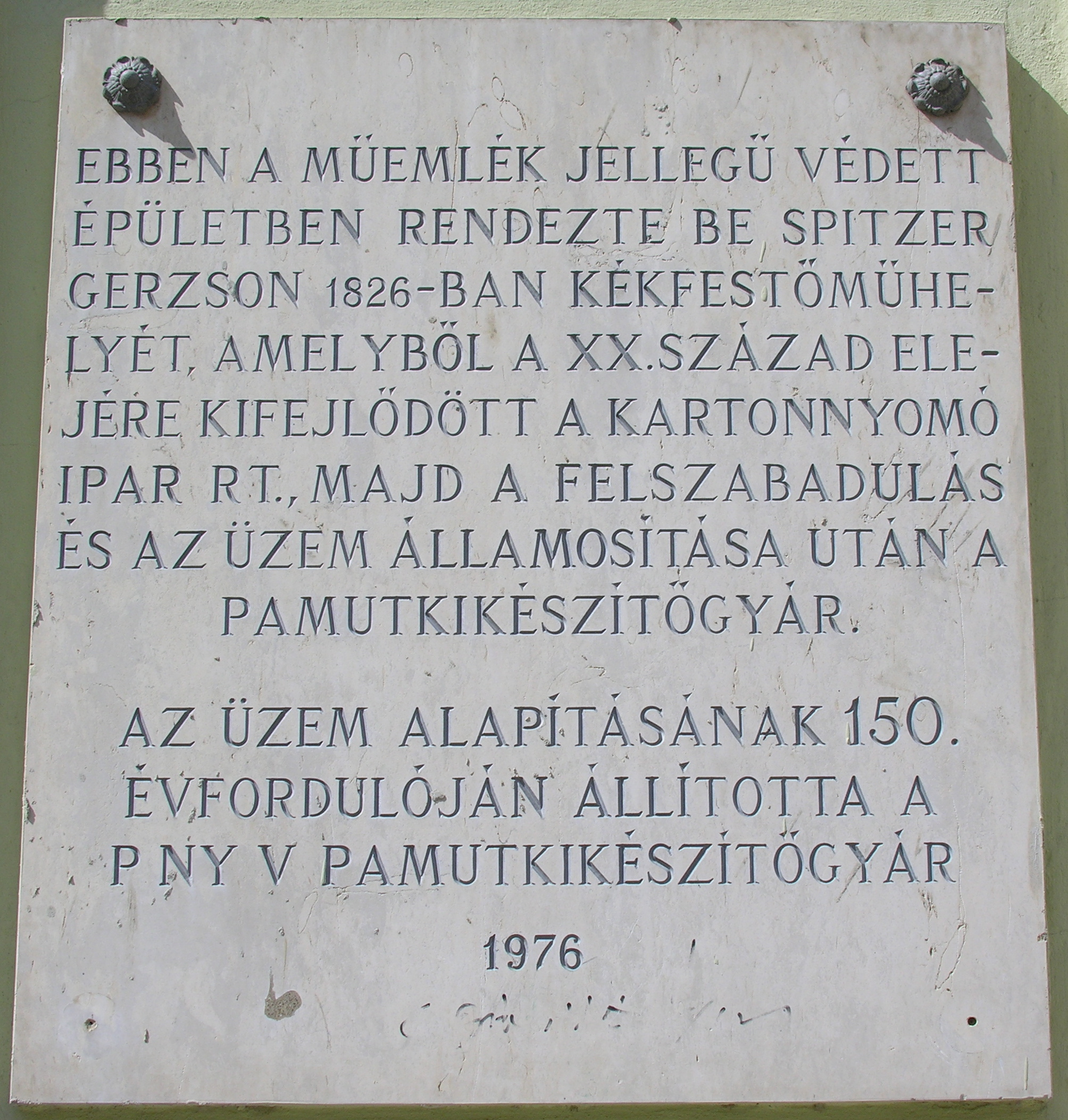
Spitzer Gerzson, Lajos utca 102/A.
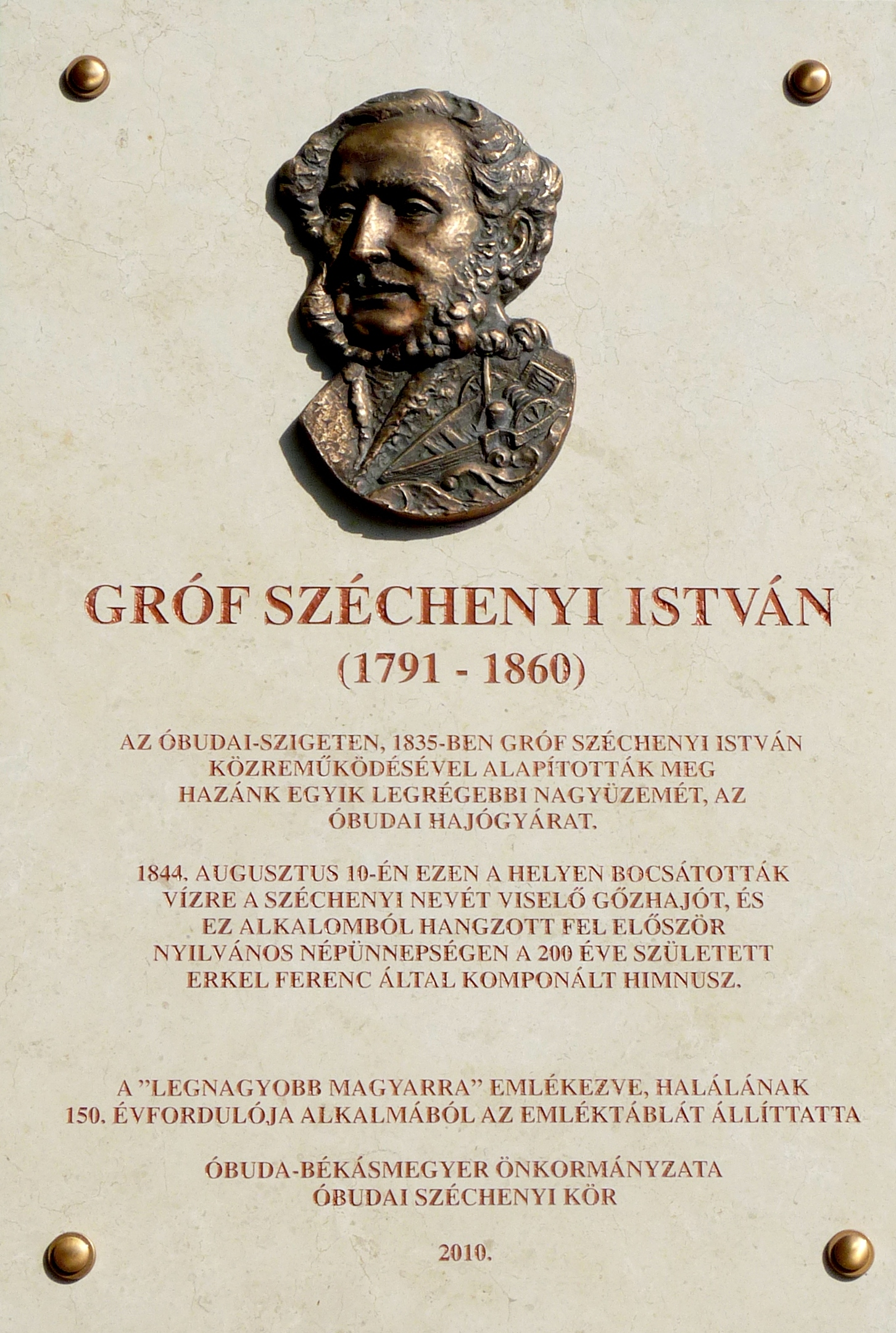
Széchenyi István, Hajógyári-sziget 132. alkotó: Fekete Géza
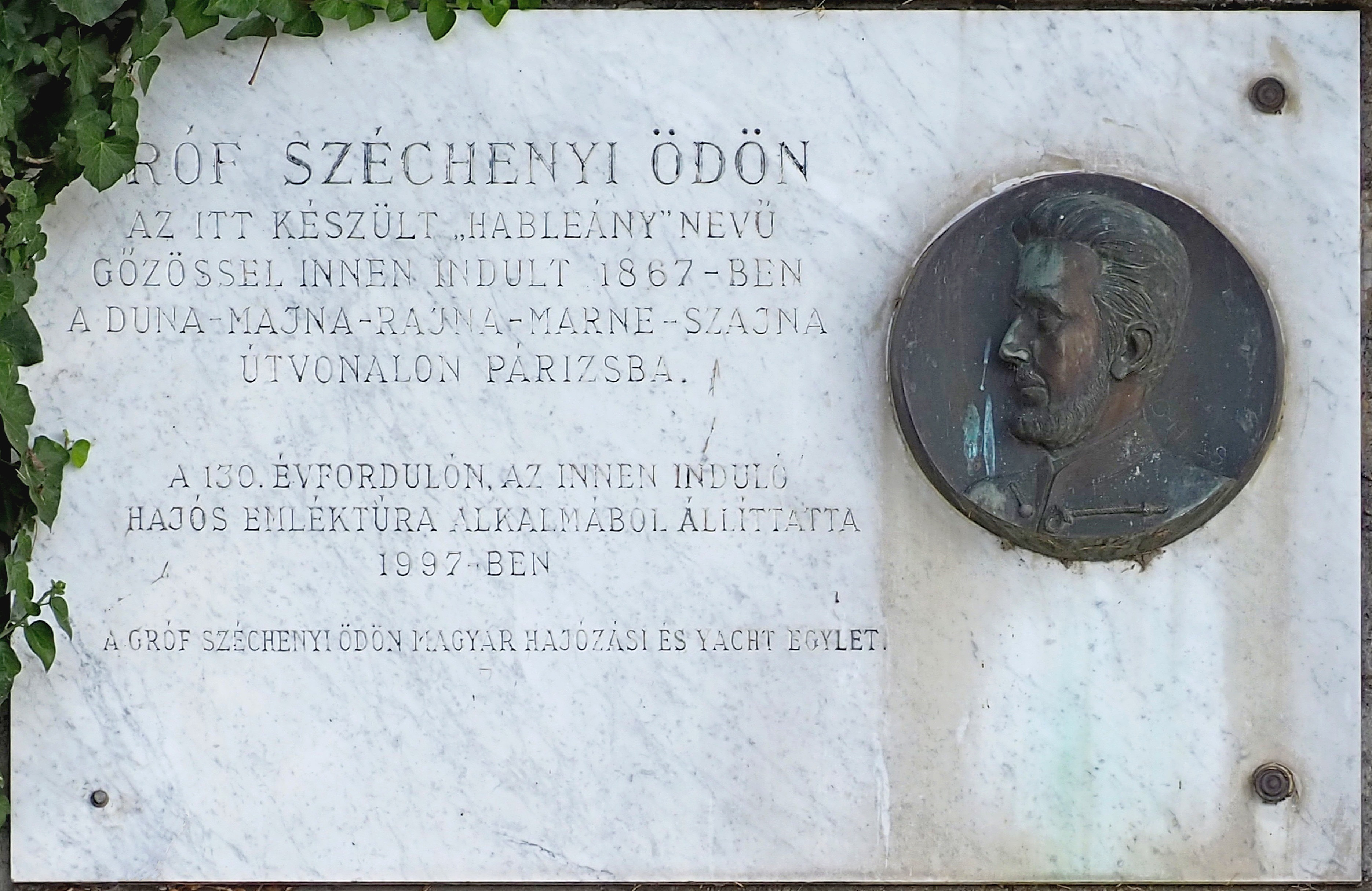
Széchenyi Ödön,[13] Óbudai-sziget 606. alkotó: Gulácsy-Horváth Zsolt
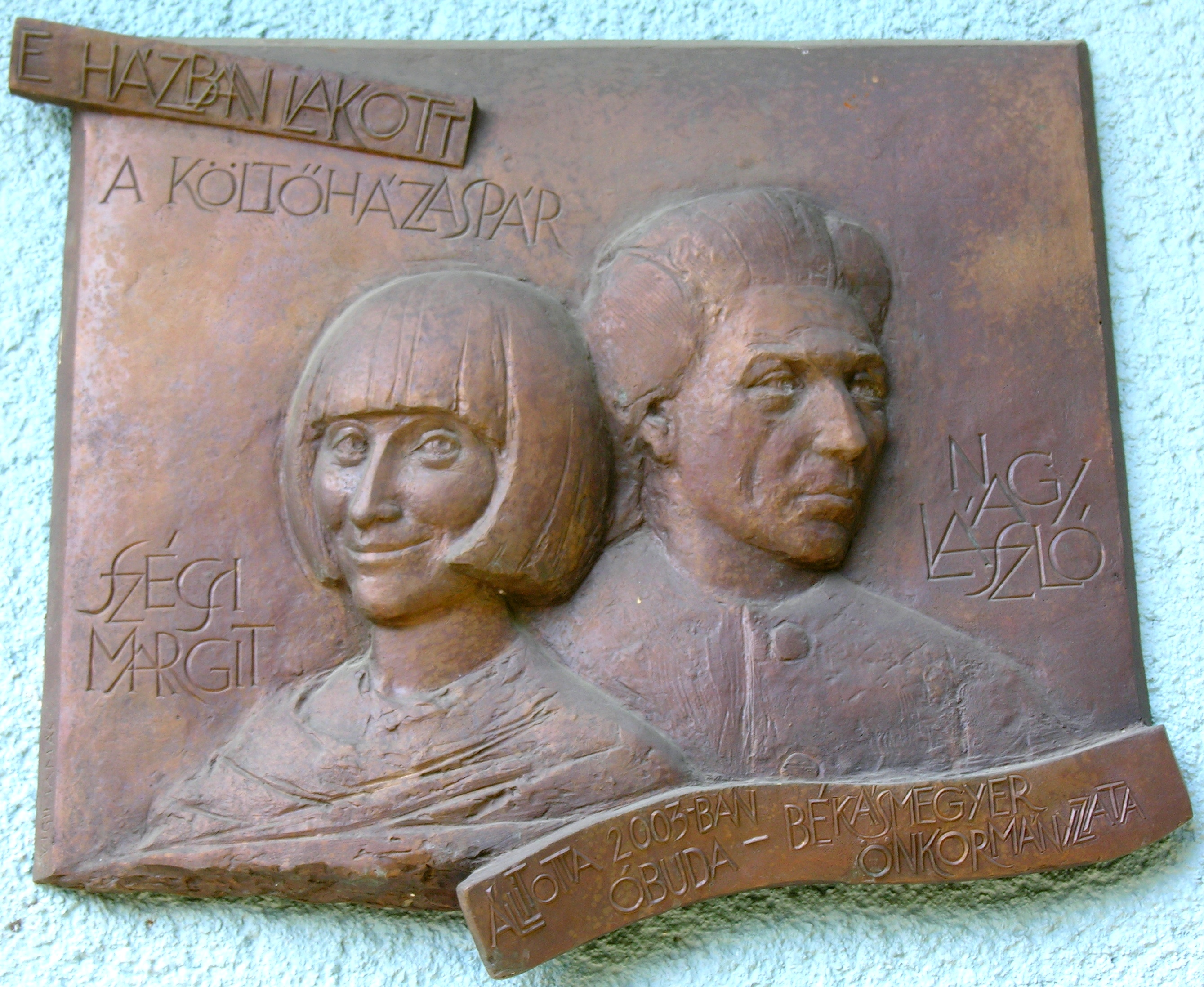
Szécsi Margit és Nagy László, Árpád fejedelem útja 66. alkotó: Vígh Tamás
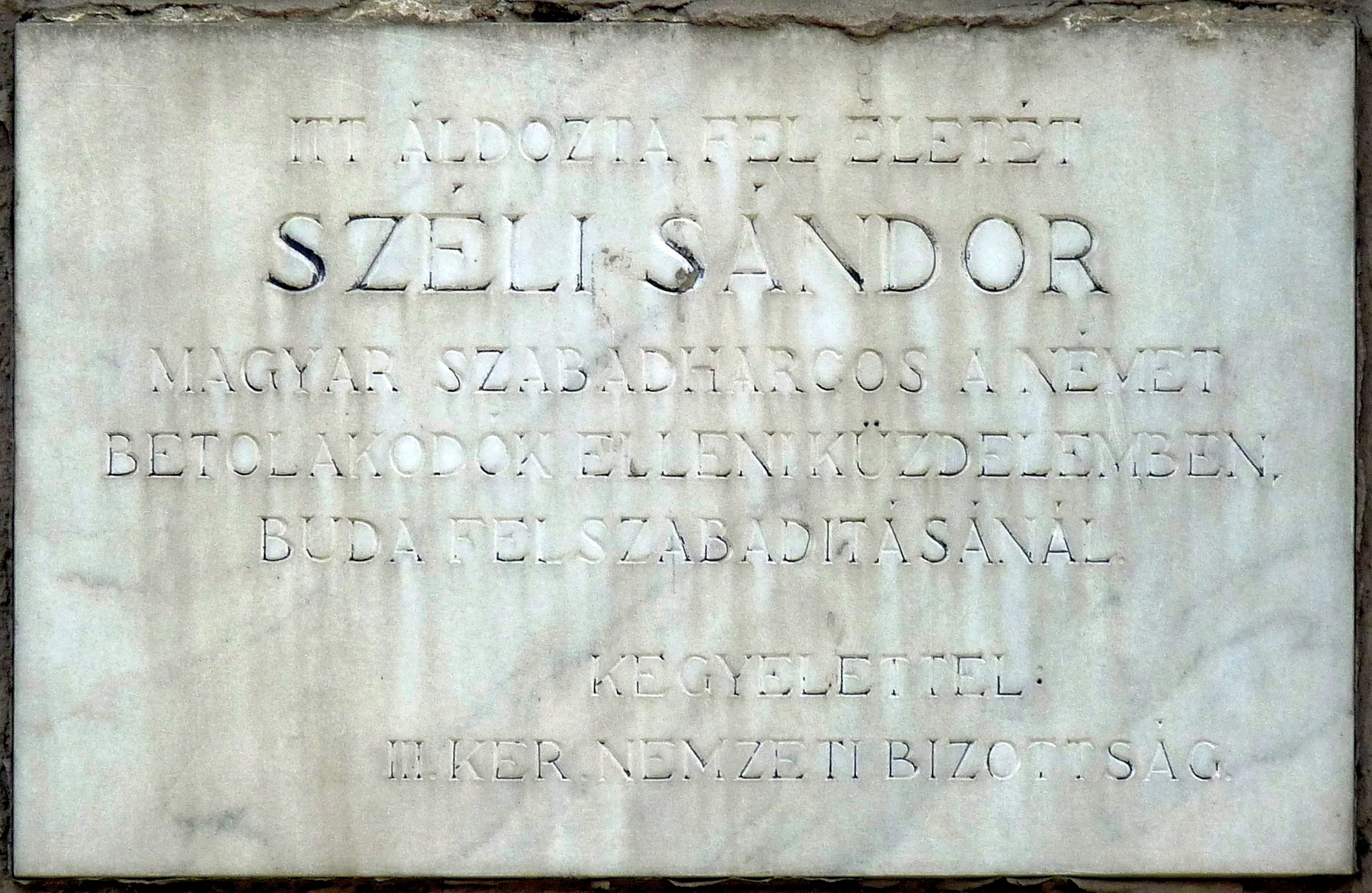
Széli Sándor,[14] Kiscelli utca 33.
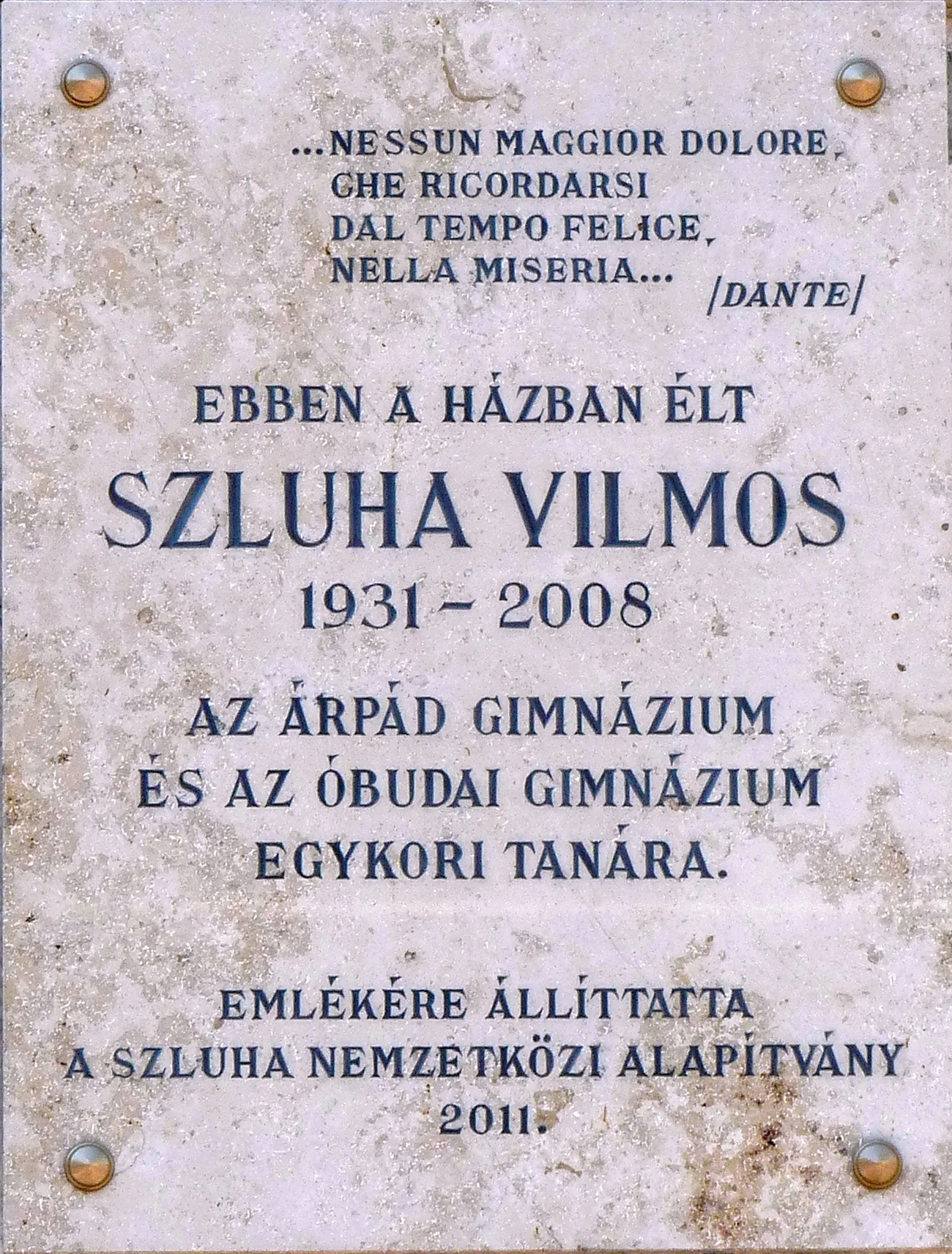
Szluha Vilmos, Pacsirtamező utca 22/B
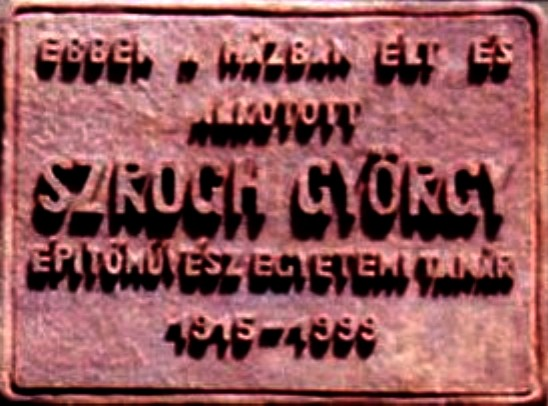
Szrogh György, Szépvölgyi út 1/C.
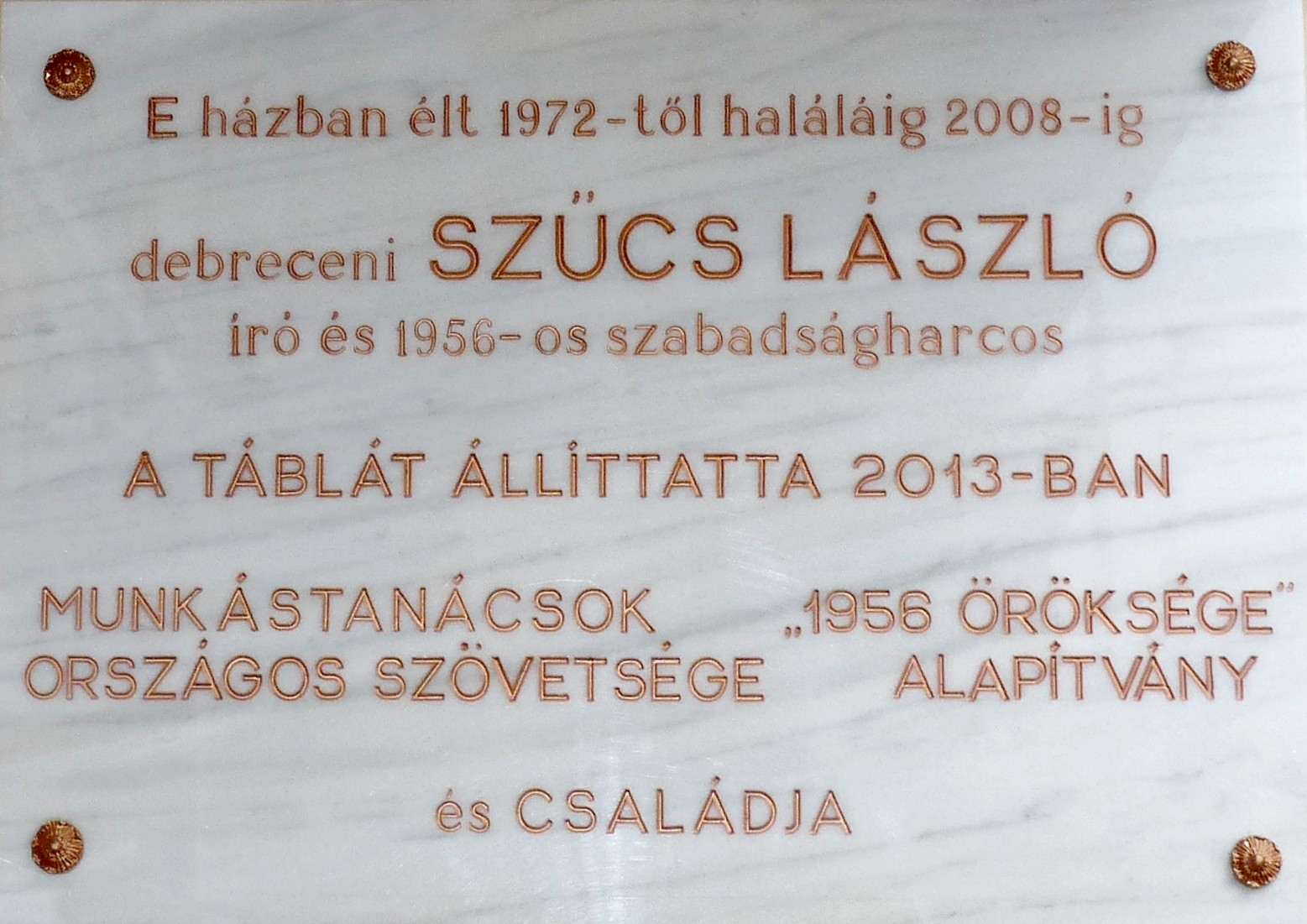
D. Szűcs László, Vörösvári út 41.
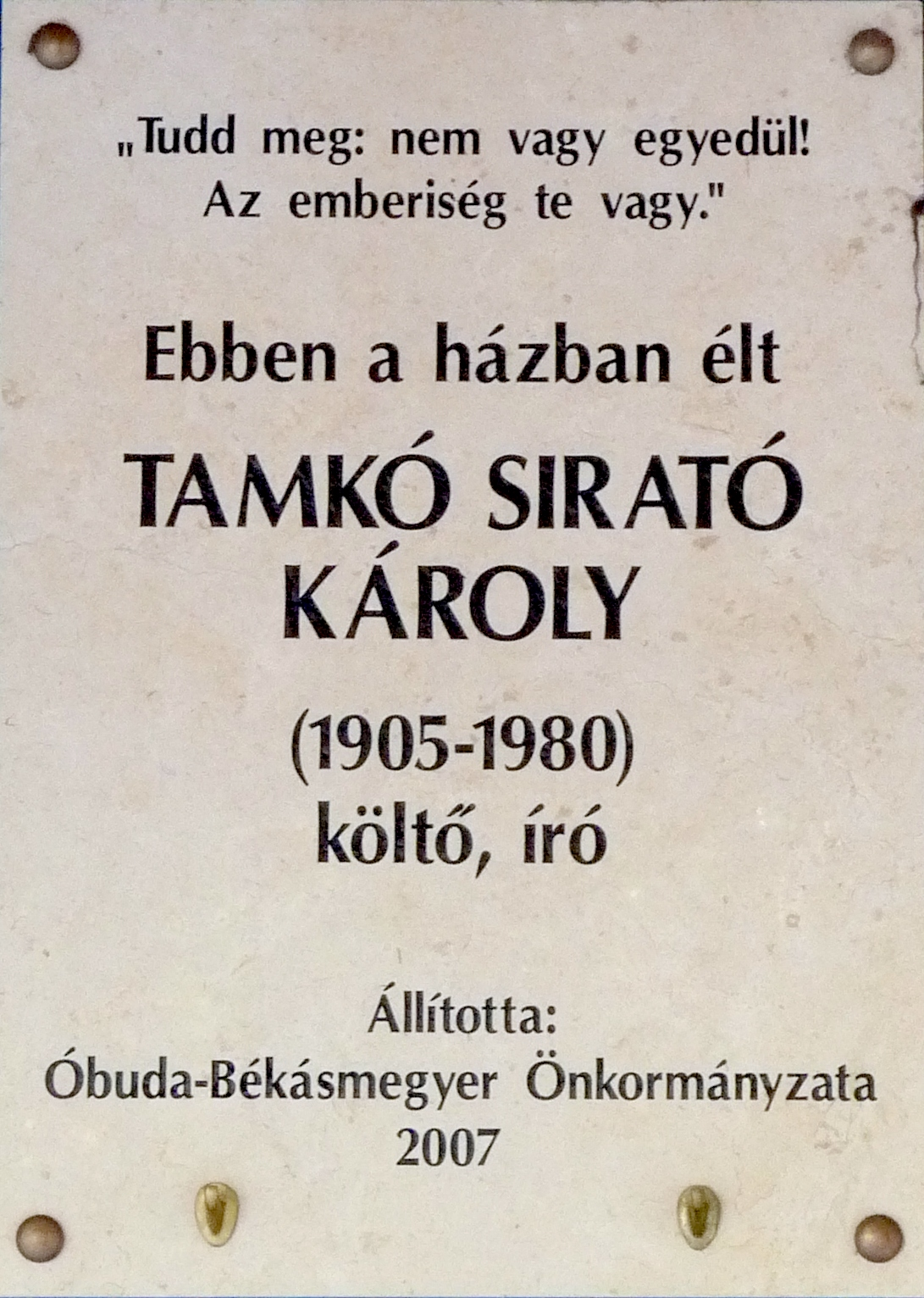
Tamkó Sirató Károly, Vöröskereszt utca 14.
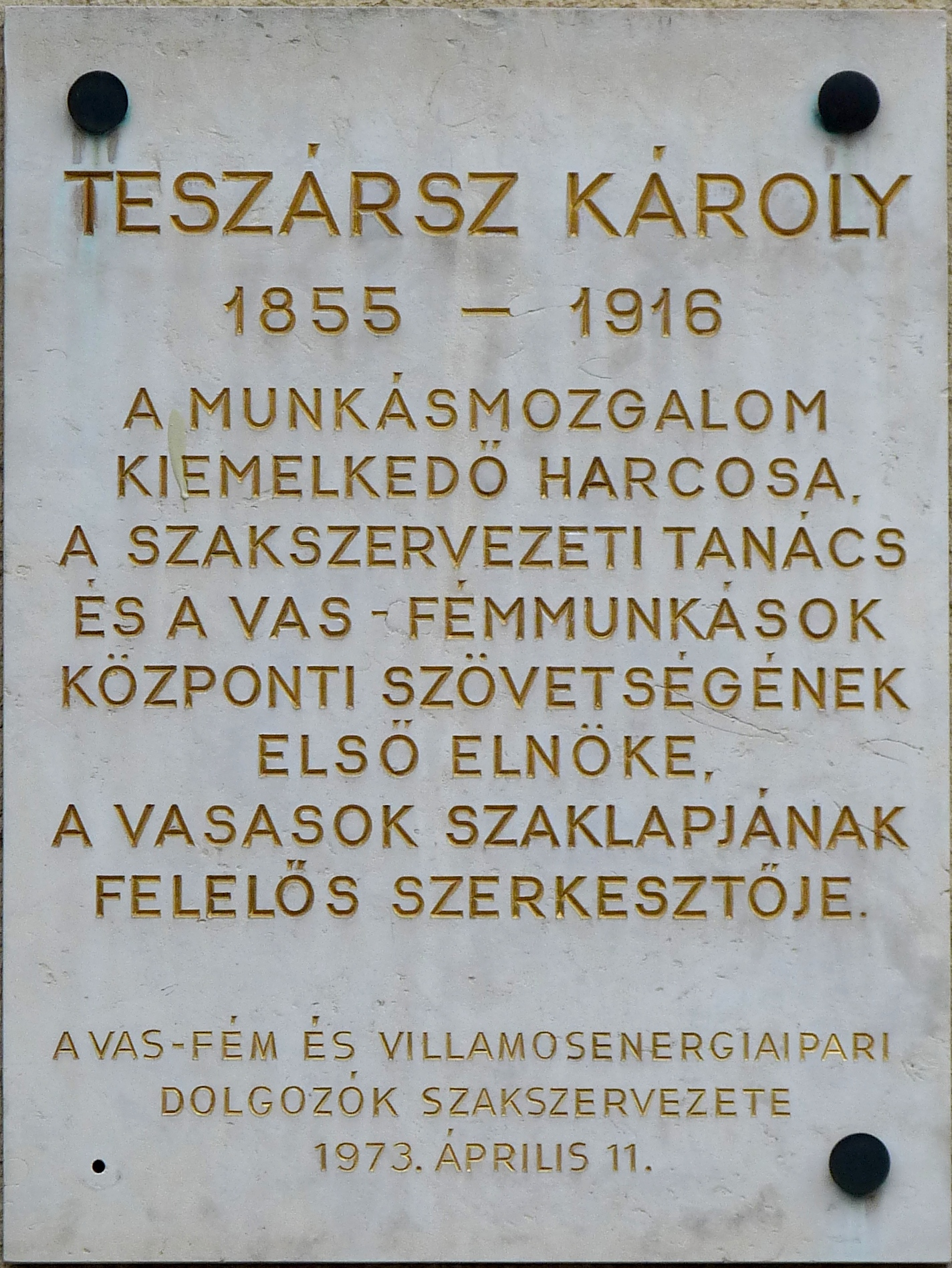
Teszársz Károly, Teszársz Károly utca 5.
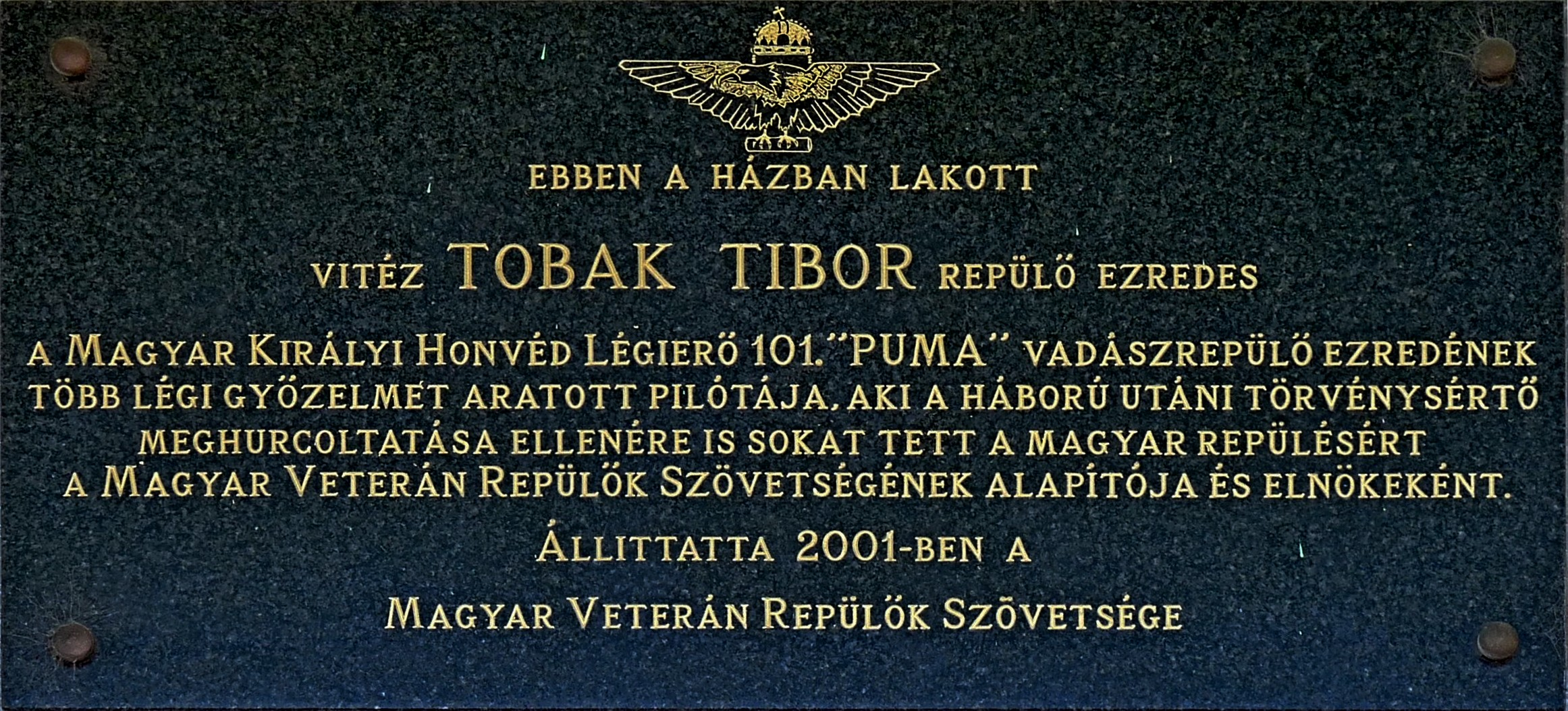
Tobak Tibor, Szőlő utca 82.
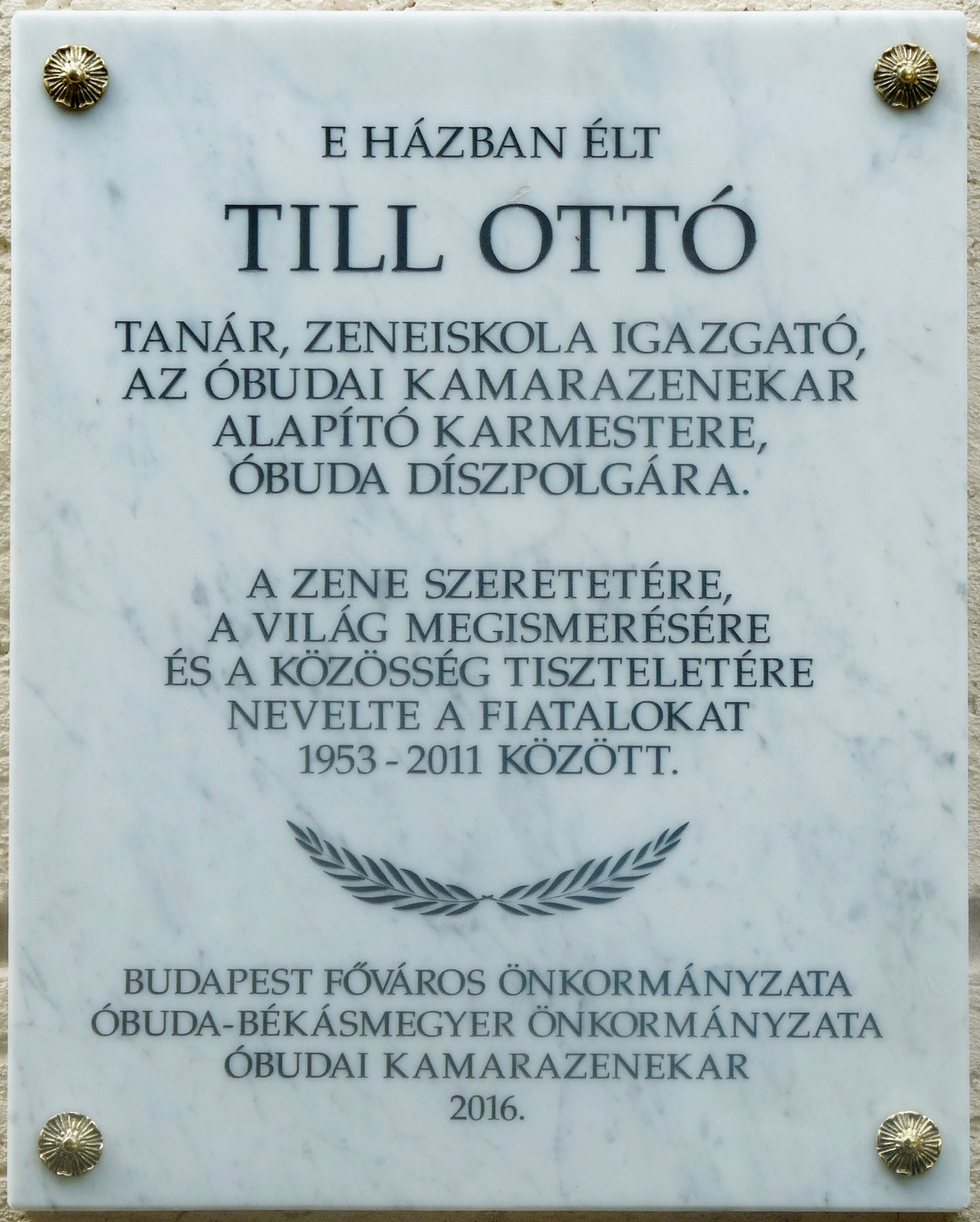
Till Ottó, Vihar utca 4.
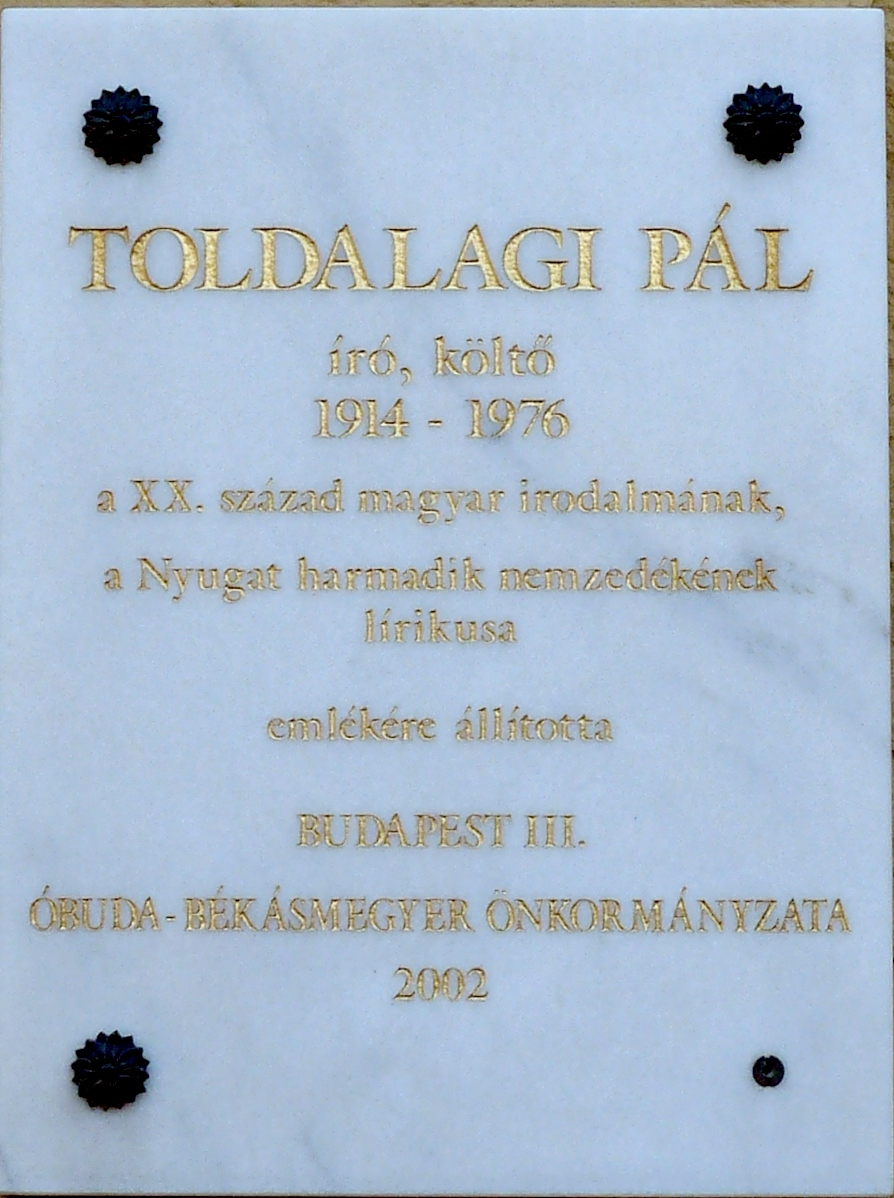
Toldalagi Pál, Bécsi út 92.
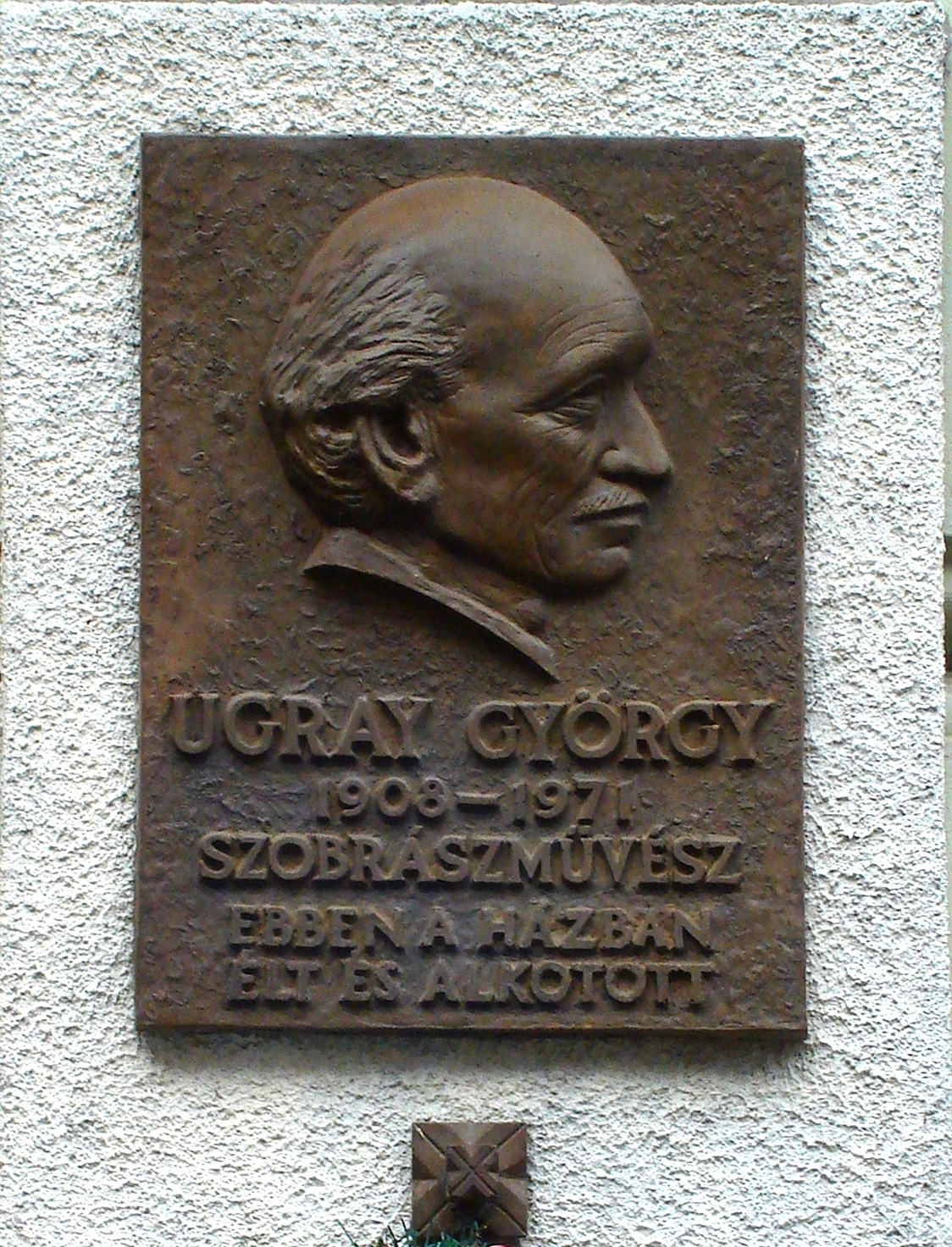
Ugray György, Kórház utca 1. alkotó: ifj. Ugray György
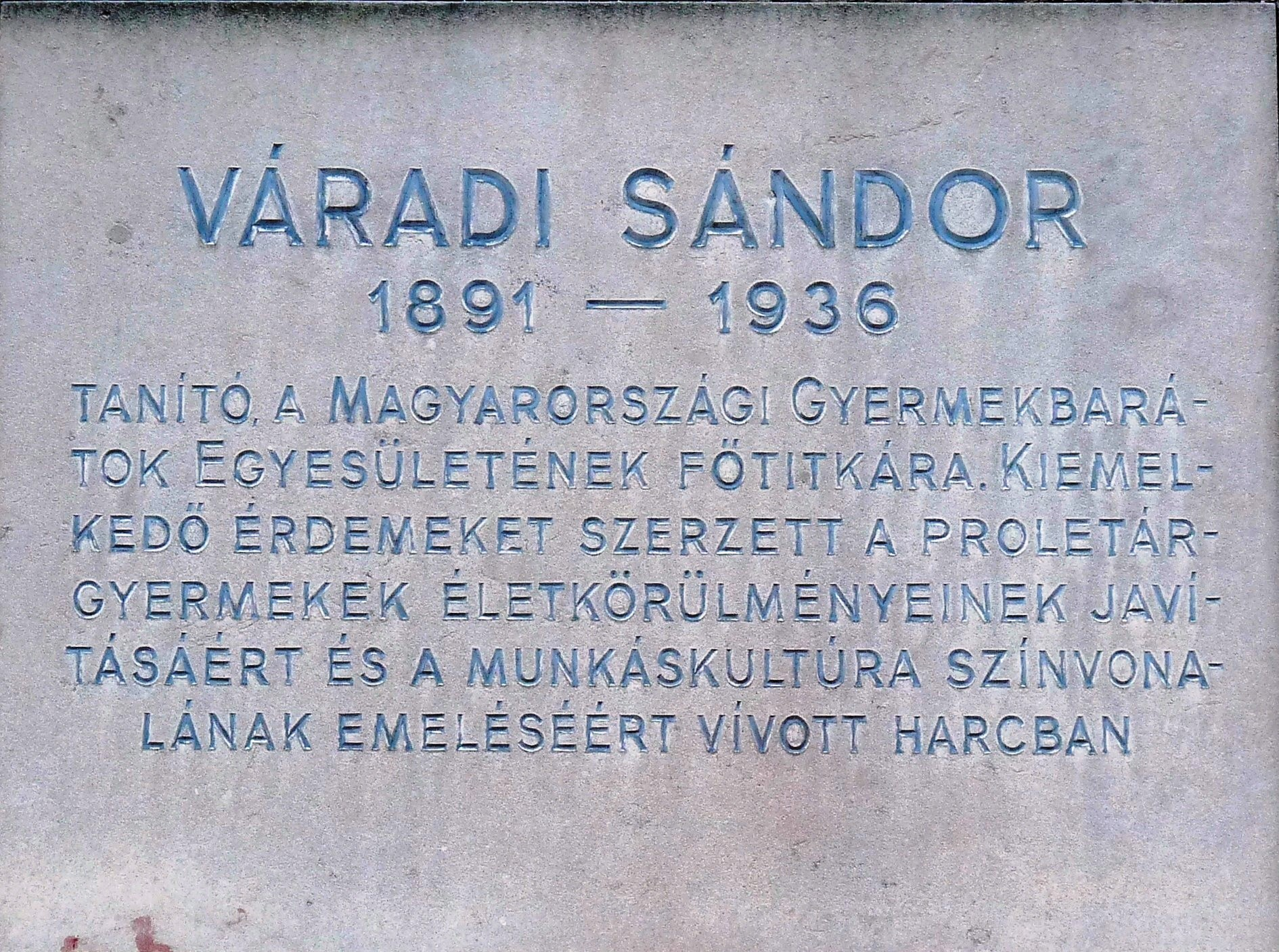
Váradi Sándor Váradi Sándor utca 2.
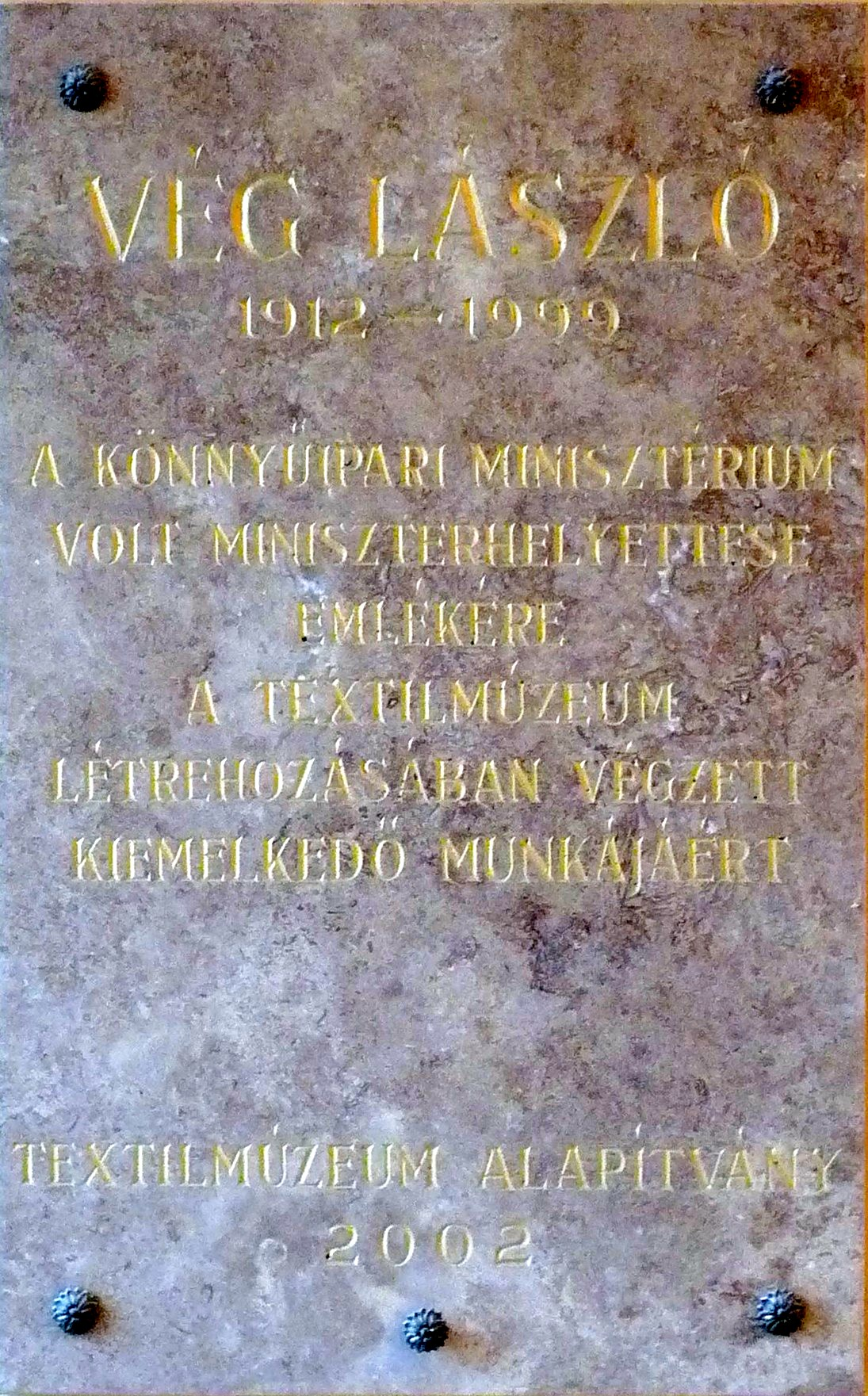
Vég László[15] Lajos utca 138.
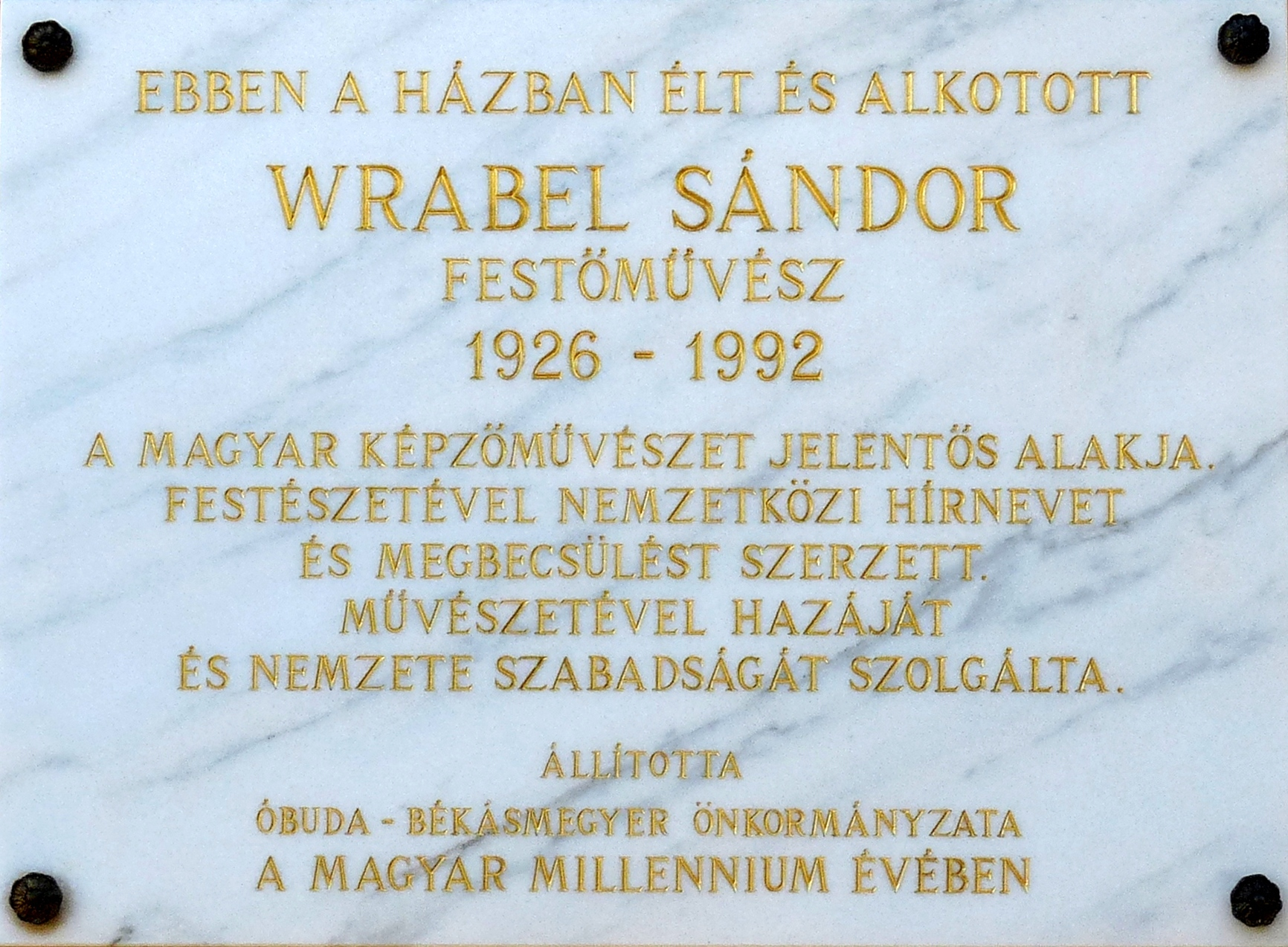
Wrabel Sándor, Géza utca 13.
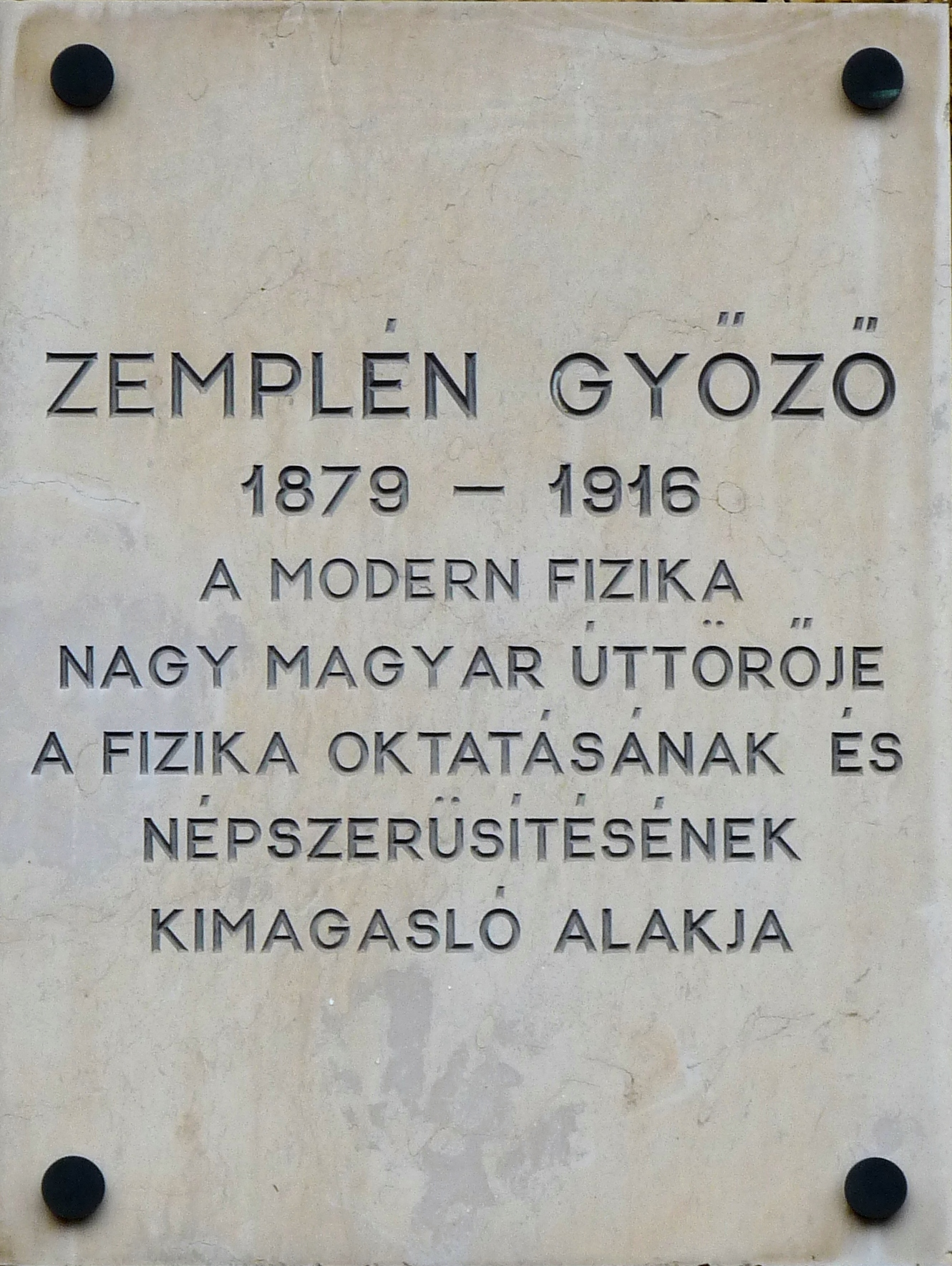
Zemplén Győző[16], Zemplén Győző utca 8.
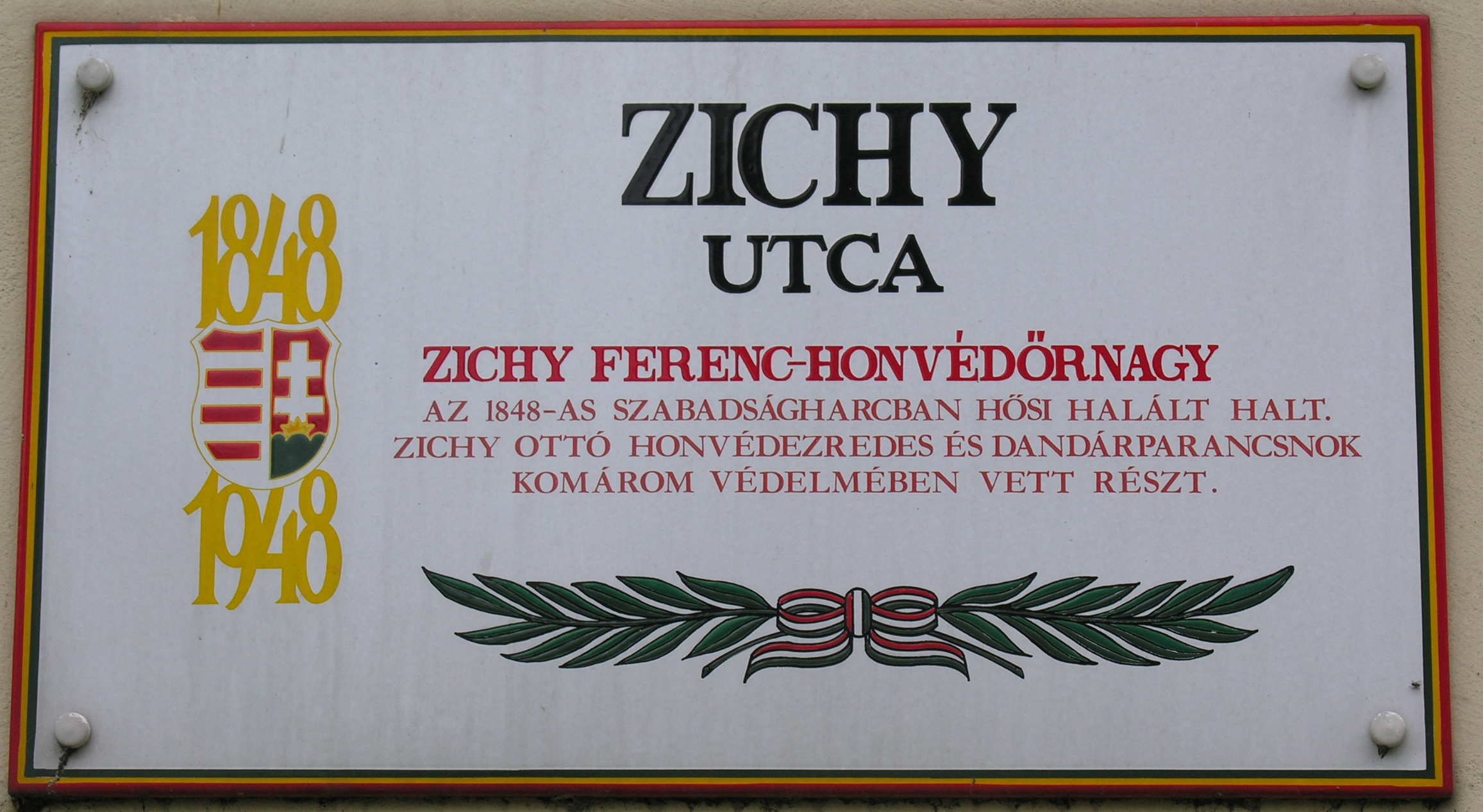
Zichy Ferenc és Zichy Ottó, Zichy utca
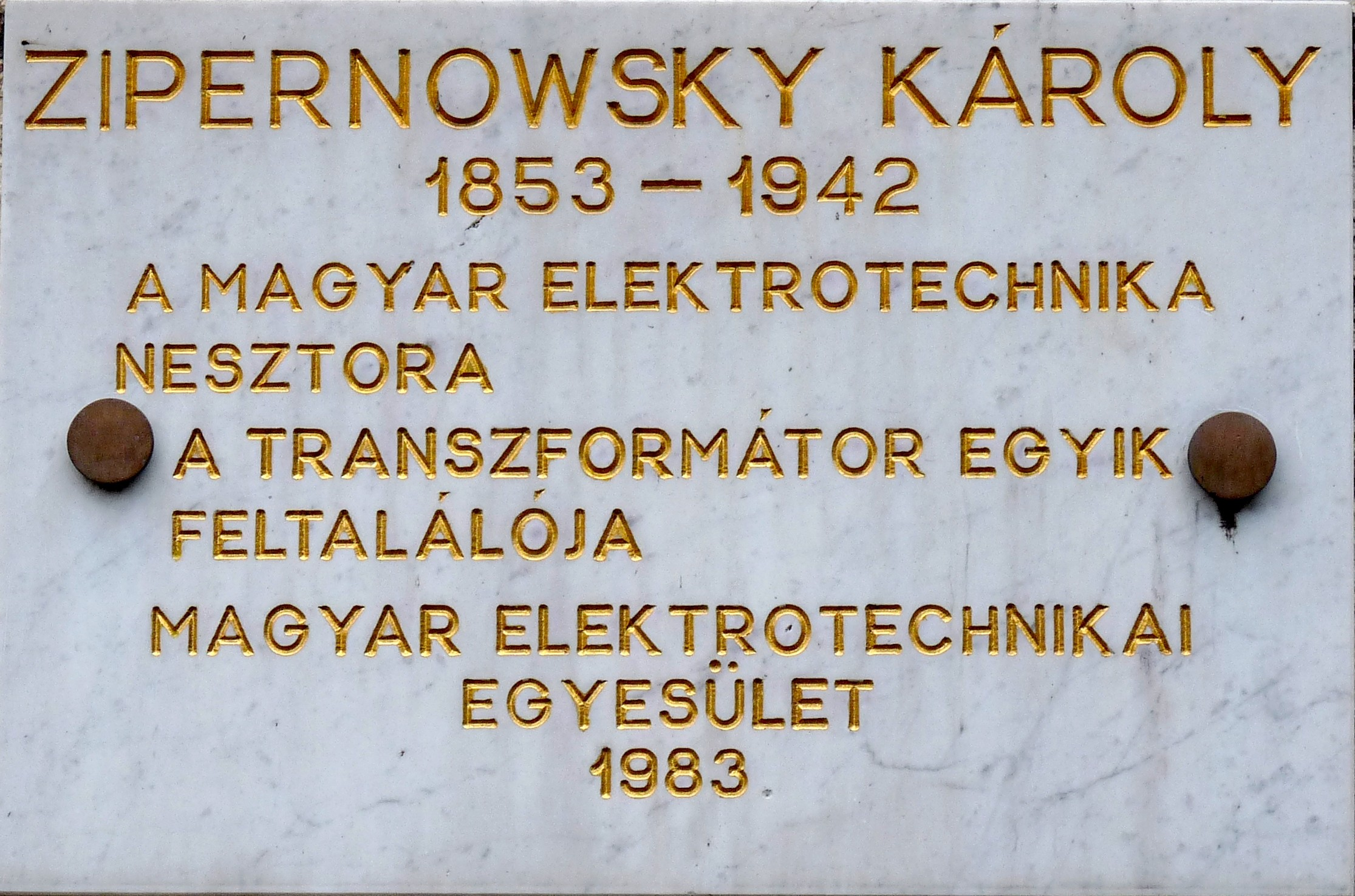
Zipernowsky Károly Zipernowsky utca 1-3.
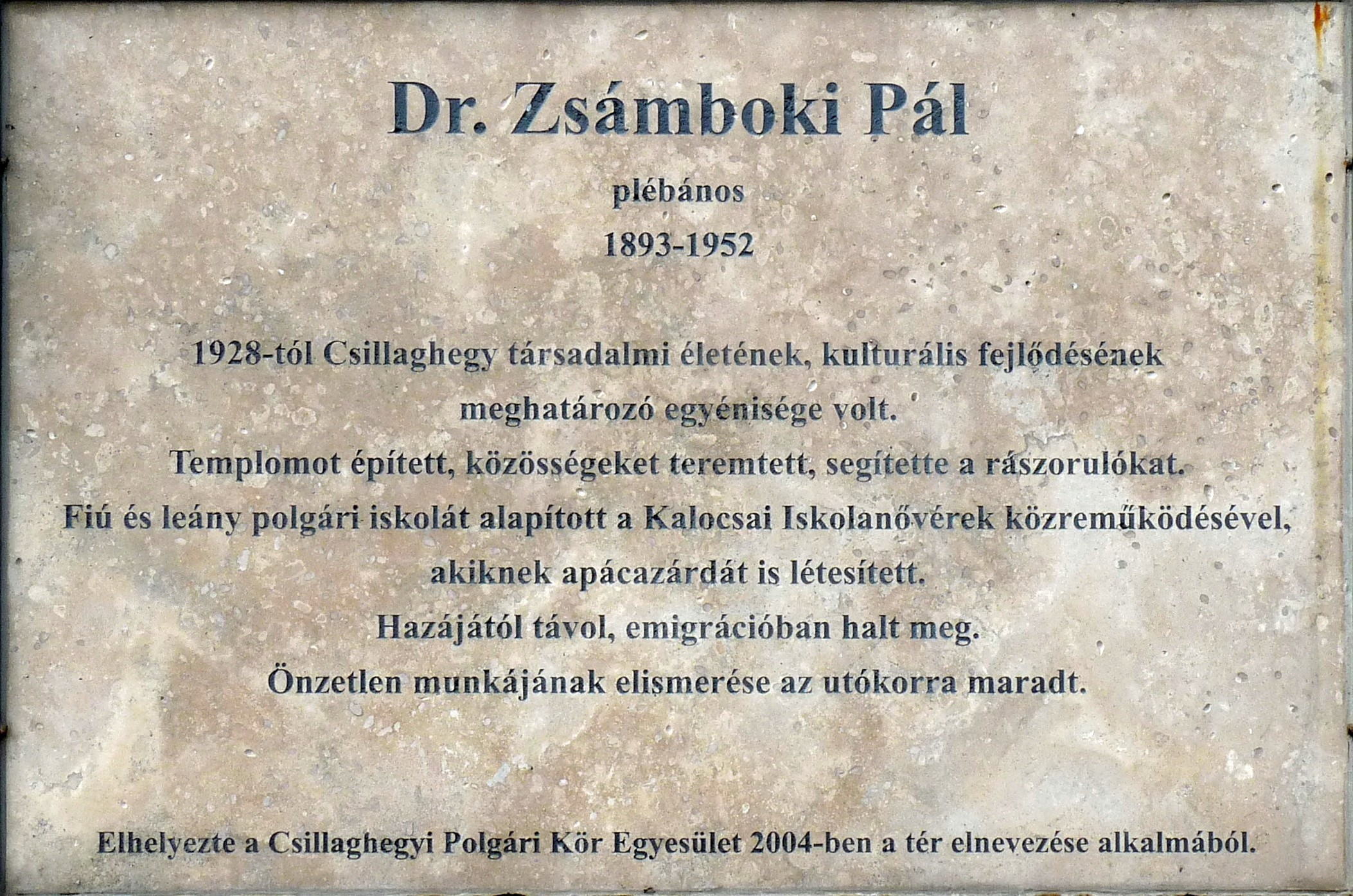
Zsámboki Pál, Zsámboki Pál tér
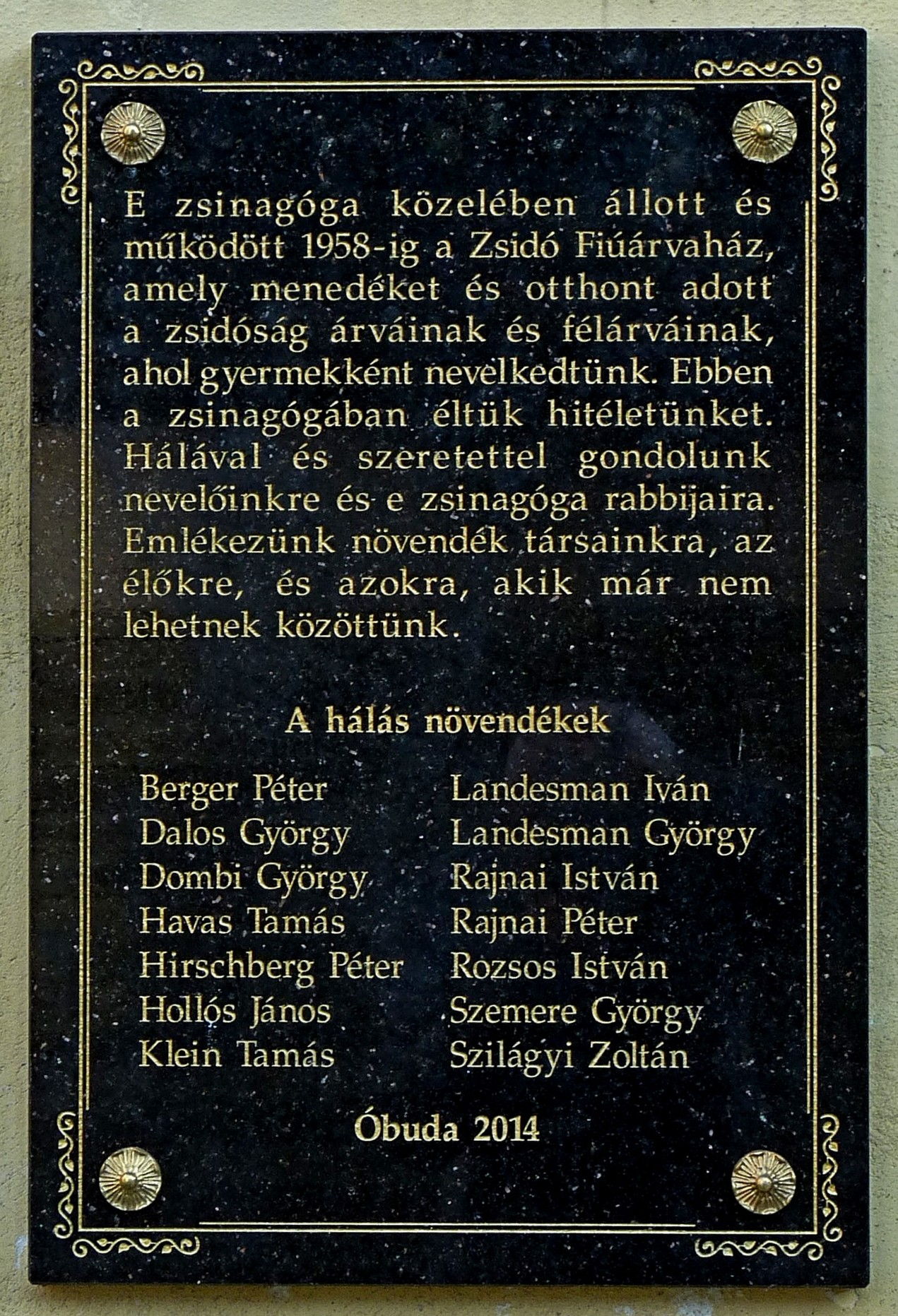
Zsidó Fiúárvaház, Lajos utca 163.
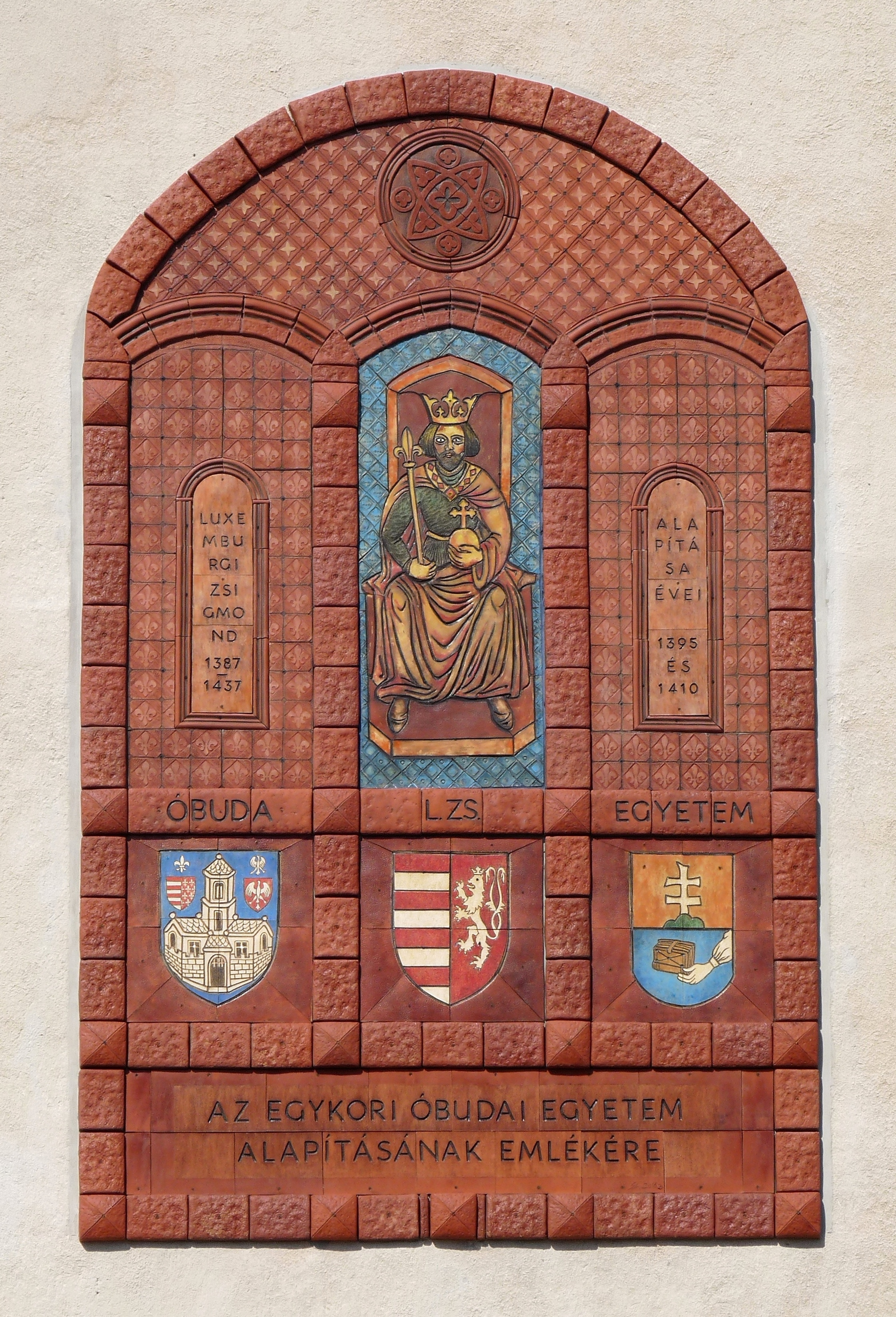
Zsigmond magyar király, Szentlélek tér 10. alkotó: Schéffer Anna
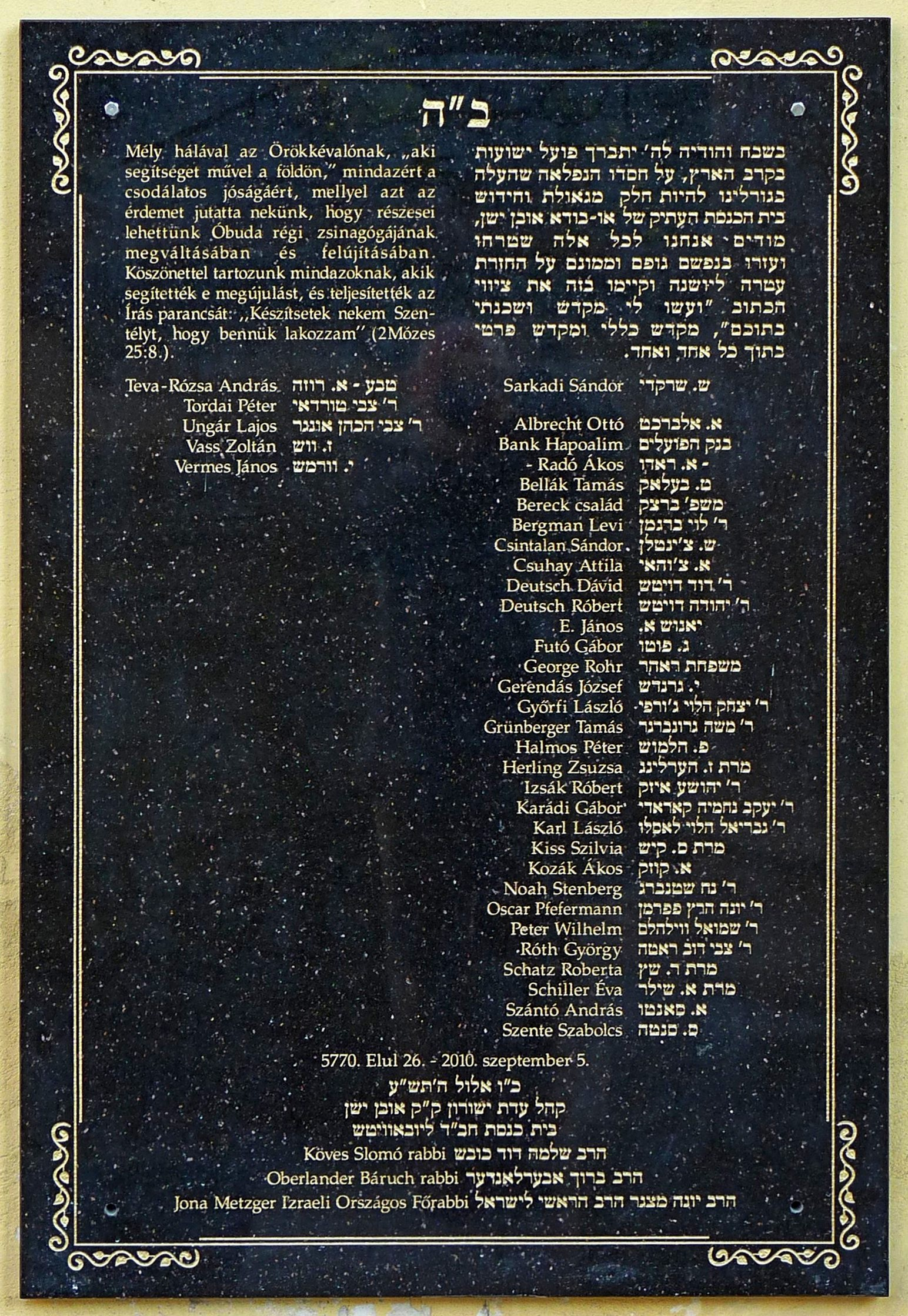
a zsinagóga felújítói, Lajos utca 163.
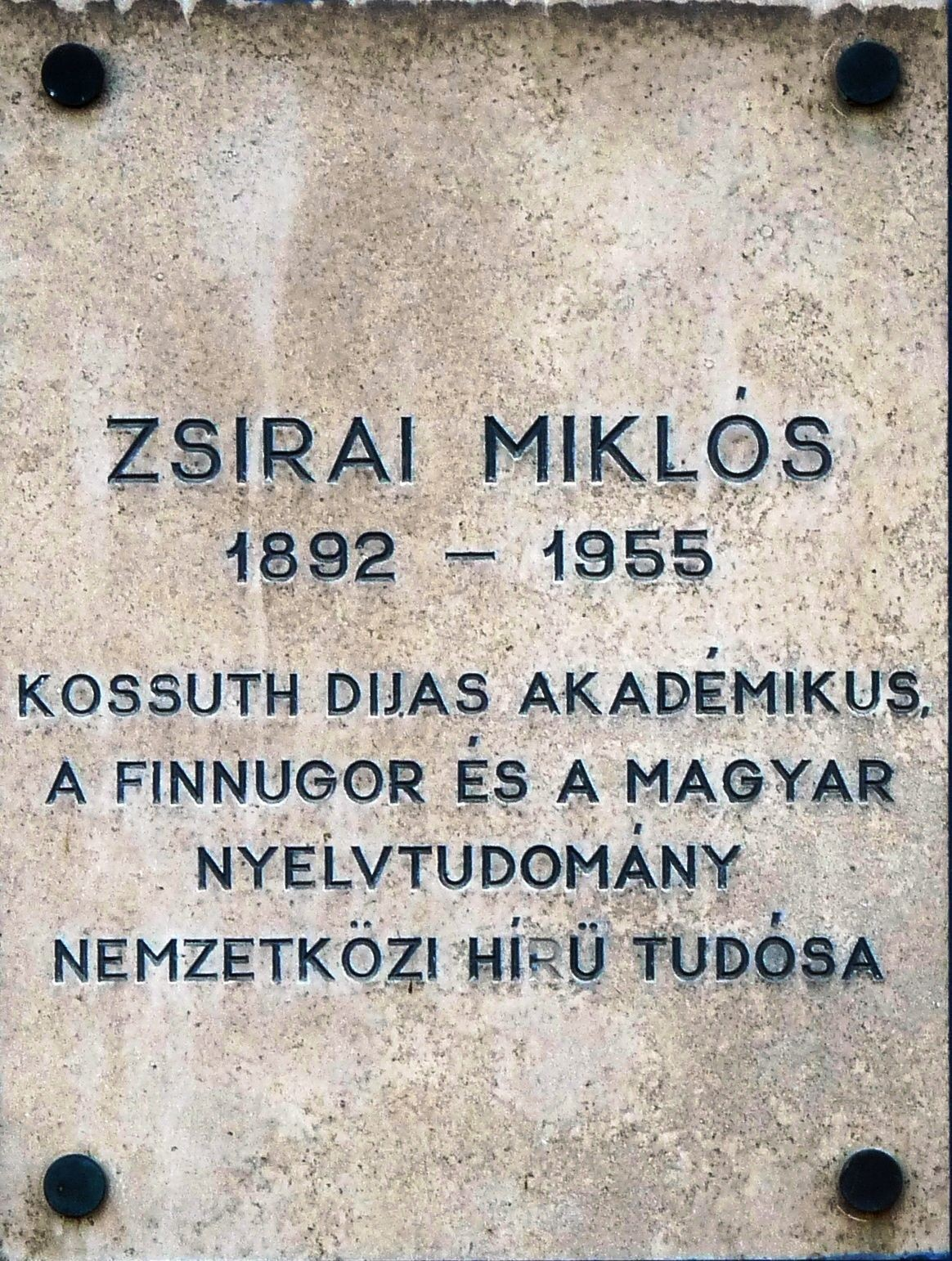
Zsirai Miklós,
Zsirai Miklós utca 1.

### Botlatókövek

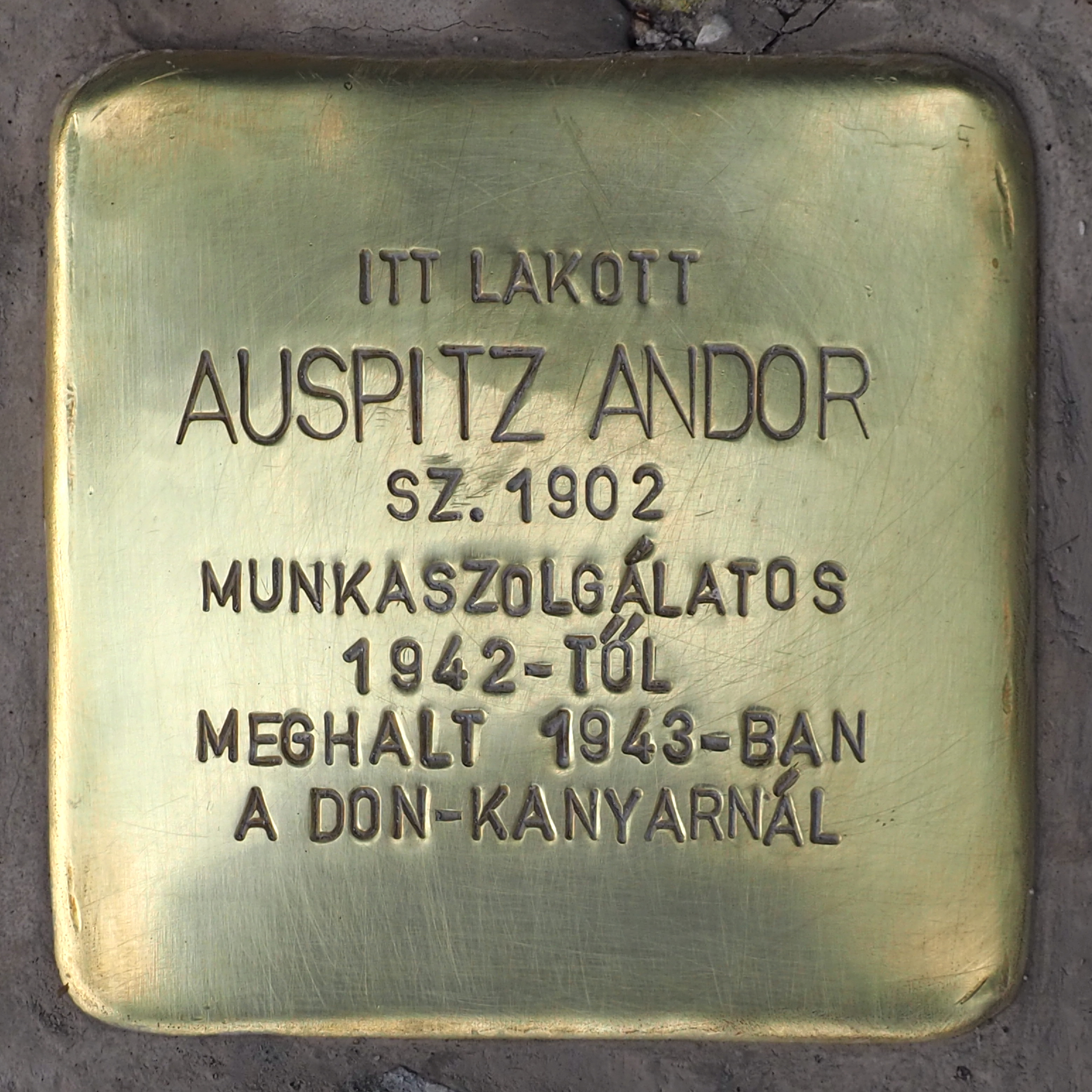
Auspitz Andor,[17] Ráby Mátyás utca 12/C.
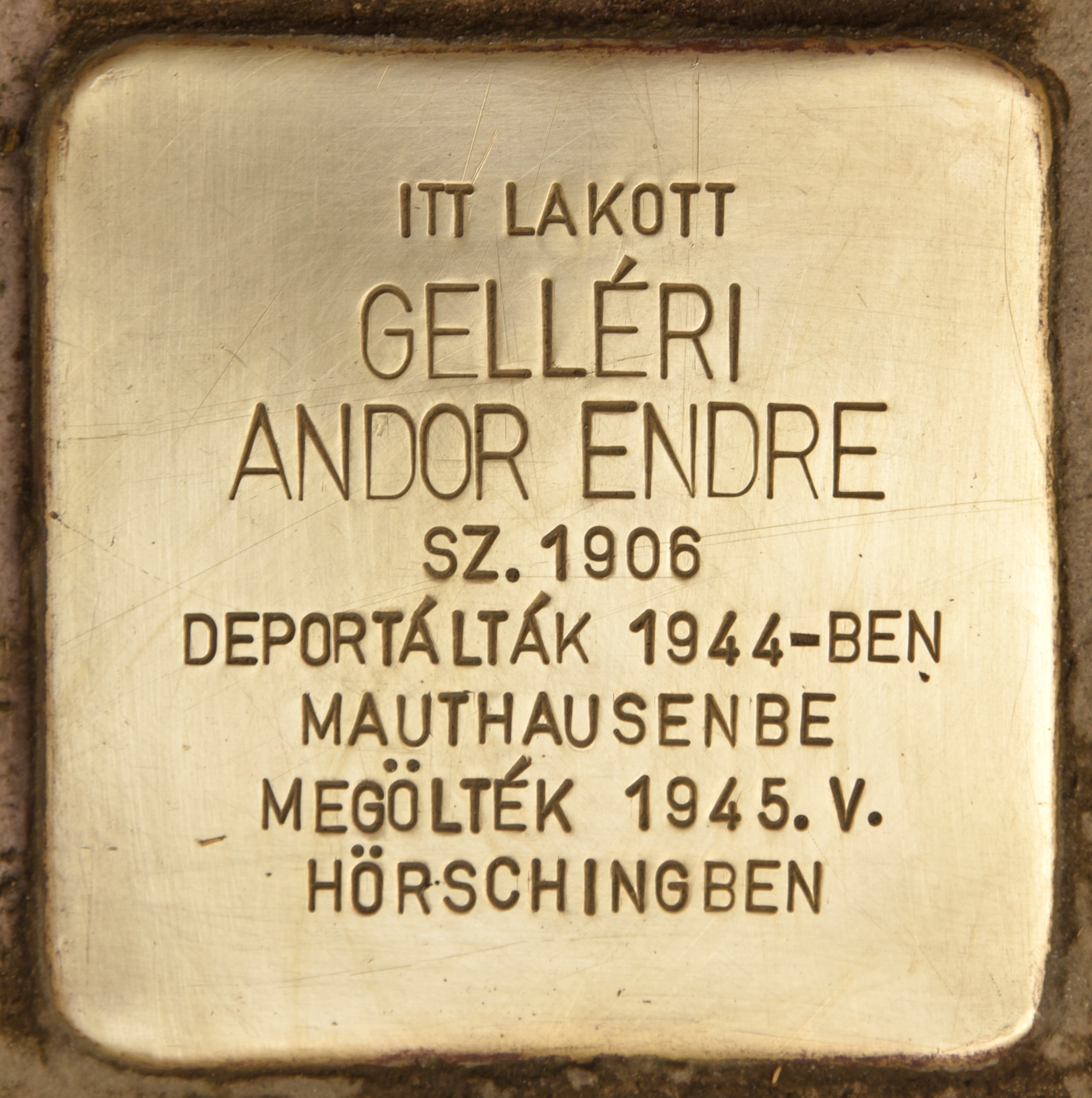
Gelléri Andor Endre, Beszterce utca 25.
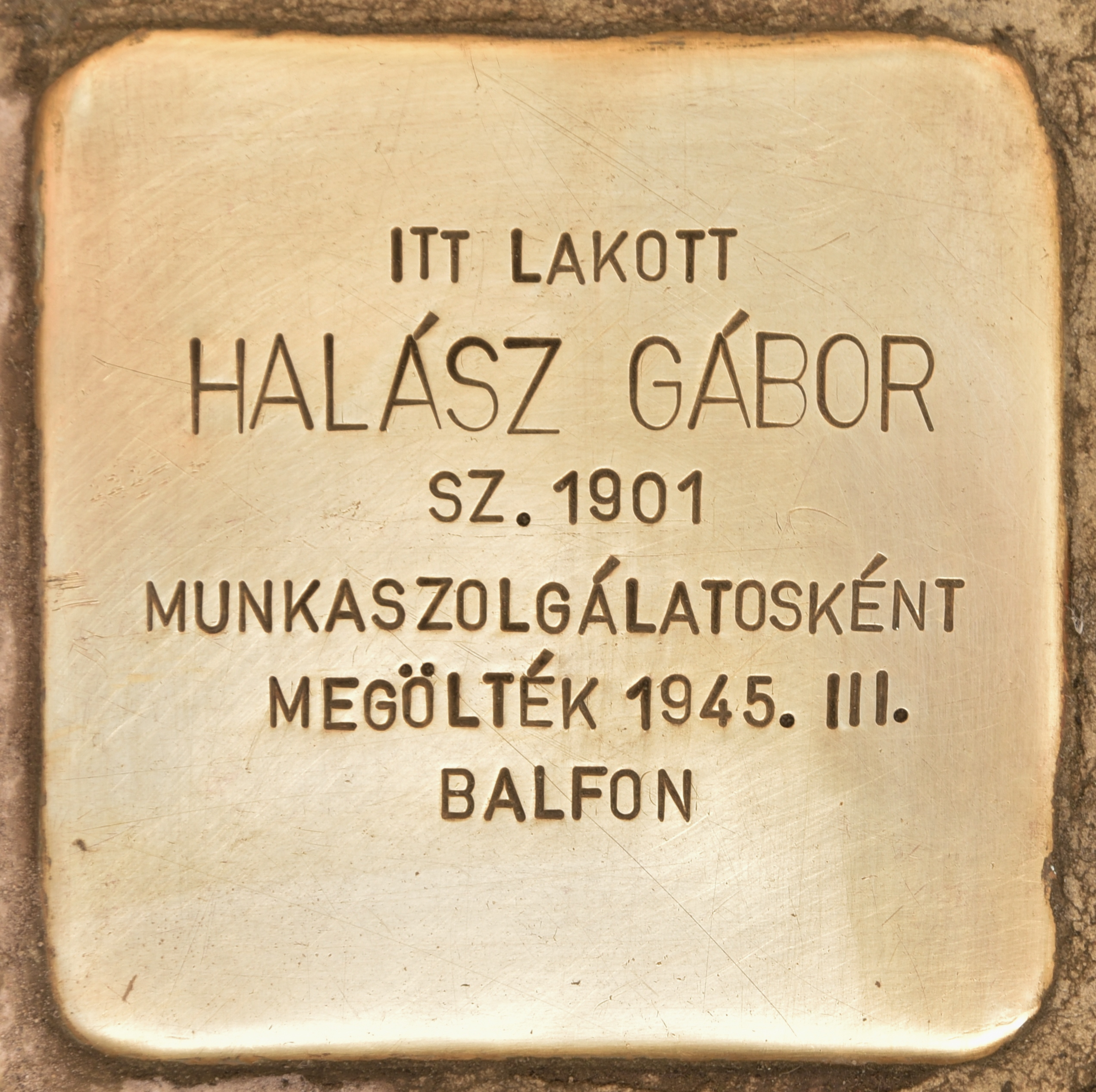
Halász Gábor, Selmeci utca 25.
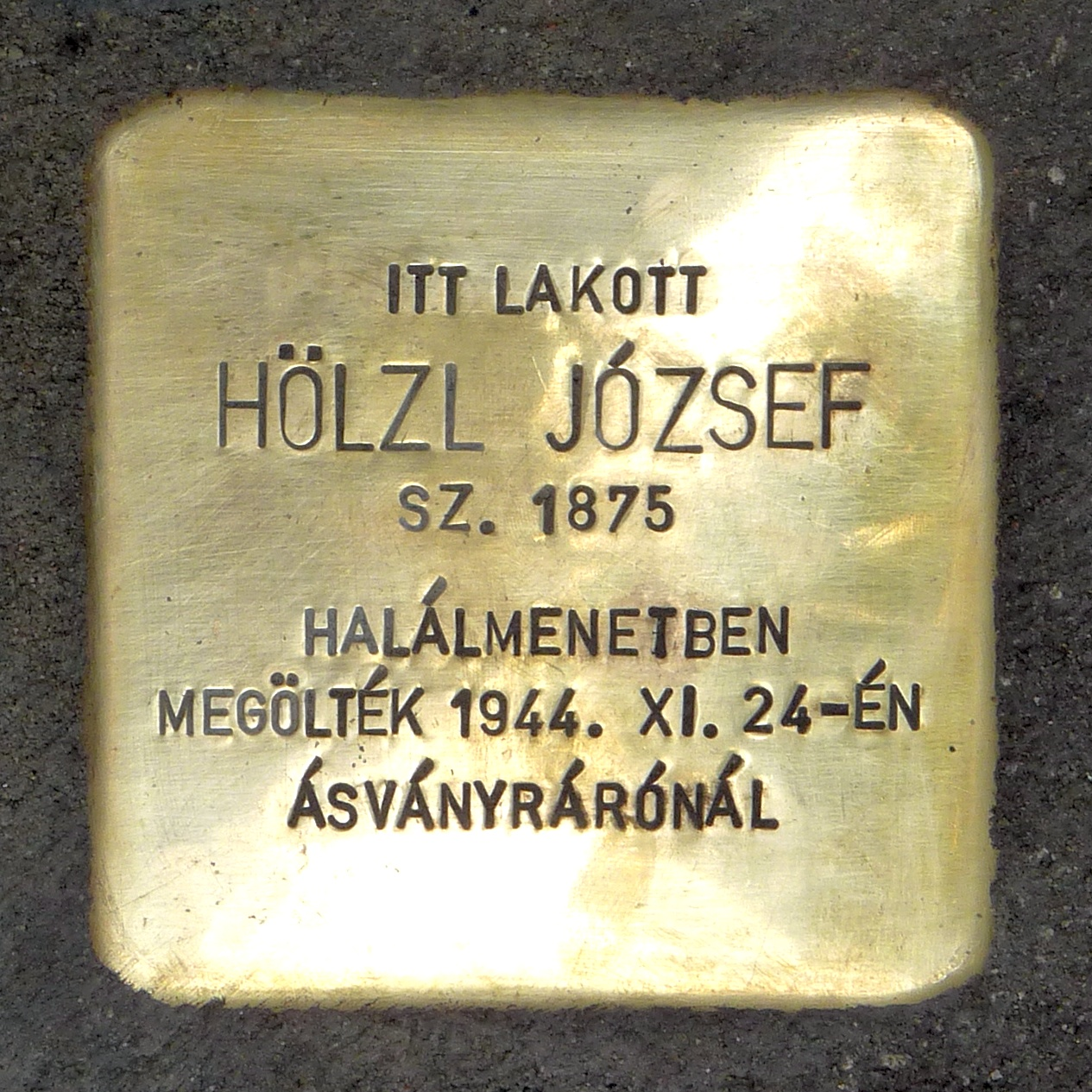
Hölzl József,[18] Szőlő utca 12.
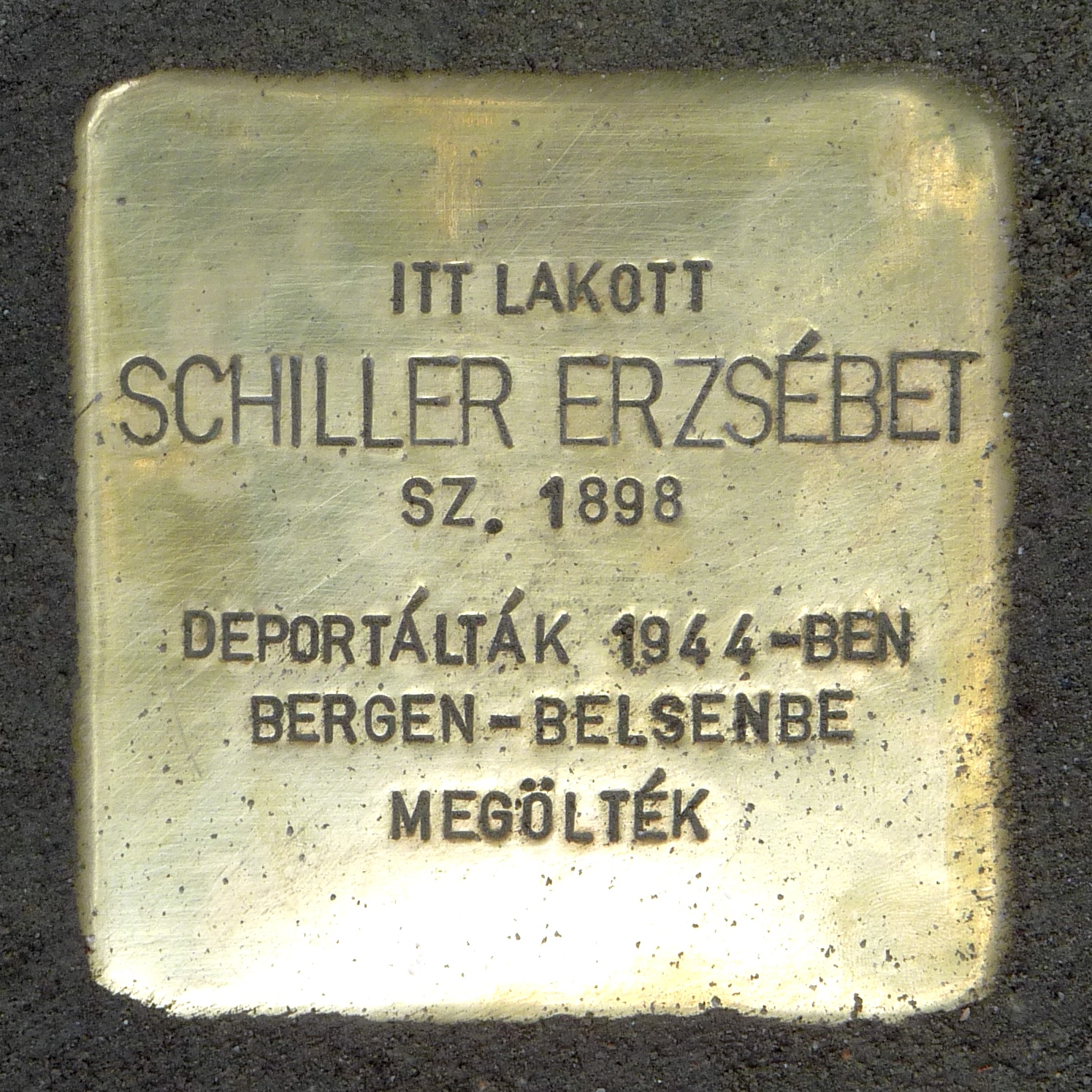
Schiller Erzsébet,
Pacsirtamező utca 32.

## Emléktáblák azAquincumi Múzeumban
Szentendrei út 135-139.

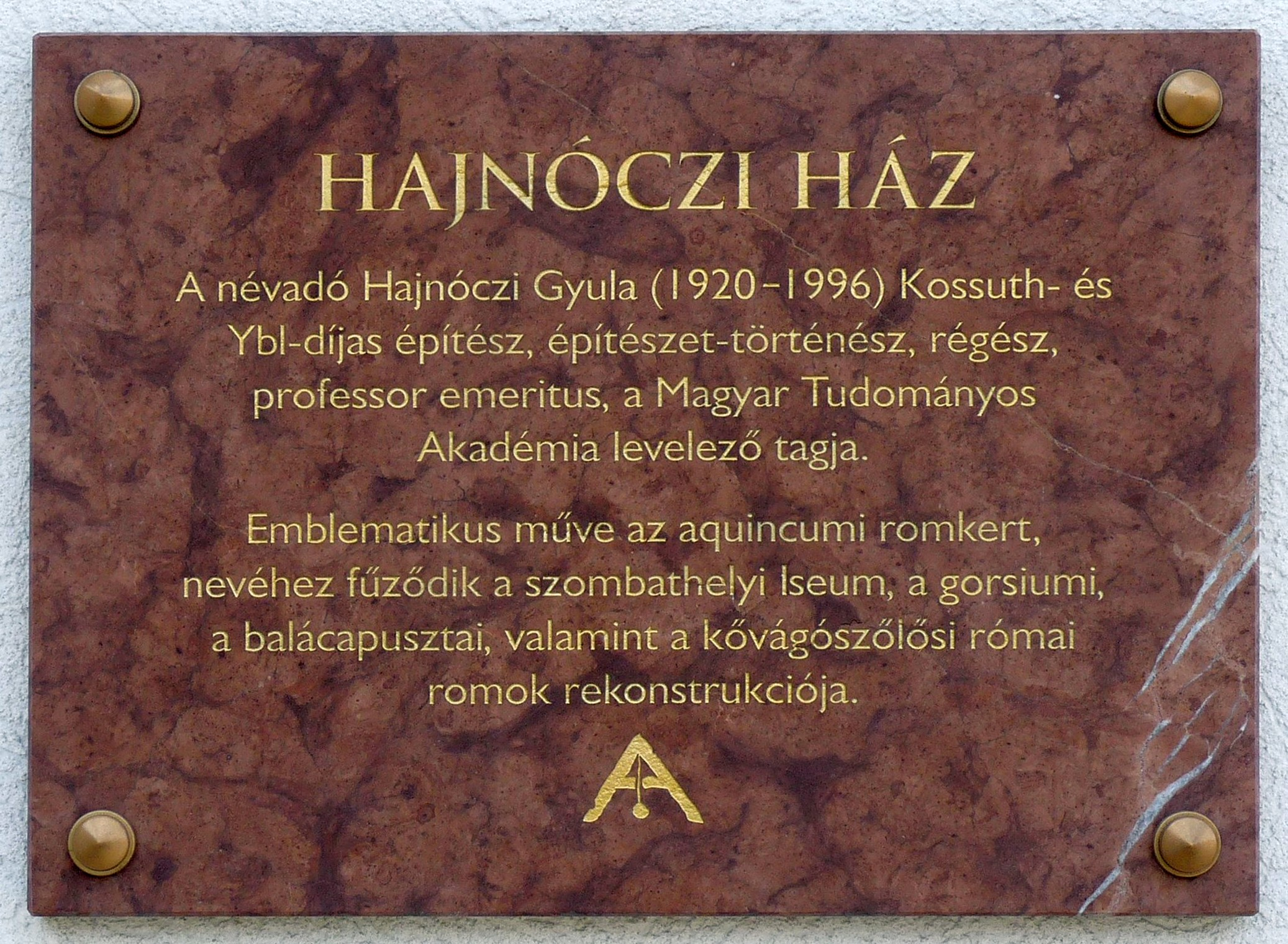
Hajnóczi Gyula
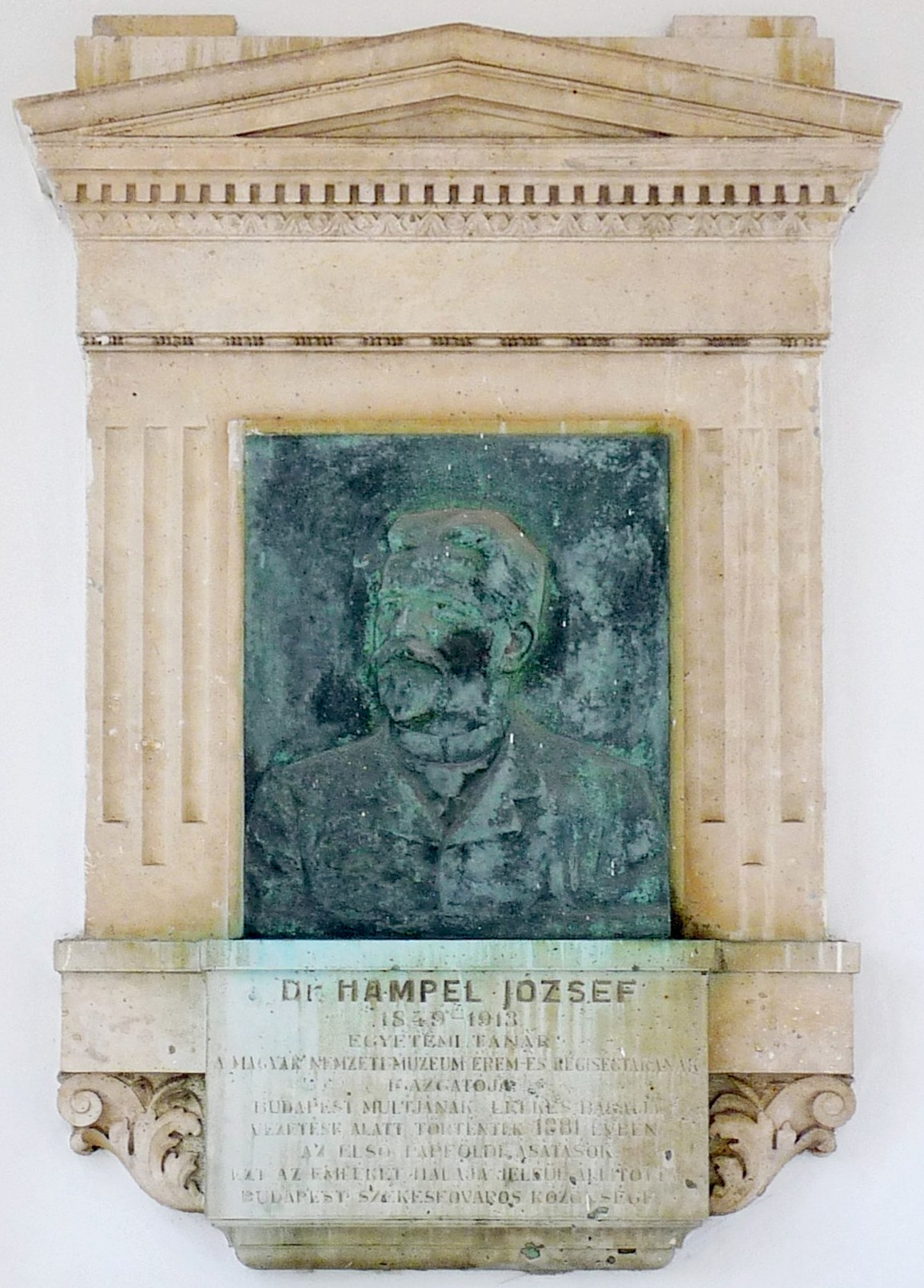
Hampel József, alkotó: Tóth István
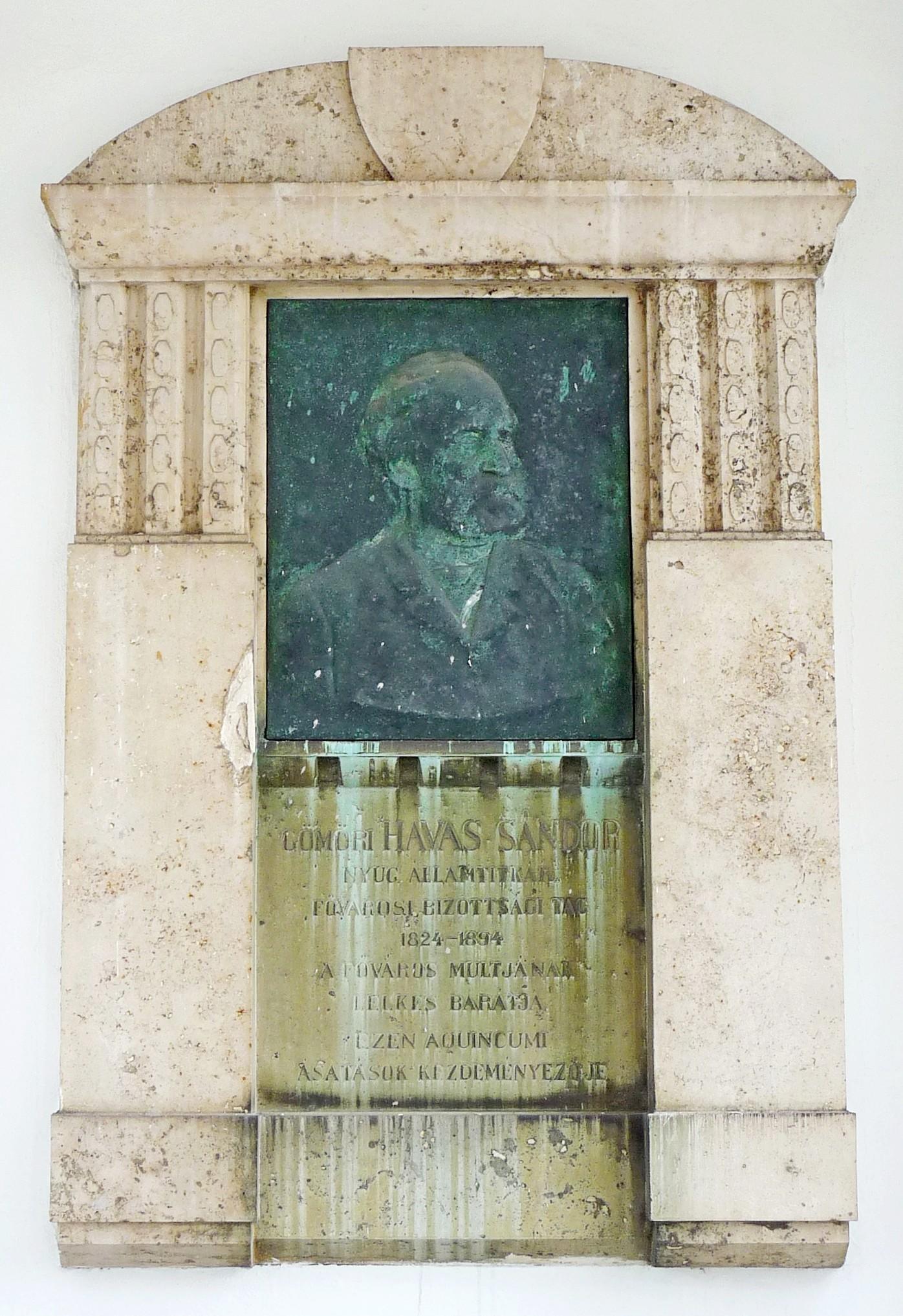
Havas Sándor, alkotó: Tóth István
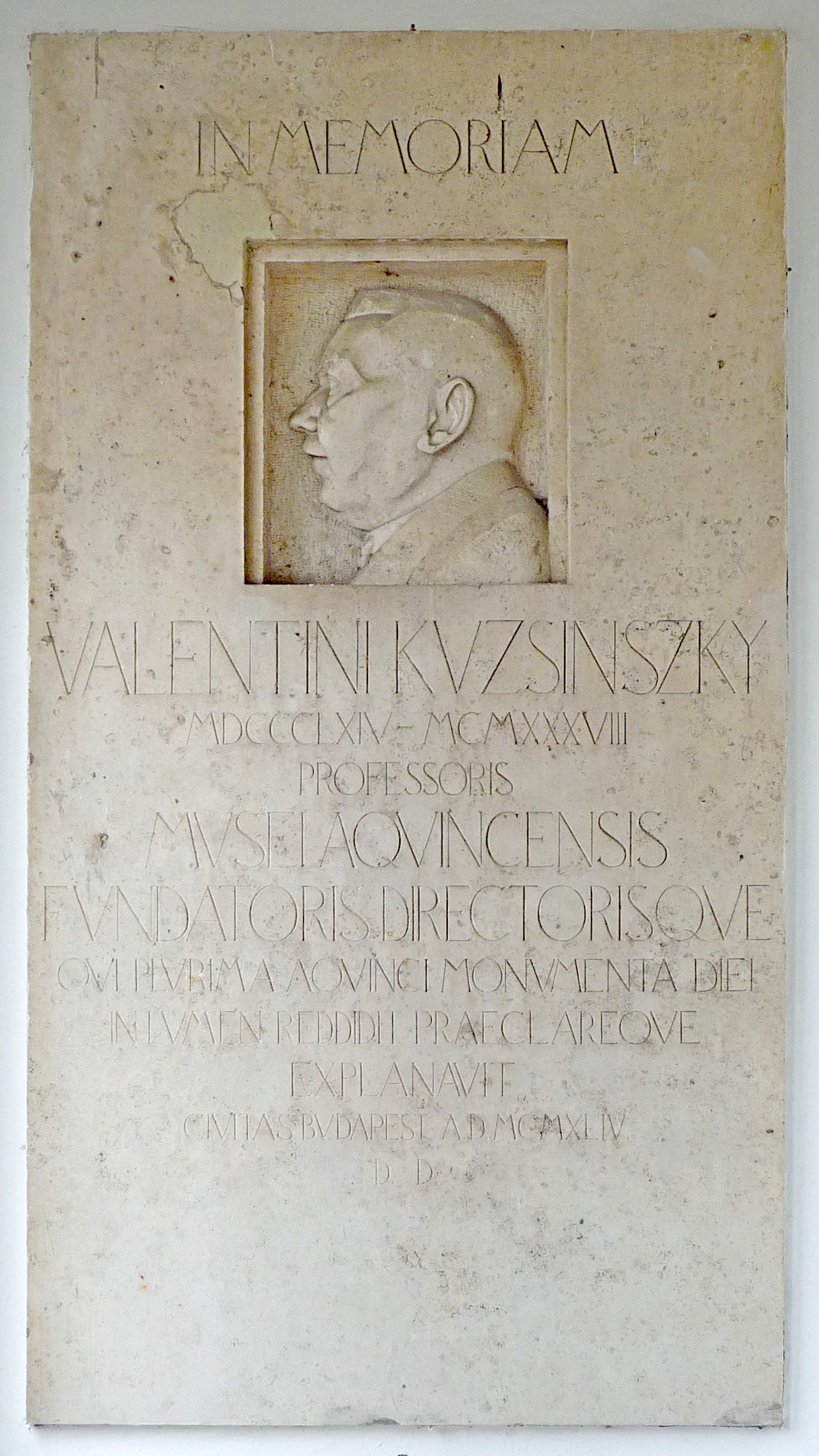
Kuzsinszky Bálint, alkotó: Ispánki József
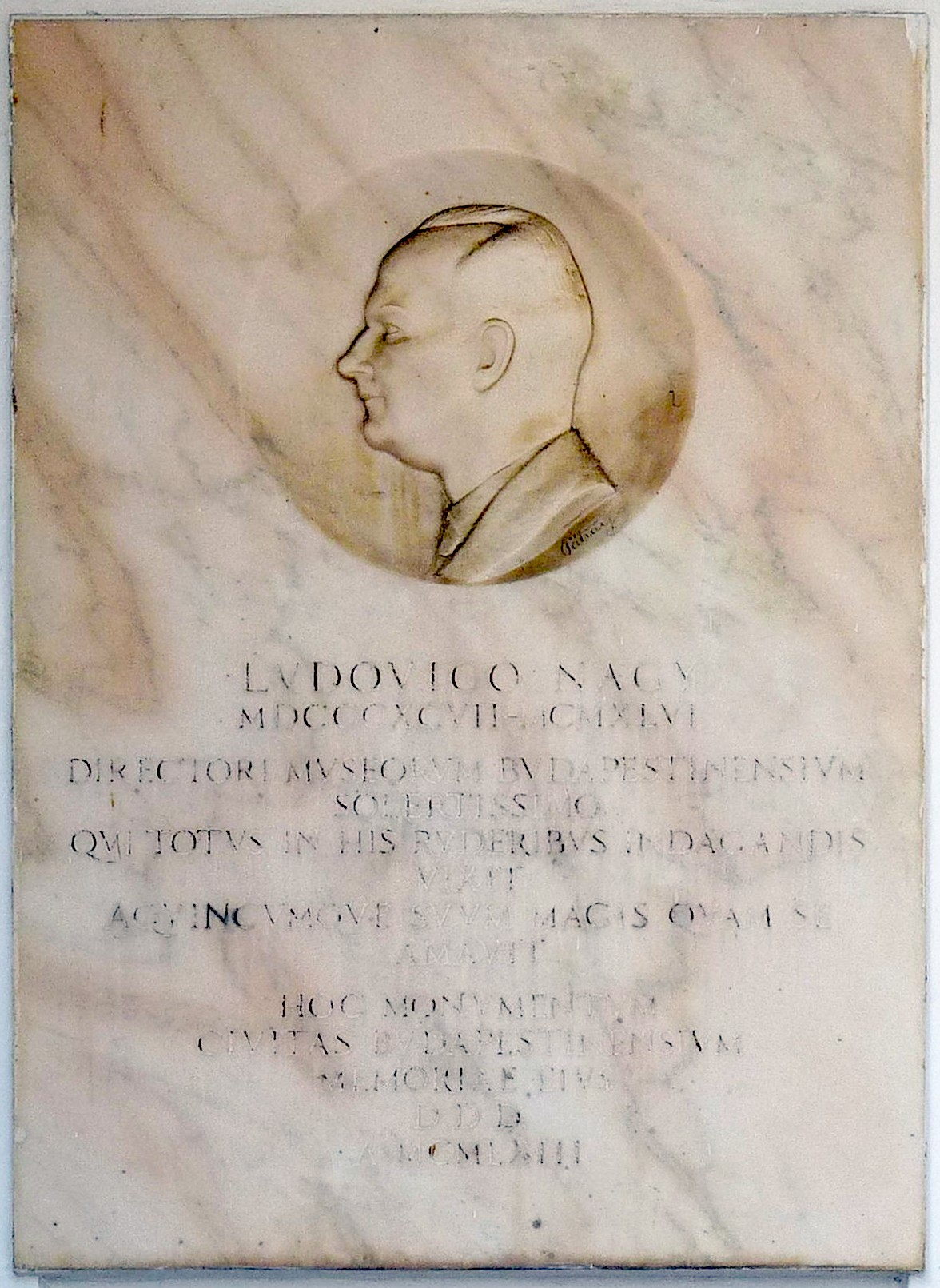
Nagy Lajos, alkotó: Pátzay Pál
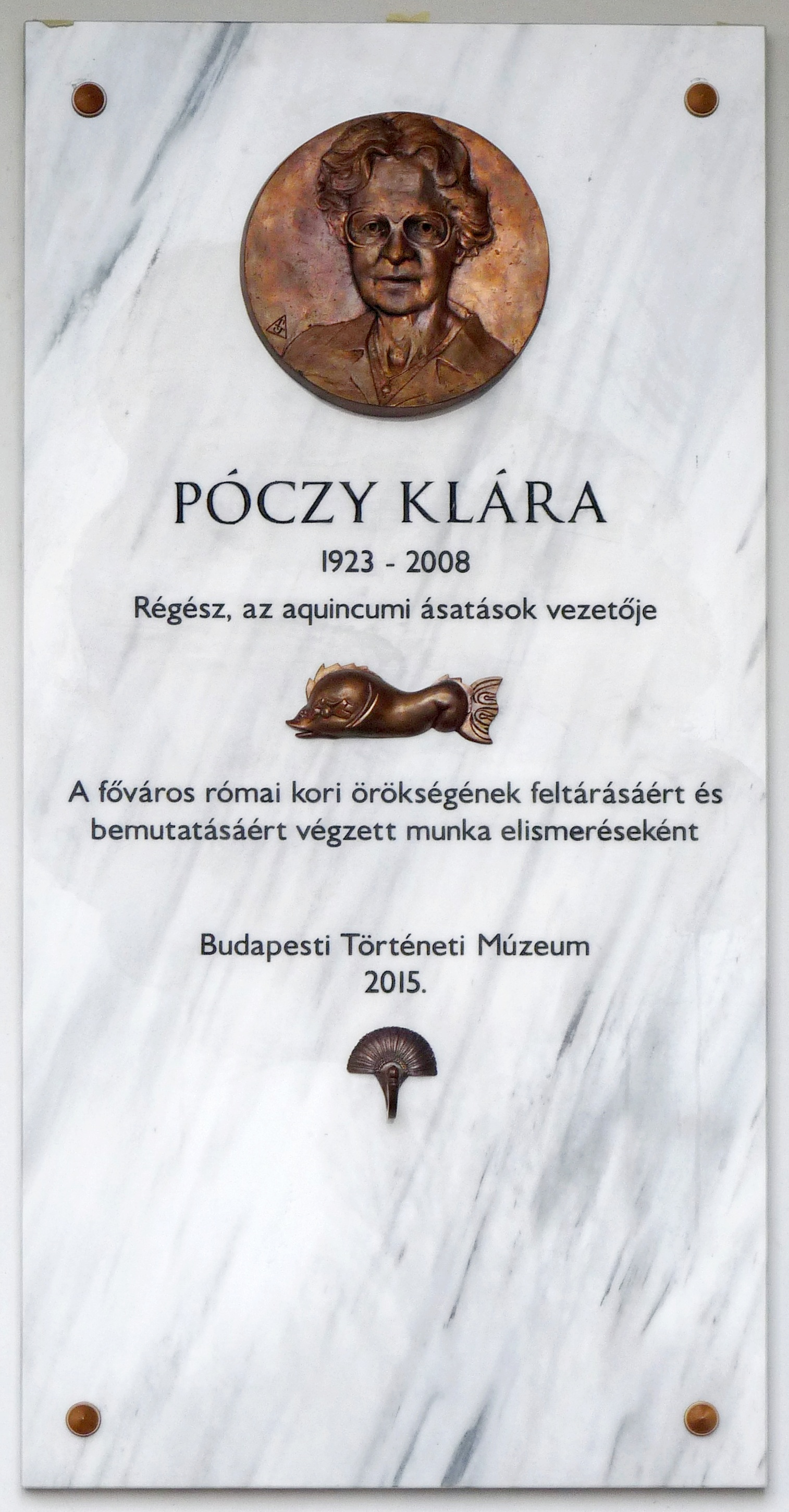
Póczy Klára, alkotó: Terebesi Gyula
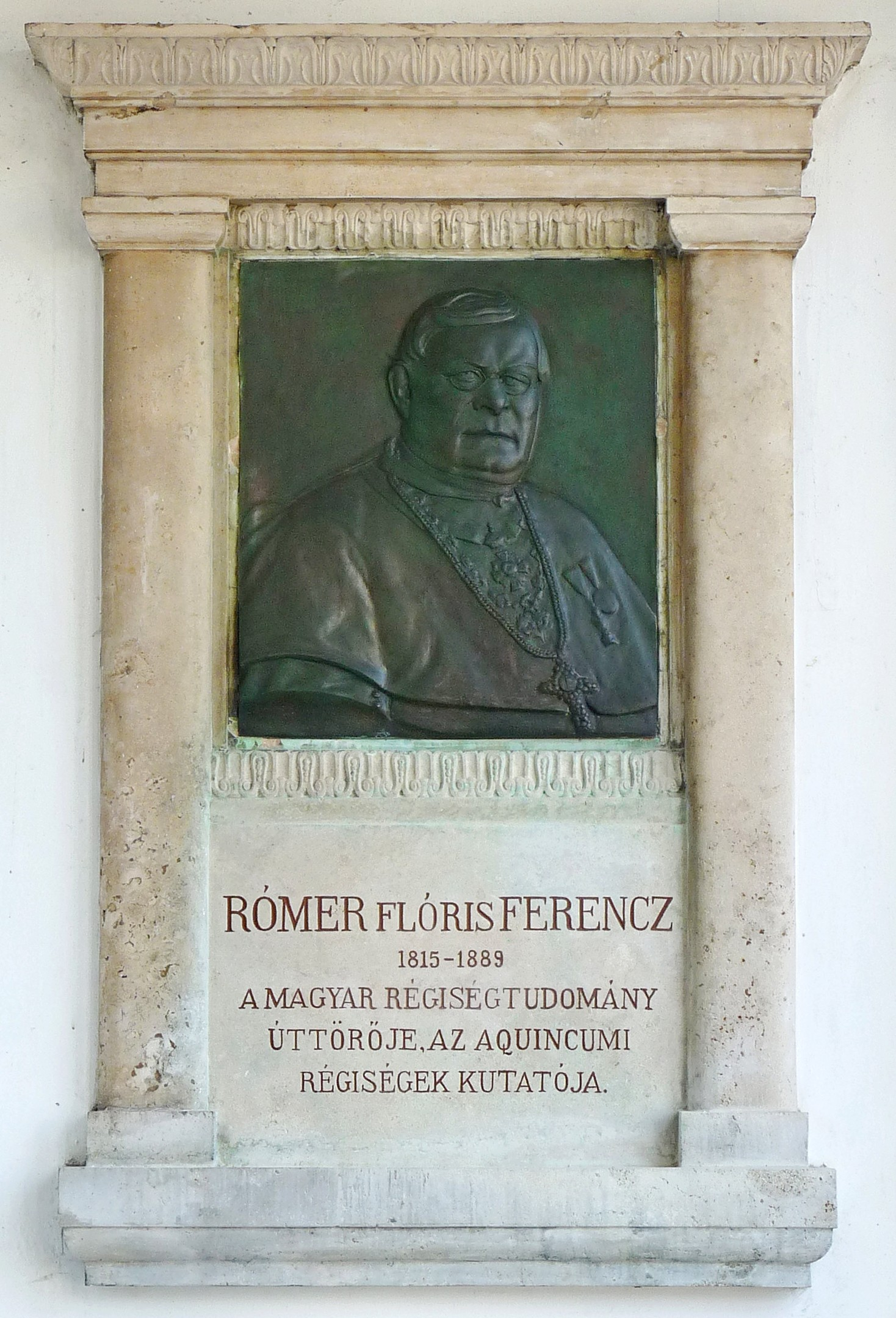
Rómer Flóris, alkotó: özv. Darás Jánosné
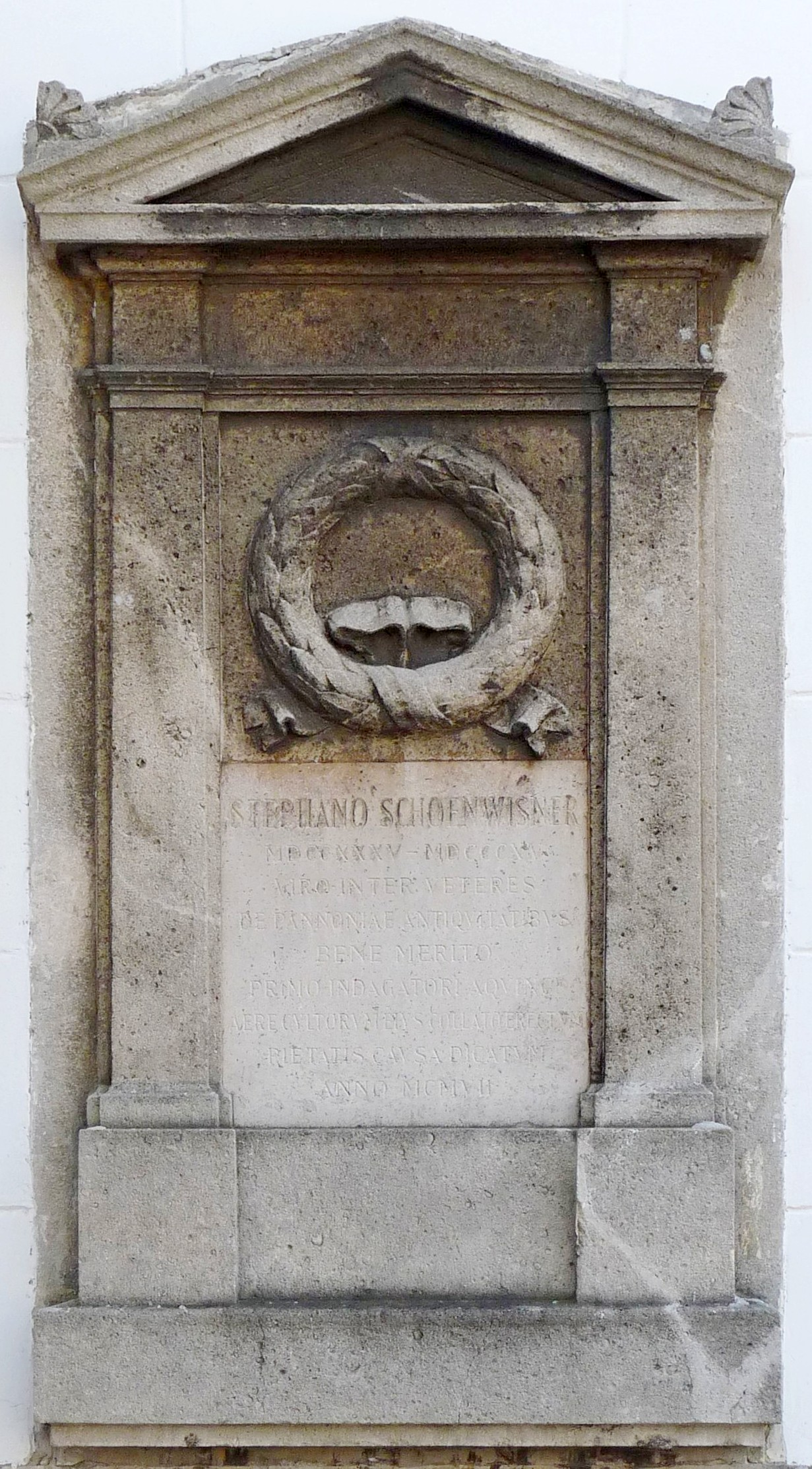
Schönvisner István, alkotó: Darás János
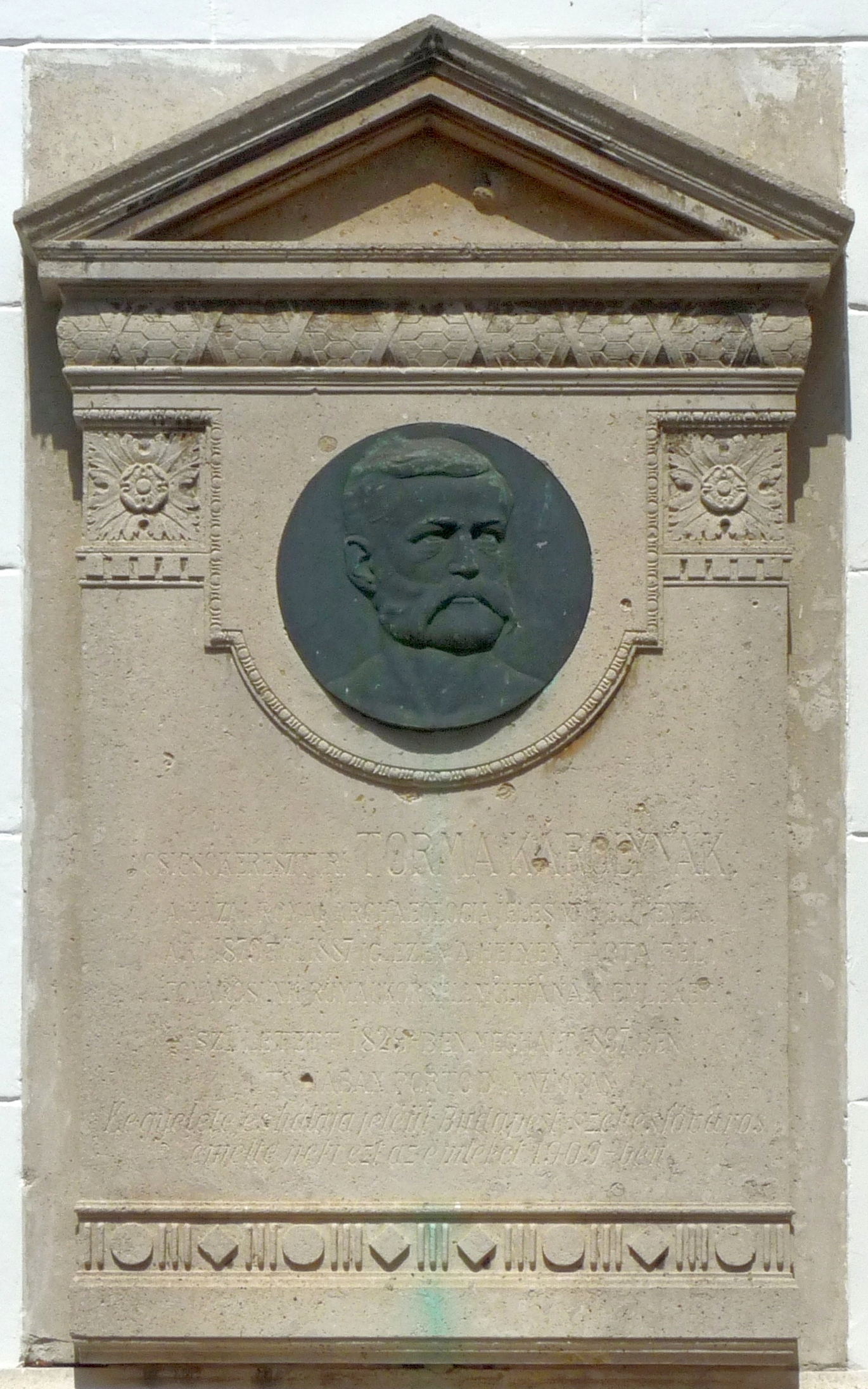
Torma Károly,
alkotó: özv. Darás Jánosné

## Utcaindex
| Árpád fejedelem útja (50/A.) A budaújlaki vízmű (66.) Nagy László és Szécsi Margit Árpád-házi Szent Erzsébet tér (-) Antonio Bonfini (-) Árpád-házi Szent Erzsébet Bálint György utca (6.) A 25 000. házgyári lakás Bárczi Géza utca (2.) Bárczi Géza Bebó Károly utca (2.) Bebó Károly Bécsi út (56.) Hoffmann-ház (88-90.) Göncz Árpád, Orbán Ottó, Réthey Lajos (92.) Toldalagi Pál (95.) Bán István (98.) Kassák Lajos (110/A.) Badacsonyi György (172.) Az első trolibuszjárat (365.) az 1956-os forradalom óbudai áldozatai (375.) Móra László, Külső-Bécsi úti elemi iskola 50. évf. Beszterce utca (25.) Gelléri Andor Endre + bk. Czetz János utca (2.) Czetz János Dévai Bíró Mátyás tér (–) Dévai Bíró Mátyás (1.) Rázga Pál Dósa utca (17.) Sárdy Brutus Erdőalja út (75/A.) Bakó Márta, Lenz Hedvig Fényes Adolf utca (12.) Fényes Adolf (23.) A Goldberger-gyár mártírjai Fodros utca (38.) Kolczonay Ernő Folyamőr utca (2.) Barba Péter Fő tér (1.) Prépostsági templom, Piast Erzsébet magyar királyné (2.) Kerényi Grácia, Megyesi Gusztáv (3.) Harrer Pál, Merkovics Gergely, a 2. világháborúban elhurcoltak, 2. világháború, málenkij robot Föld utca (50/A.) Földes Andor (50/B.) Merényi Gusztáv (57.) Karádi Károly (61.) Foerk Ernő Füst Milán utca (22.) Lakatos Menyhért Géza utca (13.) Wrabel Sándor Guckler Károly út (-) Guckler Károly Gulácsy Lajos utca (2.) Gulácsy Lajos Hármashatárhegyi út (-) Hármashatárhegyi repülőtér 50. évf. Herhoff György utca (22) Herhoff György Hollós Korvin Lajos utca (1.) Hollós Korvin Lajos Jós utca (8.) A Békásmegyeri robbanás áldozatai Katinyi mártírok emlékparkja (–) Katyńi vérengzés, Korompay Emánuel Aladár, Oskar Rudolf Kuehnel, Andrzej Przewoźnik Kelta utca (2.) Hegyi Balázs és Hegyi Dalma Keve utca (41.) Béres József Kiscelli utca (33.) Széli Sándor (76.) Kállai Ernő (78.) Gelléri Andor Endre Általános Iskola (79.) Fischer Ágoston (108.) Az 1956-os forradalom óbudai harcainak mártírjai Kórház utca (1.) Ugray György (23.) Az első házgyári panel beemelése Óbudán Korona tér (1.) Krúdy Gyula Kossuth Lajos üdülőpart (67.) Az 1945-ös árvíz Laborc utca (2/C.) Kulin György Lajos utca (47/A.) Nagy Lajos király (102/A.) Az 1838-as árvíz, Spitzer Gerzson (116.) Kiss Károly (138.) Endrei Walter, Goldberger Ferenc, Vég László (163.) A holokauszt óbudai áldozatai, Zsidó Fiúárvaház, a zsinagóga felújítói (168.) Az 1838-as árvíz (3 db), az Óbudai Szent Péter és Pál-főplébánia millenniuma | Laktanya utca (33.) Óbudai tengerészlaktanya, első óbudai zsidó temető és Münz Mózes Lehel utca (14.) A II. világháború és az 1956-os forradalom áldozatai Lékai bíboros tér (-) Lékai László Mátyáshegyi út (7/A.) Házy Erzsébet Medgyessy Ferenc utca (2-4.) Medgyessy Ferenc Menedékház utca (122.) A BTE hősi halottjai Miklós utca (2.) Kerényi Grácia Mikoviny utca (2-4.) Mikoviny Sámuel (2 db) Montevideó utca (3.) MMG-Automatika Művek Nagyszombat utca (6.) Csillagos ház Óbudai-sziget (132.) Széchenyi István (606.) Széchenyi Ödön Óbuda utca (6.) Az Óbudai Izraelita Elemi Iskola holokauszt-áldozatai Pacsirtamező utca (22/B.) Szluha Vilmos (32.) Schiller Erzsébet (61.) Horváth Árpád Ráby Mátyás utca (12/C.) Auspitz Andor Reviczky ezredes utca (2.) Reviczky Imre Rozgonyi Piroska utca (22.) Saile Antal San Marco utca (48-50.) San Marco hercegné, Német segélykórház 1956-ban Selmeci utca (25.) Halász Gábor + bk. Sujtás utca (20.) Almási Balogh Loránd Szentlélek tér (–) Árpád híd (10.) Az első budai egyetem, Óbudai Egyetem, Zsigmond magyar király Szentendrei út (18.) Joshfilm-Fischerfilm (69-71.) Az 1876-os árvíz (93.) Magyar Textilfestő Rt. (135-139.) Hajnóczi Gyula, Hampel József, Havas Sándor, Kuzsinszky Bálint, Nagy Lajos, Póczy Klára, Rómer Flóris, Schönvisner István, Torma Károly Szépvölgyi út (1/C.) Szrogh György (3/A.) Móra István (67.) Csukás István Szőlő utca (12.) Hölzl József (23.) Homoródi Lajos (82.) Tobak Tibor Templom utca (13.) A németek kitelepítése (20.) Millennium, és Millecentenárium Teszársz Károly utca (5.) Teszársz Károly Tímár utca (11.) Az 1956-os forradalom (16.) Leövey Klára Ének-zene Tagozatos Általános Iskola (17/B.) Gruber Béla Váradi Sándor utca (2.) Váradi Sándor (15/A.) A porajmos áldozatai Vihar utca (4.) Till Ottó Vöröskereszt utca (14.) Tamkó Sirató Károly Vörösvári út (1.) Kállai István (41.) D. Szűcs László (88.) Dr. Faragó Sándor „pingpongdoki” (93.) Az Óbuda kocsiszín I. világháborús halottai (108-110.) Mindszenty József Záhony utca (7.) Óbudai Gázgyár Zápor utca (14/B.) Sinkó László, Sinkovits Imre Zemplén Győző utca (8.) Zemplén Győző Zichy utca (–) Zichy Ferenc és Zichy Ottó Zipernowsky utca (1-3.) Zipernowsky Károly Zsámboki Pál tér (–) Zsámboki Pál Zsirai Miklós utca (1.) Zsirai Miklós |